# Grenoble
Pour les articles homonymes, voir Grenoble (homonymie).
Grenoble (prononcé /gʁə.nɔbl/ ) est une commune du Sud-Est de la France, en région Auvergne-Rhône-Alpes ; elle est le chef-lieu du département de l'Isère et l’ancienne capitale du Dauphiné.
Grenoble est la commune-centre de la deuxième agglomération de la région Auvergne-Rhône-Alpes en nombre d'habitants (après celle de Lyon), et la quatrième commune de cette région (derrière Lyon, Saint-Étienne et Villeurbanne). Son agglomération de 450 000 habitants est également la plus grande métropole des Alpes (devant Innsbruck — dont l'agglomération compte 300 000 habitants — et Bolzano), ce qui lui vaut le surnom, en France, de « capitale des Alpes »,. Son aire d'attraction est de 722 904 habitants  en 2021 (zonage de 2020), ce qui la classe en onzième position au niveau national, derrière Montpellier et Rennes mais devant Rouen. Son bassin d'emploi compte 814 000 habitants, ce qui en fait le 9e bassin d'emploi hors Paris, derrière ceux de Rennes ou Rouen, mais devant celui de Lille.
L’histoire de Grenoble couvre une période de plus de deux mille ans : durant l'époque gallo-romaine, le bourg gaulois porte le nom de Cularo, puis celui de Gratianopolis. Son importance s'accroît durant le XIe siècle, lorsque les comtes d’Albon choisissent la cité comme capitale de la province du Dauphiné. Ce statut, consolidé par l'annexion à la France (1349), lui permet de développer son économie. Grenoble devient alors une ville parlementaire et militaire, à proximité immédiate de la frontière avec la Savoie.
En 1788, la population s'est mobilisée pour défendre ses parlementaires lors de la journée des Tuiles, en attaquant les troupes royales. Antoine Barnave et Jean-Joseph Mounier, représentants du tiers état, à l'origine du fameux serment du Jeu de paume, furent d'illustres acteurs grenoblois de la Révolution française.
Le développement industriel de Grenoble commence véritablement au XVIIIe siècle avec la ganterie, et s’accentue dans la deuxième partie du XIXe siècle avec la découverte de la « houille blanche » (l'énergie hydroélectrique). Mais Grenoble connaît sa croissance la plus forte durant les Trente Glorieuses.
L'organisation des Jeux olympiques d’hiver (1968) symbolise cette période de grands bouleversements pour la ville. Son développement continuant, Grenoble s'affirme aujourd’hui comme un grand centre scientifique européen,. Pour ce qui est de la population, Grenoble était, en 2018, la seizième commune de France avec 157 650 habitants, son unité urbaine la seizième de France en 2018, avec 451 096 habitants, et son aire d'attraction la onzième, avec 713 291 habitants. Ses habitants sont dénommés les Grenoblois.

## Géographie

Panorama général de l'agglomération grenobloise depuis le sommet du Moucherotte. Vue sur la ville et l'ensemble des massifs qui l'entourent (de gauche à droite : la Chartreuse, le mont Blanc en arrière-plan, Belledonne, les Grandes Rousses, le Taillefer, les Écrins, le Dévoluy et le Vercors).

### Localisation
La commune de Grenoble est située entre les massifs du Vercors (à l'ouest et au sud-ouest), de la Chartreuse (au nord), du Taillefer (au sud-est) et de la chaîne de Belledonne (à l'est). Elle est approximativement au centre de la partie française des Alpes. La ville entourée de montagnes très proches faisait dire à Stendhal :
« … Au bout de chaque rue, une montagne »
Grenoble est située dans la partie sud-est du territoire national, à relativement faible distance (à vol d'oiseau) des frontières italienne (70 kilomètres) et suisse (110 kilomètres).
L'agglomération est située sur l'axe du sillon alpin, s'étendant de Valence à Genève, et qui comprend également les villes de Chambéry, Annecy, Aix-les-Bains, Voiron et Romans-sur-Isère.
Bien que située au confluent actuel du Drac et de l'Isère, Grenoble fut bâtie à l'origine au niveau des contreforts de la Bastille, sur un léger tertre en rive gauche de l’Isère, à son point le plus aisément franchissable et donc au premier endroit permettant d'accueillir un pont avant la confluence. L'Isère venait en effet buter contre l'éperon sud du Mont Rachais et divaguait dans des méandres qui se déplaçaient sans cesse.
Les villages alentour étaient, quant à eux, installés à l’abri des inondations sur les coteaux des trois massifs. Ce n'est qu'une fois ces rivières canalisées que la ville connaîtra une expansion urbaine sur le reste de la plaine.
Le point zéro de départ du kilométrage se situe sur le pont Marius-Gontard. À vol d'oiseau, Grenoble se situe à 47 kilomètres de Chambéry, 71 kilomètres de Valence, 73 kilomètres de Gap, 92 kilomètres de Vienne, 97 kilomètres de Lyon, 122 kilomètres de Genève, 154 kilomètres de Turin, 204 kilomètres de Nice, 211 kilomètres de Marseille et 483 kilomètres de Paris. Toujours à vol d'oiseau, Grenoble se situe à 14 kilomètres de la station de ski de Chamrousse, à 16 kilomètres des Sept Laux, à 17 kilomètres de Villard-de-Lans, à 25 kilomètres de l'Alpe d'Huez, à 35 kilomètres des Deux Alpes et à 48 kilomètres de La Grave.
Par la route, Grenoble se situe à 110 kilomètres de Lyon, 224 kilomètres de Turin, 320 kilomètres de Nice et à 547 kilomètres de Paris.

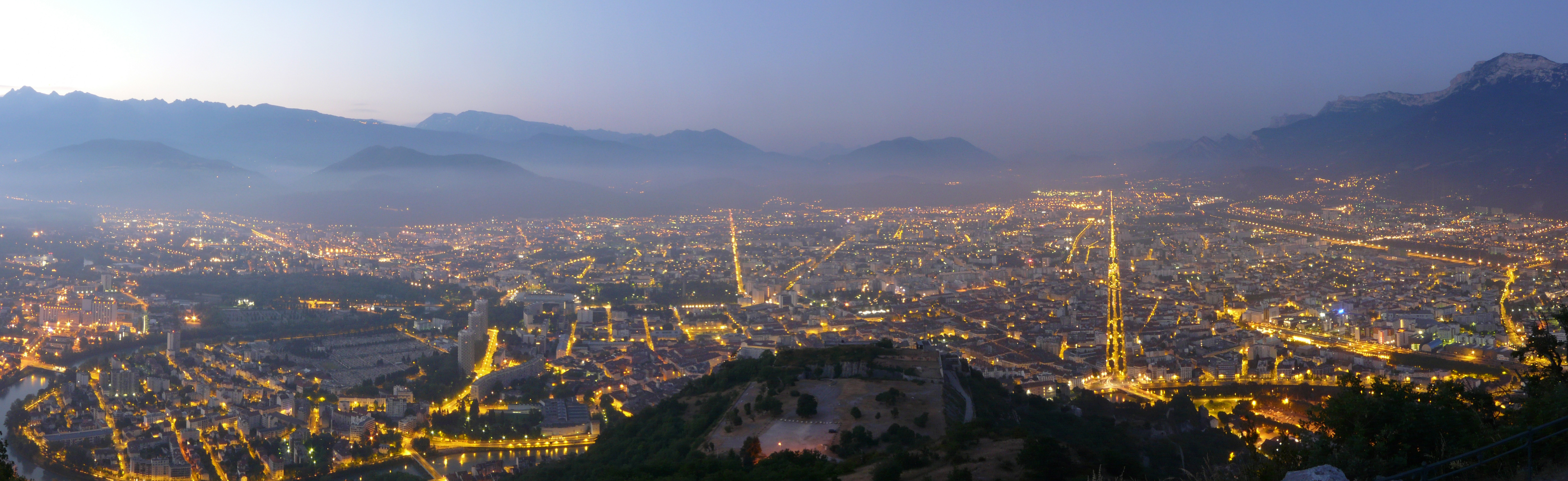
Vue vers le sud depuis le mont Jalla. Au premier plan, la Bastille dominant la ville de Grenoble illuminée, avec l'axe de l'avenue Jean-Perrot au centre et celui du cours Jean-Jaurès à droite.
De gauche à droite, vue sur les massifs de Belledonne, du Taillefer, le plateau Matheysin, la vallée du Drac, la vallée de la Gresse et le massif du Vercors.

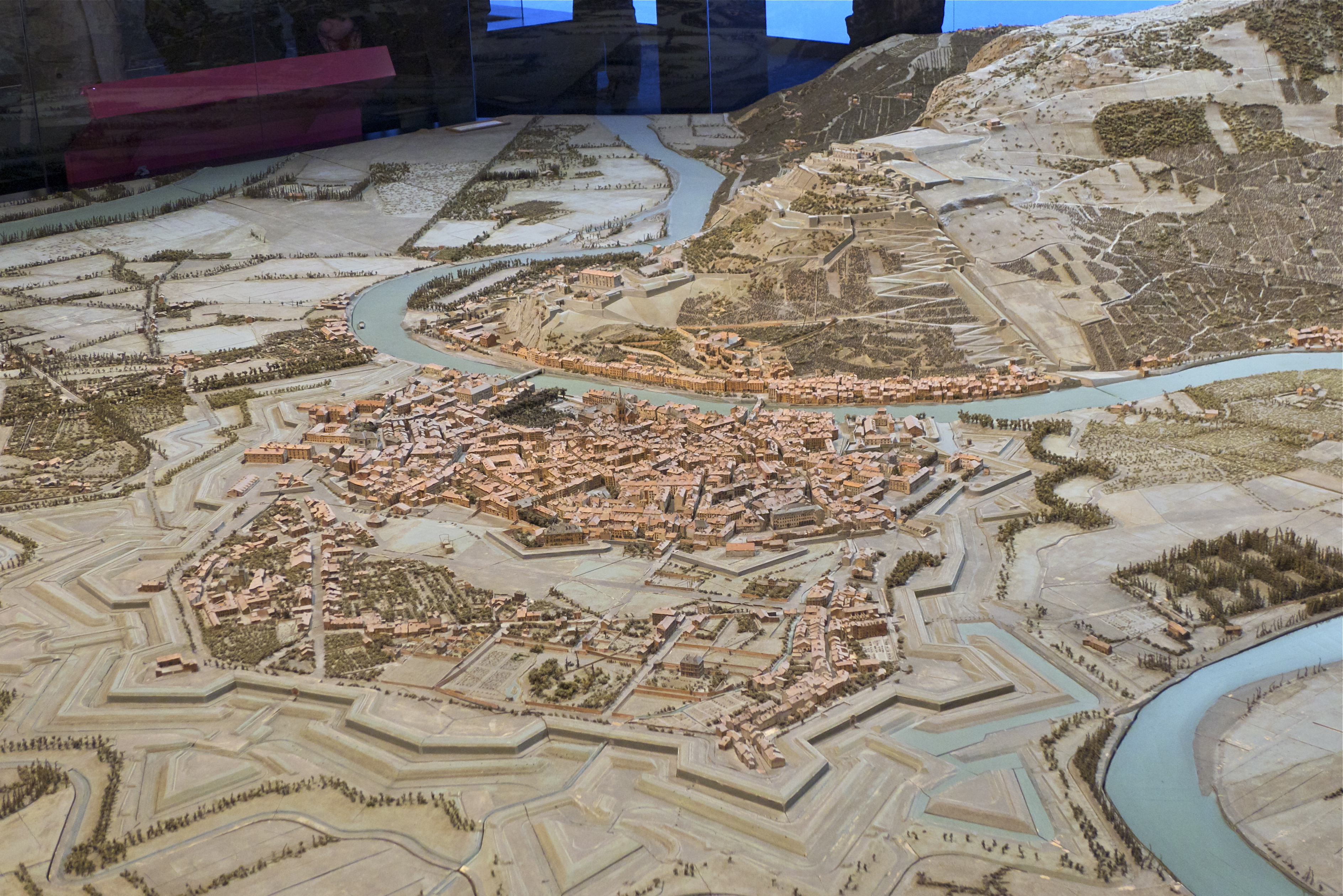
La vieille ville de Grenoble se situe au pied des premiers contreforts de la Chartreuse marqués par le fort de la Bastille (plan relief de 1848).
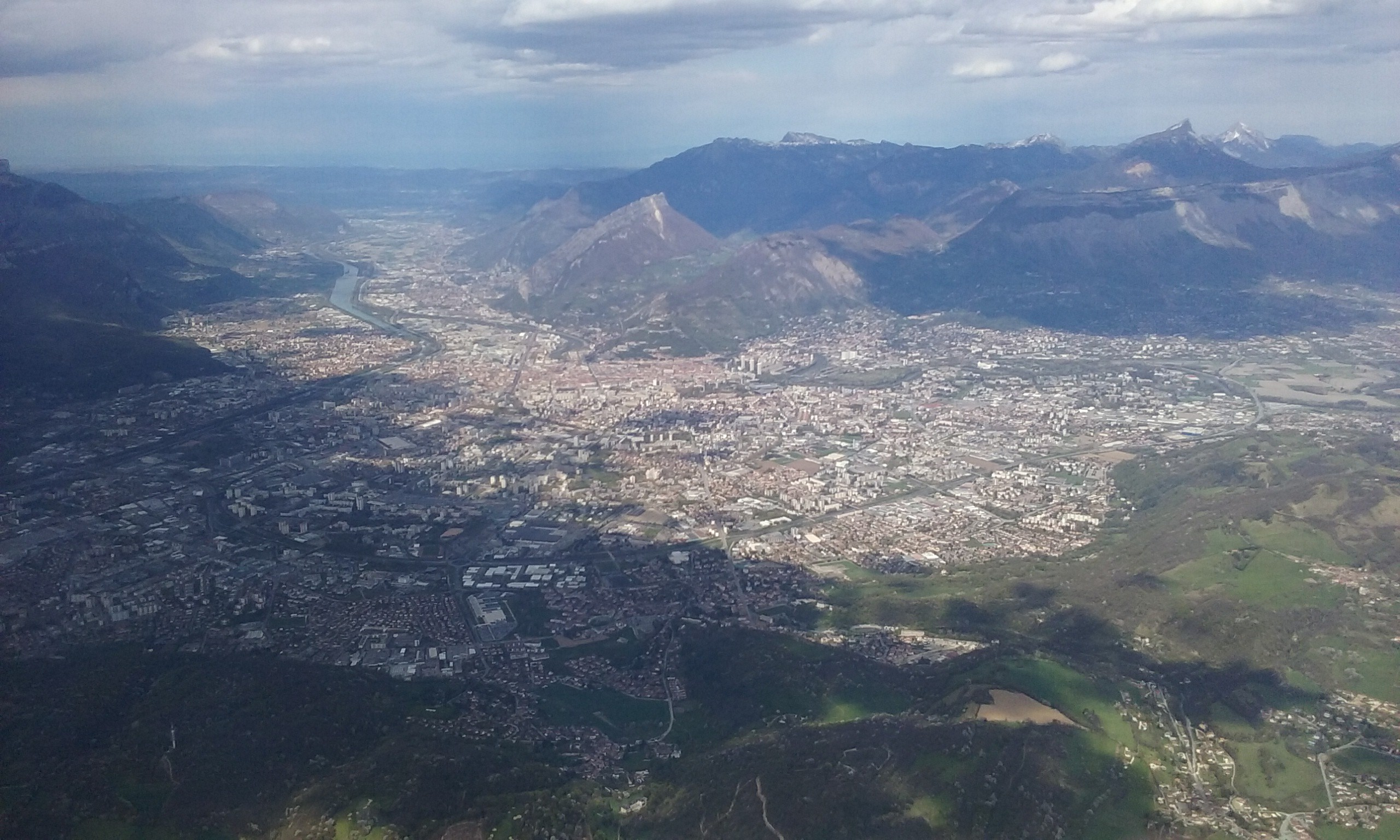
Vue aérienne de l'agglomération grenobloise avec le massif de la Chartreuse en arrière-plan.

### Communes limitrophes
Grenoble est le siège de la métropole Grenoble-Alpes Métropole (communément appelée La Métro) qui inclut également au 1er janvier 2015 les communes suivantes : Bresson, Brié-et-Angonnes, Champ-sur-Drac, Champagnier, Claix, Corenc, Domène, Échirolles, Eybens, Fontaine, le Fontanil-Cornillon, Gières, Herbeys, Jarrie, La Tronche, Le Gua, Meylan, Miribel-Lanchâtre, Mont-Saint-Martin, Montchaboud, Murianette, Notre-Dame-de-Commiers, Notre-Dame-de-Mésage, Noyarey, Poisat, Le Pont-de-Claix, Proveysieux, Quaix-en-Chartreuse, Saint-Barthélemy-de-Séchilienne, Saint-Égrève, Saint-Georges-de-Commiers, Saint-Martin-d'Hères, Saint-Martin-le-Vinoux, Saint-Paul-de-Varces, Saint-Pierre-de-Mésage, Le Sappey-en-Chartreuse, Sarcenas Sassenage, Séchilienne, Seyssinet-Pariset, Seyssins, Varces-Allières-et-Risset, Vaulnaveys-le-Bas, Vaulnaveys-le-Haut, Venon, Veurey-Voroize, Vif et Vizille.
Cette métropole, créée le 1er janvier 2015, et succédant à la communauté d'agglomération du même nom, compte aujourd’hui quarante-neuf communes pour 444 078 habitants.
Le territoire de Grenoble est limitrophe de dix des quarante-neuf autres communes qui composent la Métro. À titre de comparaison, la superficie de Grenoble et des communes de sa première couronne représente exactement la même superficie que la commune de Paris, soit 105,40 km2, mais pour 325 000 habitants.

### Géologie et relief

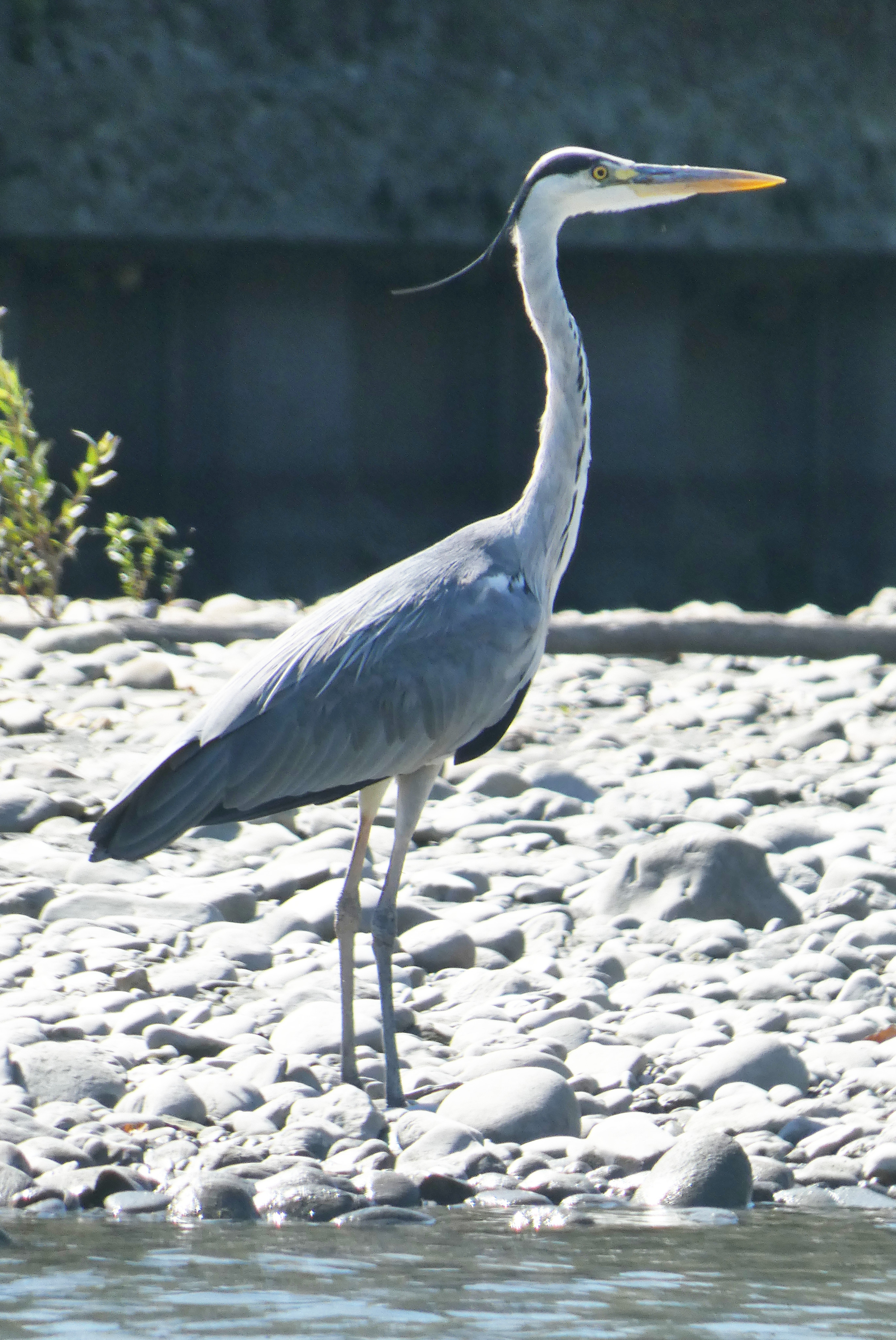
Héron cendré sur l'Isère.

Grenoble est bâtie à l'origine sur les contreforts de la Bastille (à gauche) et sur le léger tertre en rive gauche de l'Isère (à droite).

#### Une des villes les plus plates de France
La ville est principalement bâtie dans une plaine au confluent de l'Isère avec le Drac, au centre de l'Y grenoblois. Cette configuration permet de parler d’une « cuvette grenobloise », vallée singulièrement plate d'origine glaciaire. Grenoble est souvent présentée comme une des villes les plus plates de France, expression utilisée par le site de la ville, ce qui la rend propice au déplacement à vélo.
Le retrait du glacier de l'Isère, il y a environ 25 000 ans, entraîne la présence d'un lac pendant plus de dix mille ans, avec ses alluvions lacustres würmiennes. Le recul des glaciers a laissé un réseau hydrographique changeant, parfois de manière brutale (inondation de 1219). Ainsi, avant le XVIIe siècle, le Drac n'était pas canalisé et rejoignait l'Isère par de nombreux méandres vers l'actuel pont de la Porte-de-France[réf. souhaitée]. Le reste de la plaine, soumis aux inondations fréquentes de l’un ou l’autre des cours d’eau, se partageait entre marais, cultures et maigres pâturages. Au fil des siècles, la lutte des habitants pour maîtriser ces deux rivières va donner naissance au symbole du serpent et du dragon. Aujourd'hui, ce rapport à l'eau est toujours particulier, puisque certaines nappes phréatiques se trouvent à moins de deux mètres de la surface, nécessitant des fondations spéciales pour toute construction nouvelle[réf. souhaitée], et rendant toute réalisation de transports souterrains irréaliste en raison d'un coût financier trop important[réf. souhaitée].

#### La Bastille, unique sommet grenoblois
L'altitude de Grenoble varie de 204 à 600 mètres ; la mairie, proche des berges de l'Isère, se situe à 212 mètres. La ville est dominée par la Bastille, une ancienne forteresse défensive construite sur une hauteur culminant à près de 475 mètres, accessible depuis le centre-ville par le téléphérique de Grenoble Bastille, dont les cabines, appelées communément « les Bulles », sont devenues un des symboles marquants de la ville. Derrière la Bastille commence le parc naturel régional de Chartreuse.

### Climat

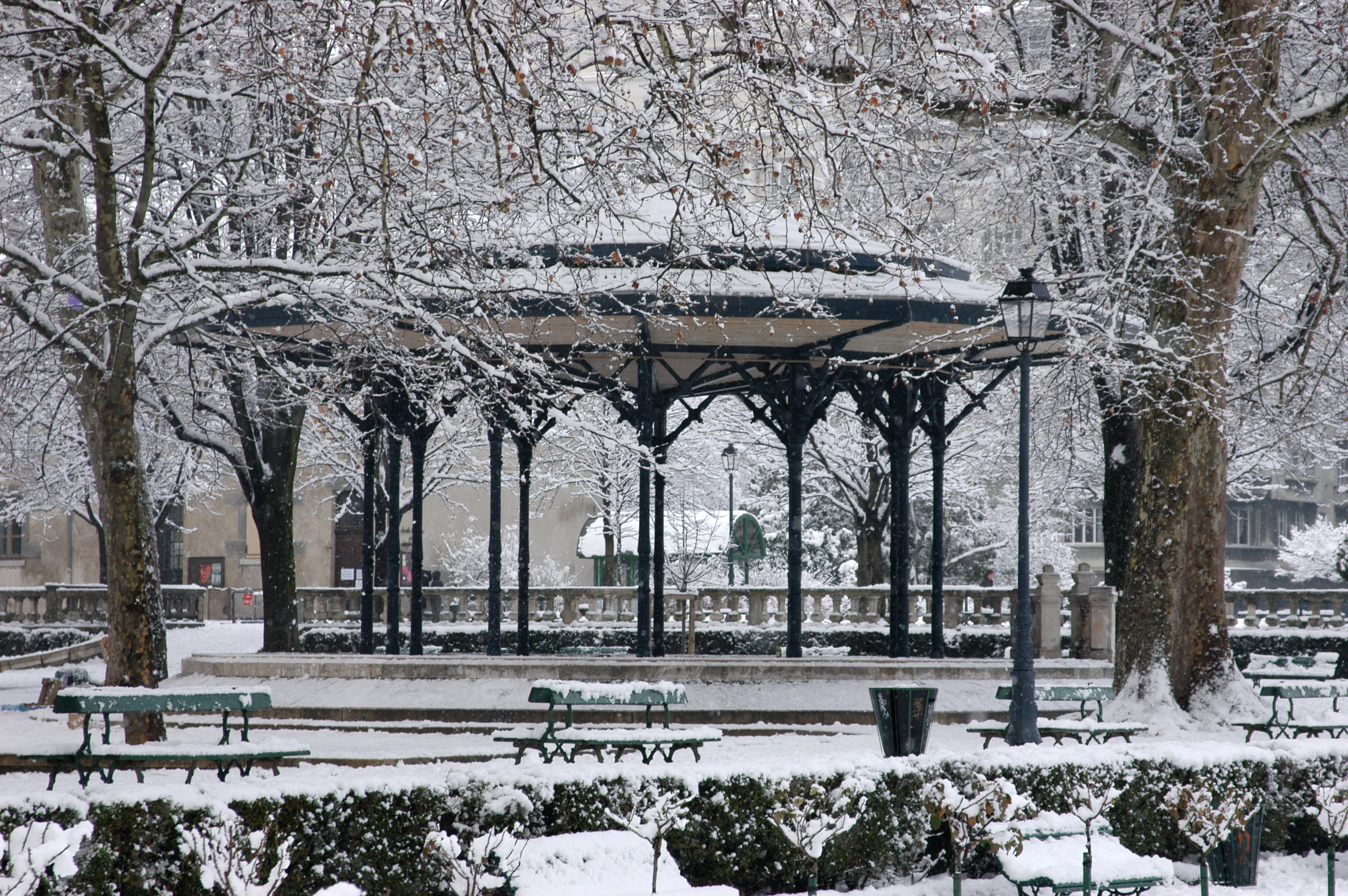
Le kiosque du Jardin de ville sous la neige.

Le climat à Grenoble dépend des données des différentes stations météorologiques et des classifications climatiques.
Selon la classification de Köppen, le climat à Grenoble intra-muros et la proche agglomération est « tempéré-chaud, sans saison sèche avec été chaud ».
Un climat complexe qui se trouve entre les climats : océanique, continental et méditerranéen. Il se traduit par des différences souvent brutales de température et des irrégularités de pluviométrie avec des étés chauds et humides ou alors très chauds et secs, avec des températures maximales supérieures à 30 °C, et avec des hivers variables allant de très doux et humides à très froids et neigeux avec une possibilité de températures supérieures à 10 °C ou inférieures à −12 °C durant la saison. Grenoble est souvent divisée en deux l'hiver avec une moitié ouest de l'agglomération qui est concernée par la neige et une moitié est qui ne voit pas l'ombre d'un flocon.
Cet effet se produit quand une dégradation arrive par le nord-ouest. La neige se met à tomber en grande quantité à l'ouest de la ville car la dégradation s'engouffre dans la cluse de Voreppe. En revanche, au même moment, le sud et l'est de la ville ne sont pas ou peu concernés par la neige, car les massifs de la Chartreuse et du Vercors freinent et absorbent une bonne partie de la dégradation.
Les relevés suivants ont été effectués à la station de Saint-Martin-d'Hères (proche banlieue est) :
| Mois                                  | jan.             | fév.             | mars            | avril           | mai             | juin            | jui.            | août            | sep.            | oct.            | nov.            | déc.             | année            |
| ------------------------------------- | ---------------- | ---------------- | --------------- | --------------- | --------------- | --------------- | --------------- | --------------- | --------------- | --------------- | --------------- | ---------------- | ---------------- |
| Température minimale moyenne (°C)     | −0,1             | 0,3              | 3,5             | 7,6             | 11              | 14,9            | 16,8            | 16,1            | 13              | 9,3             | 4,1             | 0,5              | 8,1              |
| Température moyenne (°C)              | 3,5              | 4,9              | 9,2             | 13,8            | 17              | 21,3            | 23,6            | 22,6            | 18,9            | 14,3            | 8               | 3,9              | 13,4             |
| Température maximale moyenne (°C)     | 7                | 9,6              | 14,9            | 20              | 23,1            | 27,7            | 30,5            | 29,1            | 24,8            | 19,2            | 12              | 7,3              | 18,8             |
| Record de froid (°C) date du record   | −10,7 11-01-2010 | −12,3 05-02-2012 | −9,4 01-03-2005 | −1,9 08-04-2021 | 1,4 06-05-2019  | 5 01-06-2006    | 9,4 25-07-2011  | 9,2 31-08-2006  | 4,2 27-09-2020  | −3 26-10-2003   | −8,9 27-11-2005 | −10,8 20-12-2009 | −12,3 05-02-2012 |
| Record de chaleur (°C) date du record | 20,1 10-01-2007  | 22,8 20-02-2021  | 27,5 26-03-2006 | 32,3 14-04-2024 | 35,4 24-05-2009 | 38,6 18-06-2022 | 40,8 22-07-2022 | 42,6 24-08-2023 | 34,6 10-09-2023 | 31,8 26-10-2006 | 24,6 14-11-2010 | 21,2 17-12-2019  | 42,6 24-08-2023  |
| Précipitations (mm)                   | 78,8             | 54,4             | 71,8            | 60,5            | 97,7            | 82,5            | 74,1            | 81,5            | 62,8            | 83,6            | 88,3            | 87,8             | 923,9            |

| Diagramme climatique                                  |            |             |           |            |              |              |              |            |             |           |            |
| J                                                     | F          | M           | A         | M          | J            | J            | A            | S          | O           | N         | D          |
| 7−0,178,8                                             | 9,60,354,4 | 14,93,571,8 | 207,660,5 | 23,11197,7 | 27,714,982,5 | 30,516,874,1 | 29,116,181,5 | 24,81362,8 | 19,29,383,6 | 124,188,3 | 7,30,587,8 |
| Moyennes : • Temp. maxi et mini °C • Précipitation mm |            |             |           |            |              |              |              |            |             |           |            |

Voici également les relevés de la station de l'aéroport de Grenoble-Alpes-Isère, situé à 44,4 km (en transports) au nord-ouest de Grenoble et 180 m plus haut, soit à 384 m d'altitude. Cette toute petite commune est située de l'autre côté du plateau du Vercors.
Météo France est propriétaire de cette station qui est appelée « Grenoble - Saint-Geoirs », car située à Saint-Etienne-de-Saint-Geoirs. Le nom de la station est pourtant trompeur : les relevés de température comportent d'importantes différences. Pour cause, la station météo est séparée de Grenoble par le plateau du Vercors et est située bien plus en altitude. Le climat est ici climat semi-continental (Köppen: Cfb) selon la classification de Köppen et tempéré continental (Trewartha: Dc, Do) selon la classification de Trewartha, alors que le climat du bassin Grenoblois est tempéré-chaud, dû à l'encaissement de la ville formé par les trois massifs montagneux qui l'entourent (Massif de la Chartreuse au Nord, Massif du Vercors à l'Ouest et Chaîne de Belledonne à l'Est).
| Ville             | Ensoleillement · (h/an) | Pluie · (mm/an) | Neige · (j/an) | Orage · (j/an) | Brouillard · (j/an) |
| ----------------- | ----------------------- | --------------- | -------------- | -------------- | ------------------- |
| Médiane nationale | 1 852                   | 835             | 16             | 25             | 50                  |
| Grenoble          | 2 108,8                 | 915,1           | 8,0            | 32,1           | 28,2                |
| Paris             | 1 717                   | 634             | 13             | 20             | 26                  |
| Nice              | 2 760                   | 791             | 1              | 28             | 2                   |
| Strasbourg        | 1 747                   | 636             | 26             | 28             | 69                  |
| Brest             | 1 555                   | 1 230           | 6              | 12             | 78                  |
| Bordeaux          | 2 070                   | 987             | 3              | 32             | 78                  |

| Mois                                  | jan.             | fév.             | mars             | avril           | mai             | juin           | jui.            | août            | sep.            | oct.            | nov.             | déc.             | année            |
| ------------------------------------- | ---------------- | ---------------- | ---------------- | --------------- | --------------- | -------------- | --------------- | --------------- | --------------- | --------------- | ---------------- | ---------------- | ---------------- |
| Température minimale moyenne (°C)     | −0,7             | −0,5             | 2,1              | 4,7             | 8,9             | 12,4           | 14,1            | 14,2            | 10,8            | 7,7             | 3,2              | 0,1              | 6,4              |
| Température moyenne (°C)              | 2,8              | 3,8              | 7,4              | 10,4            | 14,5            | 17,9           | 20,6            | 20,5            | 16,4            | 12,3            | 6,9              | 3,5              | 11,5             |
| Température maximale moyenne (°C)     | 6,3              | 8                | 12,6             | 16,2            | 20,2            | 23,8           | 27,1            | 26,9            | 21,8            | 17              | 10,7             | 6,9              | 16,5             |
| Record de froid (°C) date du record   | −27,1 03-01-1971 | −19,4 05-02-2012 | −18,2 04-03-1949 | −7,9 08-04-2003 | −2,8 07-05-2019 | 2,1 10-06-2005 | 4,8 18-07-1970  | 3,8 30-08-1986  | −1,2 28-09-1972 | −5,3 30-10-1950 | −10,9 27-11-1971 | −20,2 30-12-2005 | −27,1 03-01-1971 |
| Record de chaleur (°C) date du record | 18,2 25-01-2025  | 20,7 25-02-1991  | 25,3 22-03-1990  | 27,8 14-04-2024 | 31,4 22-05-2022 | 37 22-06-2003  | 38,3 24-07-2019 | 39,5 13-08-2003 | 33,6 05-09-1949 | 29,7 09-10-2023 | 24,8 01-11-1968  | 19,5 18-12-1989  | 39,5 13-08-2003  |
| Ensoleillement (h)                    | 90,8             | 111,6            | 172,9            | 189,8           | 220,8           | 258,4          | 292,4           | 263,4           | 199,2           | 140,4           | 91,1             | 78               | 2 108,8          |
| Précipitations (mm)                   | 63,3             | 48,7             | 63               | 75,5            | 90,7            | 73,3           | 66,5            | 66,3            | 105,7           | 105,8           | 87,7             | 63,6             | 915,1            |

| Diagramme climatique                                  |           |           |             |             |              |              |              |               |            |             |            |
| J                                                     | F         | M         | A           | M           | J            | J            | A            | S             | O          | N           | D          |
| 6,3−0,763,3                                           | 8−0,548,7 | 12,62,163 | 16,24,775,5 | 20,28,990,7 | 23,812,473,3 | 27,114,166,5 | 26,914,266,3 | 21,810,8105,7 | 177,7105,8 | 10,73,287,7 | 6,90,163,6 |
| Moyennes : • Temp. maxi et mini °C • Précipitation mm |           |           |             |             |              |              |              |               |            |             |            |

## Urbanisme

### Typologie
Au 1er janvier 2024, Grenoble est catégorisée grand centre urbain, selon la nouvelle grille communale de densité à sept niveaux définie par l'Insee en 2022.
Elle appartient à l'unité urbaine de Grenoble, une agglomération intra-départementale regroupant 38 communes, dont elle est ville-centre,,. Par ailleurs la commune fait partie de l'aire d'attraction de Grenoble, dont elle est la commune-centre,. Cette aire, qui regroupe 204 communes, est catégorisée dans les aires de 700 000 habitants ou plus (hors Paris),.

### Occupation des sols
L'occupation des sols de la commune, telle qu'elle ressort de la base de données européenne d’occupation biophysique des sols Corine Land Cover (CLC), est marquée par l'importance des territoires artificialisés (92,9 % en 2018), une proportion identique à celle de 1990 (92,9 %). La répartition détaillée en 2018 est la suivante :
zones urbanisées (58,2 %), zones industrielles ou commerciales et réseaux de communication (29,1 %), espaces verts artificialisés, non agricoles (5,6 %), eaux continentales (3,8 %), forêts (3,3 %). L'évolution de l’occupation des sols de la commune et de ses infrastructures peut être observée sur les différentes représentations cartographiques du territoire : la carte de Cassini (XVIIIe siècle), la carte d'état-major (1820-1866) et les cartes ou photos aériennes de l'IGN pour la période actuelle (1950 à aujourd'hui).

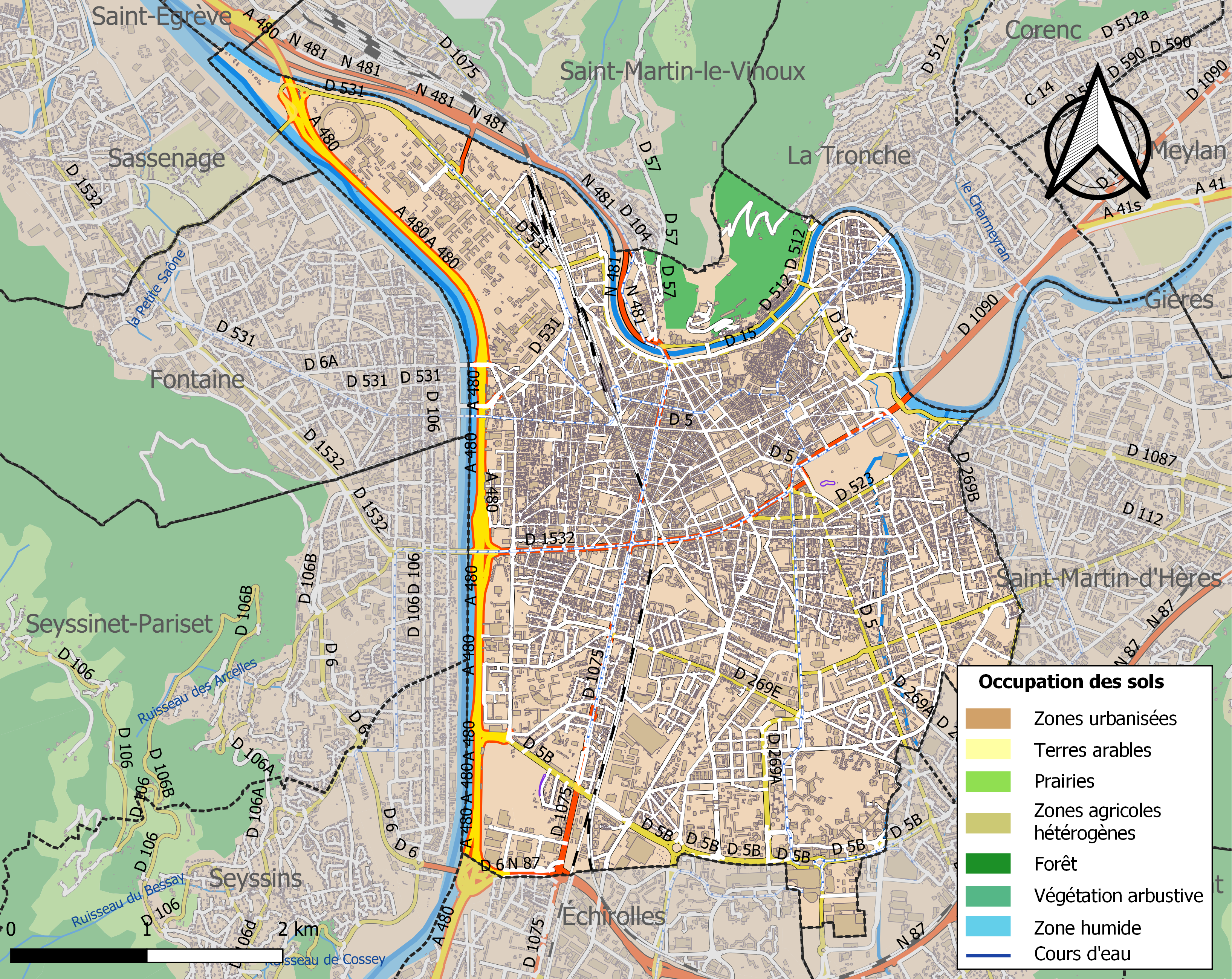
Carte des infrastructures et de l'occupation des sols de la commune en 2018 (CLC).

### Pollution
La pollution de l'air est l'un des problèmes environnementaux les plus pressants auxquels est confrontée la ville, même si son niveau a baissé de près de 50% en 15 ans, selon les données fournies par Atmo Auvergne-Rhône-Alpes, observatoire agréé pour la surveillance de la qualité de l'air.
Selon les données de l'ADEME, la ville de Grenoble est classée comme une zone de qualité de l'air régulièrement mauvaise en raison de la présence de particules fines et de dioxyde d'azote dans l'air. Les particules fines sont émises par les véhicules, le chauffage, l'industrie, l'agriculture, et les sources naturelles comme les feux de forêt. Le dioxyde d'azote est également principalement émis par les véhicules, mais aussi par les industries et les activités commerciales.
Ces particules fines et le dioxyde d'azote sont des polluants atmosphériques nocifs pour la santé humaine, qui peuvent provoquer ou aggraver les maladies cardiovasculaires, respiratoires, neurologiques et autres. Selon l'Organisation mondiale de la santé (OMS), la pollution atmosphérique est responsable de plus de 7 millions de décès prématurés chaque année dans le monde, dont environ 48 000 en France.
En outre, Grenoble est située dans une cuvette alpine qui a tendance à retenir les polluants dans l'air. Les conditions météorologiques, telles que l'inversion de température, peuvent également contribuer à la stagnation des polluants dans la ville.
En France, environ 30 % des nouveaux cas de cancer du poumon sont causés par la pollution de l'air, selon l'Institut national du cancer (INCa). Les niveaux élevés de pollution de l'air à Grenoble peuvent donc avoir un impact significatif sur la santé respiratoire de la population locale, y compris le risque de cancer du poumon.

### Morphologie urbaine

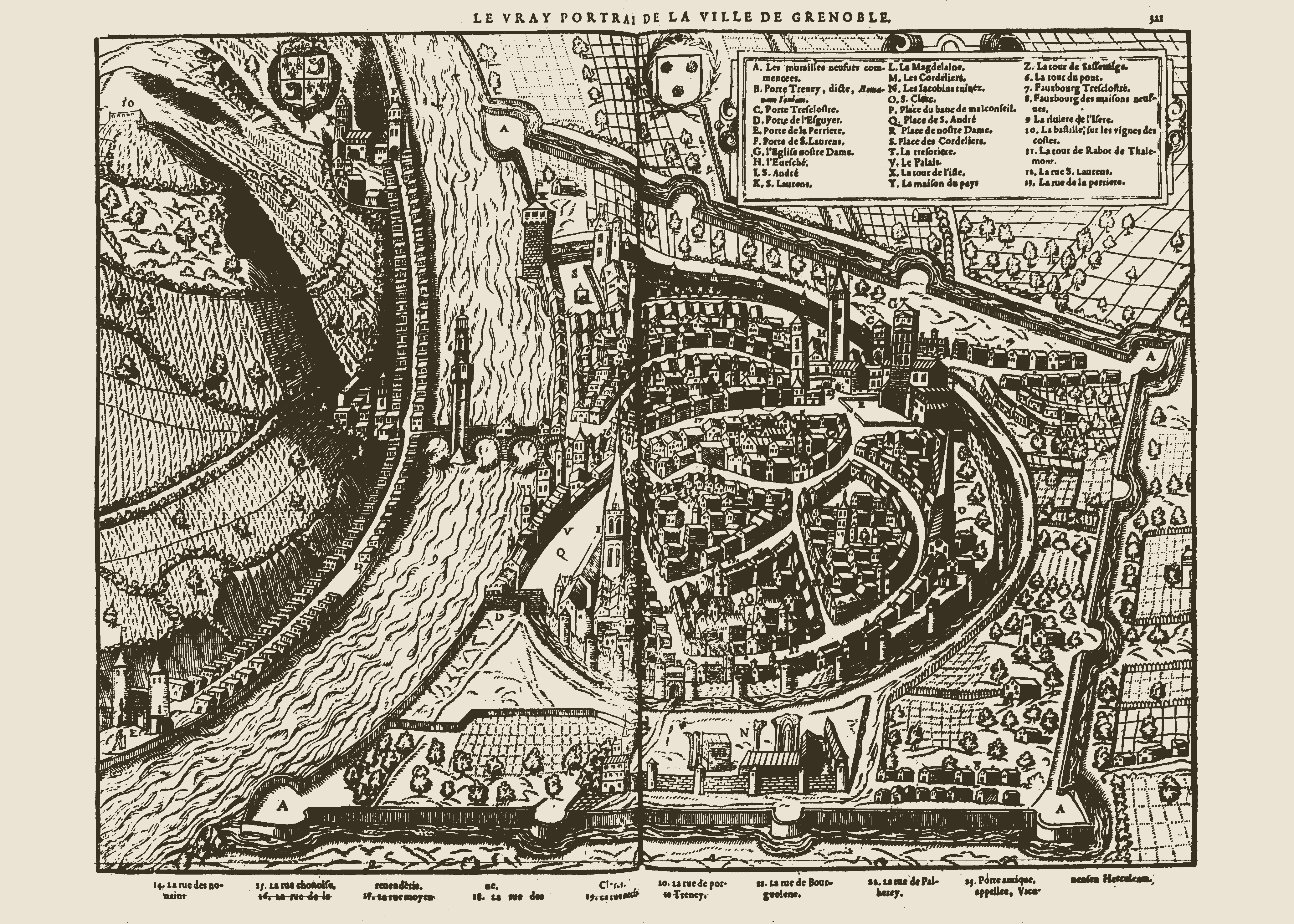
« Vray Portraict » de Grenoble, en 1575.

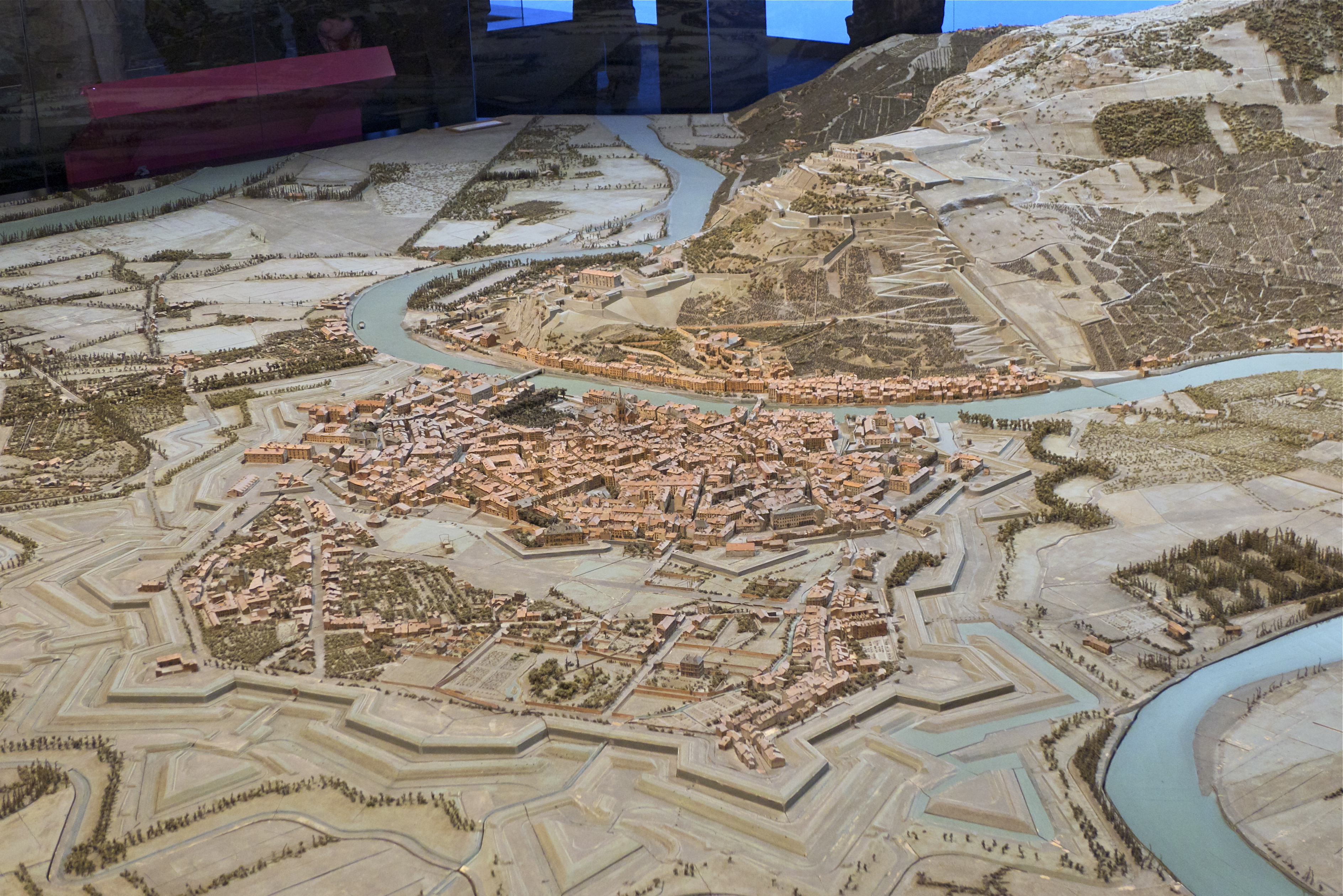
Plan-relief de Grenoble en 1848, avec la vieille ville et les fortifications réalisées par Haxo, au sein desquelles se développe la nouvelle ville.

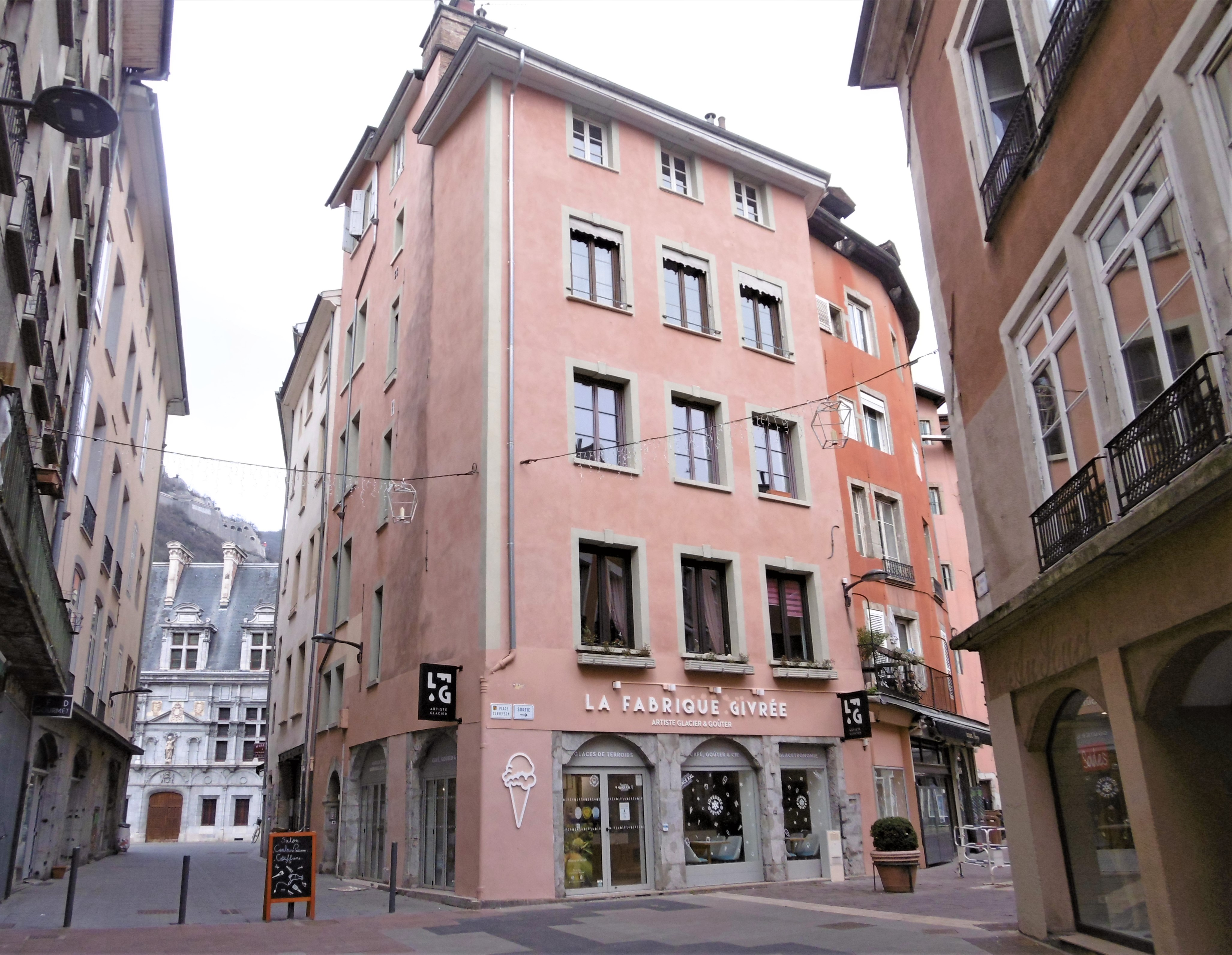
Immeuble situé à l'angle de la Grande Rue (à gauche) et de la place Claveyson (à droite).

#### La vieille ville
Grenoble, enfermée dès le IIIe siècle dans une première enceinte de neuf hectares, n’a guère conservé de bâtiments marquants antérieurs à la fin du Moyen Âge, hormis le groupe cathédral et une église collégiale, mais le tracé actuel des rues conserve le souvenir de sa physionomie urbaine : un réseau irrégulier de voies étroites aboutissant aux portes de l’enceinte vers la plaine et au pont franchissant l’Isère. Les extensions successives des murailles n’ont guère changé la morphologie de la ville intra-muros, même si son aspect architectural a accompagné le renouvellement de ses bâtiments. Le carcan des enceintes s'est lentement élargi, suivant l’évolution de l’art des fortifications, en particulier aux XVIe et XVIIe siècles. La cité a une superficie de 36 hectares dans l'enceinte Lesdiguières (1591–1606), de 45 ha dans l'enceinte Créqui, commencée en 1640, interrompue par l'inondation de 1651 et terminée en 1675.
À la fin du XVIIIe siècle l’agglomération se présente donc comme un petit noyau urbain de quelque 20 000 habitants, serré dans son enceinte au pied de la Chartreuse, entouré de villages reliés à la ville par des chemins qui deviendront, presque inchangés, les grands axes de l’agglomération, au moins jusqu’à la Seconde Guerre mondiale.

#### L'ère industrielle
Ce n’est qu’au XIXe siècle que la morphologie de Grenoble et de l’agglomération se transforment profondément. Entre 1832 et 1836, la création de la nouvelle enceinte fortifiée du général Haxo ajoute un rectangle de cinquante hectares au sud de la ville ancienne. Ce territoire accueille une urbanisation radicalement différente de celle de la ville ancienne : un quadrillage régulier d’avenues autour d’une place d'Armes (actuelle place de Verdun) dont les quatre côtés voient se bâtir les édifices symboles de l’importance croissante de Grenoble : le cercle militaire (initialement École d'artillerie) en 1858 (au sud-est), l’hôtel de la Division en 1862 (au nord), la préfecture en 1866 (au sud), le musée-bibliothèque en 1870 (au nord-est), le Palais de l’Université de 1875 à 1879.
À l'ouest, la création d’un pont suspendu sur le Drac en 1828, le tracé de l'actuel cours Berriat en 1840 et l’arrivée du chemin de fer en 1858, dont l'emplacement du terminus fut fixé par un arrêté ministériel du 24 septembre 1856, en dehors de l’enceinte, entraînent la création d’un quartier d’ateliers et d’habitats ouvriers, hors les murs, le long d’un réseau de voies résultant autant du parcellaire que d’un essai de tracé régulier. Cette urbanisation commence à déborder, au débouché du « pont du Drac », sur le territoire de la commune de Fontaine.

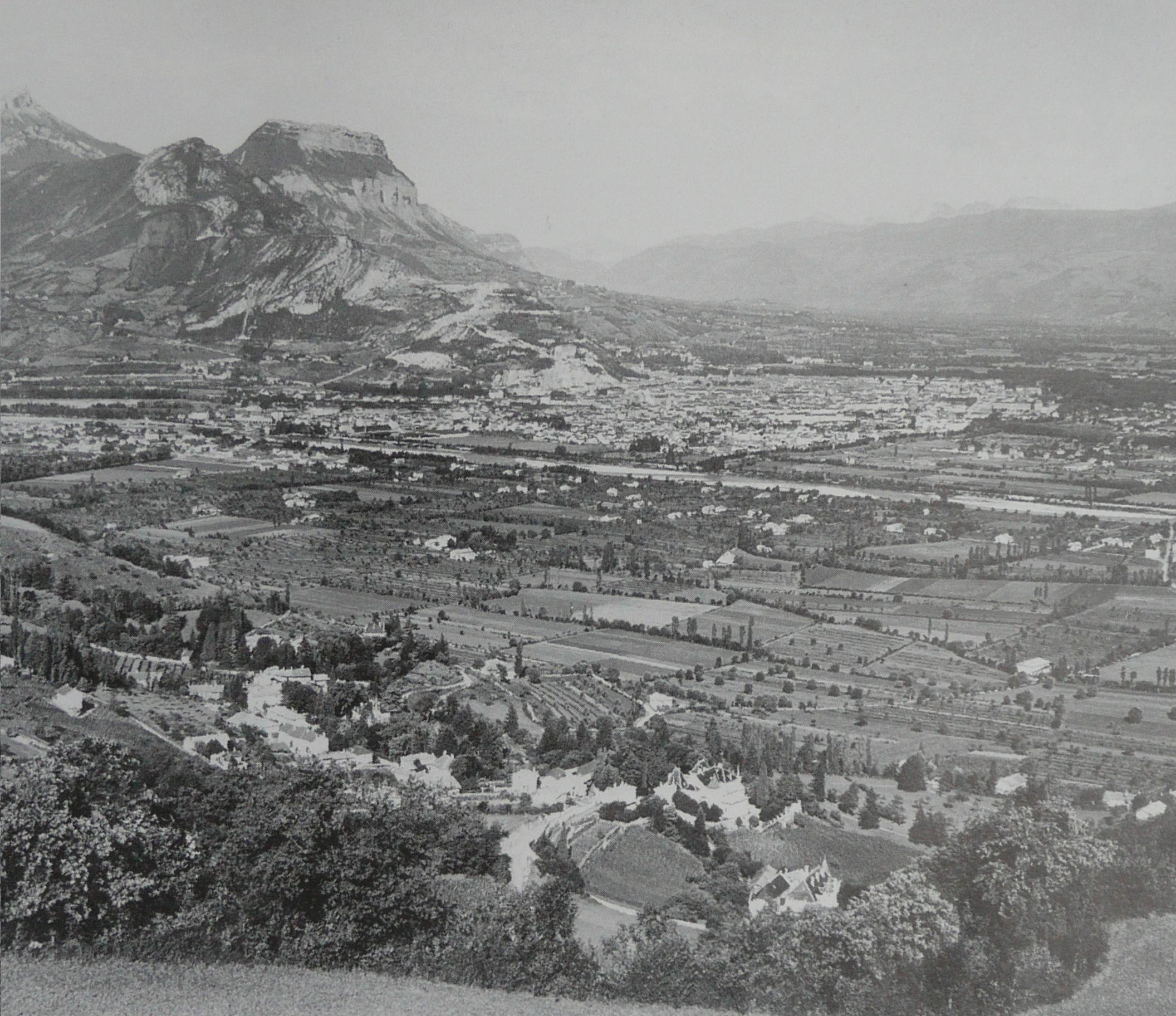
Grenoble en 1929.

La croissance de l’activité industrielle et de la population entraîne le renforcement de l’urbanisation qui déborde des remparts ; mais Grenoble est une place forte, ce sont donc les fortifications qui sont en partie déplacées après la guerre de 1870 : après avoir projeté une nouvelle enceinte englobant le nouveau quartier jusqu’au Drac, la construction d'une ceinture de forts autour de Grenoble est préférée. De ce fait, l’espace occupé par l’ancienne enceinte Ouest devient disponible. Situé entre la ville ancienne et les quartiers ouvriers, est édifié, à partir de la dernière décennie du XIXe siècle, un nouveau centre sur un tracé aussi régulier que le permet la forme triangulaire du terrain libéré. Issues d’une place centrale (Victor-Hugo), des avenues bordées d’immeubles « haussmanniens » assurent une relative soudure entre les urbanisations précédentes.
La poursuite du développement industriel et démographique entraîne l’amorce de nouveaux quartiers au sud des fortifications (la Bajatière, les Eaux-Claires, les Alliés-Alpins…) et sur les communes mitoyennes. Sous la magistrature de Paul Mistral, à l'occasion de l’exposition internationale de 1925, sont détruits les remparts sud de la ville. Leur suppression permet la création des grands boulevards.

#### L'expansion de l'après-guerre

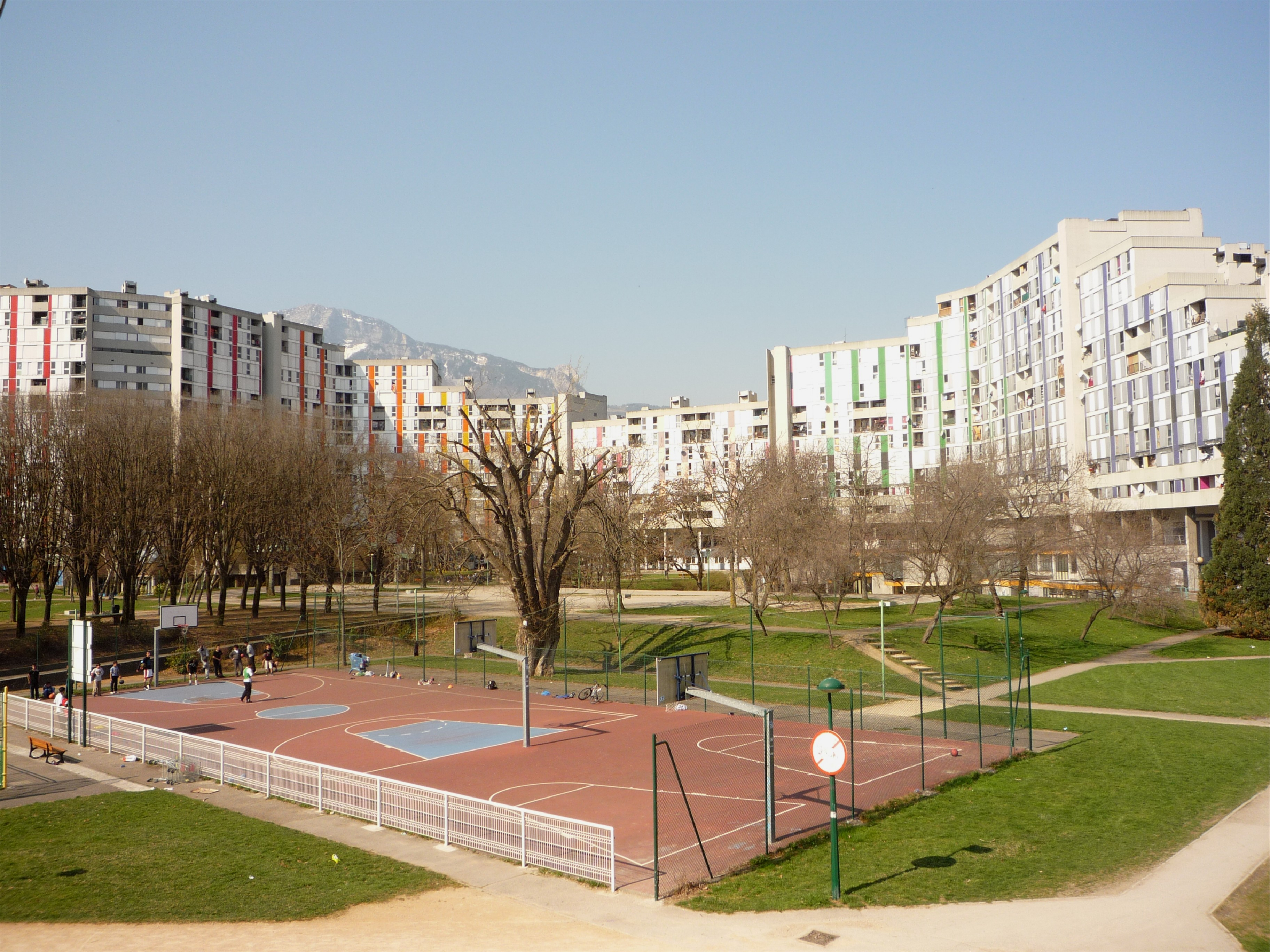
Galerie de l'Arlequin, monument emblématique de la Villeneuve.

La période des Trente Glorieuses accélère le développement : Grenoble et les communes périphériques tendent à ne plus former qu’une seule urbanisation, encore ponctuée de nombreux espaces non bâtis. Quelques grandes « cités » de logements sociaux, dans plusieurs communes, répondent partiellement à la demande croissante. De même, face au développement universitaire, un campus regroupant la plupart des établissements est créé de toutes pièces dans une boucle de l'Isère, sur des terrains agricoles relativement marécageux.
À l’occasion de la préparation des dixièmes Jeux olympiques d’hiver en 1968, la réalisation d’infrastructures routières et ferrées donne une ossature plus lisible à l’urbanisation d’ensemble. L’urbanisation se poursuit par des opérations concertées de plusieurs centaines, voire milliers de logements, avec leurs équipements résidentiels. Ces opérations sont plus ou moins bien reliées aux urbanisations existantes, mais dans tous les cas, en diffèrent profondément par leur architecture. Un « centre secondaire », destiné à fournir aux quartiers sud de l’agglomération un ensemble de services et d’accueillir des équipements qui ne peuvent trouver place dans le centre ancien, est réalisé dans une urbanisation concertée entre Grenoble et Échirolles : la Villeneuve. Sa morphologie urbaine, pour différente qu’elle soit entre les quartiers, reflète un renouveau urbain et architectural, fondé sur les principes de la Charte d’Athènes.
La ville est la même année, en Mai 68, au cœur de la contestation très actives dans le domaine de l'art. Durant les années 1960 et les années 1970, connues sous l'appellation des Trente Glorieuses, les « vieux quartiers » grenoblois entament leur réhabilitation. Après un essai d’inscription d’une architecture nouvelle dans l’ancienne trame urbaine (quartier centre-ville, secteur de la rue de la République - quartier Mutualité/Bir-Hakeim - quartier de l'Île verte), qui n'est pas concluante, la rénovation respecte désormais la morphologie urbaine existante tout en renouvelant l’architecture.

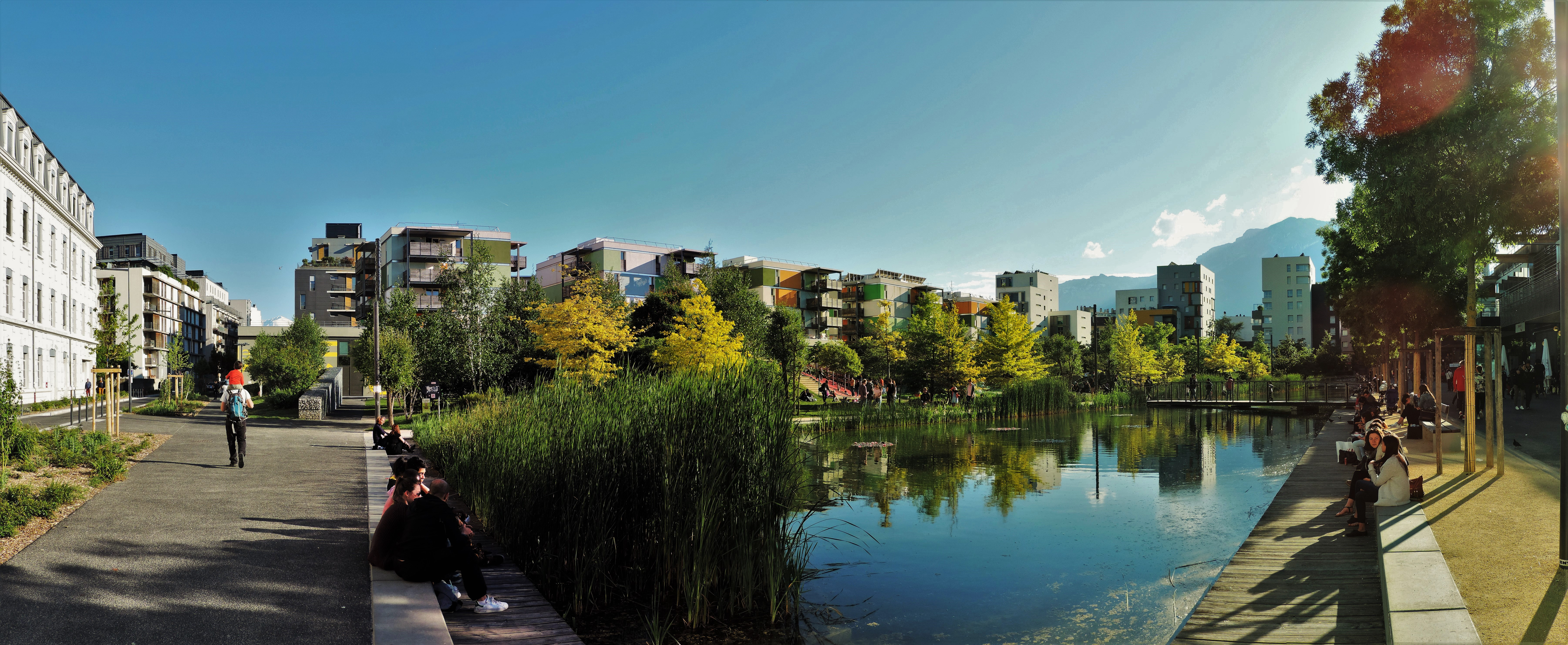
L'écoquartier de Bonne et son parc sont la parfaite illustration du renouveau urbain des années 2000.

Face à l’augmentation de la circulation automobile, le réseau de transport en commun, vieillissant, est renouvelé dès le début des années 1970. La création des lignes de tramway suscite un renouvellement du tissu urbain, tant dans les « vieux quartiers » grenoblois que dans les communes de ceinture traversées. Dans la dernière décennie du XXe siècle, la création d’Europole entraîne un renouvellement architectural des quartiers voisins, sans en modifier la trame urbaine, et induit un développement des fonctions centrales vers l’ouest (Palais de justice à Europole, secteurs de recherches sur la Presqu'île).
Plus récemment, l'achèvement du premier écoquartier de France sur le site de l'ancienne caserne de Bonne, grand prix Écoquartier 2009, témoigne d'une volonté de concilier les nouveaux développements urbains avec les exigences nouvelles de développement durable.

### Quartiers

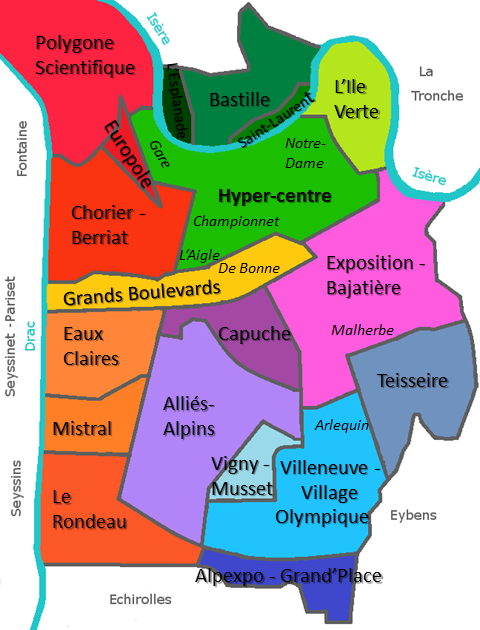
Plan des quartiers de Grenoble.

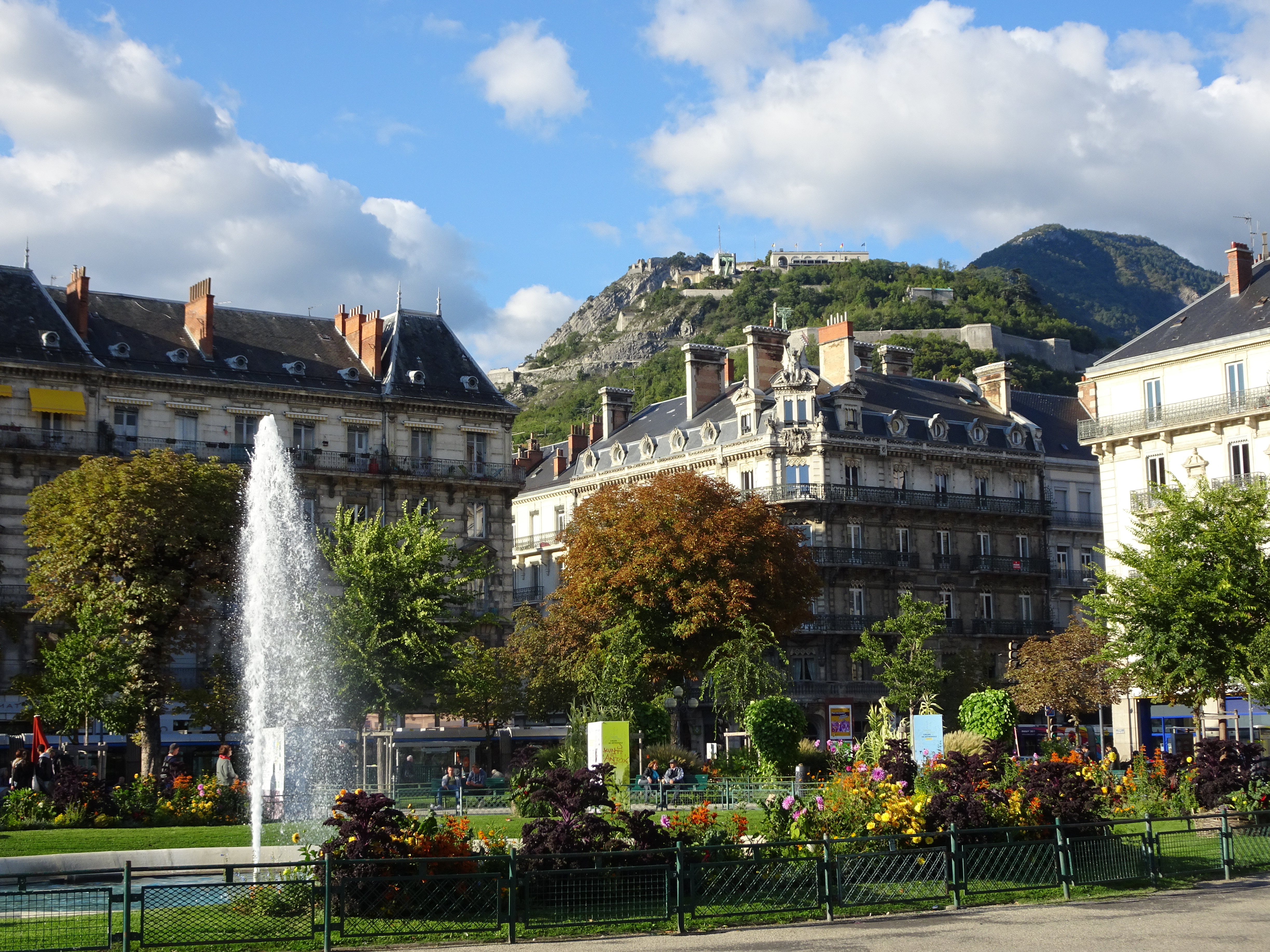
Place Victor-Hugo dans l'hyper-centre de Grenoble.

Grenoble comprend de nombreux quartiers, parmi lesquels peuvent être cités[réf. nécessaire] :
- le quartier Bastille - Saint-Laurent - Esplanade est entièrement situé sur les contreforts du massif de la Chartreuse, sur la rive droite de l'Isère et présente essentiellement de petits bâtiments datant de la première moitié du XXe siècle. L'esplanade accueille chaque printemps la grande fête foraine de la foire des Rameaux
- le quartier de l'Île Verte est une presqu'île, formée par un méandre de l'Isère située dans le nord-est de la ville
- Chorier-Berriat, également appelé Saint-Bruno, est situé dans l'Ouest de la ville ; c'est l'ancien quartier ouvrier situé près du cours Berriat et du pont du Drac, le plus ancien pont sur le Drac de Grenoble
- Europole, situé dans l'Ouest du centre-ville, derrière les gares SNCF et routière, est considéré comme le quartier des affaires. La CCI de Grenoble y est implantée notamment avec l'école de commerce Grenoble École de Management
- le Polygone scientifique, dénommé de plus en plus souvent « Presqu'île scientifique » est situé sur une presqu'île formée par la confluence du Drac et de l'Isère au nord-ouest d'Europole. Ce quartier abrite entre autres l'European Photon and Neutron Science Campus
- Notre-Dame forme avec l’hyper-centre, le centre historique de la ville. Ce secteur comprend de nombreuses rues et places piétonnes, et une ambiance nocturne très active. L'hyper centre réunit les places Verdun, Vaucanson, Victor-Hugo et Grenette et forme avec le quartier Notre-Dame, le secteur le plus animé de la ville avec ses nombreux bars et restaurants
- le quartier des grands boulevards porte le nom des plus grandes artères urbaines de Grenoble qui la traversent d'est en ouest et marquent la séparation des deux codes postaux de Grenoble (38000 au nord, et 38100 au sud)
- le quartier des Eaux-Claires tire son nom de différents ruisseaux formés autrefois par des infiltrations du Drac. Il possède un lycée portant ce nom
- le quartier Vigny Musset est un nouveau quartier situé à proximité du Village olympique, non loin de la direction iséroise de la Caisse primaire d'assurance maladie (CPAM) et de la Caisse d'allocations familiales (CAF)
- le quartier de la Capuche est situé à proximité des grands boulevards et abrite le parc Georges-Pompidou, sur six hectares (secteur 4). Il s'agit d'un quartier populaire avec des constructions datant essentiellement des années 1950 et 1960
- le quartier Exposition-Bajatière à l'intérieur duquel se trouve le parc Paul-Mistral, abritant aujourd’hui l'hôtel de ville, la tour Perret et des équipements sportifs
- Le quartier Alliés-Alpins est un quartier historique, résidentiel, commerçant, et industriel au sud-ouest des grands boulevards. Il inclut par exemple le sud du parc Georges-Pompidou, le marché d'intérêt national de Grenoble, le centre sportif Reyniès-Bayard, le Pacifique - Centre de Développement Chorégraphique -, l’église Saint-Paul, la maison Kaminski et les bâtiments des services techniques de la Ville
- les quartiers Sud (Teisseire, Village Olympique, la Villeneuve) sont inclus au sein de vastes quartiers prioritaires s'étendant sur toute sa partie sud, et regroupant plus de 10 000 habitants[39]. Ils forment ainsi une couronne qui jouxte les quartiers populaires des communes du Sud de la périphérie
- le quartier Mistral abrite une cité jardin très excentrée qui a longtemps accueilli les populations ouvrières et immigrées, notamment italienne à ses débuts, et qui héberge encore des populations aux revenus assez modestes
- les secteurs Alpexpo - Grand'Place se présentent sous la forme d'un grand complexe commercial, associé à un parc événementiel (salons, expositions), à la limite sud de Grenoble où se trouve une centrale à chaleur de la compagnie de chauffage intercommunale de l'agglomération grenobloise
- le quartier du Rondeau délimité par l'échangeur du Rondeau ainsi que par la zone industrielle Techni sud située à l'extrémité sud-ouest de la ville.

### Logement

Différents types de logements à Grenoble : de gauche à droite, l'ancien monastère de Sainte-Marie-d'en-Haut, le quartier de la Mutualité avec les Trois Tours et le centre historique, en arrière-plan, le reste de la ville principalement construite dans les années 1950 à 1970.

La commune de Grenoble comptait 86 984 logements en 2007, contre 83 955 en 1999, soit une augmentation de 3,6 % alors que la population de la commune connaissait une croissance de 2,2 % sur la même période.
La ville compte 91,1 % de résidences principales contre seulement 1,7 % de résidences secondaires et logements occasionnels. Grenoble compte par ailleurs plus de 7,2 % de logements vacants. Les logements construits avant 1949 représentent près de 26 % du parc grenoblois tandis que près de la moitié d’entre eux sont construits entre 1950 et 1974. Les logements construits après 1990 représentent un peu moins de 10 % du parc. Enfin, les logements grenoblois sont essentiellement de grande taille avec 36 % de quatre pièces et plus. La part des propriétaires est de 37,4 %, celle des locataires s’établit à 59,6 %. Les logements individuels représentent 3,4 % du parc immobilier, ce qui est très faible comparé à des villes comme Bordeaux (26,9 %) ou Nantes (23,4 %) mais comparable à Lyon (3,3 %).
Le prix moyen des appartements, en 2020, est d'environ 2 356 €/m2. Longtemps réputée chère, Grenoble compte en réalité parmi les grandes villes de France où les prix immobiliers sont les plus abordables.
Grenoble concentrait 16 937 logements sociaux en 2011, soit plus de 40 % des logements sociaux de l’agglomération et 30 % de ceux de la RUG. Grâce à une politique volontariste de construction de logements sociaux (300 par an en moyenne), la commune franchit début 2011 le seuil des 20 % exigé dans le cadre de la loi SRU. De nombreux organismes d'attribution de logements sociaux sont présents sur le territoire de la commune : Actis, héritière des premiers OPHBM de la ville de Grenoble, Pluralis et le bailleur social Grenoble Habitat. Il y a également un office public de l'habitat (OPH) : l’Office public d'aménagement et de construction (OPAC 38).
|                                                 | 2007   | 1999   |
| ----------------------------------------------- | ------ | ------ |
| Ensembles des logements de la commune           | 86 984 | 83 955 |
| Ensemble des résidences principales             | 79 282 | 75 227 |
| Part dans l'ensemble des logements (%)          | 91,1   | 90     |
| Part des propriétaires (%)                      | 37,4   | 36     |
| Part des locataires (%)                         | 59,6   | 59,6   |
| Part des appartements (%)                       | 94,9   | 94     |
| Nombre moyen de pièces par résidence principale | 3,0    | 3,0    |

### Projets d'aménagement

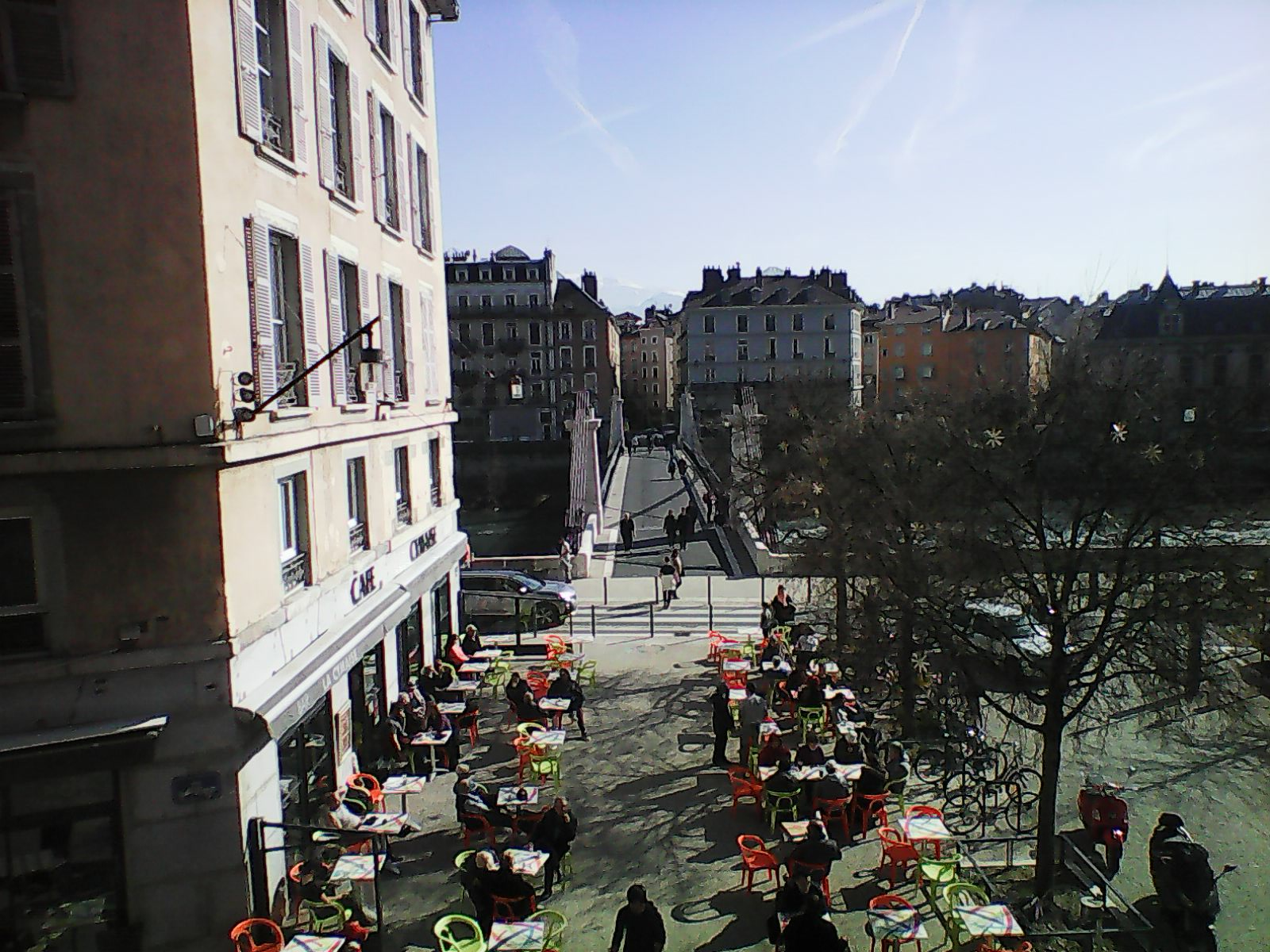
Passerelle Saint-Laurent depuis la montée de Chalemont en février 2019

Actuellement, les élus locaux mènent des politiques visant à « reconstruire la ville sur la ville » pour réparer les déséquilibres causés par le développement anarchique des Trente Glorieuses. De nombreux écoquartiers ont vu le jour ou ont été lancés ces dernières années comme la Caserne de Bonne. L'objectif affiché par la municipalité est de densifier la ville sur elle-même afin d'éviter l’étalement urbain et la consommation d'espace en péri-urbanité, mais aussi de répondre à l'important manque de logement, d’embellir les espaces publics et d’accueillir de nombreux emplois avec la construction de bureaux, de commerces ou d'équipements universitaires et de recherche. Ces projets urbains ont à Grenoble la spécificité d'être contraints par la rareté du foncier et l'impossibilité d'étendre la ville en raison du relief ou des risques naturels (vallée de l'Isère). D'importants programmes de réhabilitation urbaine sont aussi menés, notamment thermique sur l'habitat ancien et de certains quartiers (avec l'ANRU). Un aménagement innovant de l'éclairage public pour lutter contre la pollution lumineuse et réduire la facture d'électricité a aussi été mis en place depuis 2016.

#### Développement du transport à vélo
La municipalité fait du développement du transport à vélo l'une de ses priorités. Avec 15,2 % de ses actifs rejoignant au quotidien leur travail à bicyclette, « Grenoble se positionne dans le tiercé de tête des grandes villes françaises où le vélo est le plus utilisé », relève l’INSEE en 2017. Depuis, le réseau express vélo « Chronovélo », soit des itinéraires directs réservés aux cyclistes, a été mis sur pied, avec 4 lignes fonctionnelles et 4 autres en projet en 2024. La ville a été récompensée par la Fédération française des usagers de la bicyclette, qui la place en première position du baromètre des villes cyclables sur les métropoles de 100 000 à 200 000 habitants.

#### Projets urbains par quartier
Cette section devrait être déplacée dans l'article Morphologie urbaine de Grenoble#Projets d'aménagements.
Pour plus d’informations, se reporter en page de discussion. (mars 2024)

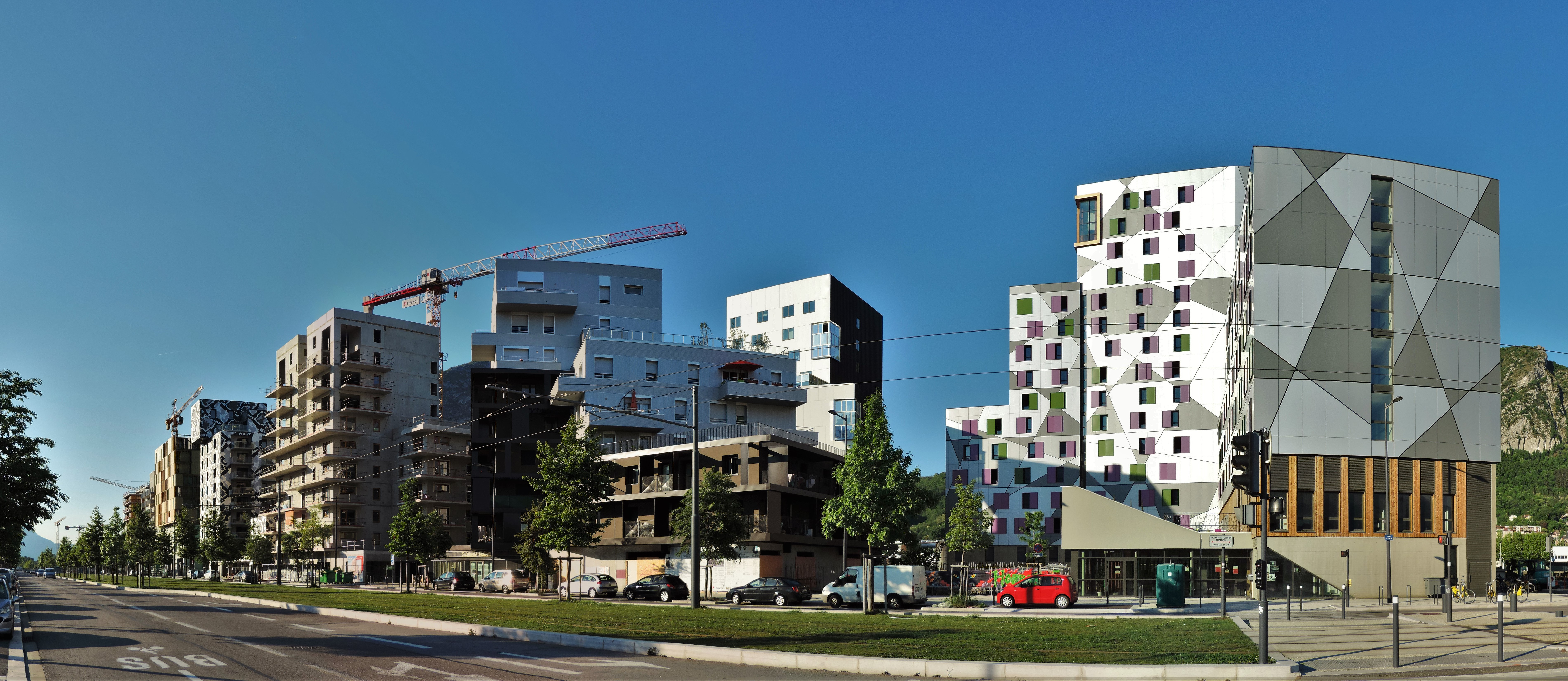
Les premiers logements du quartier Cambridge sur la Presqu'île de Grenoble illustrent la croissance récente de la ville vers l'ouest.

Les principaux projets urbains en cours ou achevés récemment sont :
Grenoble Presqu’île / GIANT (Grenoble Innovation for Advanced New Technologies)Cette ZAC de 265 hectares, initiée en 2010, est le plus grand programme d'aménagement de la ville et est l'un des plus importants de France. 1,3 milliard d'euros vont être investis dans les infrastructures publiques, scientifiques et universitaires, ce qui en fait aussi l'un des plus importants investissements public-privé de France. À terme (d'ici 2025), la Presqu'île comptera 2400 nouveaux logements programmés, 15 000 actifs supplémentaires dans les secteurs de la recherche et de l'industrie et environ 10 000 nouveaux étudiants. Les projets tertiaires ne sont pas en reste avec notamment la construction de deux nouveaux bâtiments à haute performance énergétique (pour une surface totale de 43 000 m2) de Schneider Electric,, de 5 500 m2 de bureaux pour la société Xenocs ou encore de 14 500 m2 de bâtiments neufs, « quasiment passifs au niveau énergétique », accueillant le nouveau siège du Crédit agricole Sud Rhône-Alpes. À proximité, sur le parc d'Oxford, 23 000 m2 de nouveaux bâtiments ont été achevés en 2019 pour l'implantation du pôle hydraulique d'EDF, qui constitue désormais le premier pôle hydraulique de France,. La ville affiche l'ambition de faire du site la vitrine internationale de la ville en y établissant un campus d'innovation mondial. Un téléphérique rejoignant le projet voisin des Portes du Vercors, le Métrocâble, doit aussi voir le jour à l'horizon 2025, mais son développement est ralenti à la suite de nombreuses controverses.
EsplanadeCe projet prévoit, autour de la Grande Esplanade, de créer prochainement entre 650 et 960 nouveaux logements (suivant les scénarios d'aménagement retenus début 2017), un équipement d'échelle métropolitaine et de mettre en valeur les berges de l'Isère et l'Esplanade pour en faire une zone récréative et paysagère. Cette dernière permettra d’accueillir des événements culturels (festivals, cirques ainsi que la foire des Rameaux).
FlaubertLa ZAC Flaubert prévoit d'ici 2024 la construction de 1 400 nouveaux logements et de 9 000 m2 d'activités, d'équipements et de bureaux, dont une nouvelle école. Le quartier s'est doté d'un nouveau parc urbain de 3 hectares en 2015, construit sur une ancienne friche.
Bouchayer-VialletCette ancienne friche industrielle labellisée éco-quartier en 2013 a pour objectif, outre la construction de nouveaux logements, de créer un nouvel éco-quartier d'affaires innovant qui accueille les bureaux de R&D des entreprises Apple et Huawei, ou encore d'Atos. La place consacrée aux équipements culturels est forte dans ce projet avec l'ouverture en 2015 de La Belle Électrique, scène consacrée aux musiques actuelles située près du Magasin-CNAC, et de la salle d'escalade Espace Vertical.
Caserne de BonneLa Caserne de Bonne (grand prix national écoquartier 2009) est l'un des tout premiers éco-quartiers construits en France et a été achevée en 2011. Ce projet intégré dans un parc urbain de 5 hectares a notamment permis la création de 900 nouveaux logements, d'un centre commercial d'une cinquantaine de boutiques, d'espaces culturels et d'un cinéma.
Si l’écoquartier de Bonne est certainement le plus symbolique de cette action de la municipalité, il existe également d’autres projets moins médiatisés tels que le projet « Cœur de Ville, Cœur de Métropole » visant à revaloriser le cœur historique de la métropole, avec par exemple une transformation profonde de l'axe Agutte Sembat et de la place Victor Hugo; l'aménagement des quartiers Mistral-Eaux Claires, Châtelet, Beauvert ou encore la création du quartier Vigny-Musset.
Les principaux programmes de renouvellements urbains engagés par la municipalité sont situés dans les quartiers Sud de la ville, où se trouvent de grands ensembles architecturaux ainsi qu’un aménagement urbain chaotique (Mistral, la Villeneuve).

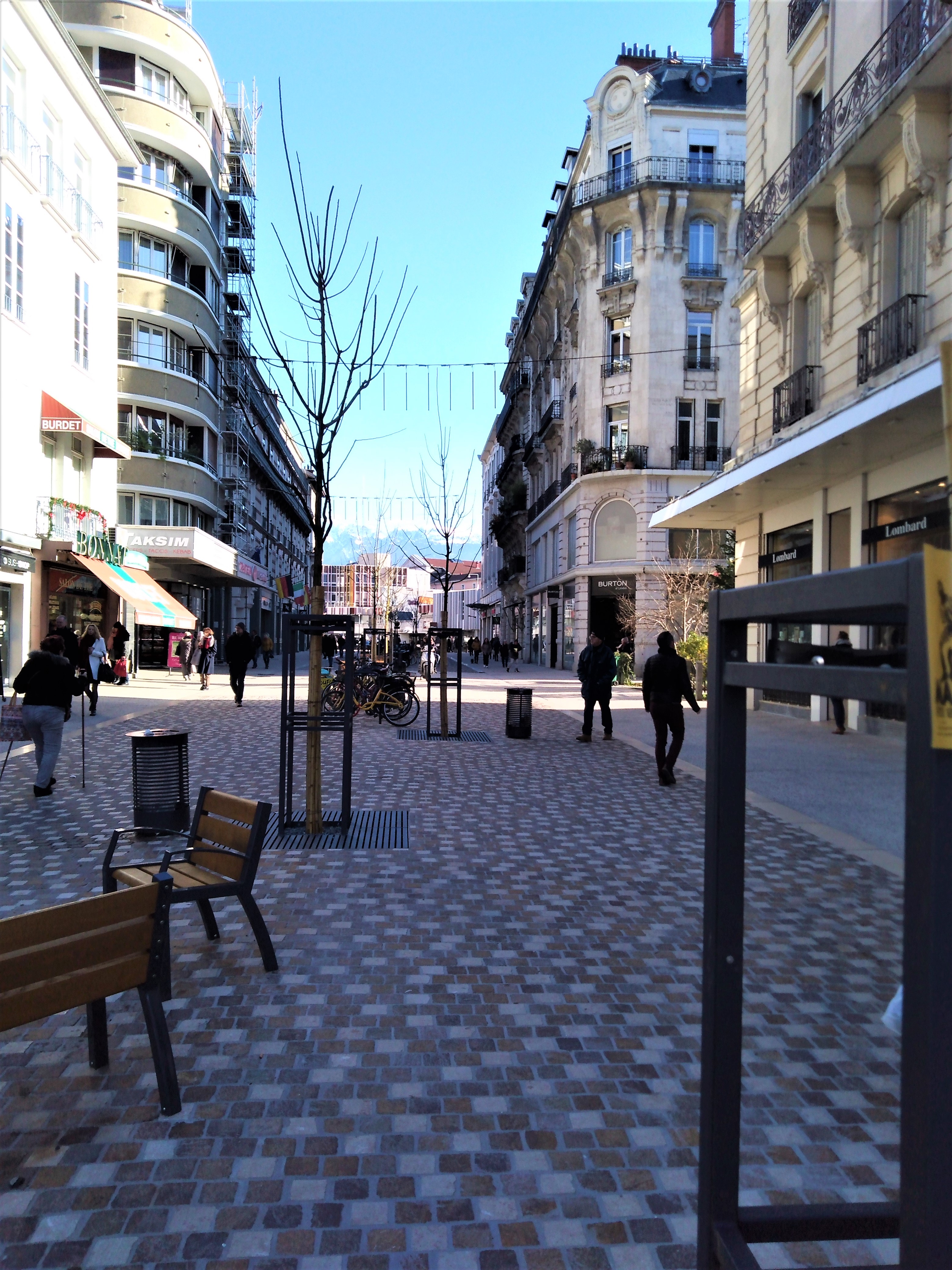
Rue de la République aménagée en zone piétonne

Charte urbaine de transportGrenoble Alpes Métropole et le SMTC ont adopté en 2007 un nouvel instrument de politiques urbaines : la charte « Urbanisme et Transports ». Cette charte vise à concilier davantage nouveaux projets de tramway et aménagements urbains. Il s'agit concrètement pour les communes de prévoir une densification de leurs territoires aux abords des futures lignes dans l'optique d'une restructuration de l'espace urbain métropolitain autour de ces axes de transports « doux ». La ligne E est la première ligne de tramway concernée par cette nouvelle politique.
Élargissement du secteur piétonnierDans le cadre d'un projet baptisé « Cœurs de ville, Cœurs de métropole », la Ville de Grenoble et la Métro se sont engagées dans l'agrandissement du secteur piétonnier du centre-ville. D’ici l'année 2020, l'espace interdit à la circulation automobile s’étendra des quais Saint-Laurent, sur la rive droite de l'Isère au centre commercial de la Caserne de Bonne.
Ces aménagements, en cours lors de la fin de la décennie 2010, font toujours l’objet de concertations avec les riverains concernés, quartier par quartier.

### Voies de communication
Durant l'Antiquité, la cité était située sur la voie romaine de l'Oisans qui la reliait à Vienne et à Turin et elle figure à ce titre (sous le nom de Culabone) sur deux cartes antiques, la table de Peutinger et l’Anonyme de Ravenne.
Progressivement, mais surtout, au cours des deux derniers siècles, l'agglomération grenobloise est devenue un point de convergence de plusieurs lignes routières, autoroutières et ferroviaires.

#### Voies routières

##### Routes nationales

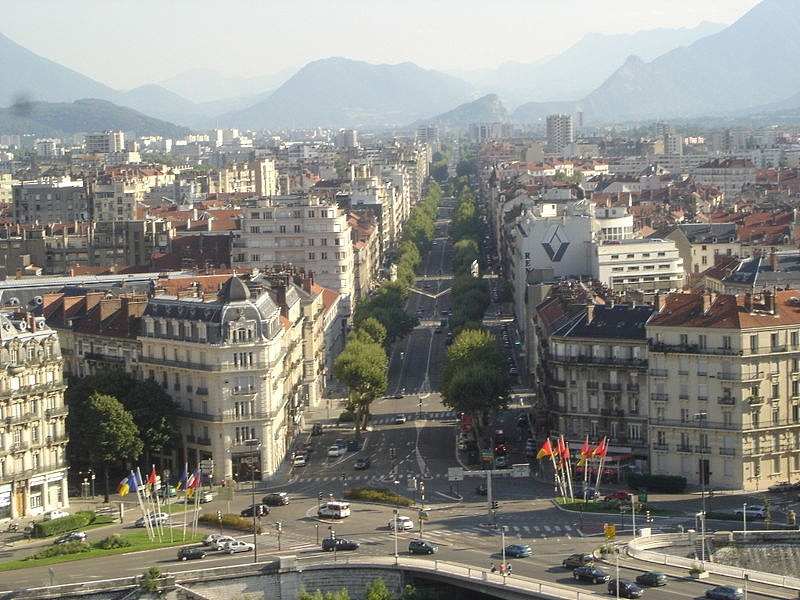
Le cours Jean Jaurès correspond à une partie du tracé de l'ancienne RN75

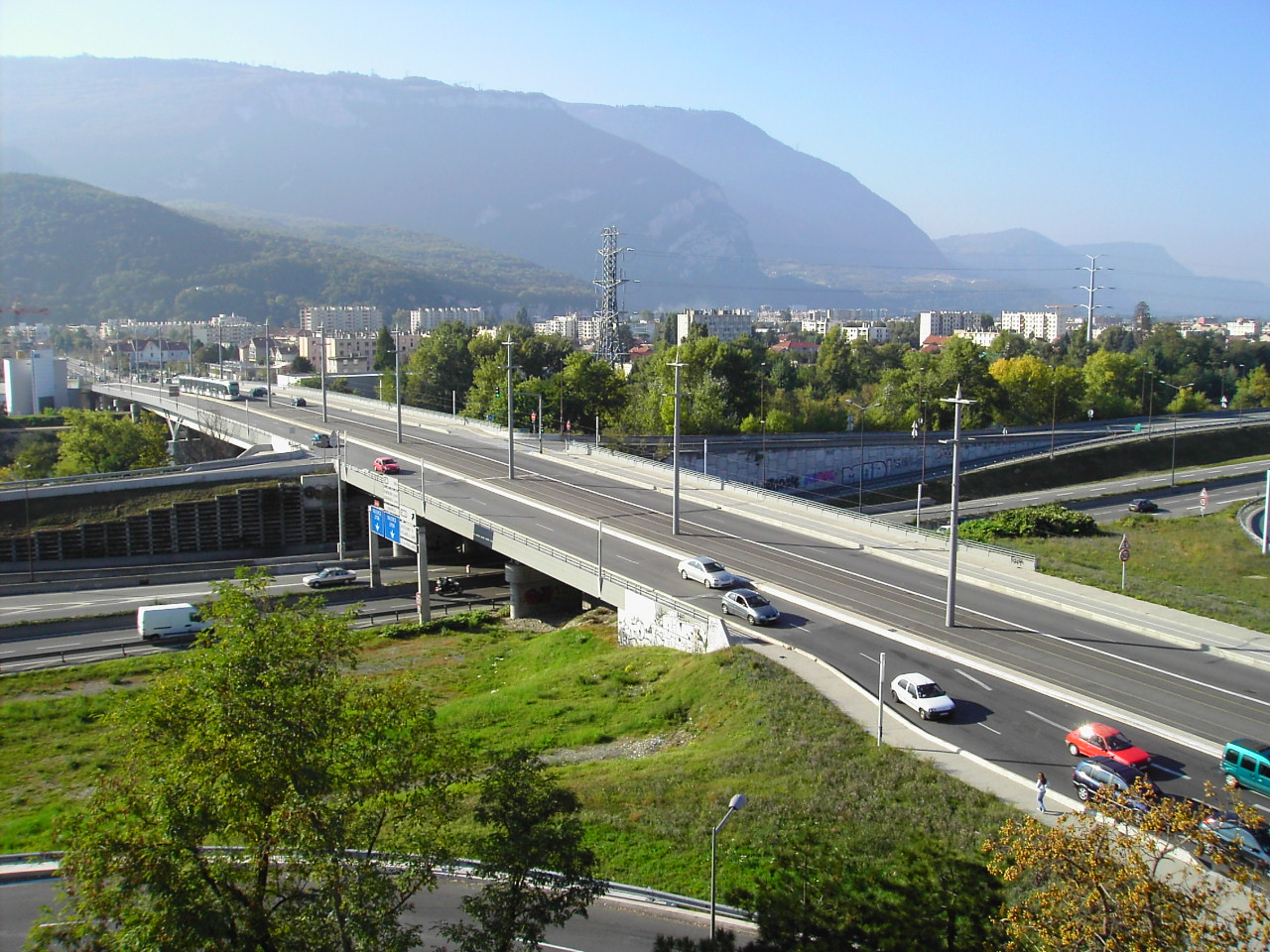
Le pont de Catane correspond à une partie du tracé de l'ancienne RN531

Grenoble est traversée par d'anciennes routes nationales, la plupart déclassées partiellement ou complètement en routes départementales.
- La route nationale 75, route entièrement déclassée en route départementale sur différents départements entre Bourg-en-Bresse, Grenoble et Sisteron. Avant la réforme de 1972, cette grande route avait pour origine Tournus, en Saône-et-Loire.
- La route nationale 85, déclassée en RD 1085 de Bourgoin-Jallieu à Grenoble, mais qui reste une route à vocation nationale au sud de Grenoble (Le Pont-de-Claix) jusqu'à Grasse. Cette route, connue des touristes sous l'appellation de « Route Napoléon » rejoint les lacs de Laffrey et la prairie de la Rencontre par la célèbre rampe de Laffrey. La RN 85 et la RN 75 avaient un parcours commun entre Voreppe et Grenoble sous l'appellation de RN 75.
- La route nationale 512, déclassée en RD 512 dans l'Isère, est la route qui mène de Grenoble (quartier Saint-Laurent) à Chevrier par Chambéry, en traversant le massif de la Chartreuse. Elle était associée à la RN 512a, aujourd'hui RD 512a, qui traverse les quartiers centraux de La Tronche et de Meylan.
- La route nationale 523, déclassée en RD 523 en Isère, est la route qui mène de Grenoble à Montmélian en Savoie, par la rive gauche de l'Isère. Elle se raccordait à la RN 525, devenue RD525, qui se dirige vers Allevard, mais aussi à la RN 524, devenue RD 524, route qui mène à Uriage et à Vizille.
- La route nationale 90, route qui reliait Grenoble au col du Petit-Saint-Bernard, avant 2006, mais qui a été déclassée en route départementale sur deux départements (Isère et Savoie), entre Grenoble et Albertville. Cette route longe la vallée de l'Isère (par la rive droite), vallée connue sous le nom de Grésivaudan.
- La route nationale 91, route qui reliait Grenoble à Briançon par la vallée de la Romanche et le col du Lautaret. Elle a été déclassée en RD 5 entre Grenoble et Vizille, puis en RD 1091 jusqu'à Briançon.
- La route nationale 532, route qui reliait Grenoble, par Sassenage à la commune de Saint-Péray en Ardèche. Elle a été déclassée en route départementale sur deux départements (Drôme et Isère) après la commune de Chatuzange-le-Goubet dans la Drôme.
- La route nationale 531, route qui se présente comme une déviation ou variante de la RN 532 qui passait par Villard-de-Lans et le massif du Vercors, avant de rejoindre Grenoble par Sassenage. Cette route a été déclassée en route départementale sur deux départements (Drôme et Isère) à l'exception du tronçon situé entre les communes de Bourg-de-Péage (Drôme) à Saint-Just-de-Claix.

##### Autoroutes
Grenoble est située au croisement de trois axes autoroutiers majeurs :

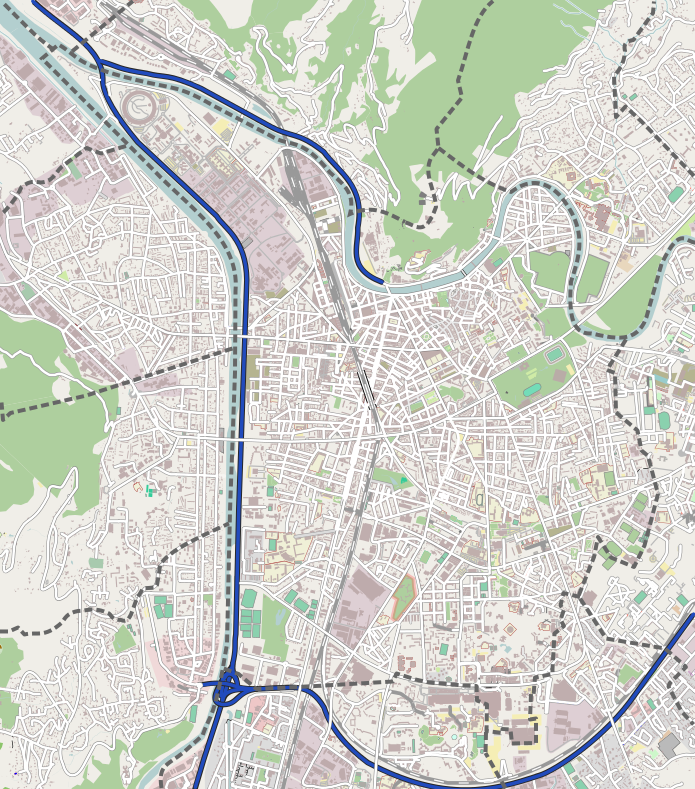
Réseaux routier et autoroutier de Grenoble et ses communes limitrophes.

- l'A41 (Autoroute Alpine) en direction de Genève via Chambéry et Annecy, mais également à destination d’Albertville, de Modane et de l’Italie via l'A430 ou l'A43 ;
- l'A48 (Autoroute du Dauphiné) permet quant à elle de relier Grenoble à Lyon mais également à Valence via l'A49 ;
- l'A51 (Autoroute du Trièves) s’élance en direction des Hautes-Alpes et de la Côte d'Azur. S’arrêtant actuellement au col de Fau, elle pourrait à terme (pas avant 2025[69]) relier la capitale des Alpes à Marseille. La construction du tronçon de Grenoble à Sisteron a cependant été l'objet de nombreuses contestations en raison de son impact environnemental[Note 8] et de son coût très élevé, et a été sérieusement remise en question à la suite du Grenelle de l'Environnement. L'avant-projet de schéma national d'infrastructures de transport (SNIT) publié en juillet 2010 prévoit l'abandon pur et simple de la construction du maillon manquant sous la forme d'autoroute[70].

##### Rocades urbaines
Ces trois autoroutes sont interconnectées grâce à l'autoroute urbaine A480 (rocade ouest) et à la RN87 (rocade sud). La vitesse sur ces deux rocades autoroutières, à 2×2 voies, est limitée à 90 km/h. Ces deux rocades sont l’objet d’engorgements quotidiens rendant la circulation automobile difficile à Grenoble aux heures de pointe. Ces encombrements ont également été imputés à l'absence de périphérique nord entre la cluse de Voreppe et la vallée du Grésivaudan en raison de la présence du massif de la Chartreuse. Ces encombrements motivèrent le projet de rocade nord devant permettre ce bouclage autoroutier grâce au percement d’un tunnel sous la montagne de la Bastille. Après des années de tractations, l'avis défavorable de la commission d'enquête sur la déclaration d'utilité publique de la rocade nord en 2010, auquel s'ajoutent les contestations d'associations de riverains, de groupes écologistes ainsi que d'élus locaux, sonnent le coup d’arrêt du projet.
Toutefois, avant même l'abandon de boucler le périphérique grenoblois par la Chartreuse, l'État proposait l'élargissement en 2×3 voies d'une partie de l'A480 dès l'année 2009, mais sans modification de l'échangeur du Rondeau, principal point de congestion dans ce secteur. Une première tranche de travaux concernant l'élargissement de la section qui voit passer plus de 100 000 véhicules par jour le long du Drac est alors prévue pour la décennie suivante. Mais en 2015, à la suite de la publication du décret portant le plan de relance autoroutier, l'A480 est concédée à la société AREA. Dans le cadre de cette concession, l'entreprise s'engage à passer l'A480 à 2 x 3 voies sur la totalité de son tracé pour un coût de 300 millions d'euros. De leur côté, les collectivités locales s'engagent à traiter l'échangeur du rondeau et de couvrir une partie de la rocade sud pour 80 millions d'euros. Le projet complet, d'un coût de 380 millions d'euros devrait commencer en 2019 pour une fin des travaux prévue en 2022.
L’arrêté préfectoral de déclaration d'utilité publique (DUP), signé par le préfet de l’Isère le 23 juillet 2018 confirme que ces travaux, même s'ils sont encore soumis à l’enquête publique au titre de l’autorisation environnementale, seront bien engagés en 2019.

#### Aménagements cyclables

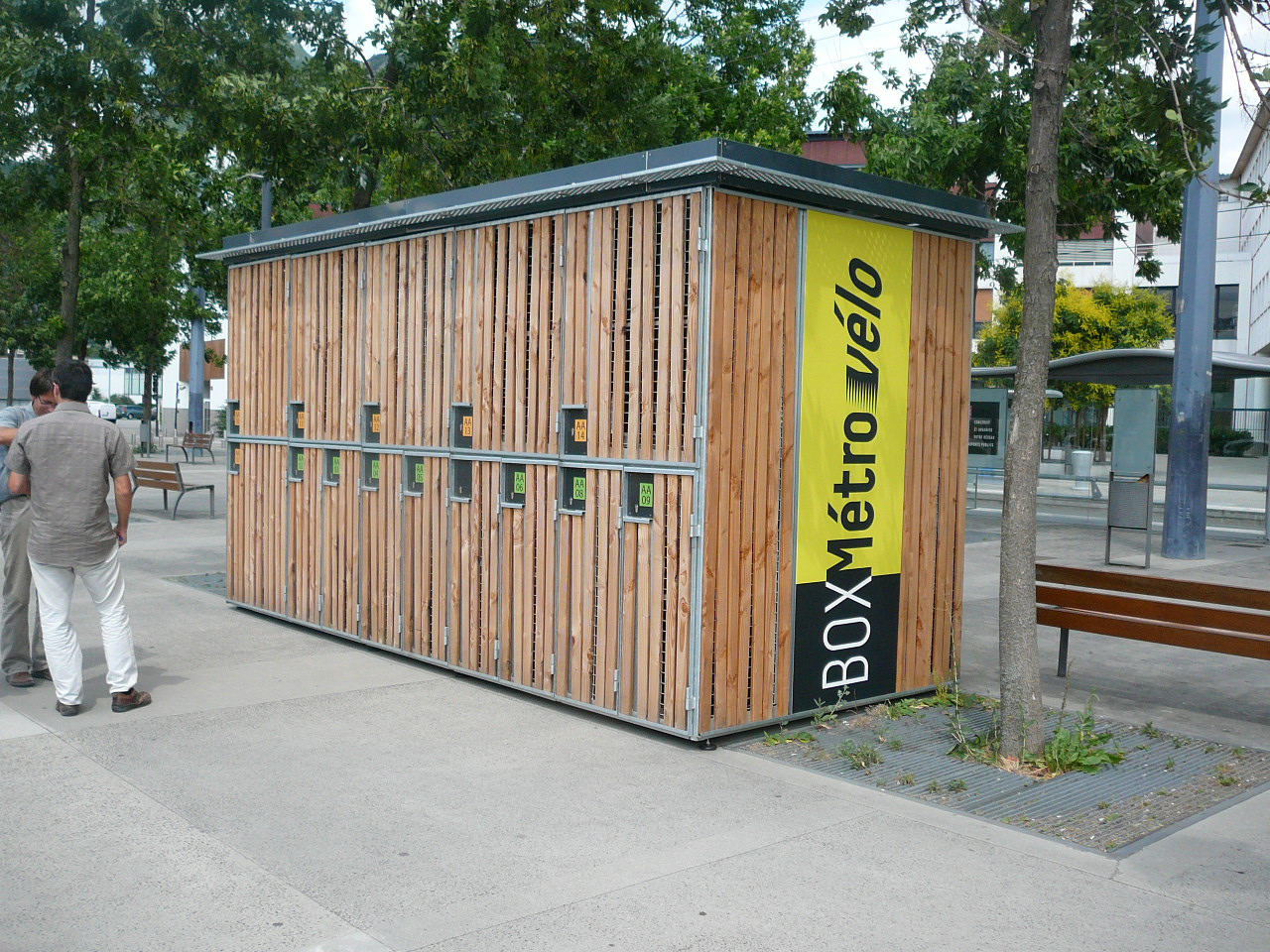
Une consigne Box MétroVélo.

Grenoble et son agglomération disposent en 2025 d’un réseau de pistes cyclables d'un peu plus de 450 kilomètres, partagé entre pistes cyclables, bandes cyclables, couloirs mixtes bus-vélos et contresens cyclistes dans les rues à sens unique. Le territoire dispose également de plus de 136 km de voies vertes, principalement, présentes le long des fleuves et des cours d’eau.
Des aménagements cyclables relient désormais Grenoble à Valence, Chambéry ou encore Nice[citation nécessaire].
Lors de l’assemblée générale du 25 avril 2009, la Fédération française des usagers de la bicyclette a attribué son « Guidon d’or » à la ville de Grenoble pour la généralisation d'itinéraires cyclables express dénommés chronovélos.
La part des déplacements à vélo à Grenoble a augmenté de 64 % entre le 1er janvier 2008 et le 31 décembre 2019.
Le réseau chronovélo
Un réseau express vélo couvre l'ensemble des communes de Grenoble-Alpes Métropole. Lancé en juin 2017, ce réseau dénommé « Chronovélo » est composé au début de la décennie 2020 de quatre axes totalisant environ 40 kilomètres de liaisons cyclables rapides et sécurisées entre les différentes communes de l'agglomération. En 2025, 16 d'aires de service seront réparties sur les quatre axes de l'agglomération. Ces aires permettent aux cyclistes de pouvoir consulter une cartographie du quartier, un plan global du réseau cyclable, un point de rencontre et avec espace de repos disposant d'un banc, et d'un service de gonflage de pneu.
MétroVélo
Pour faciliter la circulation à vélo, la Métro a mis en place en 2010 un service de vélocation appelé Métrovélo. En plus de la location de vélo, vingt-cinq consignes individuelles automatiques (appelées MétrovéloBox) ont été installées en périphérie de la ville pour favoriser la multimodalité, atteignant en 2025 plus de 2000 places sécurisées. Ces « box » incluent la possibilité de location en courte ou longue durée de vélos ainsi que l'offre d'un service de consigne pour son propre vélo. En 2019, 1 700 vélos étaient loués en moyenne chaque mois.
Baromètre des villes cyclables
En 2021, Grenoble reçoit 3 009 contributions d'usagers au Baromètre des villes cyclables de la Fédération française des usagers de la bicyclette (FUB) et reçoit l'appréciation “B” (favorable), avec une note globale de 4,21 , ce qui classe Grenoble au premier rang de sa catégorie (communes entre 100 000 et 200 000 habitants).

### Transports publics

#### Desserte ferroviaire

Le parvis de la gare de Grenoble après sa transformation en 2016.

Gares de l'agglomération grenobloise.

Le territoire de la ville de Grenoble n'héberge qu'une seule gare ferroviaire :
- la gare de Grenoble, mise en service en 1858 et d'où partent des trains TER Auvergne-Rhône-Alpes, des TGV, ainsi que des trains Intercités, dénommés « trains d’équilibre du territoire » (TET), en convention avec l'État[84].

L'agglomération grenobloise accueille sept autres gares, de taille nettement plus modeste, desservies exclusivement par des TER, et toutes raccordées aux lignes ferroviaires desservant la gare principale :
- la gare de Grenoble-Universités-Gières, seconde gare de l'agglomération et située non loin du campus, qui permet un raccordement avec la ligne B du tramway de Grenoble;
- la gare d'Échirolles, simple halte disposant de deux quais, inaugurée en septembre 2004 et qui permet un raccordement avec la ligne A du tramway de Grenoble ;
- la gare de Saint-Égrève-Saint-Robert qui dessert notamment le Centre Hospitalier Alpes-Isère (CHAI), établissement spécialisé de psychiatrie générale adulte et pédiatrique situé sur le territoire de la commune de Saint-Égrève ;
- la gare de Pont-de-Claix dont il est prévu le déplacement à l'intersection de l'avenue du général de Gaulle et du cours Saint-André[85], afin de créer un pôle multimodal de transport desservi par la ligne A du tramway de Grenoble ;
- la gare de Jarrie - Vizille qui dessert notamment le site industriel (plate-forme chimique) de Jarrie et la petite agglomération de Champ-sur-Drac ;
- la gare de Saint-Georges-de-Commiers qui fut durant une période un des terminus de la ligne touristique du petit train de La Mure ;
- la gare de Vif qui reste en 2018 la gare ferroviaire de l'agglomération grenobloise la plus éloignée du centre-ville.

Le bâtiment initial de la gare de Grenoble a été remplacé, lors de la préparation des Jeux olympiques d'hiver de 1968, par l'enceinte actuelle plus moderne et adaptée aux besoins. Grenoble est un pôle ferroviaire d'importance régionale[réf. souhaitée]. Au niveau national, une dizaine de TGV desservent quotidiennement Paris au départ de la ville. Une liaison directe en TGV existe également pour les directions de Marseille, Lille et Nantes.
Le trafic vers l'international consiste en des liaisons TER vers Genève. L'essentiel du trafic se limite ainsi à des liaisons régionales vers les agglomérations voisines de la région Auvergne-Rhône-Alpes ainsi qu'à destination de la région Provence-Alpes-Côte d'Azur en direction de Gap, Briançon et Avignon. En période de vacances scolaires d'hiver, des liaisons TGV supplémentaires sont mises en place avec d'autres villes (Rennes, Le Havre, Poitiers ou Perpignan). Le transit annuel[Quand ?] de la gare est d'environ sept millions de passagers[réf. souhaitée].
Pour répondre à la demande et à la croissance prévue du trafic, la gare fait l'objet[Quand ?] d'un programme de restructuration important, en liaison avec le réaménagement du polygone scientifique voisin[réf. nécessaire]. L'itinéraire ferroviaire du Sillon Alpin Sud (Gières-Montmelian et Valence TGV-Moirans) a été entièrement électrifié en 2014.

#### Transport urbain

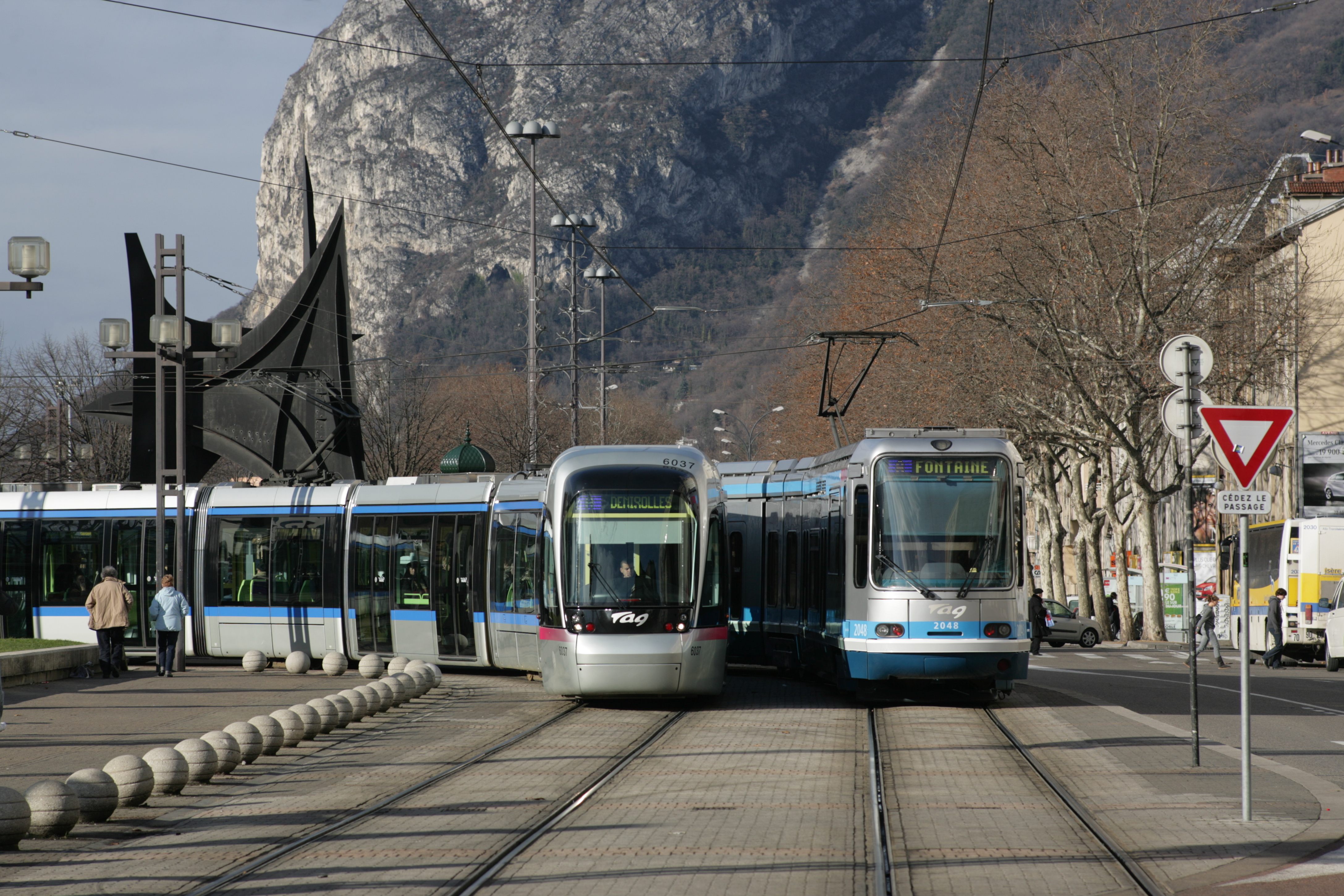
Les deux types de rames de tramway en service en 2010.

Carte du réseau tramway de Grenoble en 2021.

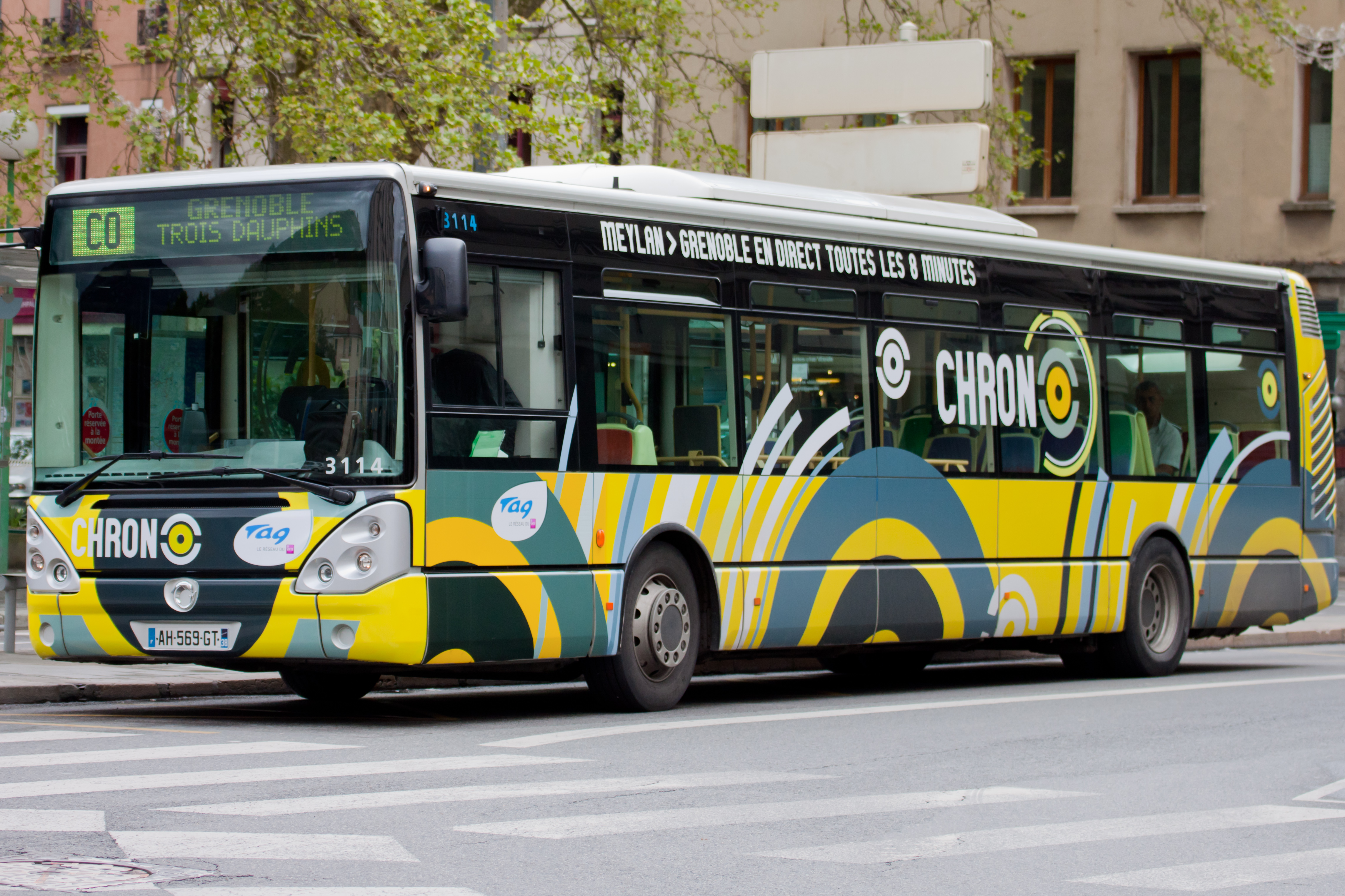
Autobus d'une ligne chrono de l'agglomération grenobloise en 2012.

Les transports urbains de Grenoble sont exploités depuis 1975[réf. souhaitée] par la Sémitag sous la marque commerciale « TAG » (Transports de l'agglomération grenobloise).

##### Lignes de tramway
La faible profondeur des nappes phréatiques rendant très onéreuse la construction d'un réseau de métro, les municipalités successives ont décidé d'investir dans un réseau de tramway. Grenoble est doté d'un premier réseau urbain et suburbain de tramway à partir de 1894. Connaissant cependant le même sort que bon nombre de réseaux dans la première moitié du XXe siècle, il est après des amputations successives fermé en 1952. Il faut attendre 1987 pour que le tramway fasse son retour à Grenoble, avec l'ouverture de la première ligne. Avec les années, quatre autres sont ouvertes tandis que les lignes A et B ont connu différents prolongements depuis leur inauguration.
Ce réseau de cinq lignes (Tram A, B, C, D et E) a une longueur de 47 kilomètres. Avec le TFS, il est le premier tramway au monde à être accessible aux personnes à mobilité réduite.

##### Lignes de bus
Au tramway s'ajoute un réseau de lignes de bus réorganisé en trois niveaux en septembre 2014[réf. souhaitée], 7 lignes Chrono, 12 lignes Proximo et 27 lignes Flexo, qui desservent toute la métropole grenobloise. Les lignes Chrono desservent les axes structurants du cœur dense métropolitain, elles se caractérisent par une fréquence élevée la journée (moins de 10 minutes) et un service étendu jusqu'à 1 heure du matin, leur livrée jaune leur confère une identité forte. Le service Chrono vient se substituer au service de Noctibus qui disparaît. Les lignes Proximo desservent les zones denses de périphérie. La desserte des zones peu denses est quant à elle réalisée par les services Flexo, qui présentent une hétérogénéité de véhicules adaptés à la demande. Un certain nombre de courses ne sont d'ailleurs disponibles que sous réservation (2 heures avant au plus tard), ce qui permet d'adapter le véhicule au nombre de passagers inscrits et de ne desservir que les zones demandées. Les services scolaires sont associés à la marque Sacado depuis septembre 2018. D'autre part, un service à la demande a été mis en place à destination des personnes à mobilité réduite : Flexo +. Enfin, il faut adjoindre à cet ensemble les dix-neuf parcs relais proposant 2 500 places de stationnement en entrées d’agglomération qui facilitent l’intermodalité.

##### Projets d'extension
Le réseau grenoblois fait l'objet de nombreux projets d'extension. À l'horizon 2025, ces extensions envisagent :
- le prolongement de la ligne A vers Sassenage[91] ;
- le prolongement de la ligne D vers Échirolles et La Tronche[91] : la ligne D deviendrait alors une ligne de rocade reliant le sud au nord-est de l'agglomération (via le campus) ;
- le prolongement de la ligne E de Grenoble - Louise Michel vers le Pont-de-Claix[91] : le SMTC a engagé une étude préalable en juillet 2012[92] pour prolonger la ligne E en passant par Échirolles ;
- la création d'une ligne Grenoble-Meylan[91] : la possibilité d'étendre le réseau de tram à Meylan, cinquième ville de l'agglomération en nombre d'habitants, a été plusieurs fois évoquée, mais aucun projet n'a encore été lancé[93] ;
- la création d'une ligne F : Le Dauphiné libéré évoque en décembre 2012 la possibilité technique de créer une ligne qui ferait circuler les tramways en boucle dans Grenoble en utilisant des parcours combinés des lignes E, puis C et A[94].

##### Projets de transport alternatif (Métrocâble)
- Existant :

Le Téléphérique de Grenoble Bastille, également appelé bulles de Grenoble  relie la Bastille avec l'hypercentre de Grenoble depuis 1934 sur un dénivelé de 266 m.
- Anciens projets :

Au début des années 1970, un projet de système de transport automatique fut proposé au début des années 1970 par la société Pomagalski en vue d’équiper Grenoble et son agglomération d’un système de transport collectif non polluant et silencieux mais il fut abandonné avant la fin de la décennie.
Plusieurs projets de transport par câble (téléphérique) sont actuellement à l'étude en France. La création d'une liaison locale entre Fontaine (Tram A) et le Massif du Vercors (Lans-en-Vercors via Saint-Nizier-du-Moucherotte) a été envisagée pour l'horizon 2020. Cette même ligne de téléphérique aurait relié ensuite Fontaine (Tram A) à la Presqu'île de Grenoble (Tram B) et Saint-Martin-le-Vinoux (Tram E). Cependant, le projet concernant la liaison entre Grenoble et le plateau du Vercors a été suspendu le 15 septembre 2014 par son comité de pilotage, la plupart des promoteurs du projet ayant été remplacés lors des élections municipales et intercommunales de 2014.
- Nouveau projet :

Le projet de câble vers le Vercors définitivement abandonné, un nouveau projet plus restreint mais surtout urbain prévoit de relier en 2024 sur une distance de 3,7 kilomètres Saint-Martin-le-Vinoux à Fontaine via la presqu'île scientifique de Grenoble. La ligne fera partie du réseau TAG et sera accessible selon la tarification ordinaire. Elle sera indicée T1 dans la perspective d'une réorganisation du réseau de tramway dans lequel elle sera intégrée. La fréquentation de la ligne est estimée à 5 000 passagers par jour à son ouverture pour atteindre 8 500 à l'horizon 2030. Le temps de parcours sera de 15 minutes avec une fréquence de 71 secondes en début de l'exploitation[réf. nécessaire]. Une opposition à ce projet s'est mise en place au niveau des communes impactées par le projet, notamment par la municipalité de Sassenage.

##### Distinctions
Le réseau grenoblois a fait l’objet de nombreuses distinctions et récompenses en raison de sa grande qualité. Le magazine Ville et Transports lui a décerné[réf. nécessaire] trois fois le ticket d’or (premier prix du palmarès des transports urbains) en 2002, 2003 et 2005, ainsi que le ticket de bronze en 2006, derrière Bordeaux et Mulhouse.
En outre, la Conférence européenne des ministres des Transports a décernéau réseau le premier prix européen pour l'accessibilité aux personnes handicapées en 2003  ainsi que la palme de l'accessibilité en 2004.

#### Transport interurbain

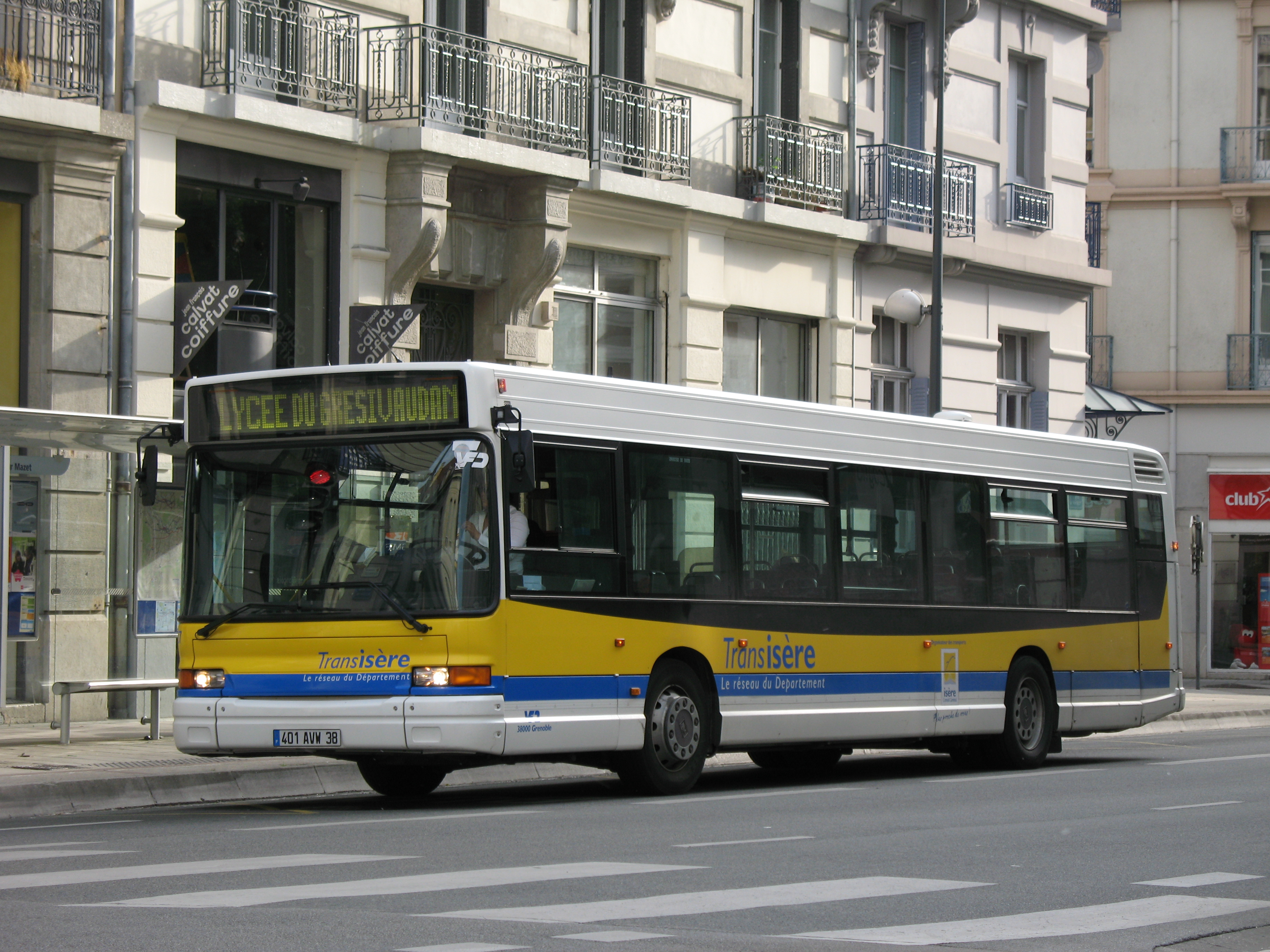
Car d'une ligne de l'ancien réseau TransIsère dans Grenoble.

Le transport interurbain par autocar est, quant à lui, assuré par Cars Région Isère, anciennement TransIsère, qui est un réseau géré et financé par la région Auvergne-Rhône-Alpes.
Il existe une gare routière à Grenoble. Celle-ci accueille des cars assurant des liaisons avec d'autres grandes villes de France, telles que Paris. Le leader du marché, la société FlixBus, a réalisé une enquête « qualité » auprès de ses usagers, la gare routière de Grenoble étant considérée comme une des deux plus accueillantes de France avec celle de Toulon.

#### Transport aérien

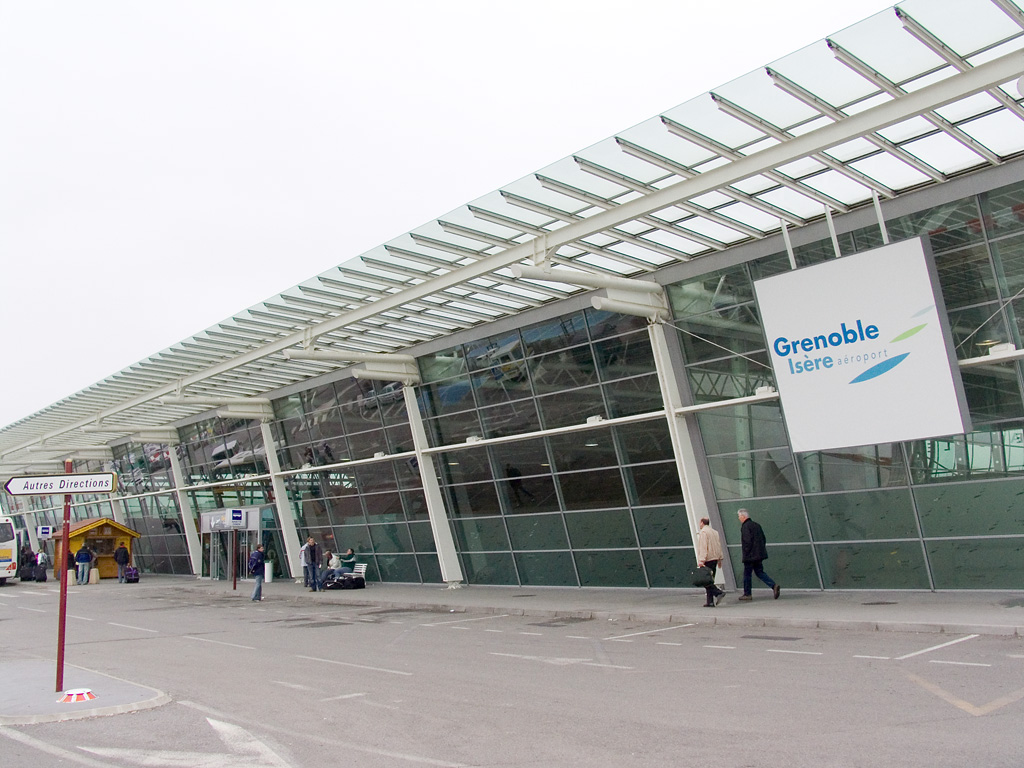
Aérogare de l'aéroport de Grenoble-Alpes-Isère.

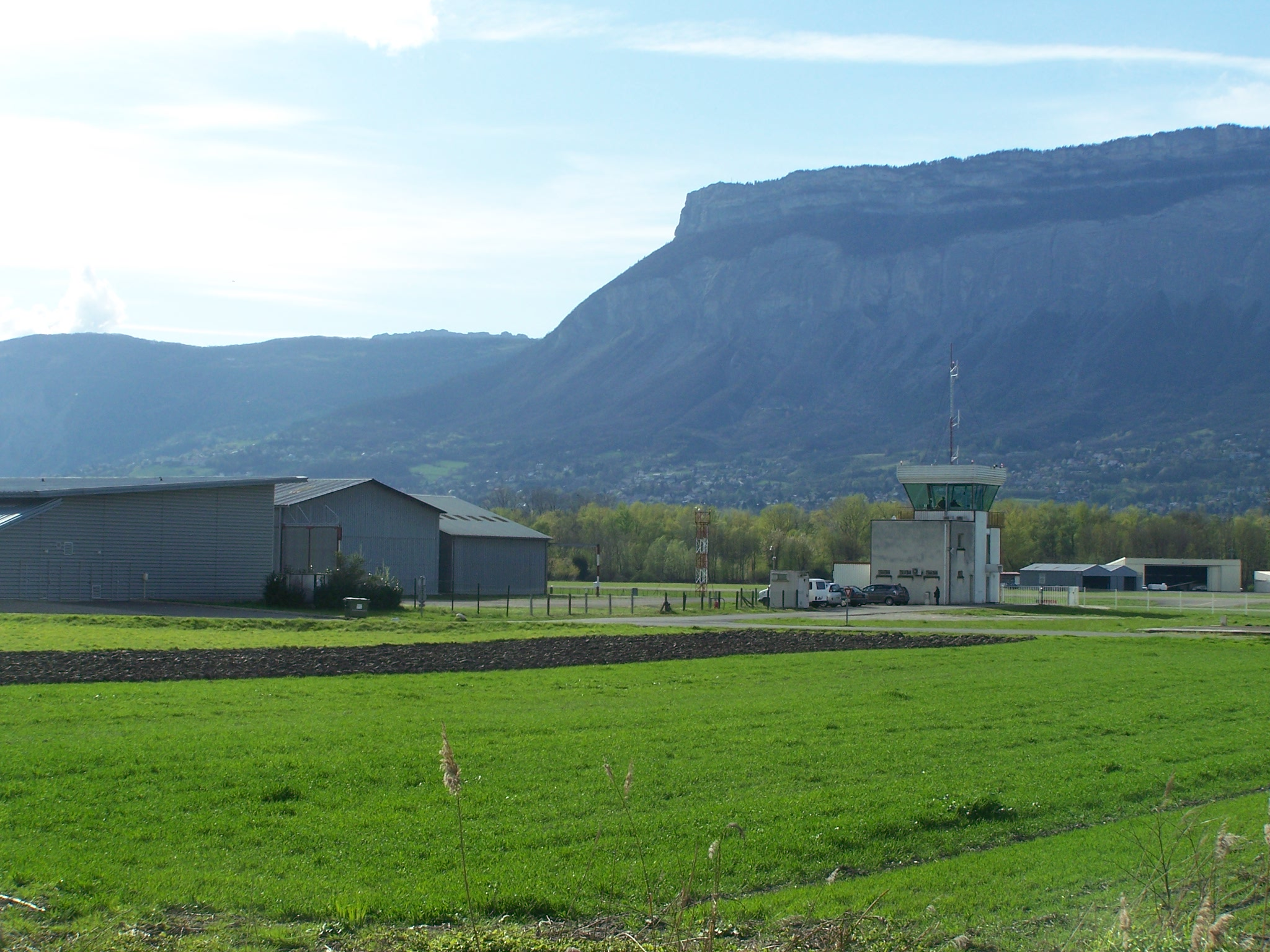
Site de l'aérodrome de Grenoble-Le Versoud

Un ancien site d'aviation, l'aéroport de Grenoble-Mermoz, situé approximativement sur le site actuel du
centre commercial Grand'Place, a été supprimé en 1967 pour laisser place aux installations olympiques et a été remplacé par deux plates-formes :
1 - l'aéroport de Grenoble-Alpes-Isère
situé à quarante kilomètres de Grenoble, est une plate-forme permettant des liaisons vers de nombreuses villes européennes et pouvant accueillir tout type d'appareil (jusqu'au Boeing 747-400). Pendant des décennies, il a connu une activité globalement faible, avec une faiblesse record enregistrée l'année 2003 (à peine plus de 170 000 passagers accueillis) en raison de la proximité des aéroports de Lyon et Genève et de la concurrence du TGV pour la liaison vers Paris. Après que le conseil général de l’Isère en eut confié la gestion et le développement à une société de droit privé constituée par l'entreprise de BTP Vinci et le gestionnaire de transports publics Keolis, le trafic a crû d'une manière très importante (61 % de croissance en 2006 par exemple) avec une spécialisation de l'aéroport sur des vols low cost, en particulier à destination de la clientèle anglaise, très nombreuse à venir skier dans les stations alpines. Aussi, l'essentiel du trafic était enregistré lors des périodes d'hiver (440 356 passagers de décembre 2008 à avril 2009 par exemple). Très dépendante de la conjoncture internationale, cette fréquentation a cependant lourdement chuté depuis la crise économique de 2008 ;
2 - l'aérodrome de Grenoble-Le Versoud
Situé à treize kilomètres de Grenoble et réservé au trafic léger avec une piste en dur de neuf cents mètres et une piste en herbe de huit cent quatre-vingt-treize mètres.
Créé en 1924, l'aérodrome de Grenoble-Versoud est l'un des tout premiers aérodromes de France, une stèle précisant son ancienneté est située à l'entrée de l'aérodrome. Il est par ailleurs l'aérodrome le plus dynamique de la région quant au nombre de mouvements.
Le site de l'aérodrome héberge le meeting Grenoble Air Show organisé tous les deux ans. Lors des sessions de 2016 et 2018, le lieu a accueilli la patrouille de France.

### Risques naturels et technologiques

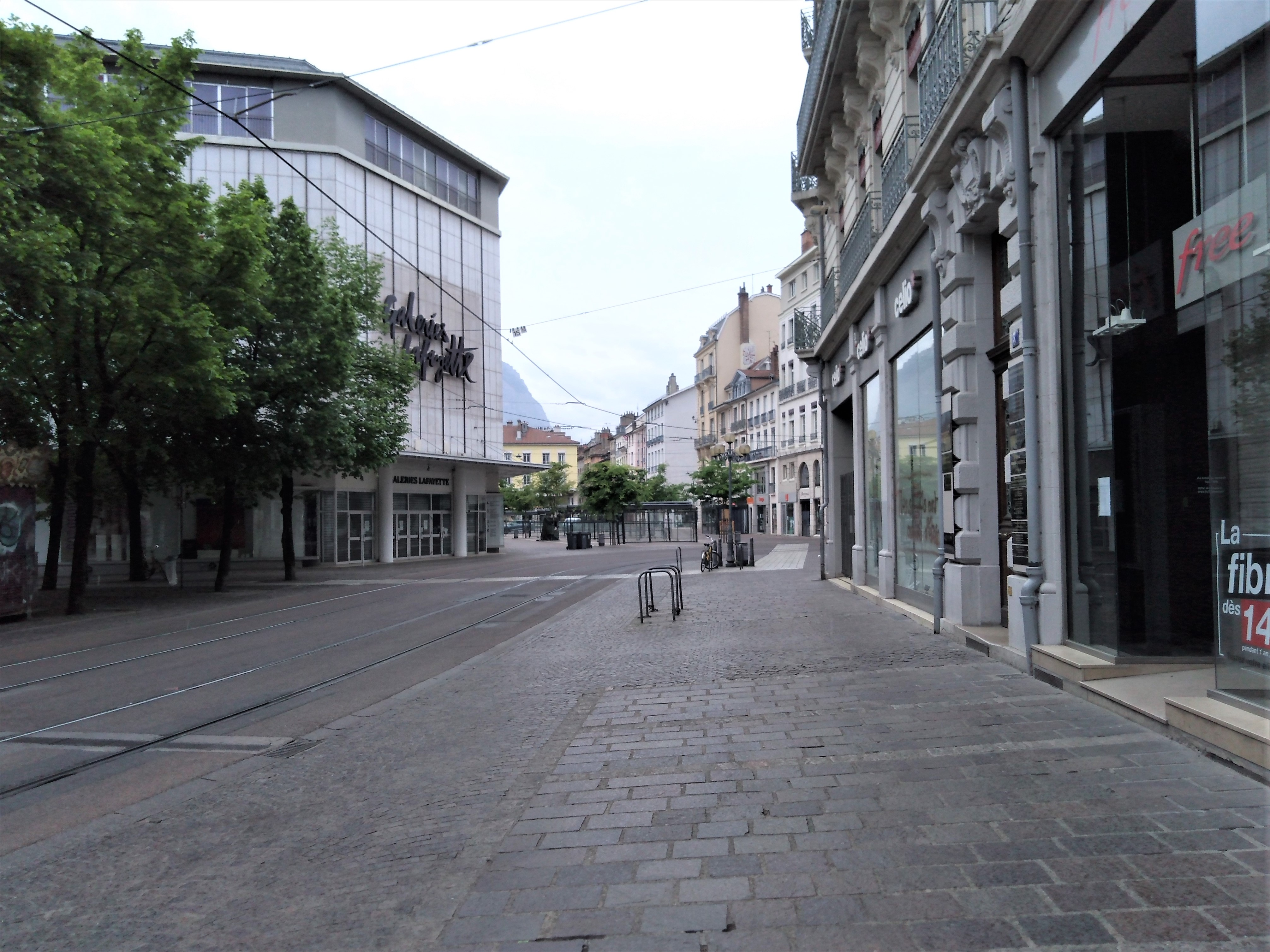
La rue Félix-Poulat et la place Grenette durant le confinement de mars-avril 2020

La Mairie de Grenoble considère que la ville est exposée à cinq risques naturels : inondation, mouvement de terrain, feu de forêt, météorologique et sismique.

#### Risques d'inondation
Situé à la confluence du torrent alpin du Drac et de l'Isère, le territoire de Grenoble est exposé à un risque de crue. Un ensemble de digues ont progressivement été édifiées entre le XVIe siècle et le XXe siècle et sont entretenues de façon permanente. Le « Plan de Prévention du Risque Inondation » (PPRI) a été approuvé le 30 juillet 2007. Celui-ci présente Grenoble comme étant en zone de contraintes faibles, les risques étant les crues dites « historiques », les remontées de nappe phréatique ou le refoulement des réseaux d'égouts.

#### Risque de mouvement de terrain
Au niveau de la ville de Grenoble, les risques de chutes de blocs et d'éboulement sont localisés sur le site de La Bastille, seul secteur montagneux de la commune. Une surveillance les zones à risque s'appuie sur plusieurs études géotechniques afin de pouvoir réaliser les travaux d'entretien et de protection adaptés. Une étude de ce risque spécifique sur le site, jointe au plan local d'urbanisme (PLU), présente les différents types de mouvements de terrain affectant ce secteur, il peut s'agir de glissements de terrain, des chutes de blocs se détachant de la montagne, des éboulements ainsi que des effondrements de cavités souterraines.

#### Risque des feux de forêt
À l'instar des risques de mouvements de terrain, ce risque concerne surtout le massif forestier de la Bastille correspondant à la pente méridionale du Mont Rachais, partagé avec les communes de Saint-Martin-le-Vinoux et de La Tronche. La végétation du site est entretenue régulièrement afin d'éviter tout risque de propagation rapide des feux, les voies étant maintenues accessibles pour permettre l'accès des secours.

#### Risque météorologique
La ville et son agglomération se situent dans une vallée souvent dénommée « cuvette grenobloise » qui peut être soumise à des phénomènes météorologiques strictement locaux, tels que des vents forts pouvant entraîner de graves dégâts matériels, des périodes de canicule ou des périodes de grand froid.

#### Risque sismique
L'intégralité du territoire de Grenoble est située en zone de sismicité no 4 (sur une échelle de 1 à 5), comme l'ensemble des communes de l'agglomération grenobloise.
| Type de zone | Niveau            | Définitions (bâtiment à risque normal) |
| ------------ | ----------------- | -------------------------------------- |
| Zone 4       | Sismicité moyenne | accélération = 1,6 m/s2                |

À ces risques naturels, s'ajoutent des risques technologiques : risque de rupture de barrage, industriel, transport de matières dangereuses et nucléaire.

## Toponymie
Le toponyme a beaucoup évolué. Dans l'Antiquité la bourgade se nommait Cularo jusqu'en 381, nom d'origine celtique dont la signification est sujette à diverses interprétations. La ville, dotée de remparts, deviendra Gratianopolis sous le règne et en l'honneur de l'empereur romain Gratien, nom progressivement altéré en Grenoble.
En arpitan dauphinois (aussi appelé « patois » ou « francoprovençal »), le nom de la ville est Grenoblo.
Une légende tenace assure que la ville fut rebaptisée Grelibre pendant la Révolution, mais c'est faux. C'est Louis XVIII qui, durant la Restauration, aurait inventé le surnom railleur Grelibre à la suite de la conspiration de Didier de 1816 ; il aurait ensuite fait courir le bruit que les révolutionnaires dauphinois substituèrent -noble par -libre,. S'il est vrai que plusieurs milliers de communes ont été rebaptisées à cette période, l'ouvrage de référence à ce sujet, Les Noms révolutionnaires des Communes de France, ne mentionne pas Grenoble, alors qu'il cite trois communes du canton de Grenoble (Hères-la-Montagne, Mansval et Vence). D'autre part, la base Cassini de l'EHESS montre une continuité de nom sur la période révolutionnaire.

## Histoire

### Préhistoire
Plusieurs éléments préhistoriques ont été trouvés à Grenoble ou dans ses environs immédiats, attestant d'un lieu de passage, voire d'une présence humaine, notamment au niveau de la montagne du Rabot à la fin du néolithique, ainsi qu'à l'âge du bronze. Les données archéologiques restent cependant relativement rares en raison de la vitesse de la sédimentation des alluvions de l'Isère, du Drac, et des torrents provenant du massif de la Chartreuse qui retirait progressivement les principales traces de passage.
Selon Alain de Montjoye, archéologue du centre archéologique et historique des Musées de Grenoble et de l'Isère, les premières populations sédentaires, au niveau local, firent leur apparition au néolithique, principalement sur les premières pentes du massif du Vercors puis sur celles de la Chartreuse, lors du chalcolithique, au niveau de la cluse grenobloise.
Dès l'âge du bronze, les chercheurs constatent l'existence de courants d'échanges utilisant le carrefour
grenoblois. Ceux-ci seront de nature d'abord modeste avant de s'intensifier au bronze final jusqu'à la période de la Tène. Les recherches archéologiques ont permis d'identifier de nombreuses installations durant cette période, tout autour de Grenoble et dans la vallée du Grésivaudan. Cependant, au niveau du site même du territoire grenoblois, les traces les plus anciennes très faibles, observées à la fin du siècle dernier, ne semblent pas antérieures à la période gauloise.

### Antiquité

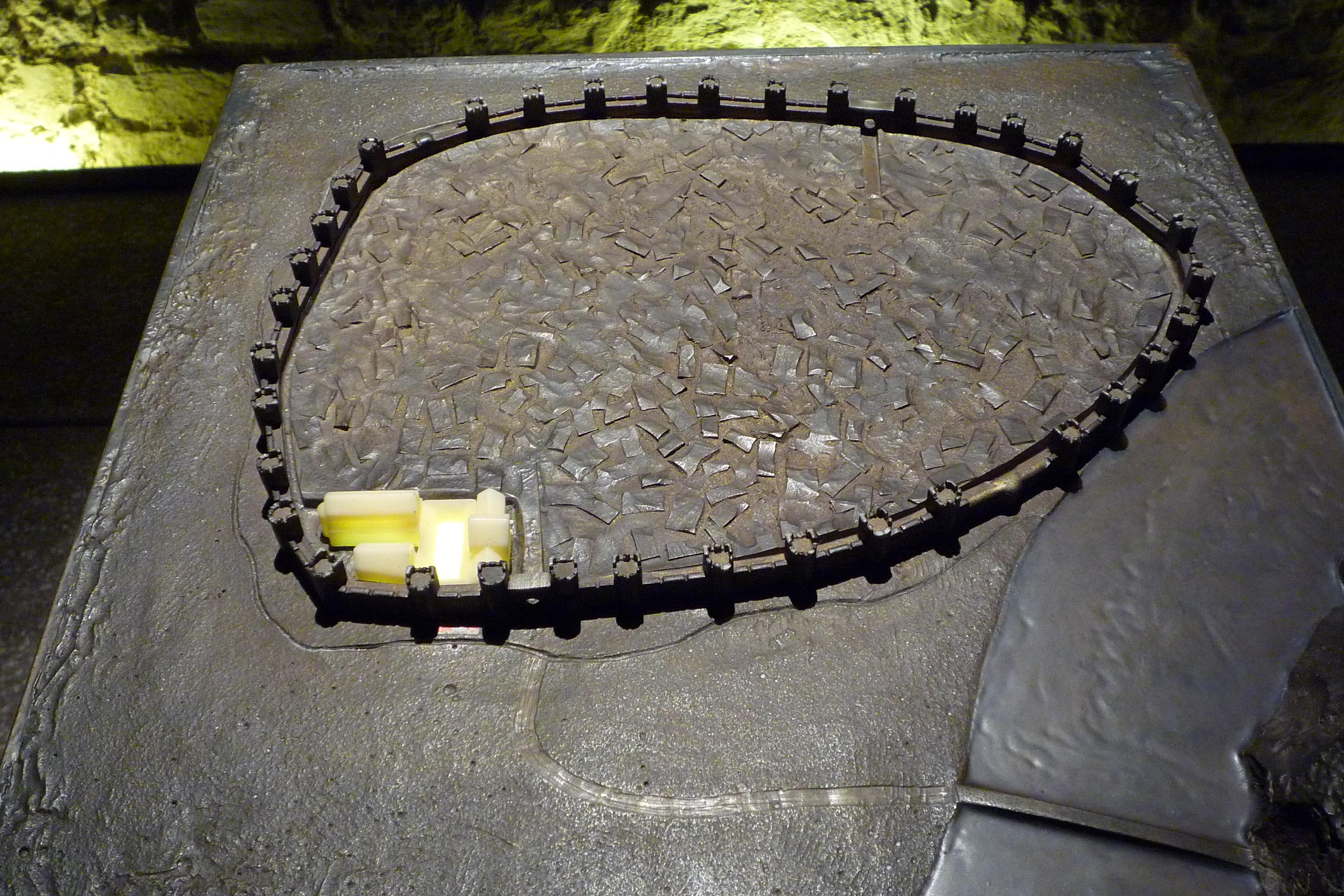
Rempart romain de Cularo, puis de Gratianopolis.

La première référence à Grenoble remonte à 43 av. J.-C.. Au départ simple bourg gaulois (vicus) du nom de Cularo, la bourgade, située à un endroit stratégique sur la voie romaine entre Vienne et l'Italie par le Montgenèvre, est fortifiée sous Dioclétien et Maximien (entre 284 et 293), puis accède au rang de chef-lieu de cité, à la suite de la venue possible, mais non attestée, de l’empereur Gratien en 379. Elle est alors rebaptisée Gratianopolis. Des troupes y stationnent en permanence (cohors prima Flavia) et un évêché, avec à sa tête l'évêque Domnin, est attesté au moins depuis 381.

#### Gratianopolis
Durant le IVe siècle, Gratianopolis compte environ 2 000 habitants sur ses neuf hectares et se présente sous la forme d'une ville fortifiée plus rurale que commerçante malgré la présence d'un port sur l'Isère, situé près de la place de Bérulle. Le premier évêque de Gratianopolis est Domnin (Domninus), attesté par sa présence au concile d'Aquilée en septembre 381 et qui va décéder en novembre 386

#### Énigme du «passage d'Hannibal»
Plusieurs historiens, spécialistes de l'Antiquité, évoquent le passage d'Hannibal dans la cuvette grenobloise, soit en suivant le cours de l'Isère, soit en traversant le massif du Vercors, d'ouest en est.

Hannibal traversant les Alpes en 218 av. J.-C.
(Münchener Bilderbogen)

Professeur émérite d’histoire ancienne à l’Université de Newcastle au Royaume-Uni, John Francis Lazenby, auteur d’un ouvrage spécialisé sur le général carthaginois Hannibal Barca narre dans celui-ci toute l’épopée du célèbre conquérant et celui-ci émet une théorie à propos de la traversée des Alpes, en ce qui concerne la première attaque des Allobroges.
Ce professeur d'Histoire suggère, en effet, qu’Hannibal n’aurait pas voulu traverser l’Isère et aurait donc cheminé sur la rive gauche, mais qu'au-delà de Saint-Nazaire-en-Royans la poursuite de cet itinéraire était impossible à l’époque et qu'il aura donc contraint le général carthaginois à traverser les gorges de la Bourne. Le camp d’Hannibal se serait alors situé à proximité du village actuel de Choranche. Le chemin suivi par Hannibal passerait ensuite sur la route jouxtant l'Isère qui rejoint Grenoble par une voie située entre Sassenage et Noyarey.
D'autres historiens, dont l'académicien et historien militaire Paul Azan ou Marc Antoine de Lavis-Trafford, évoquent la possibilité que ce grand général et stratège carthaginois ait pu passer par Montaud pour ensuite longer l'Isère depuis les territoires actuels de Veurey-Voroize, Sassenage, puis le territoire actuel de Grenoble, avant de remonter la vallée du Grésivaudan et de traverser les Alpes. Aucune source archéologique (armes, ossements) n'ayant encore été découverte à Montaud et dans ses environs immédiats, rien ne peut étayer cette hypothèse séduisante, ni l'infirmer, d'ailleurs. La thèse reste donc, jusqu'à présent, recevable.
Une étude plus récente (2009) du préhistorien Aimé Bocquet, fondée sur le peuplement au IIIe siècle av. J.-C., ne fait pas passer les troupes d'Hannibal par le nord de la région grenobloise, mais pour ensuite lui faire emprunter le versant occidental de la Chartreuse pour atteindre le col du Petit-Saint-Bernard,.
Un site web bien documenté présente les différentes hypothèses, ainsi que les textes originaux (traduits) de Tite-Live et de Polybe sur la question.

### Moyen Âge

#### Dauphins

Blason du Dauphiné.

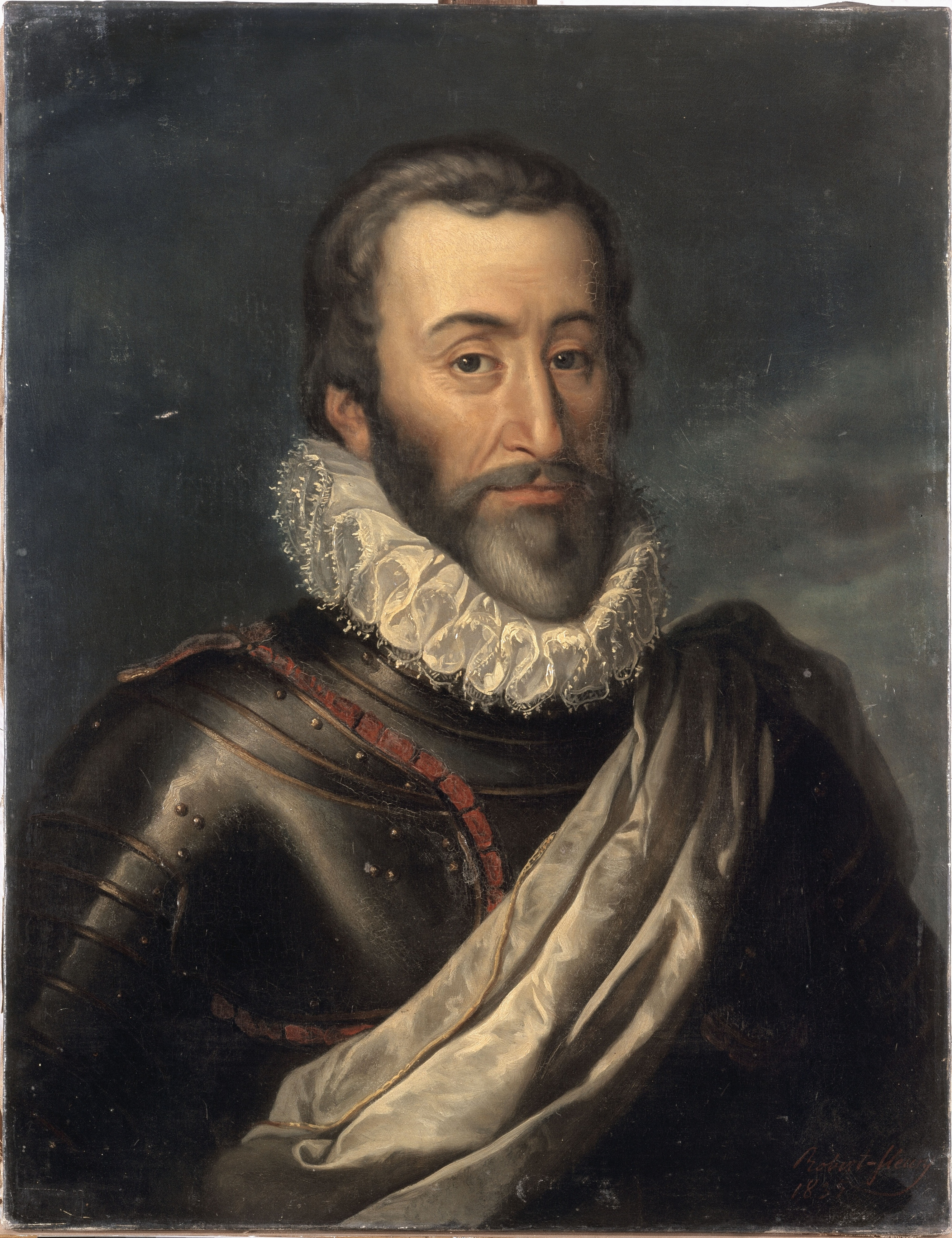
François de Bonne (1543-1626), duc de Lesdiguières.

Au XIe siècle, les comtes d’Albon prirent une décision importante pour l’unité de leurs domaines. Ils choisirent en effet Grenoble, ville de médiocre importance en ce XIe siècle, pour capitale. Ils auraient pu céder à la tentation de Vienne, l’ancienne métropole romaine comme capitale de leurs États. Ce choix fondamental leur a permis de garantir leur autorité à la fois sur le Bas et le Haut-Dauphiné. Cependant, les territoires respectifs du Dauphiné et de la Savoie se chevauchaient à cette époque (ainsi, le Faucigny appartenait au premier tandis que la seconde possédait Voiron et la Côte-Saint-André). Cet enchevêtrement fut source de nombreux conflits entre les deux peuples. La future province du Dauphiné. Grenoble se trouve alors capitale d’un État indépendant au sein du Saint-Empire romain germanique.
En 1219, Grenoble connaît sa pire inondation, véritable déluge dû à la rupture d'un barrage naturel formé dans la vallée de la Romanche et provoquant de nombreuses victimes.
Les Dauphins successifs fondent l’université en 1338, et le Conseil delphinal s'installe à Grenoble en 1340. Durant la guerre de Cent Ans, la noblesse dauphinoise participe aux conflits contre l’Angleterre et ses alliés.
En 1349, la ville se trouve rattachée au royaume de France à la suite du transfert (et non-rachat) du Dauphiné à la couronne de France, et Grenoble devient capitale provinciale. La présence entre 1447 et 1456 du dauphin, le futur Louis XI, renforce ce statut de ville parlementaire avec la création du troisième Parlement de France. La ville devient également le siège de garnisons, à la frontière avec le duché de Savoie. Elle s'affirme comme la principale ville de la province. Lors des guerres d'Italie, la noblesse dauphinoise se distingue particulièrement sous la figure de Bayard, le « chevalier sans peur et sans reproche ».
En 2019, des fouilles archéologiques ont permis de retrouver les restes des remparts du couvent des Dominicains, datant du XIIIe siècle, dans l'actuelle rue de la République, en travaux pour son aménagement en voie piétonne. Ce couvent était situé « hors murs », le long de l'ancienne enceinte romaine.

### Renaissance

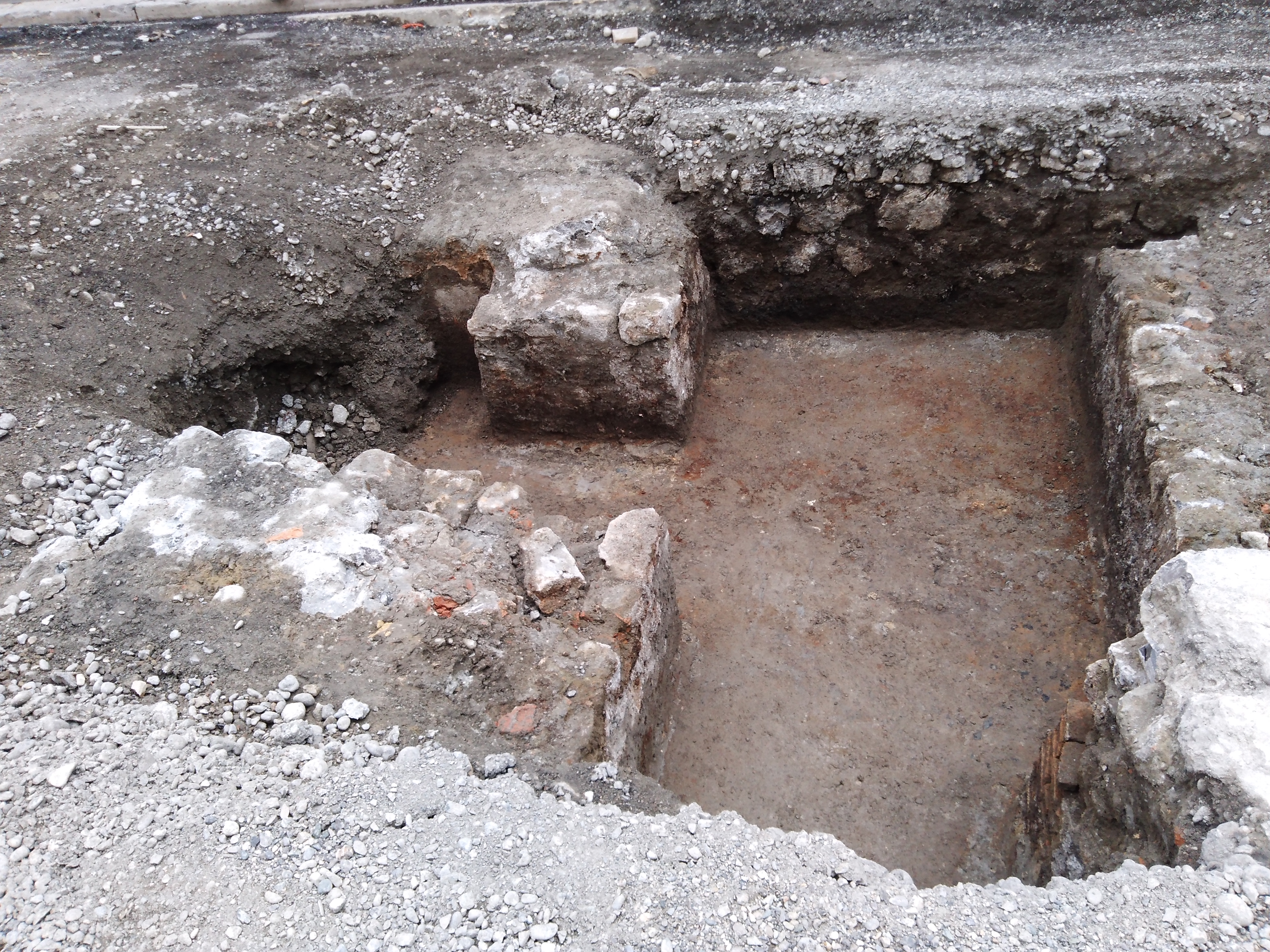
Fouilles de juin 2019 de la rue de la République (ancien couvent des dominicains en partie détruit durant les guerres de Religion).

#### Guerres de religion (1562 - 1598)
Grenoble eut à souffrir des affrontements des guerres de religion et en sortit affaiblie. Ils furent marqués par de nombreux massacres et destructions.
Les conflits prennent fin avec l'ultime victoire de Lesdiguières, lorsqu'il s'empare de Grenoble en 1590. Devenu administrateur du Dauphiné, il modifie et agrandit considérablement la capitale dauphinoise et lance notamment la construction de la première génération des fortifications de la Bastille.

### Temps Modernes

#### Grenoblo malhérou
Depuis sa création, la cité de Grenoble a souvent été ravagée par les inondations durant certaines périodes et malgré l'endiguement du Drac, effectué au cours des XVIIe siècle et XVIIIe siècle, la ville continue à subir de vraies catastrophes au fil des siècles. Dans les années 1730, elle est frappée par cinq crues qualifiées d'événement exceptionnel. Celle du 14 septembre 1733 frappe particulièrement les esprits en montant à 5,57 mètres au-dessus de l'étiage. L'abbé Bonnet, curé de Vourey et témoin raconte dans ses mémoires « L'eau qui venait à gros bouillons par la porte de Très-Cloître et de Saint-Laurent, eut bientôt rempli toutes les boutiques presque jusqu'au premier étage ».
Un poète grenoblois, François Blanc surnommé Blanc-Lagoutte, immortalise cette catastrophe dans un long poème intitulé Grenoblo malhérou et qui permettra de mieux connaître la langue locale (voir le chapitre « langue et traditions locales»).

#### Expansion économique
Le développement économique de la cité lui permit d’asseoir son importance. La présence de notables et autres parlementaires permit le développement de la ganterie, qui prospéra au cours du XVIIe siècle et connut son apogée durant le XIXe siècle. Les gants grenoblois (dont les Gants Perrin) s’exportaient alors dans le monde entier et cette industrie constitua l'activité dominante dans la région grenobloise pendant des décennies. Ce développement économique participa fortement de l'expansion de la ville vers l'ouest au-delà de ses remparts.

#### Révolution française
La journée des Tuiles
La journée des Tuiles est une émeute survenue dans le centre de Grenoble le 7 juin 1788, et considérée comme annonciatrice de la Révolution française, quoique spécifiquement grenobloise et dauphinoise : elle est l'aboutissement de l'opposition du Parlement du Dauphiné à la réforme royale portant sur la création d'assemblées provinciales et municipales qui établissaient enfin l'égalité de tous les citoyens devant les impôts. Le Parlement est en fait inquiet car cet édit porte atteinte au nombre de charges dans chaque Parlement, charges dont profite une grande partie de la population de la ville. Ce jour-là, à six heures, une foule évaluée à 10 000 personnes oblige les magistrats à regagner le palais du Parlement, et les protestataires veulent même envahir le greffe pour brûler le registre sur lequel les édits ont été enregistrés de force. Mais Albert de Bérulle, premier président du parlement du Dauphiné s'y oppose, et après avoir remercié les Grenoblois de leur sympathie à l'égard des magistrats, leur demande de regagner leurs domiciles.
La journée doit son surnom au fait que les soldats du roi étant venus contenir la foule qui se rassemblait autour de la place Grenette, et un vieil homme ayant été blessé par une baïonnette, à la vue du sang, le peuple révolté commence à dépaver les rues, et de nombreux Grenoblois montent alors sur les toits des immeubles afin de lancer une véritable pluie de tuiles et de pierres sur la troupe. Le duc de Clermont-Tonnerre, lieutenant-général des armées du roi dans le Dauphiné, est gravement menacé par la foule. Il sera peu après remplacé dans ses fonctions par Noël Jourda de Vaux.
Sujette à de nombreuses interprétations, l'expression « Faire une conduite de Grenoble » ne serait pas liée à cette journée d'émeute, mais serait antérieure à cette période.
Les États généraux du Dauphiné
À la suite de ces événements, la Réunion des états généraux du Dauphiné, également appelée Assemblée de Vizille, se déroule le 21 juillet 1788 dans la salle du jeu de paume du Château de Vizille sur l'invitation de son propriétaire, l'industriel Claude Perier. Ces États de la Province du Dauphiné, préparatoires à la future convocation des États généraux de 1789, connaissent plusieurs sessions, la dernière étant tenue à Romans-sur-Isère entre le 1er décembre 1788 et le 16 janvier 1789.

### Époque contemporaine

#### L'affaire du35ede ligne
Le 11 mars 1832, le préfet de l'Isère Maurice Duval interdit un bal masqué à la suite d'une mascarade critique à l’égard de la politique du gouvernement et caricaturant grossièrement Louis-Philippe. Le lendemain un charivari a lieu sous les fenêtres de la préfecture. Les manifestants sont dispersés sans sommation par les baïonnettes du premier bataillon du 35e régiment d'infanterie de ligne, requis par le préfet ; 26 d'entre eux sont blessés,. Le 13 mars, alors que les habitants se rassemblent pour protester, en l'absence du maire, l'administration municipale convoque la Garde nationale. Un corps franc de jeune gens s'arme et marche sur la préfecture ; après négociations, le 35e régiment de ligne est contraint de quitter la ville sous les huées de la population (« conduite de Grenoble »). En riposte, le 17 mars, Casimir Perier dissout la Garde nationale de Grenoble et ramène le 35e de ligne dans la ville où il défile musique en tête.

#### Agrandissement de territoire
Après l'agrandissement de son enceinte militaire vers le sud en 1840, un mouvement d'extension vers l'ouest semble se dessiner, les édiles souhaitant étendre le territoire de la ville jusqu'au Drac. Le maire Eugène Gaillard, en poste depuis la fin de 1858, parvient à faire adopter l'annexion des territoires de la rive droite de cet affluent de l'Isère lors du conseil municipal du 30 mai 1860, englobant ainsi la récente gare ferroviaire et une partie des territoires des villes de Fontaine, Seyssinet-Pariset et Seyssins.

#### Révolution industrielle duXIXesiècle

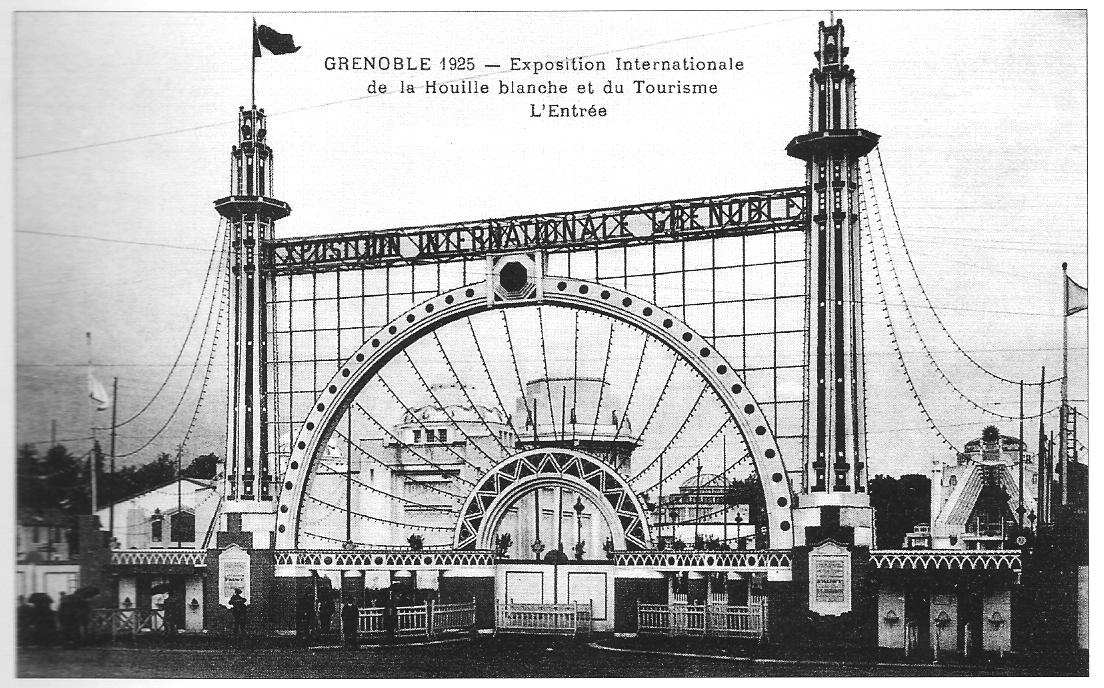
Exposition internationale (1925).

La révolution industrielle est un moteur tout aussi important de l’expansion économique de Grenoble. La découverte de la houille blanche par Aristide Bergès assure l’industrialisation rapide de la région, illustrée à partir de 1870 par la création des Ateliers de construction Bouchayer et Viallet, puis au début du XXe siècle par les sociétés Neyrpic et Merlin Gerin. La tenue de l’exposition internationale de la Houille Blanche et du tourisme en 1925 met en lumière ce développement. En détruisant les remparts de la ville, cet événement permet l'extension de la ville vers le sud.
À la même époque, un comité d'acteurs de la vie économique jette en 1889 les bases d'une association portant le nom de syndicat d'initiative dans l'intérêt de la ville de Grenoble et du Dauphiné. Une intense propagande est ainsi faite pour développer le tourisme dans la ville et ses environs. Illustrant cette nouvelle économie, la première société française de ski est créée en novembre 1895 et officialisée le 1er février 1896 à Grenoble sous le nom de Ski Club des Alpes. Les années 1930, avec l'institution des premiers congés payés, marquent le développement du tourisme d’hiver. La station de l’Alpe d'Huez par exemple est créée en 1936.

#### Première moitié duXXesiècle
Dès le début des années 1950, des plans de quartiers sont mis à l’étude par la municipalité et le gouvernement pour les quartiers Saint-Laurent, l’Abbaye, les Alpins, le Polygone d’artillerie et la frange est de la vieille ville avec l'idée de lancer quelques opérations immobilières ou d’équipements publics. Vers 1952, le projet de l’architecte Paul Herbé d’un grand ensemble universitaire et résidentiel sur la Bastille a laissé quelques traces : les bâtiments des instituts de géologie et de géographie alpine sont encore visibles au XXIe siècle.

#### Après-guerre: mathématiques, informatique et électronique
La tradition d’innovation grenobloise se maintient aussi, favorisant un fort développement de la recherche scientifique à partir des années 1950 l'implantation de la Compagnie générale de télégraphie sans fil (CSF) à Saint-Egrève et l’impulsion de Jean Kuntzmann créateur du premier laboratoire de calcul en 1951 ou de Louis Néel, instigateur du centre d'études nucléaires de Grenoble (CENG) qui va employer sept cents personnes dès l'année 1960, après avoir créé en 1957, un groupe « électronique intégrée » l'élaboration et de la maintenance de l'électronique des réacteurs nucléaires, sous la direction de Michel Cordelle, car la plupart des circuits intégrés viennent des usines américaines,. Jean Kuntzmann fonde en 1960 l'Institut de mathématiques appliquées de Grenoble.
En 1961, le professeur René Perret et son élève l'ingénieur Guy Jardin débutent une collaboration avec Mors, l'industriel américain de électroménager connu pour ses enregistreurs, après avoir fondé en 1957, de retour des États-Unis, et avec l'Institut polytechnique de Grenoble (IPG), le Laboratoire d'automatisme de Grenoble (LAG) pour l'automatisation et le calcul des commandes de procédés et processus, d'abord appelé laboratoire de Servomécanisme. C'est l'époque où Mors commence à ajouter à son catalogue des produits d'automatisation incluant beaucoup d'électronique. Son département automatisme, situé à Crolles, va même lancer un calculateur industriel, grâce à un établissement fondé en 1962 par quelques ingénieurs issus du LAG.
L'année 1962 voit émerger un engouement mondial pour l'électronique, grâce aux projets de la société américaine Control Data Corporation, menée par Seymour Cray, tandis que la technologie Mos de Thomson-Brandt bouleverse la microélectronique, avec l'usine de transistors Sesco de 400 salariés installée début 1962 à Aix-en-Provence, qui a 20 % du marché français dès 1968.
Le Centre d'études nucléaires de Grenoble (CENG), demande au cours de cette même année 1962 à son groupe « électronique intégrée » de créer sans plus attendre sa propre technologie, l'amenant à sortir en 1965 son premier circuit intégré composé de dix transistors. Ce laboratoire va rallier d'anciennes équipes de recherche mathématique puis informatique de l'IMAG. En 1965, Grenoble compte aussi un troisième pôle de circuits intégrés : la COSEM, filiale de CSF (Compagnie des signaux sans-fil).
Le mini-ordinateur Mat 01 voit le jour dès 1966 chez l'industriel Mors, qui réalise des études sur un site de l'industrie chimique avec l'aide de la DGSRT. Mais dès 1967, ne pouvant faire face aux coûts de développement, il cède l'usine à Télémécanique qui poursuit la collaboration avec le LAG puis ouvre sa propre usine à Crolles, dans la banlieue de Grenoble, où elle fabrique des calculateurs devenus mini-ordinateurs, la future gamme T1600. Le site emploie 170 personnes en 1967. L'année 1967 voit aussi Serge Kampf, ex-directeur régional chez Bull-GE, fonder à Grenoble la SSII Sogeti (Société pour la gestion des entreprises et le traitement de l’information).
Un premier Plan Composants, baptisé « plan électronique professionnelle », est annoncé en avril 1967 par le gouvernement, car la CSF est débordé par le coût de sa croissance. Il prévoit sa fusion avec Thomson-Brandt. Leurs filiales semi-conducteurs (SESCO et COSEM) sont regroupées en 1969 dans la Sescosem, qui entre en 1972 au « Top 20 » mondial des semi-conducteurs et reçoit 20 millions de francs de subventions de 1969 à 1973, flux qui repart, doublé, en 1978. Le site grenoblois de la Télémécanique comptant rapidement 300 salariés, dont plusieurs dizaines d'ingénieurs de l'Institut polytechnique de Grenoble, elle ouvre en 1971 une seconde usine à Échirolles, employant cette fois 800 personnes, assurant à la fois la conception matérielle et logicielle, l'intégration et la maintenance des ordinateurs. C'est sur ce site grenoblois que sont lancés le T 2000 (1968), T 1000 (1969), T 1600 (1972) puis qu'est développé à partir 1973 et durant 21 mois, le Solar, sorti en septembre 1975, qui concurrence les gammes PDP-11 de Digital Equipment Corporation et Data General Nova de Data General (en).
Entre-temps, le centre scientifique de la Compagnie internationale pour l'informatique (CII) à Grenoble est créé en 1970, pour la collaboration entre ses équipes de recherche et celles de l'IMAG sur l'architecture de systèmes. Son personnel est en majeure partie recruté localement, faute de succès des propositions de transfert de personnel CII, créant un appel d'air dans la communauté étudiante et industrielle grenobloise. Ce centre scientifique s'investit dans l'effort de recherche sur la naissance du modèle relationnel de bases de données, en vue des premiers systèmes commerciaux de 1978-1980. Il travaille en particulier sur les systèmes transactionnels répartis. Un projet d'architecture multi-microprocesseur est mené mais pas exploité, faute de support logiciel.
En 1972, le LETI crée une filiale vocation industrielle, pour valoriser ses recherches en semi-conducteurs dans tous les domaines, et axée sur la mise en œuvre de la technologie CMOS. C'est l'Efcis (Études et fabrication de circuits intégrés spéciaux), dont le capital initial provient du Commissariat à l'Énergie atomique, rejoint par Thomson-Brandt en 1976, qui deviendra actionnaire majoritaire en 1982. Cette filiale est la future SGS-Thomson, renommée ST Microelectronics au début des années 2000. L'année 1972 est aussi marquée par la première démonstration de Cyclades (réseau), créés en 1971, avec des transferts de données entre les locaux de la CII en région parisienne et de l'IMAG de Grenoble, sur des ordinateurs Mitra 15 et IBM 360.
Des accords de licence sont décrochés par Efcis avec Motorola. La Sescosem, qui a IBM comme principal client, est utilisée comme une « seconde source » par Texas Instruments. L'Institut national de la sous-traitance s'installe en 1973 à Grenoble, pour en faire le berceau de l'informatique légère. Un "système productif territorialisé", dépassant le simple transfert de technologie des centres de recherche vers les industriels apparaît dans l'agglomération, selon Bernard Reverdy, professeur associé à l'université Grenoble-II, qui a étudié le développement des semi-conducteurs à Grenoble avec une équipe de l'IREPD (Institut de recherche, économie, production et développement). En 1973, le consortium européen Unidata est fondé pour réunir CII, Philips, et Siemens. Et implanter à Grenoble son centre de recherche à partir du centre scientifique CII, mais Unidata est stoppé par le gouvernement dès 1975.
La production des Solar est réalisée à 60 % grâce à la sous-traitance, par des ingénieurs et des techniciens formés dans les écoles ou instituts grenoblois. Mais sans marché intérieur ni capacité d'investissement pour s'imposer face aux autres sous-traitants en pleine croissance, Efcis et Sescosem sont mis à rude épreuve sur le marché mondial, quand l'État prend conscience du retard de la France dans ce domaine devenu stratégique et improvise un "plan composants" en 1977, trois ans après le Premier choc pétrolier.

#### Années 1980 et 1990: télécoms et technologies médicales
Les années 1980 seront marquées par la priorité donnée par l'État à la filière des télécoms sur celle de l'informatique qui se concrétise vers 1978 lorsqu'est abandonnée la vision du Datagramme, inhérente au projet Cyclades (réseau). Une partie des personnes travaillant sur projet Cyclades à Grenoble rejoignent le centre scientifique CII où elles tentent de prolonger leurs travaux sur les protocoles de communication et sur l'architecture de systèmes répartis.
Dès 1976-1977, l'État pousse la Télémécanique à se scinder en plusieurs parties, la division fabriquant le Solar intéressant Thomson, qui accepte en contrepartie de sortir de la CII. Les personnes insatisfaites des orientations prises fondent leurs propres entreprises et contribuent au démarrage de la ZIRST de Meylan.
Les premières furent Option et BGT, suivies par APSIS, APTOR, MC2, XCOM, Périphérique assistance, CYBERSYS, PRODIS, DIGIGRAM, ou encore Qualité conseil. En 1989, sur 163 entreprises de la ZIRST de Meylan, 17 ont été fondées par d'anciens salariés de Mors ou la Télémécanique à Grenoble.
En 1979, le Centre national d'études des télécommunications (CNET) crée son propre bureau d'études local, le "Centre Norbert Ségard", dans la ZIRST de Meylan, ce qui oblige à créer des structures de concertation, comme le GCIS (Groupement Circuits Intégrés au Silicium) associant au CEA et au CNRS, pour harmoniser les politiques de recherche.
En 1992, deux ingénieurs du LETI créent près de Grenoble la société Soitec pour commercialiser les substrats SOI (silicon-on-insulator) et d'autres substrats pour les semi-conducteurs. L'année suivante, le programme Morphomètre 3D est lancé, consistant à visualiser des organes en trois dimensions pour la médecine.
Aujourd’hui, Grenoble constitue l’un des grands centres scientifiques européens et s'affirme comme l'un des pôles en pointe dans le domaine des nanotechnologies. Mais en mai 2018, la presse confirme que 293 postes vont être supprimés sur le site de General Electric (GE) Hydro à Grenoble (Isère), ce qui est moins élevé qu'initialement annoncé en juillet 2017.
À la suite d'un article publié dans le magazine local Le Postillon durant le printemps 2021 et dénommé L'appel des cabines, le journal évoque la remise en service des cabines téléphoniques publiques. Associé à un collectif (l’Observatoire international pour la réinstallation des cabines téléphoniques (OIRCT)) les membres du journal lancent l'idée d'une cabine téléphonique mobile et la transporte dans plusieurs endroits de Grenoble. Selon un article du journal Le Parisien, il s'agirait d'une « première mondiale » ; le 25 mars 2022, cette cabine téléphonique en état de fonctionnement a été inaugurée dans un parc sous les yeux de nombreux habitants mais aussi ceux des membres du collectif.

#### Progressisme grenoblois

##### En matière politique et sociale

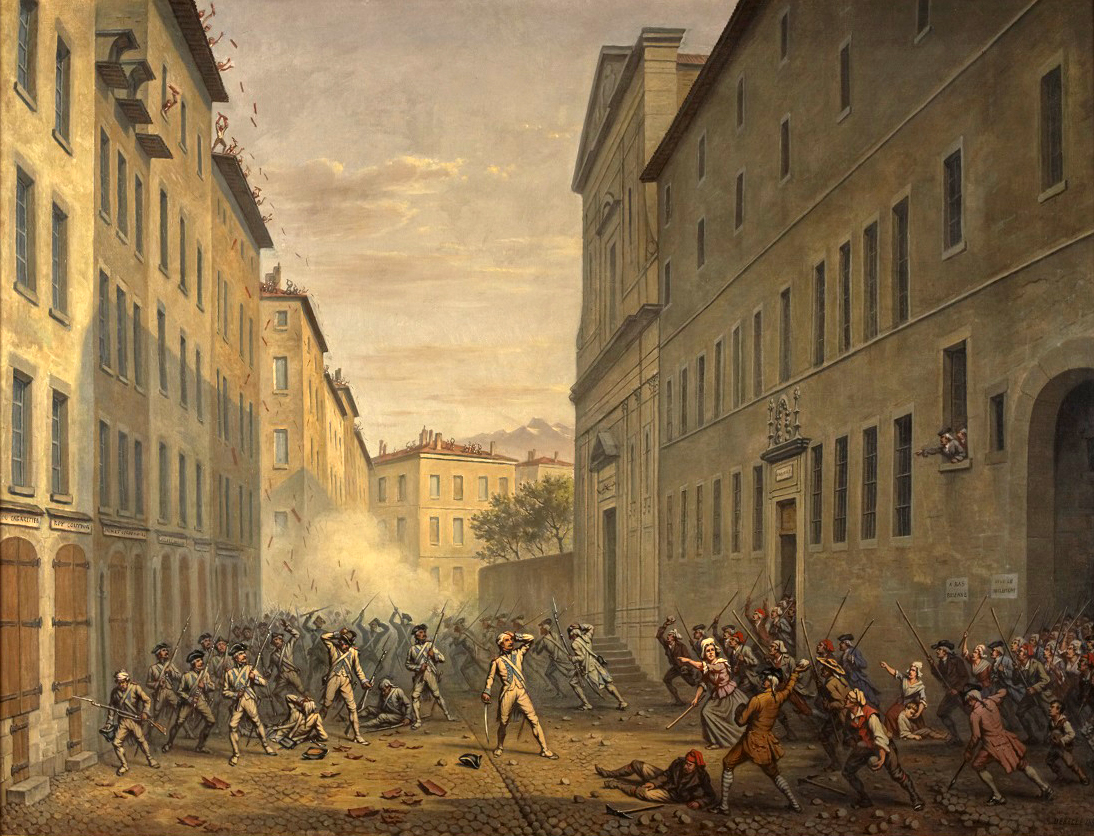
La Journée des Tuiles (1788) par Alexandre Debelle (musée de la Révolution française).

Tout au long de leur histoire, les Grenoblois se distinguèrent par des actions progressistes dans les sphères politiques et sociales. Ce fut par exemple à Grenoble que se firent sentir les prémices de la Révolution française en 1788. La population se mobilisa en effet pour défendre ses parlementaires lors de la Journée des Tuiles en attaquant les troupes royales, ce qui aboutit à la tenue des États de Vizille, qui entraînèrent en 1789 la convocation des États généraux. Antoine Barnave et Jean-Joseph Mounier, à l'origine du fameux serment du jeu de Paume, furent d'illustres acteurs grenoblois durant la Révolution. C'est Jean-Joseph Mounier qui, le 20 août 1789, présenta à l'Assemblée Constituante les trois premiers articles de la Déclaration des droits de l'homme et du citoyen de 1789, qui furent votés sans discussion.

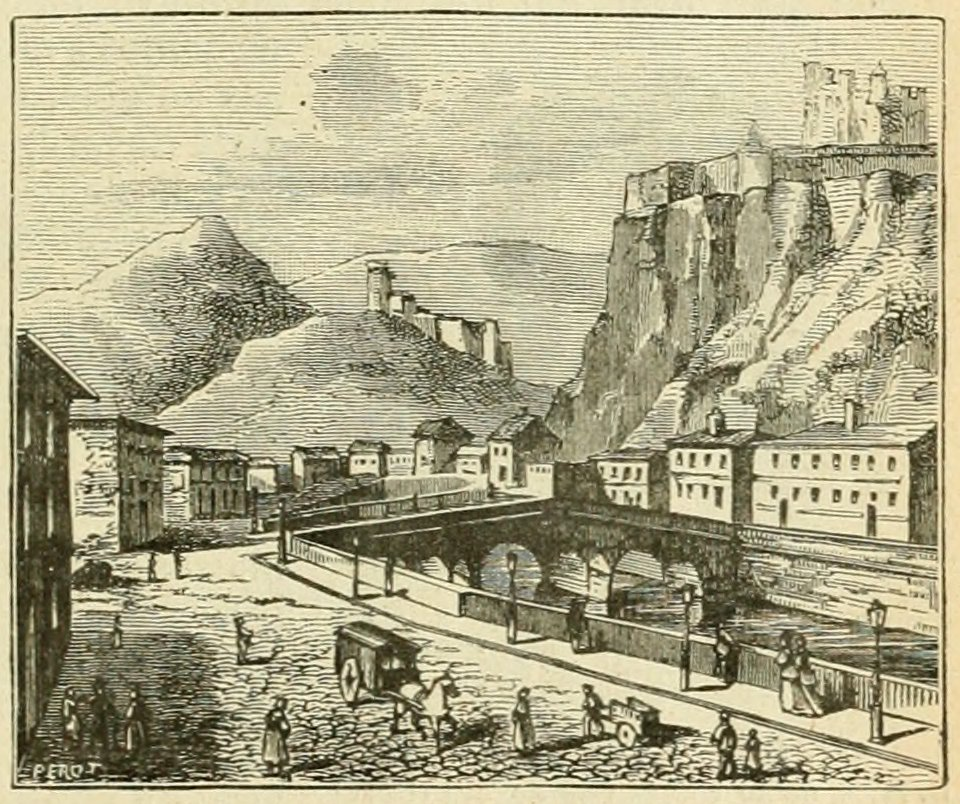
Le Tour de la France par deux enfants, par G. Bruno, manuel scolaire, édition de 1904. (vue artistique des quais de l'Isère à Grenoble). « Grenoble. — Cette ville de 68.600 âmes est divisée en deux parties par l’Isère, sur laquelle elle a de magnifiques quais. Elle est renommée, ainsi que Valence et Vienne, pour ses fabriques de gants et de peaux délicates. C’est près de Grenoble que se trouve le couvent de la Grande-Chartreuse, situé dans un site superbe, et où se vend la liqueur connue sous ce nom. »

Par ailleurs, la première société de secours mutuels de France fut créée le 1er mai 1803 entre les maîtres gantiers grenoblois pour leurs ouvriers. Elle fut suivie par d'autres organisations semblables (comme celles des cordonniers ou des tisserands, drapiers et tapissiers). C'est également à Grenoble que virent le jour les trois premières sociétés mutualistes féminines en 1822. Toutes ces associations mutualistes se regroupèrent dans une maison de la mutualité située 3 rue Hébert et avaient les mêmes objectifs : protéger l'ouvrier et sa famille en cas de maladie, en échange d'un droit d'affiliation et d'une cotisation mensuelle, par le versement d'une allocation. Certaines versaient également des indemnités de chômage, voire des pensions aux vieillards. Ce système de prévoyance ne concernait cependant qu'une partie de la classe ouvrière, les plus pauvres en étant exclus.
Les Grenoblois s’illustrèrent également durant la Seconde Guerre mondiale dans leurs actes de résistance face à l’occupant. À la suite de l'arrivée allemande en 1943, les affrontements se firent de plus en plus violents (arrestations multiples, Saint-Barthélemy grenobloise) et les actes de résistance de plus en plus audacieux (manifestation du 11 novembre 1943, explosions du polygone d'artillerie et de la caserne de Bonne). Sur les antennes de la BBC, la France libre qualifia Grenoble de Capitale des Maquis, en relation en particulier avec sa proximité du maquis du Vercors. Le 4 mai 1944, la ville est nommée compagnon de la Libération par le général de Gaulle pour son rôle dans la Résistance française.
Le 10 juin 1961, Grenoble ouvre le premier planning familial de France, ce qui représenta alors une étape essentielle dans le combat mené par les défenseurs d'une maternité libre et choisie. Le maire Hubert Dubedout est également à cette époque une des figures du socialisme municipal et Grenoble un véritable laboratoire urbain en France. Les Grenoblois se sont également fortement mobilisés lors des différentes protestations qui eurent lieu en 2002 à la suite de l'arrivée du Front national au second tour des élections présidentielles. Ils ont également défrayé la chronique pendant plusieurs mois entre 2003 et 2004 à la suite du mouvement des écocitoyens opposés à la construction du stade des Alpes dans le parc Paul-Mistral. De nombreux opposants se sont alors installés à la cime des arbres centenaires avant d’être délogés par les forces de l’ordre.

##### En matière scientifique et technologique

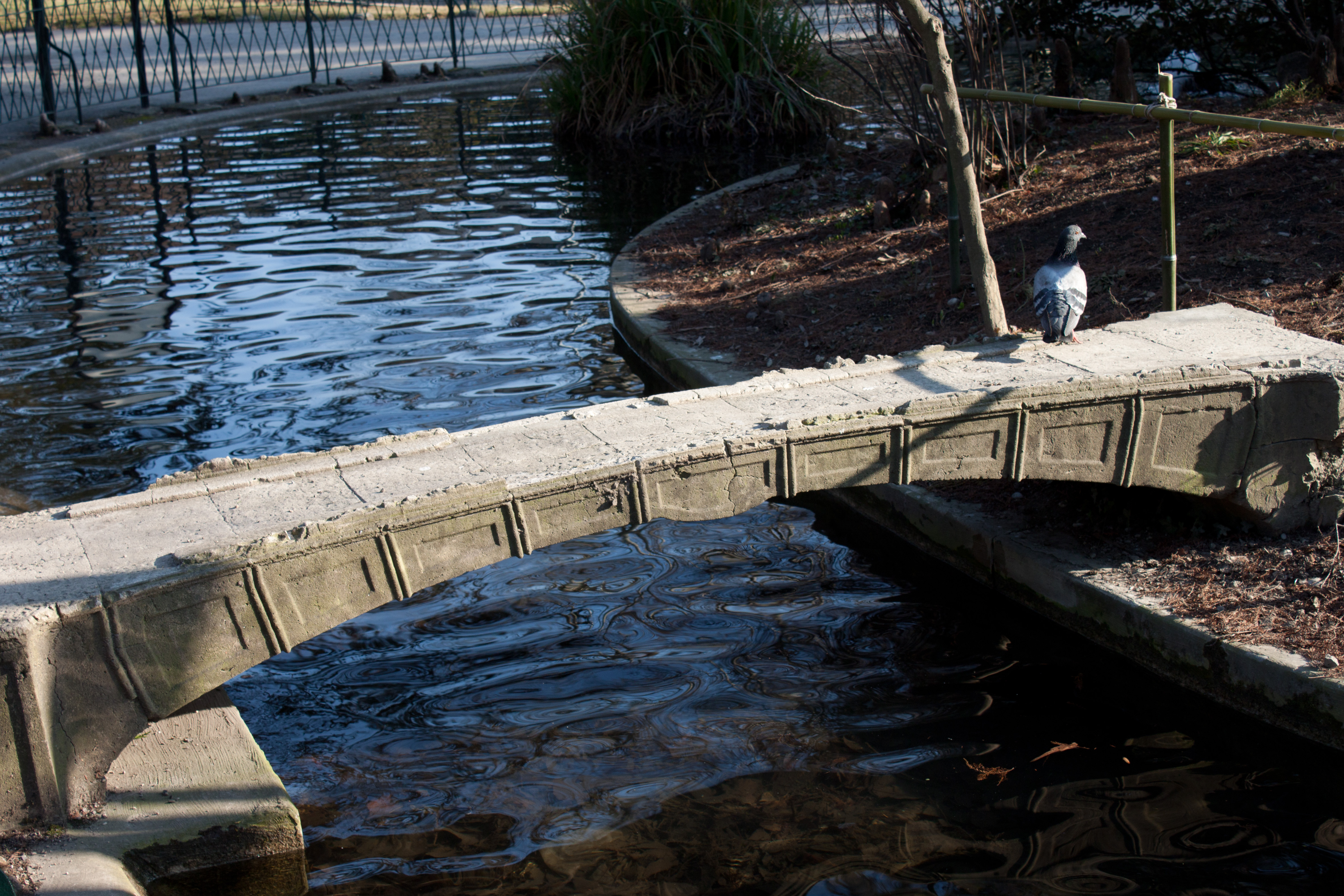
Le pont du Jardin des plantes de Grenoble, premier ouvrage au monde en béton coulé.

D'autre part, certains Grenoblois s'affirmèrent sur la scène nationale grâce à leur esprit d'innovation. Quant à Grenoble, elle sut également attirer de nombreux entrepreneurs contribuant à l'innovation locale. Parmi les figures grenobloises, peut être mentionné dès le XVIIIe siècle Jacques Vaucanson, génial inventeur d'automates et précurseur de nouvelles techniques. Son invention la plus sophistiquée est le Canard digérateur. Il est également crédité de l’invention du premier tour métallique, le tour à charioter, en 1751. Pour sa part, Xavier Jouvin contribua à l’essor de la ganterie grenobloise au XIXe siècle en industrialisant le procédé de fabrication. Cela fut rendu possible par la création en 1834 de la « main de fer », un procédé de coupe à l'emporte-pièce, sur la base de l'invention de 320 pointures différentes (c'est le prêt-à-porter).
La moitié du XIXe siècle vit également de nombreuses innovations prendre corps. Louis Vicat, par l’étude du mécanisme de prise des chaux naturelles et la découverte de leurs principes d'hydraulicité en 1817, invente le ciment artificiel en 1840 après son installation définitive à Grenoble en 1827. Albert Raymond est quant à lui inventeur du bouton-pression en 1865, pour les gants, pour tout ce qui se "clipse". Enfin, la fin de siècle fut marquée par l’arrivée à Grenoble d’Aristide Bergès. En équipant les papeteries de Lancey de la première haute chute de 200 mètres alimentée en permanence par une retenue sur un lac de montagne, il devient en 1869 l’un des pionniers du développement de l'énergie hydroélectrique. Il popularise à Paris lors de l’Exposition universelle de 1889 l’expression « Houille blanche ». En 1925, Grenoble organise l'Exposition internationale de la houille blanche afin de consacrer la ville capitale de la houille blanche.
Dans les années 1930, Jean Pomagalski, Grenoblois d’origine polonaise, est un pionnier dans le développement des remontées mécaniques, avec la construction de son premier téléski à perches en 1936 à l'Alpe d'Huez. Il est par ailleurs à l’origine des téléskis à perches débrayables.
Après-guerre, la recherche grenobloise prend de l’ampleur sous l’impulsion de figures telles que Louis Néel ou encore Jean Kuntzmann. La technopole est à l’origine de nombreuses innovations depuis lors dont, pêle-mêle, l'invention des capteurs pour airbags, de l’écran plat, des tickets sans contact et, plus récemment, de l’invention du silicium sur isolant ou SOI, élément incontournable entre autres de toutes les consoles de jeu modernes (Xbox 360, PlayStation 3, Wii).

## Politique et administration

### Découpage administratif

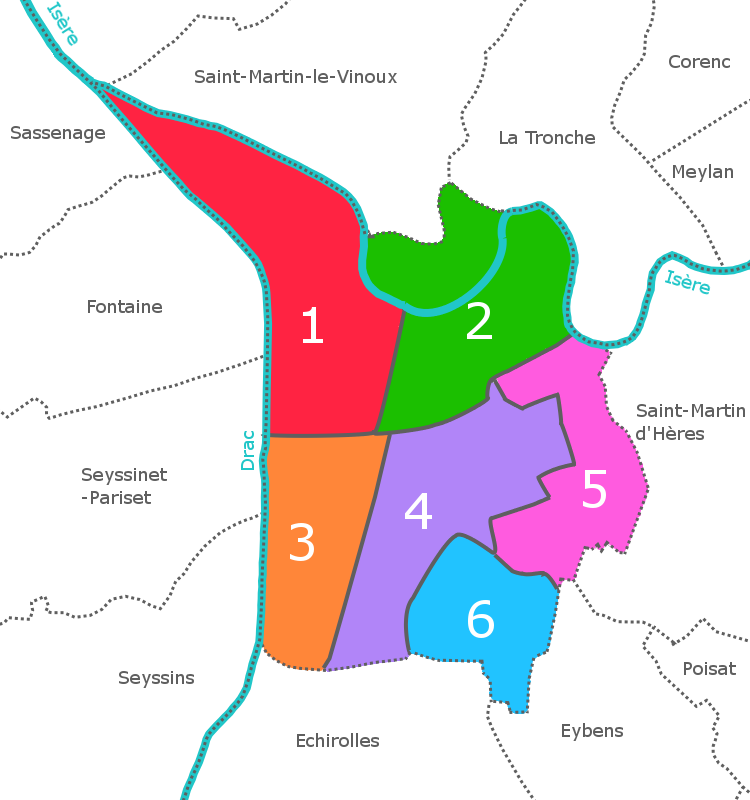
Secteurs de Grenoble.

La ville de Grenoble est divisée entre deux circonscriptions législatives dont l'une inclut également les cantons de Meylan et de Saint-Ismier, et l'autre le canton de Fontaine-Sassenage. Au niveau local, la commune est divisée en quatre cantons. Ceux-ci sont distincts des six secteurs qui divisent la commune en zones servies par des antennes de la mairie, et ne sont donc pas des arrondissements municipaux, comme à Paris, Lyon ou Marseille.
- Secteur 1 : Polygone scientifique, Europole, Chorier-Berriat (dont St Bruno), Centre-Gare et Eaux Claires Nord.
- Secteur 2 : Hyper-centre, Championnet, Mutualité, Île Verte, Saint-Laurent, Bastille.
- Secteur 3 : Aigle, Rondeau, Eaux-Claires, Mistral.
- Secteur 4 : Capuche, Alliés-Alpins, Exposition-Bajatière, Beauvert.
- Secteur 5 : Abbaye-Jouhaux, Teisseire, Malherbe.
- Secteur 6 : Arlequin, Baladins-Géants, village olympique.

### Tendances politiques et résultats

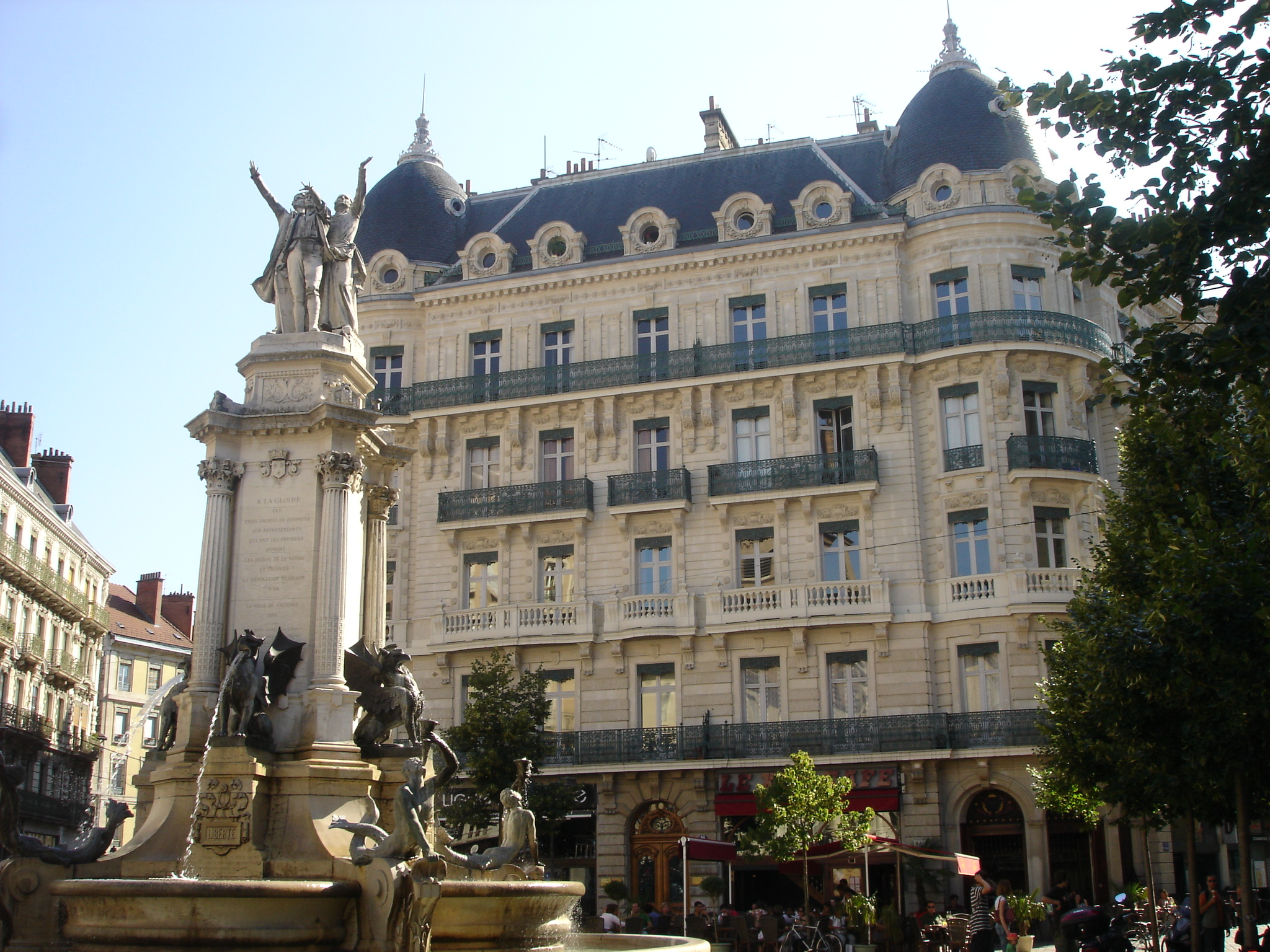
Statue des Trois Ordres commémorant l'action des citoyens de Grenoble lors de la Journée des Tuiles.

Politiquement, Grenoble est une ville de gauche, de tradition socialiste, bien que la ville aie aussi été très brièvement gérée par le Parti communiste français après la Libération. Depuis l'après-guerre, la droite a géré la ville pendant dix-huit ans, et plus depuis 1995. La figure symbolique de ce progressisme grenoblois reste Hubert Dubedout, modèle du socialisme municipal. Sous son administration, la ville fut un véritable laboratoire social, avec des réalisations utopiques telles que la Villeneuve. Certains parlaient alors de « mythe grenoblois ».
Alain Carignon, RPR, le maire qui a précédé Michel Destot à l'hôtel de ville de 1983 à 1995, était parvenu à maintenir la droite à la tête de la mairie au cours d'une période d'une durée inhabituelle, avant d'être poursuivi puis condamné pour diverses affaires de corruption entre 1994 et 1996.
À l'issue des élections municipales de 2014, remportées par le Rassemblement citoyen de la gauche et des écologistes (EELV, PG et alliés), Éric Piolle devient le premier maire écologiste français d'une ville de plus de 100 000 habitants.
Cet ancrage à gauche se manifeste aussi lors des élections nationales : lors de l'élection présidentielle de 2017, Jean-Luc Mélenchon est le candidat qui reçoit le plus de suffrages de la part des Grenoblois, devant Emmanuel Macron, avec 28,88 % des suffrages exprimés.
Au référendum sur le traité constitutionnel pour l'Europe du 29 mai 2005, les Grenoblois ont majoritairement voté pour la Constitution européenne, avec 55,67 % de « Oui » contre 44,33 % de « Non » avec un taux d'abstention de 33,47 % (France entière : « Non » à 54,67 % - « Oui » à 45,33 %).

|                                   | Canton / Circonscription | 1er score | 1er score                                                         | 2e score | 2e score                                                             | Participation |
| Élections municipales de 2020     |                          |           | 53,13 % pour Éric Piolle (DVG)                                    |          | 23,44 % pour Alain Carignon (DVD)                                    | 35,83 %       |
| Élections départementales de 2021 | Grenoble-1               |           | 66,89 % pour Sophie Romera et Benjamin Trocmé (UGE)               |          | 33,11 % pour Louve Carrière et Hakima Necib (LREM)                   | 32,49 %       |
| Élections départementales de 2021 | Grenoble-2               |           | 63,59 % pour Jérôme Cucarollo et Eléonore Kazazian-Balestas (UGE) |          | 36,41 % pour Stéphane Dupont-Ferrier et Dominique Spini Alim (DVD)   | 38,70 %       |
| Élections départementales de 2021 | Grenoble-3               |           | 63,17 % pour Simon Billouet et Pauline Couvent (UGE)              |          | 36,83 % pour Sandra Hamedi et Adam Thiriet (UC)                      | 30,33 %       |
| Élections départementales de 2021 | Grenoble-4               |           | 65,65 % pour Amandine Germain et Pierre Didier Tchétché (UG)      |          | 34,35 % pour Bertrand Biju-Duval et Leila Angela Mokondjimobe (LREM) | 28,77 %       |
| Élections régionales de 2021      |                          |           | 62,73 % pour Fabienne Grebert (UG)                                |          | 30,29 % pour Laurent Wauquiez (UD)                                   | 32,10 %       |
| Élections européennes de 2019     |                          |           | 23,96 % pour Nathalie Loiseau (LREM)                              |          | 22,36 % pour Yannick Jadot (EELV)                                    | 50,00 %       |
| Élections législatives de 2022    | Isère-1                  |           | 56,60 % pour Salomé Robin (NUP)                                   |          | 43,40 % pour Olivier Véran (ENS) (élu)                               | 53,90 %       |
| Élections législatives de 2022    | Isère-3                  |           | 61,95 % pour Élisa Martin (NUP)                                   |          | 38,05 % pour Émilie Chalas (ENS)                                     | 46,41 %       |
| Élection présidentielle de 2022   |                          |           | 78,74 % pour Emmanuel Macron (LREM)                               |          | 21,26 % pour Marine Le Pen (RN)                                      | 68,06 %       |

#### Européennes de 2024
Aux élections européennes du 9 juin 2024, le parti au pouvoir (RE) n'arrive que 4e, subissant un très fort recul avec 11,06 % (contre 23,96 % en 2019),, derrière LFI (21,78 % contre 7,85 % en 2019),, PS-Place publique (21,19 % contre 9,38 % en 2019), et le Rassemblement national (13,03 % contre 11,71 % en 2019),.

### Liste des maires

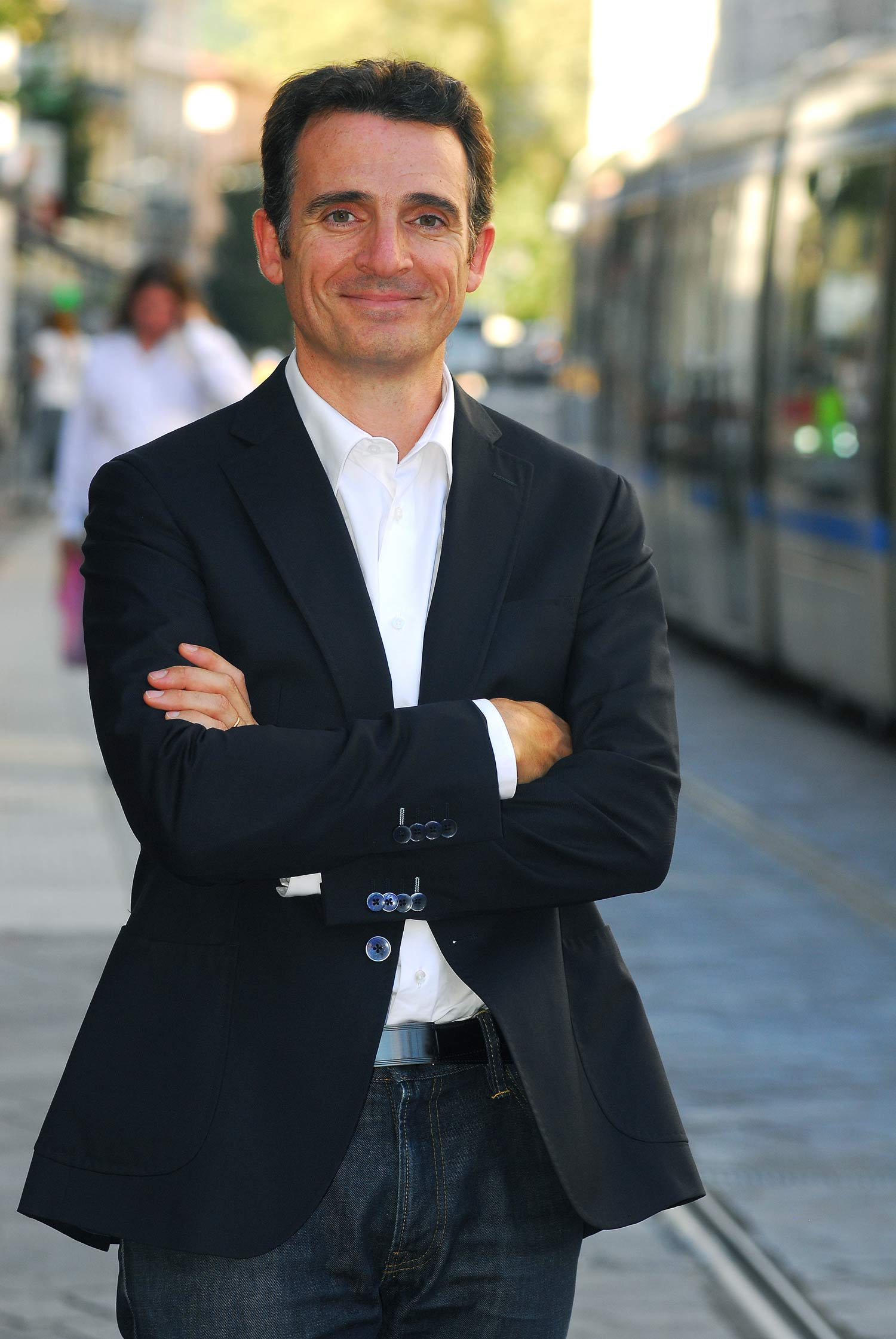
Éric Piolle, maire depuis 2014

Éric Piolle est le maire actuel de la ville de Grenoble. En tant que maire, il ne souhaite pas cumuler plusieurs mandats et renonce à briguer la présidence de Grenoble-Alpes Métropole, devenue métropole au 1er janvier 2015. Il démissionne également de son mandat de conseiller régional. Il est le premier maire de la ville, depuis Albert Michallon, soit près de cinquante années, à ne pas cumuler son mandat avec d'autres mandats électifs.
Depuis 1959, plusieurs maires se sont succédé à Grenoble :
| Période                | Période  | Identité         | Étiquette | Qualité                   |
| ---------------------- | -------- | ---------------- | --------- | ------------------------- |
| 1959                   | 1965     | Albert Michallon | UNR       | Chirurgien                |
| 1965                   | 1983     | Hubert Dubedout  | PS        | Ingénieur                 |
| 1983                   | 1995     | Alain Carignon   | RPR       | Administrateur            |
| 1995                   | 2014     | Michel Destot    | PS        | Physicien et entrepreneur |
| 2014                   | En cours | Éric Piolle      | LE        | Ingénieur                 |
| voir la liste complète |          |                  |           |                           |

Voici ci-dessous le partage des sièges au sein du conseil municipal de Grenoble à la suite de l’élection de 2014 :
1. ↑  Élus LE, PG membre de la FI, Réseau citoyen, ADES, Ensemble ! et citoyens.
2. ↑  Élus PS, PCF, PRG, Go Citoyenneté et société civile.

### Instances judiciaires et administratives

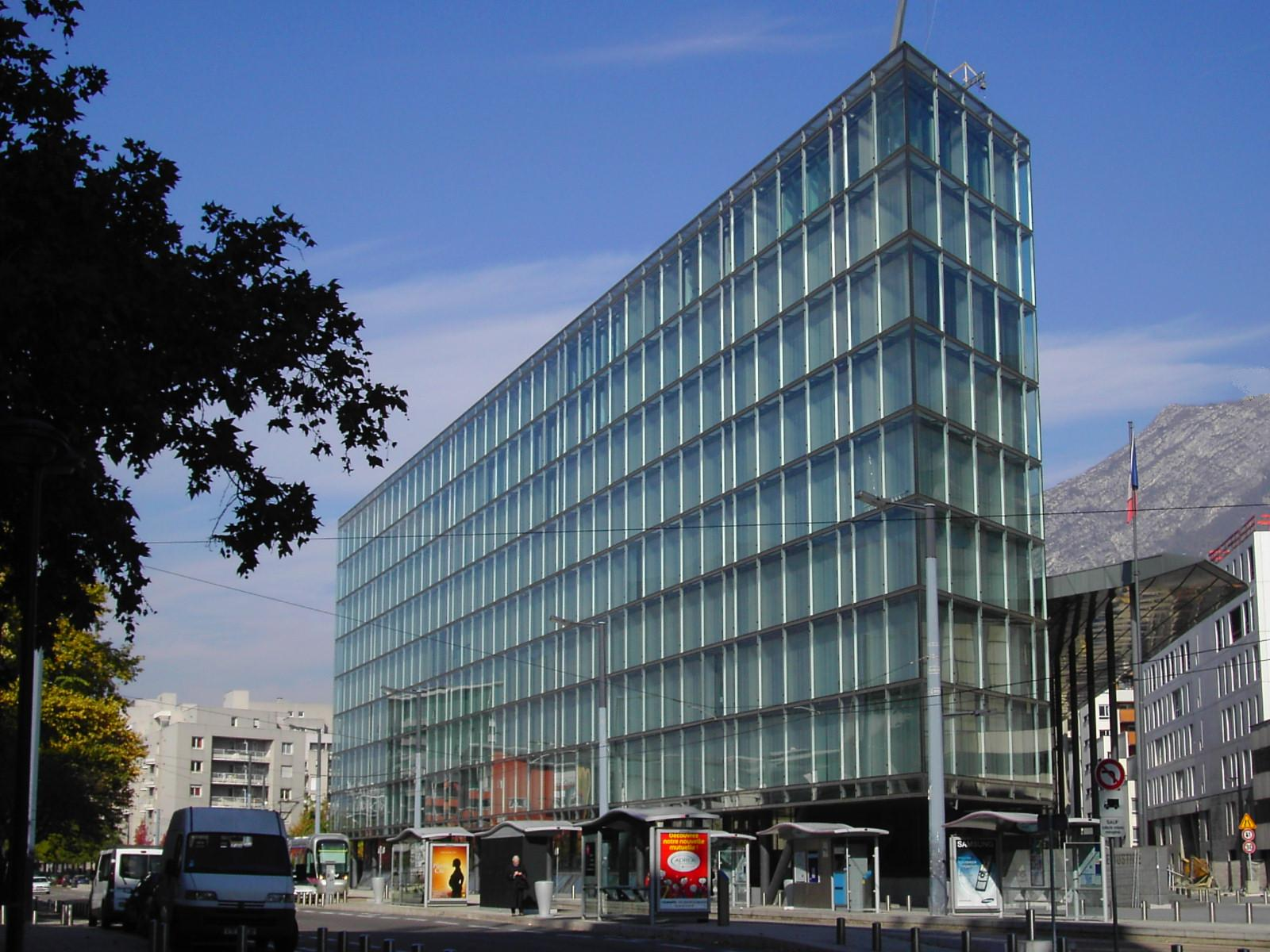
Palais de justice de Grenoble dans le quartier Europole.

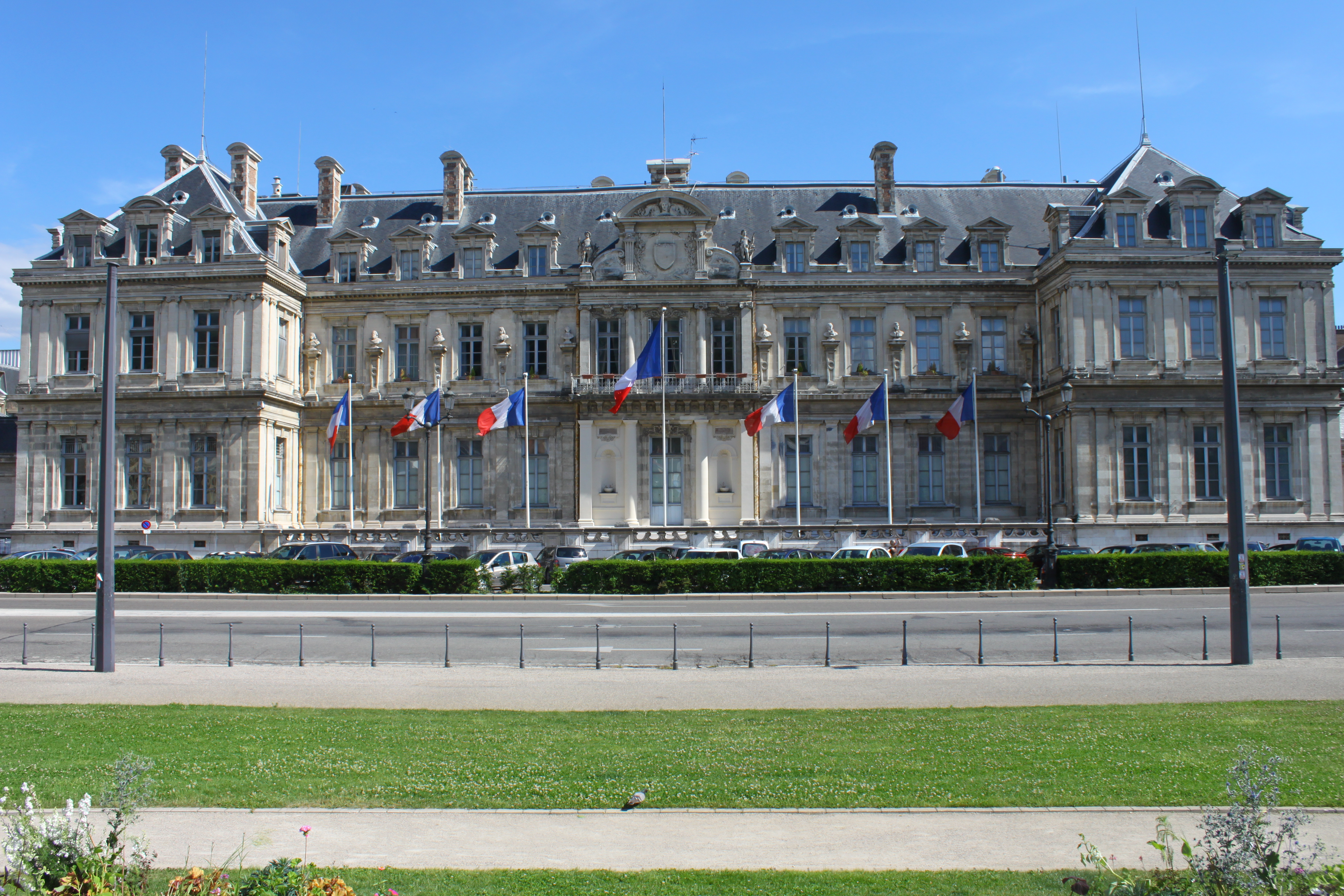
Préfecture, place de Verdun.

Grenoble compte de nombreuses juridictions administratives et judiciaires. La ville connaît en effet une longue tradition judiciaire, car durant plusieurs siècles, la cité fut la capitale de la province du Dauphiné, et à ce titre siège d'un Parlement, qui fut créé dès 1453 par le futur roi Louis XI, alors dauphin de France.
Aujourd'hui, la ville est le siège d’une cour d’appel qui regroupe les départements de l’ancienne province, à savoir l’Isère, la Drôme et les Hautes-Alpes. La ville accueille également un tribunal d'instance et de commerce, un Conseil des prud’hommes ainsi qu'un tribunal administratif important (sept chambres). À cette liste s'ajoute par ailleurs un ordre des avocats de Grenoble. En 2012, avec 516 avocats et 51 honoraires, il se situe parmi les quinze premiers barreaux de France. Le Palais de Justice de Grenoble est situé depuis 1991 place Firmin-Gautier, dans le quartier Europole.
En tant que chef-lieu départemental, Grenoble abrite également la préfecture de l'Isère, le conseil départemental de l'Isère, l'antenne départementale de la région (l'Espace Auvergne-Rhône-Alpes de Grenoble), la chambre régionale des huissiers de justice et le conseil régional des notaires de la cour d'appel de Grenoble (ce dernier étant situé plus précisément à Seyssins). Grenoble abrite également un rectorat couvrant cinq départements : l’Isère, la Drôme, l’Ardèche, la Haute-Savoie et la Savoie.
Grenoble est également le siège d’une Chambre de métiers et de l'artisanat, ainsi que d'une Chambre de commerce et d'industrie qui gère notamment l’aérodrome du Versoud, Grex et Euromart ainsi que Grenoble École de management. Outre l'hôtel de ville qui héberge de nombreux services administratifs locaux, la région grenobloise possède un commissariat central et deux postes de police, une maison d’arrêt, située sur le territoire de la commune de Varces-Allières-et-Risset, un peloton de gendarmerie de haute montagne (PGHM), un hôtel des impôts et une succursale de la Banque de France. Par ailleurs la commune de Varces abrite également le 93e régiment d'artillerie de montagne de l'Armée de Terre, seul régiment français à avoir la double spécificité artillerie et montagne.
La commune voisine de Gières est, d’autre part, le siège du Centre d'études de la neige, une unité de recherche de Météo-France.

#### Avant 2014

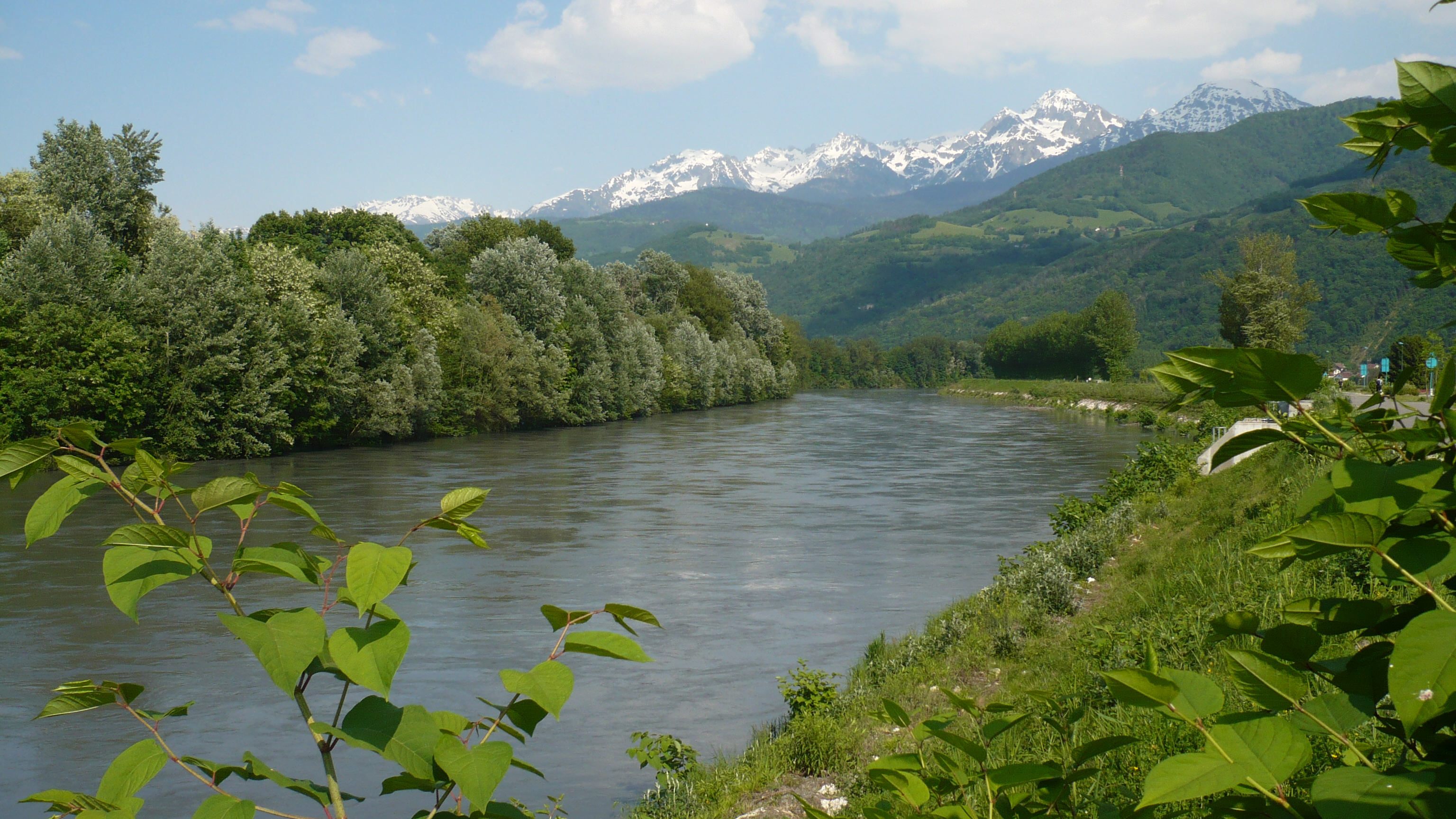
L'Isère au niveau de Gières.

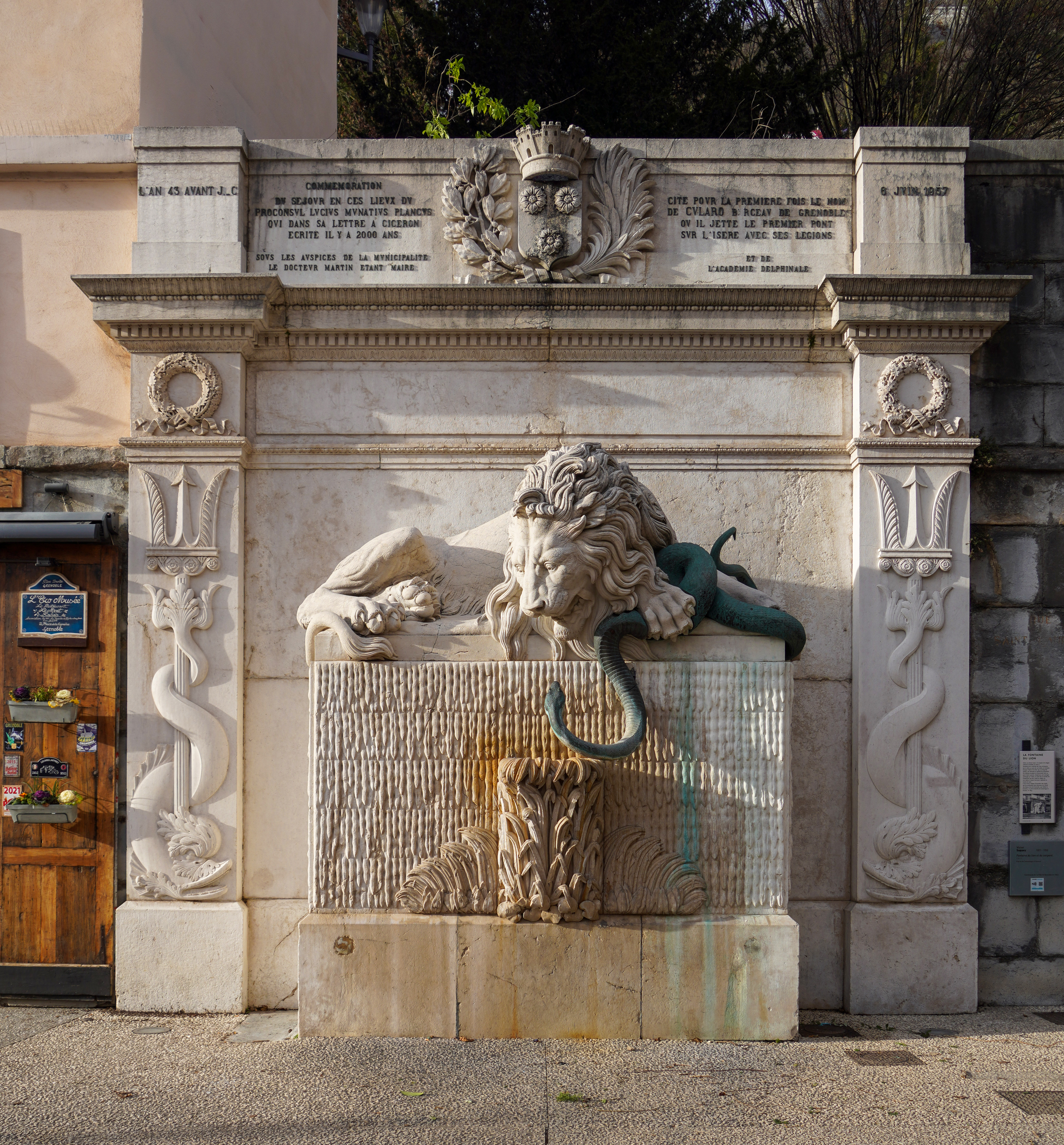
La « Fontaine au lion »
sculpture de Victor Sappey, 1843.
Le lion symbolise la ville, dominant l'Isère représentée par un serpent.

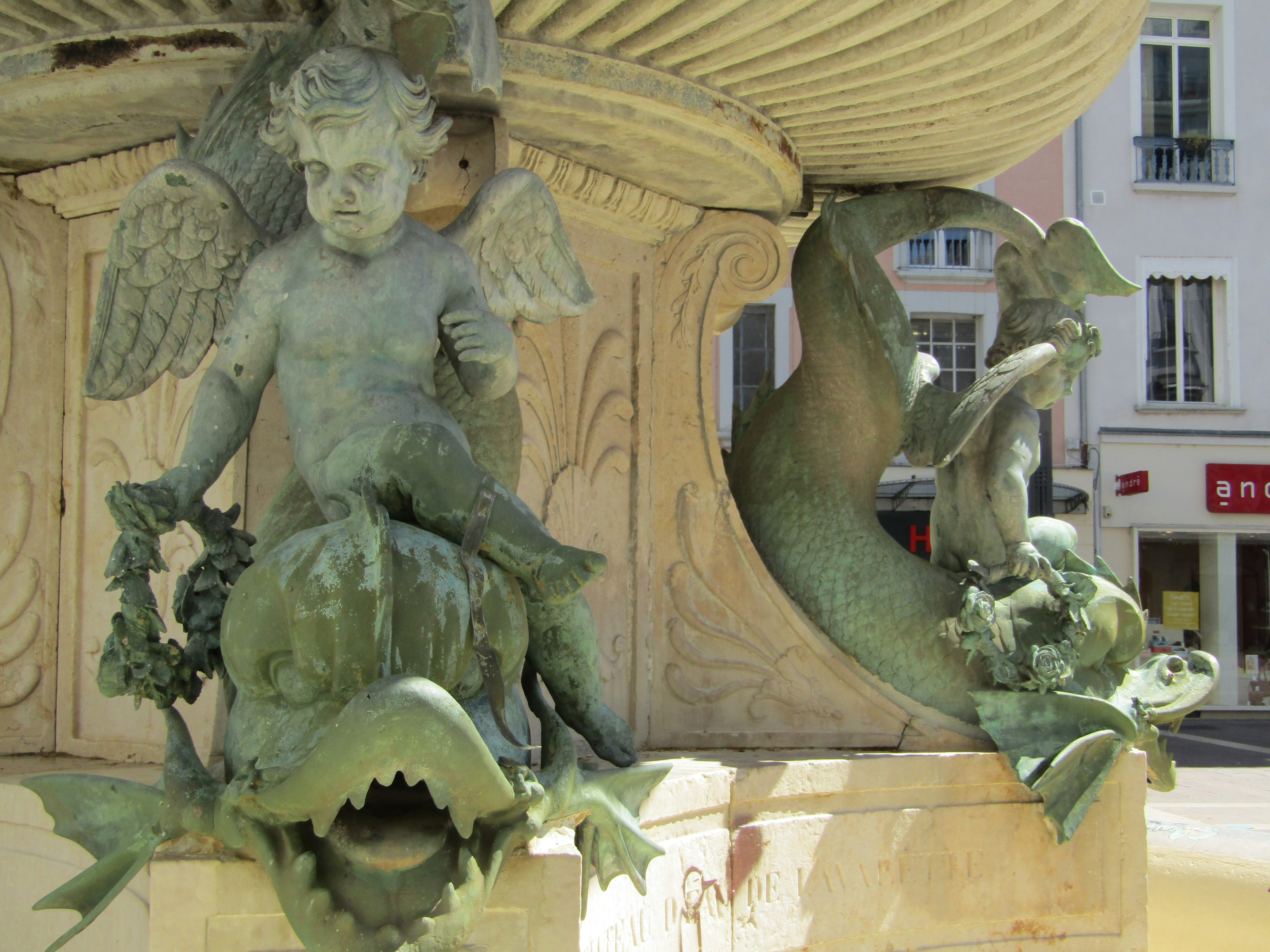
Détail du château d'eau (fontaine) de la place Grenette.

### Politique environnementale

#### Gestion des crues
Les crues de l'Isère et du Drac ayant dramatiquement marqué l'histoire de Grenoble, l'Association départementale Isère Drac Romanche a été créée en 1936 pour gérer la construction, la surveillance et l'entretien des digues et autres ouvrages anti-inondations dans le bassin grenoblois. Le syndicat mixte des bassins hydrauliques de l'Isère (Symbhi), créé en 2004, mène également des travaux pour réduire les risques de crues dangereuses de ces trois rivières. Ceux-ci ne sont en effet pas totalement écartés : en 2001, la digue de la Taillat à Meylan menaçait de céder à cause d'une crue importante.
Pour réduire ce risque (et notamment protéger contre une crue bicentennale, comme celle de 1859), les pouvoirs publics mènent actuellement l’ambitieux projet « Isère Amont » qui répond à ce souci de prévention tout en y intégrant des objectifs environnementaux. Ce projet répond ainsi à trois objectifs : protéger d'une part les zones urbanisées face à une crue bicentennale et les zones agricoles face à une crue trentennale en redonnant de l'espace à la rivière en cas de crue grâce au principe des champs d'inondation contrôlée (CIC), effectuer d'autre part une mise en valeur environnementale (restauration de certains milieux naturels pour la préservation de la faune et de la flore locale), prendre en compte l'aspect paysager et de loisirs (meilleur accès aux berges, faciliter la randonnée nautique…).

#### Développement durable
La ville de Grenoble est également mobilisée en faveur du développement durable, à la suite d'une délibération « Grenoble, Facteur 4 » qui vise à diviser par quatre les émissions de gaz à effet de serre d’ici 2050. Les différentes actions engagées concernent les domaines des transports, de l’énergie mais également le bâti actuel (sur le modèle de l’opération d'amélioration thermique menée sur les immeubles des Grands Boulevards). Les nouveaux quartiers doivent également répondre aux principes du développement durable : déplacements doux, mixité des usages et performance énergétique.
Cette politique a été récompensée par de nombreux prix reçus en 2009 et 2010 : grand prix national Ecoquartier pour la ZAC de Bonne, lauréat des Rubans du développement durable, Guidon d'Or pour l'action en faveur du « réflexe vélo », champion de la Ligue en France pour les catégories solaire et bois-énergie, Marianne d'Or du Développement Durable.

#### Après 2014

##### Nouvelle orientation politique
Lors des élections municipales de 2014, la ville change d'orientation politique. La liste « Grenoble, Une Ville pour Tous », soutenue par le Rassemblement citoyen de la gauche et des écologistes, alliance regroupant EÉLV, le Parti de gauche, Les Alternatifs, la Gauche anticapitaliste et deux associations locales, l'ADES (écologiste) et le Réseau citoyen, est en tête au premier tour et ses membres sont majoritairement élus au second tour.
Dès lors, la nouvelle municipalité veut engager la ville dans des actions de « transition énergétique, urbanisme apaisé, nature en ville, éco-mobilité, biodiversité, repas bio dans les cantines, respect des biens fondamentaux tels que l'air, l'eau, la lumière, les espaces naturels ». Cette politique "verte" va entraîner très rapidement des réalisations, notamment au niveau du cadre de vie, des déplacements et de la politique d'aménagement urbain, telles que le passage de 60 % des cantines à l’alimentation bio, la tarification sociale de l’eau, la prime air-bois et la fourniture en énergie verte qui devrait couvrir tous les ménages en 2022. Grenoble s’est également dotée de la plus grande zone à faible émission de France, ce qui lui a permis de se placer deuxième au classement Greenpeace des douze agglomérations luttant contre la pollution de l’air.

##### Publicité urbaine
Un des premiers gestes politiques du maire pour indiquer sa volonté de changement, dans le sens d'une amélioration de l'environnement, consiste à faire disparaître les panneaux publicitaires situés dans les rues de la ville, particulièrement dans les zones piétonnes.
Selon les déclarations de la municipalité, ces panneaux ont été remplacés par des services d'affichage propres à la ville et par un aménagement paysager. Des panneaux publicitaires restent présents dans les transports en commun, gérés par la métropole et non par la commune, plus particulièrement aux arrêts, et sur certains bus.

##### Restrictions de circulation
En 2016, le ministère de l'Écologie met en place sur l'ensemble du territoire français les certificats et vignettes crit'air à tous les véhicules. L'année suivante, ce certificat est obligatoire à tous les véhicules devant circuler dans toutes les communes de la métropole grenobloise. Avec Paris, Strasbourg, Lille, Lyon-Villeurbanne et Toulouse, la ville de Grenoble met en application des mesures restrictives, avec l'accord du préfet de l'Isère. À compter du cinquième jour d'un pic de pollution, les véhicules qui ne sont pas classés dans le système des vignettes crit'air ne peuvent plus circuler dans les voies urbaines grenobloises.

##### Promotion du vélo
Créée en 1994 à Grenoble, l'association Un p'tit vélo dans la tête y fait la promotion de l'usage du vélo en animant les rues (véloparade, etc.) et des ateliers vélo participatifs et solidaires. Depuis 2015, le réseau associatif la « Clavette grenobloise » regroupe l'ensemble des associations de l'agglomération proposant des ateliers vélo participatifs et solidaires.

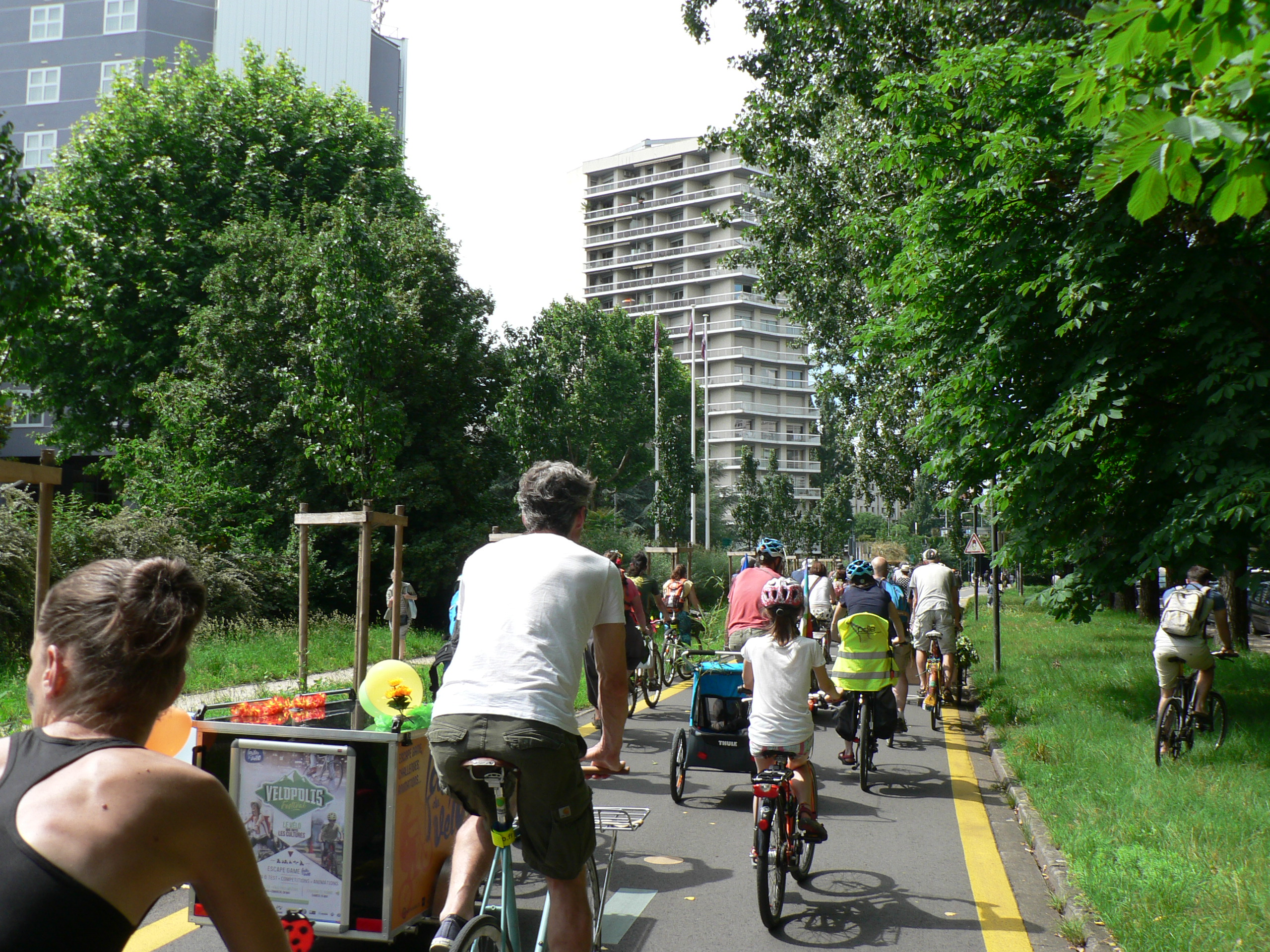
Véloparade sur une piste Chrono vélo à Grenoble en juin 2018.

Baptisé « autoroute à vélos » par la presse, mais dénommée officiellement « Chrono Vélo », la municipalité et la Métro décident conjointement de mettre en place, de façon progressive ces tronçons de piste de cyclable en site propre, séparés de la circulation automobile.
En sécurisant ces nouvelles voies cyclables, les deux collectivités espèrent encourager l'utilisation du vélo en ville et ainsi tripler les déplacements en deux roues d'ici à 2020 par les citoyens de l'agglomération grenobloise.

##### Projet de co-construction
À l'instar du projet urbain de Grenoble esplanade, la municipalité veut engager un « groupement pluridisciplinaire rassemblant toutes les compétences techniques nécessaires à la co-construction d’un projet urbain ». Aux yeux de la municipalité, il s'agit donc de concevoir le projet urbain en lien étroit avec les résidents du quartier.

### Fiscalité communale
Les taux de fiscalité directe locale de la commune pour les années 2000 et 2010 sont les suivants. Ces taux regroupent le taux de la taxe d'habitation, le taux foncier bâti, le taux non foncier bâti et le taux de la taxe professionnelle.
| Type de taxe | 2000    | 2010    |
| --- | ------- | ------- |
| d'habitation | 19,74 % | 21,52 % |
| foncière sur le bâti | 33,70 % | 36,73 % |
| foncière sur le non-bâti | 77,45 % | 84,42 % |
| professionnelle | 23,26 % | 0 %     |
| Sources des données : Site du ministère de l'Intérieur, Fiscalité locale,. Taxes en pourcentage de la valeur locative cadastrale |         |         |

Selon le quotidien Le Figaro du 10 janvier 2014, Grenoble est en tête des villes françaises pour son imposition des ménages avec 924 euros par habitant et une augmentation de 26 % entre 2008 et 2012. Le magazine Challenges confirme cette place en calculant un montant par habitant en 2012 de 1 120 euros pour les impôts locaux des ménages et une évolution de 33,06 % entre 2007 et 2012.

### Relations internationales

#### Jumelages et coopérations
Depuis les années 1960, Grenoble s’est engagée dans des accords de jumelage ou de coopération afin de concrétiser son attachement à ses populations d’origine étrangère, à promouvoir la transition environnementale et les droits humains, et favoriser les échanges culturels, scolaires et sportifs. Une délibération cadre sur l’international a été votée en conseil municipal en juin 2023, fixant les objectifs jusqu’en 2028.
| Au 10 juin 2025, Grenoble est jumelée avec : - Catane (Italie) depuis 1961 - Innsbruck (Autriche) depuis 1963 - Halle-sur-Saale (Allemagne) depuis 1976 - Rehovot (Israël) depuis 1984 - Essen (Allemagne) depuis 1979 - Oxford (Royaume-Uni) depuis 1988 - Phoenix (Arizona) (États-Unis) depuis 1990 - Stendal (Allemagne) depuis 1992 - Kaunas (Lituanie) depuis 1997 - Corato (Italie) depuis 2002 Elle coopère avec : - Chișinău (Moldavie) depuis 1977 - Sfax (Tunisie) depuis 1998 - Bethléem (Palestine) depuis 2009 - Ouagadougou (Burkina Faso) depuis 1999 - Constantine (Algérie) depuis 2002 (jumelage depuis 1998) - Suzhou (Chine) depuis 2005 (jumelage depuis 1998) - Sevan (Arménie) depuis 2012 - Oujda (Maroc) depuis 2012 - Tiznit (Maroc) depuis 2025 Elle est partenaire de : - Tsukuba (Japon) depuis 2013 | \| \| |
| La commune de Catane en Italie · La commune de Essen en Allemagne · La commune de Stendal en Allemagne · La commune de Halle en Allemagne · La commune de Oxford au Royaume-Uni · La commune de Phoenix aux États-Unis · La commune de Kaunas en Lituanie · La commune de Sfax en Tunisie · La commune de Constantine en Algérie · La commune de Corato en Italie · La commune d'Innsbruck en Autriche · La commune de Chișinău en Moldavie · La commune de Bethléem en Palestine · La commune de Rehovot en Israël · La commune de Sevan en Arménie · La commune de Oujda au Maroc · La commune de Ouagadougou au Burkina Faso · La commune de Suzhou en Chine · La commune de Tsukuba au Japon |       |

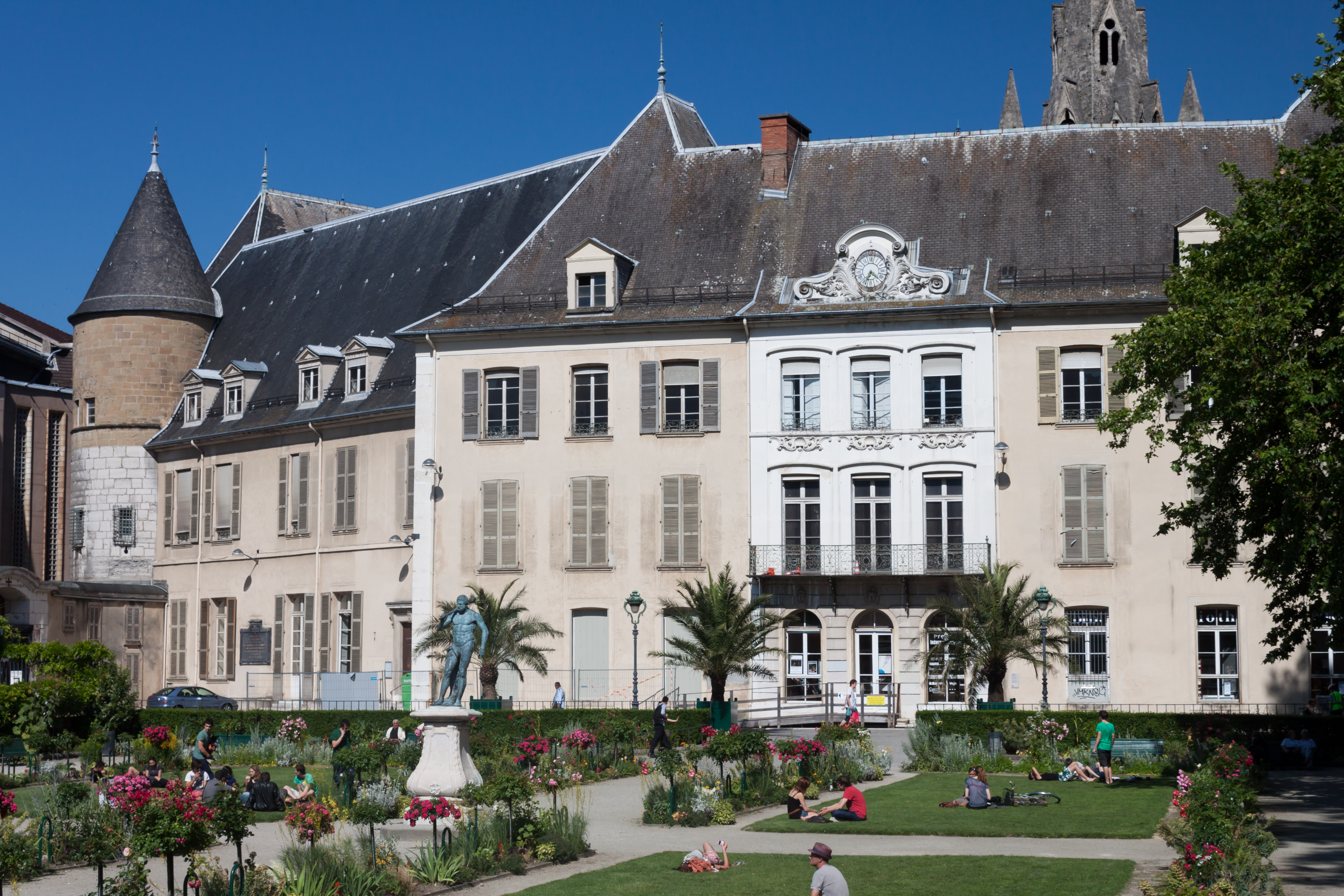
« Maison de l'International » de Grenoble au sein de l'hôtel de Lesdiguières.

Grenoble a signé des contrats de coopération, fondés sur l’échange de savoir-faire et d’expériences entre collectivités françaises et étrangères : en 1996, avec le district de Bethléem en Palestine ; en 1998, avec Suzhou en Chine ; en 1999, avec Ouagadougou au Burkina Faso et en 2004 avec Sevan en Arménie.
En 2011, à la suite de la visite à Grenoble de Charles Rivkin, ambassadeur des États-Unis, il a été décidé de l'installation du premier American Corner en France dans l'Hôtel de Lesdiguières. L'inauguration de cet espace culturel américain s'est déroulée le 7 février 2013. À la suite de la réélection de Donald Trump et du fait des coupes budgétaires associées, l’American Corner a été mis en sommeil en 2025. 

#### Représentations consulaires
Grenoble compte également huit consulats (Algérie, Allemagne, Grèce, Kazakhstan, Italie (jusqu'en 2015), Saint-Marin, Slovaquie et Tunisie).

## Équipements et services publics

### Enseignement
L'académie de Grenoble regroupe les départements de l'Ardèche, la Drôme, l'Isère, la Savoie et la Haute-Savoie. Elle se situe toujours parmi les meilleures académies sur le plan national pour son taux de réussite au baccalauréat général.
Le rectorat de l'académie de Grenoble est situé place Bir-Hakeim, près de l'hôtel de ville de Grenoble.

#### Enseignement primaire
Les Grenoblois disposent de 71 écoles se répartissant en 36 écoles élémentaires publiques, quatre écoles élémentaires privées. Il existe également vingt-neuf sections d'écoles maternelles dont une école relavant de la Pédagogie Montessori (dénommée « Aide-moi à faire tout seul »), dix-neuf écoles primaires dont sept communales, dix privées, une spécialisée et une d'application.
Ci-dessous, liste des trente-six écoles élémentaires publiques, publiée par site de la ville de Grenoble.
- école élémentaire Alphonse Daudet
- école élémentaire Ampère
- école élémentaire Anatole France
- école élémentaire Anthoard
- école élémentaire Bajatière
- école élémentaire Beauvert
- école élémentaire Bizanet
- école élémentaire Christophe Turc
- école élémentaire Élisée Chatin
- école élémentaire Ferdinand Buisson
- école élémentaire Grand Châtelet
- école élémentaire Houille Blanche
- école élémentaire Jardin de Ville
- école élémentaire Jean Jaurès
- école élémentaire Jean Racine
- école élémentaire Joseph Vallier
- école élémentaire Jules Ferry
- école élémentaire La Fontaine
- école élémentaire Le Lac
- école élémentaire Le Verderet
- école élémentaire Léon Jouhaux
- école élémentaire Les Buttes
- école élémentaire Les Genêts
- école élémentaire Les Trembles
- école élémentaire Libération
- école élémentaire Lucie Aubrac
- école élémentaire Malherbe
- école élémentaire Marie Reynoard
- école élémentaire Menon
- école élémentaire Menon site Gémond
- école élémentaire Nicolas Chorier
- école élémentaire Paul Painlevé
- école élémentaire Porte Saint-Laurent
- école élémentaire Sidi Brahim
- école élémentaire Simone Lagrange
- école primaire Clemenceau

#### Enseignement secondaire

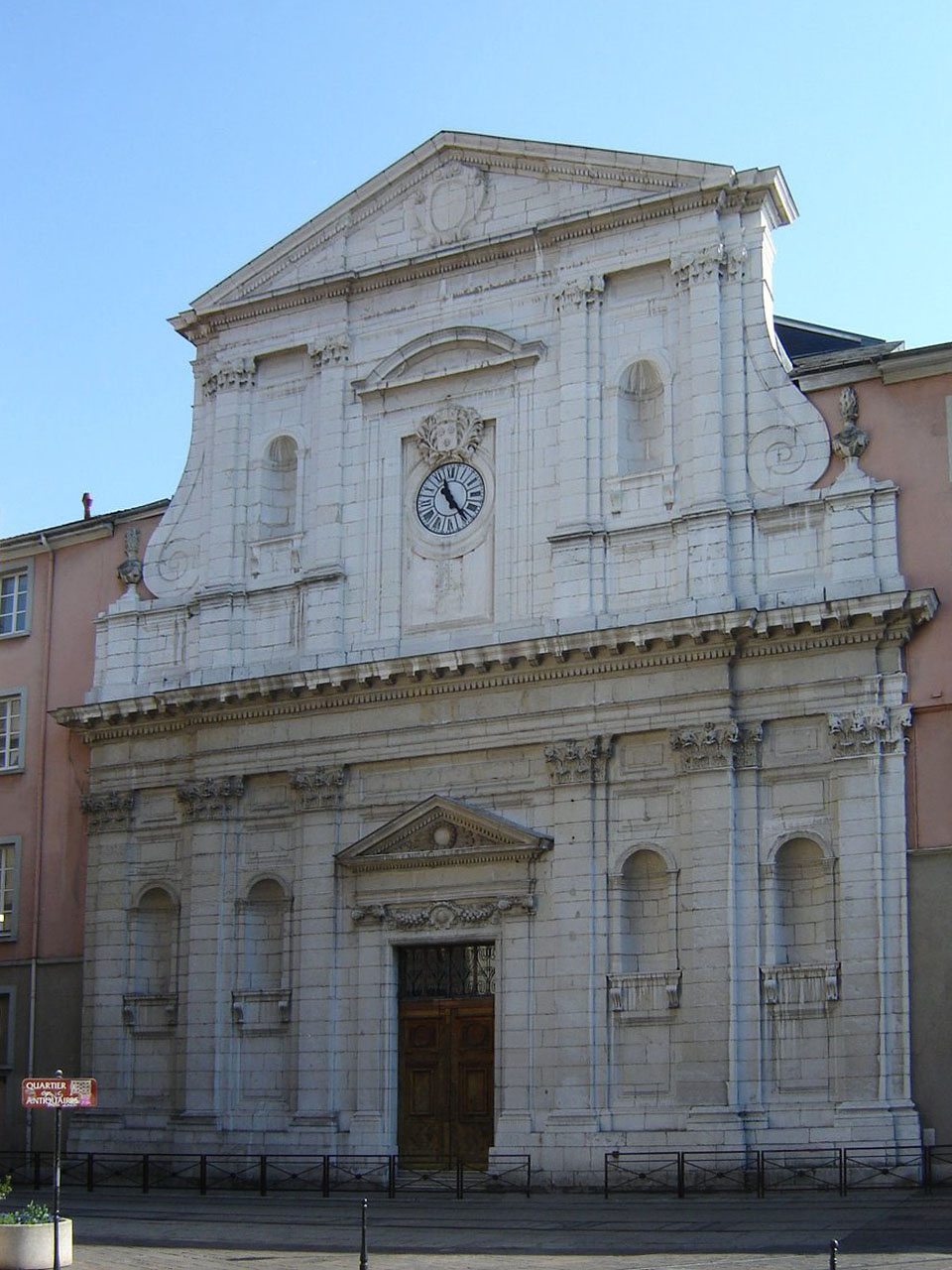
Entrée du collège-lycée Stendhal, façade de l'ancienne chapelle des Jésuites.

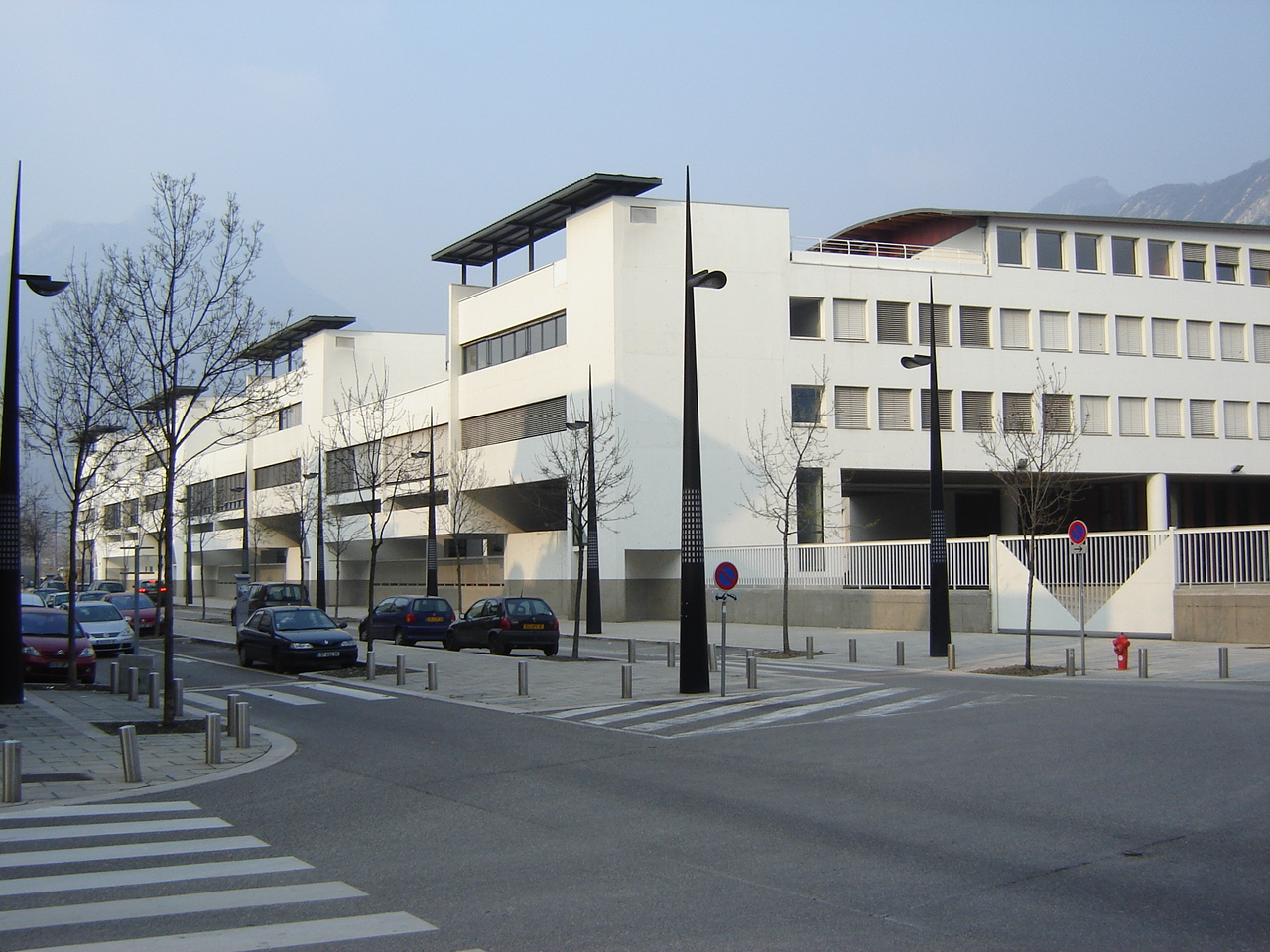
La Cité scolaire internationale (collège et lycée) dans le quartier Europole sur la presqu'île.

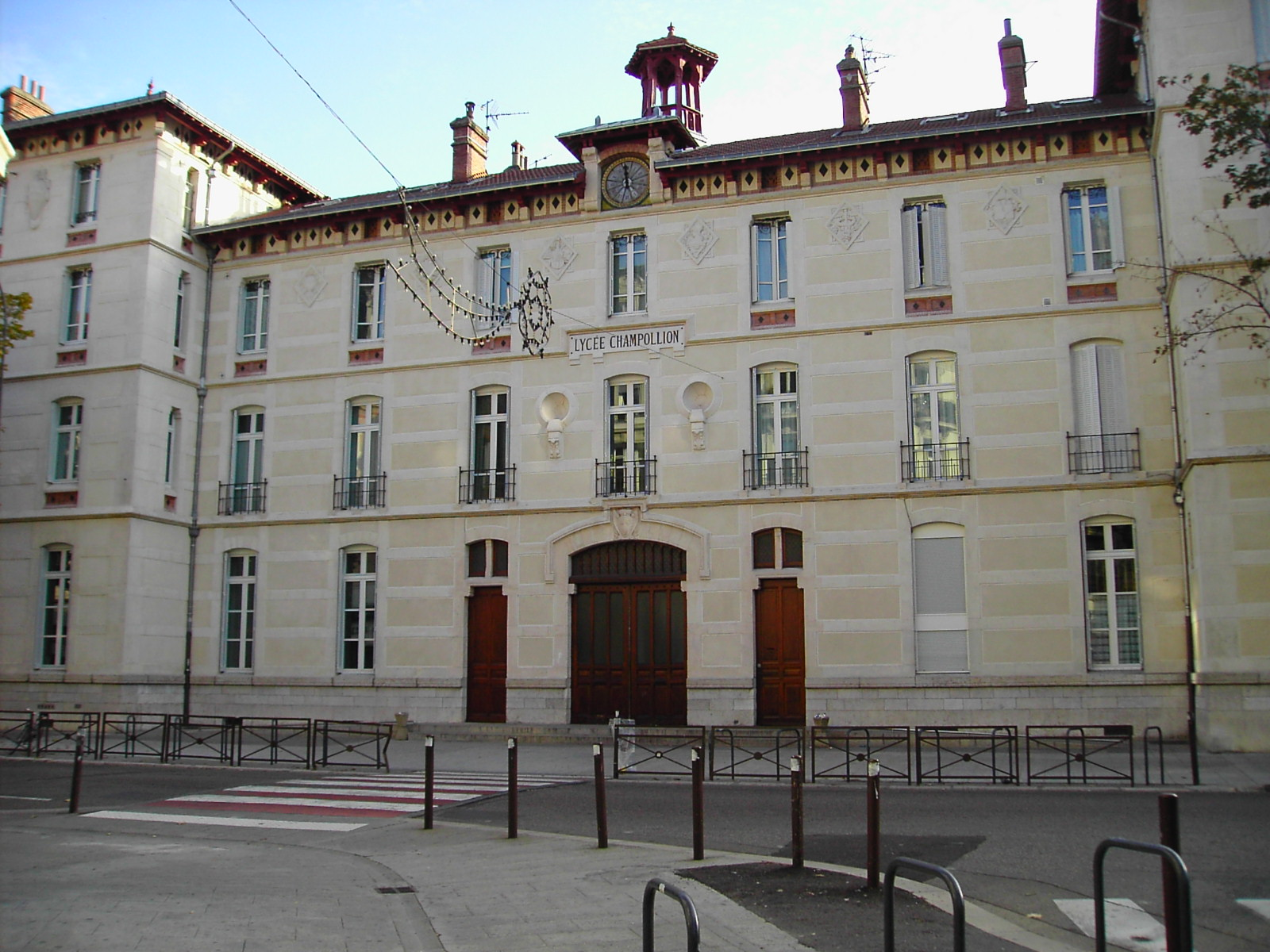
Entrée principale du lycée Champollion.

Grenoble compte quinze collèges (onze gérés par le département, cinq gérés par des organismes privés, dont un établissement relavant de la méthode pédagogique « Montessori ») et 28 lycées.
Collèges
Ci-dessous, liste des quinze collèges publics et privés, situés sur le territoire de la commune de Grenoble.
- collège Champollion
- collège Aimé Césaire
- collège Charles Munch
- collège Fantin Latour
- collège Stendhal
- collège de la cité internationale
- collège Vercors
- collège les Saules
- collège Lucie Aubrac
- collège Olympique
- collège privé J-B de La Salle
- collège privé Notre-Dame de Sion
- collège privé Montessori
- collège privé externat Notre-Dame
- collège privé Bayard

Lycées
Le lycée Stendhal, situé dans l'hyper centre, est le plus ancien lycée de Grenoble. À l’origine collège des Jésuites, il prit le statut d'École Centrale en 1796, puis celui de lycée impérial en 1803. Stendhal y effectua ses études. Il est considéré comme l'un des plus prestigieux lycées de Grenoble.
Le second établissement réputé est le lycée Champollion, situé à proximité de la place Victor Hugo. Il s’agit du second plus ancien lycée de Grenoble, inauguré pour la rentrée 1887. Au départ, l'établissement accueillait des élèves des classes enfantines, âgés de 5 à 6 ans, aux classes préparatoires telles que Saint-Cyr et les mathématiques spéciales (maths spé), si bien qu'il était possible d'y passer 13 ans de sa jeunesse. Au fil des décennies, l'établissement perdit ses classes primaires, puis son premier cycle, et vit gonfler le second cycle.
La cité scolaire internationale située dans le quartier Europole comporte un collège et un lycée publics. Elle permet aux élèves dotés d'un excellent niveau en langues étrangères, notamment les enfants de chercheurs et travailleurs étrangers, de bénéficier d'une scolarité bilingue et de la valider par l'OIB, un diplôme international équivalent au baccalauréat, en allemand, anglais, arabe, espagnol, italien ou portugais. Le cursus McLuhan propose aux élèves venant des États-Unis de poursuivre leur scolarité américaine. L'admission à la cité scolaire s'effectue en sixième ou en seconde, sur tests de langue. Chaque année, une pièce de théâtre en anglais est jouée par les lycéens au théâtre de Sainte-Marie d'en bas. De plus, les collégiens de la section allemande présentent deux soirées de théâtre chaque année. Le CDI partage sa salle de lecture avec la bibliothèque municipale internationale.
La ville accueille également un lycée hôtelier, qui est l'un des quatre établissements publics en France à posséder son propre hôtel d'apprentissage, l'hôtel-restaurant Lesdiguières. Cet établissement qui est doté de plusieurs salons, de salles de séminaire, mais également de vingt chambres, est situé sur le cours de la Libération, au sud de Grenoble, à proximité du terminus de la ligne E du tramway.
La Fédération compagnonnique des métiers du bâtiment, dans son lycée professionnel situé à Échirolles, en proche banlieue sud, propose aux futurs "Compagnons du tour de France" une gamme très large de formations, allant de la maçonnerie à la CAO/DAO.

#### Enseignement supérieur

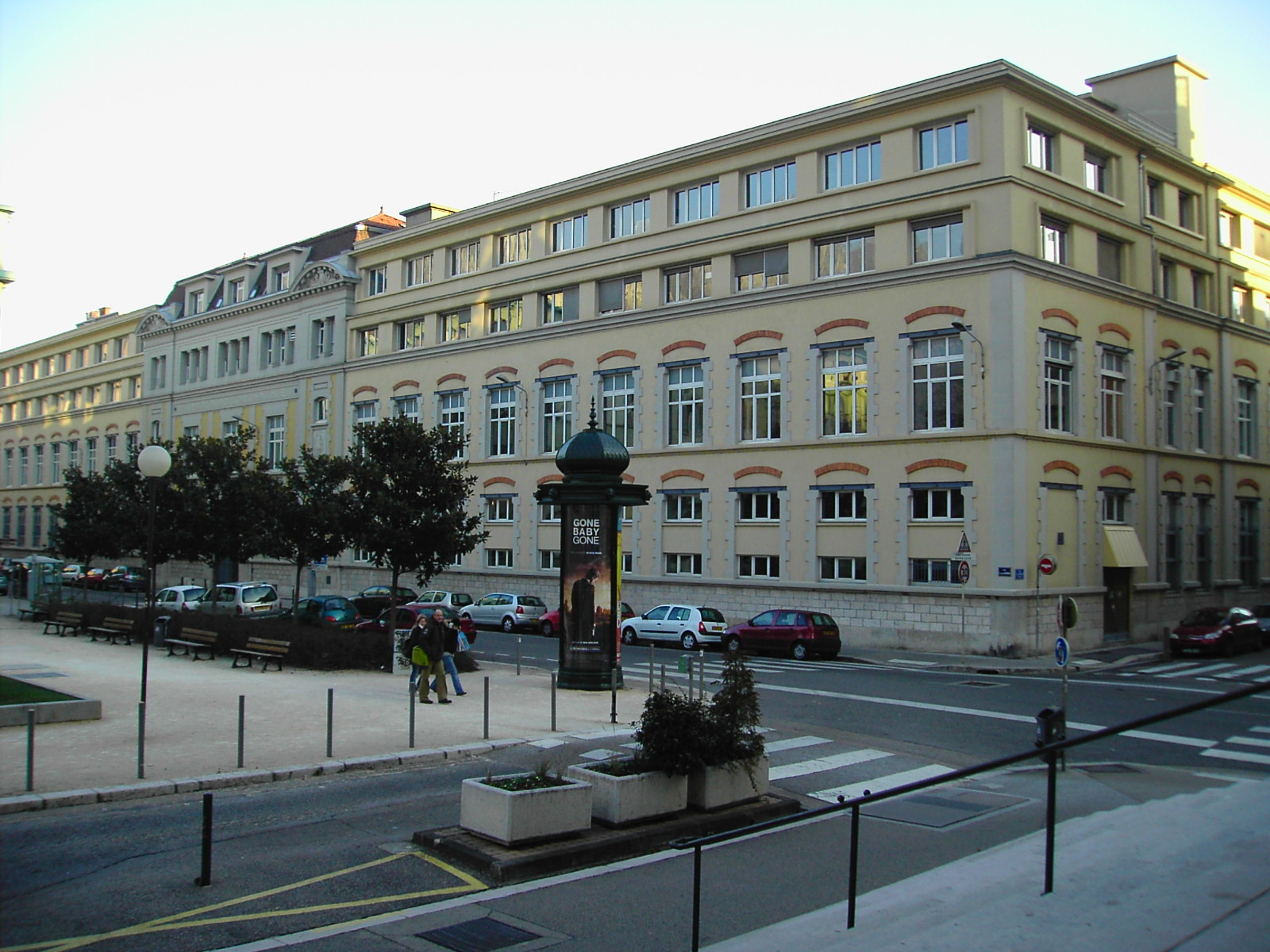
Institut polytechnique de Grenoble.

L'agglomération de Grenoble est le dixième pôle universitaire français. C'est aussi un des centres d'enseignement supérieur les plus réputés en France (il rassemble 54 395 étudiants en 2012), en particulier dans le domaine scientifique. 15 % d’entre eux sont des étudiants étrangers (cette proportion atteint 45 % pour les doctorants). Plus de 63 000 étudiants effectuent leurs études dans les différents établissements situés sur la métropole grenobloise.
Le magazine L'Étudiant a placé Grenoble en première place du palmarès 2016-2017 des villes françaises où il fait bon étudier devant Rennes et Toulouse.

##### Classes préparatoires
Plusieurs lycées grenoblois disposent de classes préparatoires aux grandes écoles. Le lycée Champollion possède des classes préparatoires scientifiques, littéraires et commerciales. En 2007, environ huit cents élèves y étudiaient. Le lycée Vaucanson propose également ce type de formation.
Les lycées Stendhal et des Eaux-Claires offrent par ailleurs des préparations aux concours de sciences politiques.
Le lycée privé catholique Itec Boisfleury Europe de Corenc possède des classes préparatoires commerciales.

##### Université de Grenoble

Place centrale du domaine universitaire.

L'université de Grenoble fut instaurée en 1339 par le dauphin Humbert II. Elle tenta dès sa naissance d'imiter l'université de Paris. Y étaient enseignés le droit canonique, le droit civil, la médecine ainsi que les arts libéraux. Les étudiants bénéficiaient du gîte et du couvert, privilège appréciable à l'époque. Elle subit cependant une histoire à éclipse du XIVe au XIXe siècle due à la concurrence tenace de l'université de Valence créée en 1452 par Louis XI et à l'aura prestigieuse de l'université de Paris qui attirait en son sein les meilleurs étudiants.
Au début du XIXe siècle, Napoléon Ier créa l'Université impériale. Grenoble devint le siège d'une académie qui regroupait en 1879, place de Verdun, les facultés de droit, lettres et sciences. Une nouvelle université de Grenoble fut créée par la IIIe République, elle comptait environ 560 étudiants à la fin du XIXe siècle. Elle acquit une dynamique certaine avec le développement d'un tissu industriel né de la découverte de la houille blanche par Aristide Bergès en 1869. De cette époque date la mise en place d'un système triangulaire typiquement grenoblois, associant fortement l'université, la recherche et l'industrie. Ce système favorisa l'émergence des premiers grands établissements scientifiques, comme l'École de papeterie ou l'Institut électrotechnique devenu en 1913 l'Institut polytechnique de Grenoble.
En 1967, les facultés de médecine et de pharmacie de Grenoble s'installent sur le site de l'ancien domaine de la Merci à La Tronche, à proximité de l'hôpital Nord devenu l'hôpital Michallon. En 1970, l’université de Grenoble se fractionne pour donner d'un côté l'INPG, et de l'autre trois établissements universitaires :
- l’université Joseph-Fourier (UJF) - Grenoble I : sciences, techniques, géographie, médecine et pharmacie. En 2024, elle est classée cinquième meilleure université française selon le classement de Shanghai[218]
- l’université Pierre Mendès-France (UPMF) - Grenoble II : sciences sociales et humaines, management et droit
- l’université Stendhal - Grenoble III : langues, lettres, langage et communications.

À partir de 2005 un projet de groupement des trois universités de l'agglomération ainsi que de celle de Savoie, de l'INPG et de l'IEP est lancé, aboutissant à la création d'un « établissement public de coopération scientifique », statut administratif actuel. Les acteurs universitaires se sont donc fédérés autour d'un pôle de recherche et d'enseignement supérieur appelé communauté université Grenoble-Alpes. Un résultat de ce rapprochement est la création en 2009 d'un collège doctoral unique, réunissant les treize écoles doctorales issues des universités Joseph-Fourier, Pierre Mendès-France, Stendhal, Savoie et Grenoble INP (auxquelles s'ajoute l'école doctorale de philosophie coaccréditée avec l'université de Lyon-3), représentant 3 500 doctorants, et qui délivre depuis un doctorat de l'université de Grenoble.
La constitution d'un PRES devenait également nécessaire dans le cadre du Plan campus lancé par le gouvernement. Fédérés sous le label « Grenoble Université de l'Innovation » (GUI), les acteurs universitaires grenoblois se sont vus allouer 400 millions d'euros par l'État. L'université de Grenoble est donc reconnue comme l'une des douze « pôles universitaires d’excellence » de niveau international. Le projet grenoblois prévoit, outre la rénovation de certains bâtiments, la création de cinq nouvelles écoles (telles une école professionnelle supérieure ou encore une école européenne). Une fusion des trois universités grenobloises aboutit au 1er janvier 2016 avec le nom d'Université Grenoble-Alpes.
Par ailleurs, une université populaire est inaugurée en 2007 sur le modèle de l'université populaire de Caen.

##### Autres établissements
Grenoble INP - UGA
Grenoble comprend également plusieurs grandes écoles. L'institut polytechnique de Grenoble (groupe Grenoble INP depuis 2008), établissement d'enseignement supérieur à rang de Grand établissement dans lequel sont regroupées six écoles d'ingénieurs, constitue le premier pôle français de formation d'ingénieurs, diplômant chaque année 1 150 ingénieurs et 180 docteurs.
Il s'agit d'un établissement d’enseignement supérieur et de recherche fondé à Grenoble en 1900. C'est l'une des 207 écoles d'ingénieurs françaises accréditées au 1er septembre 2017 à délivrer un diplôme d'ingénieur. Établissement public à caractère scientifique, culturel et professionnel, auquel s’applique le statut de grand établissement, c'est l'un des cinq grands établissements d'enseignement supérieur localisés au cœur de la métropole grenobloise.
Polytech

Grenoble école de management (GEM).

On peut également ajouter l'École polytechnique de l'université Grenoble-Alpes, plus communément appelée Polytech Grenoble (appartenant au réseau Polytech) qui se trouve rattachée à l’UGA. Une antenne locale de l'école privée Supinfo (école supérieure d'informatique) est également implantée à Grenoble.
Sciences Po Grenoble
L'Institut d'études politiques de Grenoble (Sciences Po Grenoble), créé en 1948, est l’un des deux IEP dits « d’équilibre » avec celui de Bordeaux. Il est réputé pour la qualité de sa recherche en sciences sociales. Il se trouve rattaché à l’UPMF, de même que l'IAE de Grenoble (Institut d'Administration des Entreprises) et l'Institut d'urbanisme de Grenoble (IUG).
Écoles de commerce
Grenoble compte également deux écoles de commerce. Le groupe Grenoble École de management (GEM) tout d'abord, qui propose des cursus de formation après classe préparatoire et bac+2/+3. GEM, créée en 1984, s'affiche comme la sixième école supérieure de commerce de France. Une école privée non reconnue par l'État appelée Wesford existe également (située dans les anciens locaux de la chambre de commerce).
Autres écoles supérieures

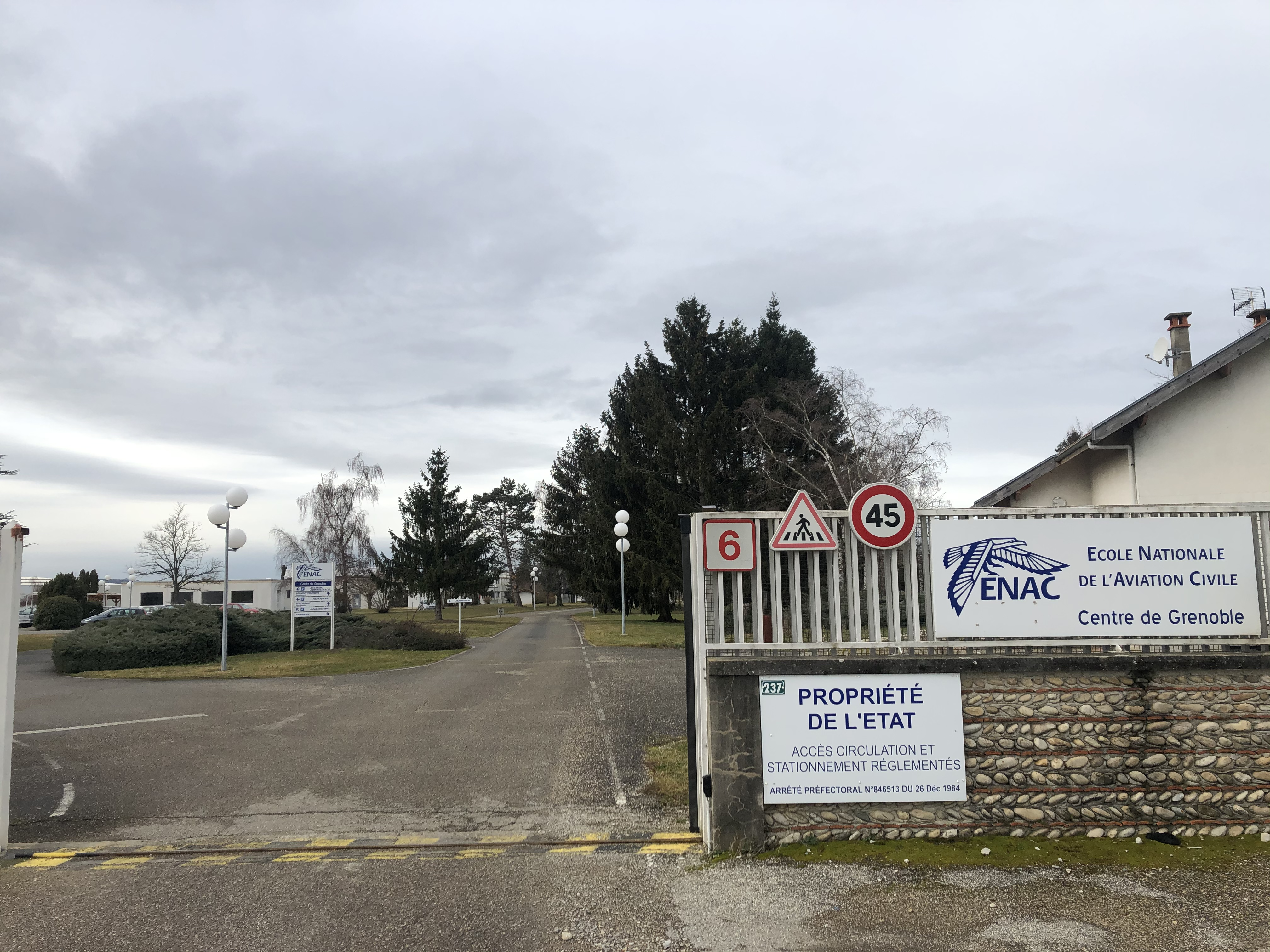
Campus de l’ENAC-Grenoble.

Une École supérieure du professorat et de l'éducation se trouve également à Grenoble. Le Centre universitaire d'enseignement et de formation des adultes (CUEFA) est voué à la formation tout au long de la vie professionnelle. Il accueille chaque année environ 3 000 auditeurs dans ses différentes formations.
L'UIAD (l'université-Inter Âges du Dauphiné) propose quant à elle des cours aux seniors.
Les arts graphiques sont représentés par l'École supérieure d'art de Grenoble et l'École nationale supérieure d'architecture de Grenoble. Enfin, le Conservatoire à rayonnement régional de Grenoble assure une formation musicale de grande qualité.
L'aéroport de la ville abrite enfin une antenne de l'École nationale de l'aviation civile qui forme 150 pilotes de ligne chaque année.

### Santé
En 2008, la ville de Grenoble a obtenu la première place du troisième « palmarès santé », publié par la revue Impact médecine. En 2016, le magazine Le Point attribue la septième place nationale au CHU Grenoble-Alpes dans son classement des établissements hospitaliers
.

#### Établissements sanitaires publics

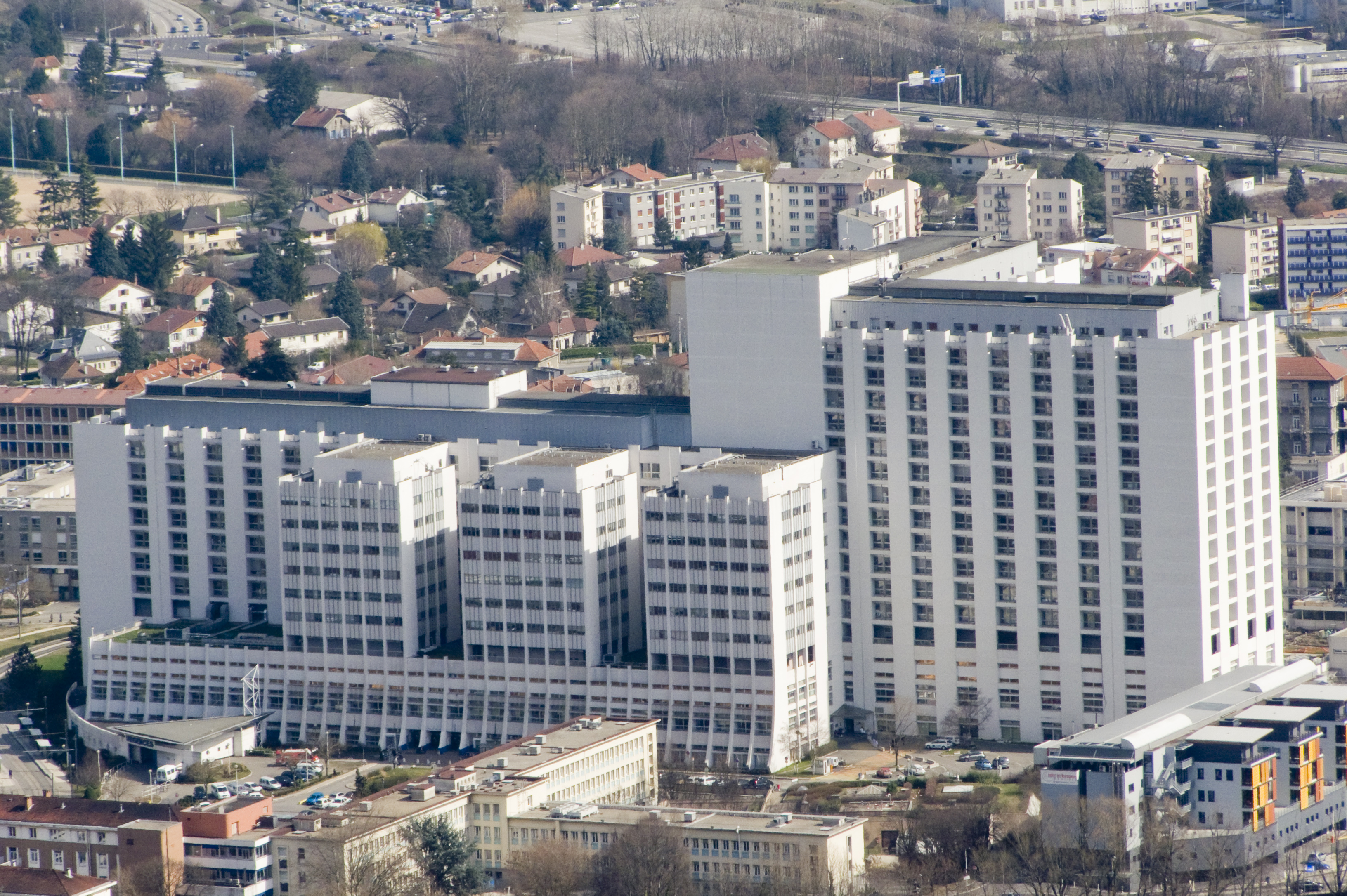
Le CHU Albert-Michallon.

- Le CHU de Grenoble Alpes

Grenoble comprend plusieurs établissements hospitaliers publics regroupés au sein du CHU de Grenoble (dénommé localement « CHUGA »). Ainsi l'agglomération dénombre quatre sites dépendant du CHU. Au nord de l'agglomération, sur la commune de La Tronche se trouve l'hôpital Albert-Michallon. D'une capacité de 1 076 lits, il regroupe essentiellement des pôles cliniques en médecine et en chirurgie, un service d'accueil des urgences des adultes et des pôles d'imagerie médicale et de biologie (Institut de biologie et de pathologie mis en service en 2010). Toujours sur la même commune se situe l'hôpital de La Tronche, comprenant le tout nouvel hôpital couple enfant (mis en service en 2008) qui regroupe les services de gynécologie, d'obstétrique, de pédiatrie et de néonatologie. Le site de l'hôpital de La Tronche rassemble aussi des services de gériatrie, de neurologie et de psychiatrie représentant un total de 567 lits.
Au sud de l'agglomération, à Échirolles, se trouve l'hôpital Sud d'une capacité de 340 lits. Ce site gère la chirurgie orthopédique et la traumatologie du sport, avec un accueil des urgences de jour dans cette discipline. Depuis août 2009 l'hôpital Sud a été rejoint par l'Institut de rééducation anciennement implanté sur le plateau des Petites-Roches à Saint-Hilaire-du-Touvet. De son côté, le centre hospitalier Alpes-Isère située sur la commune de Saint-Égrève gère la prise en charge des pathologies psychiatriques dans ce secteur du département de l'Isère.

#### Établissements sanitaires privés

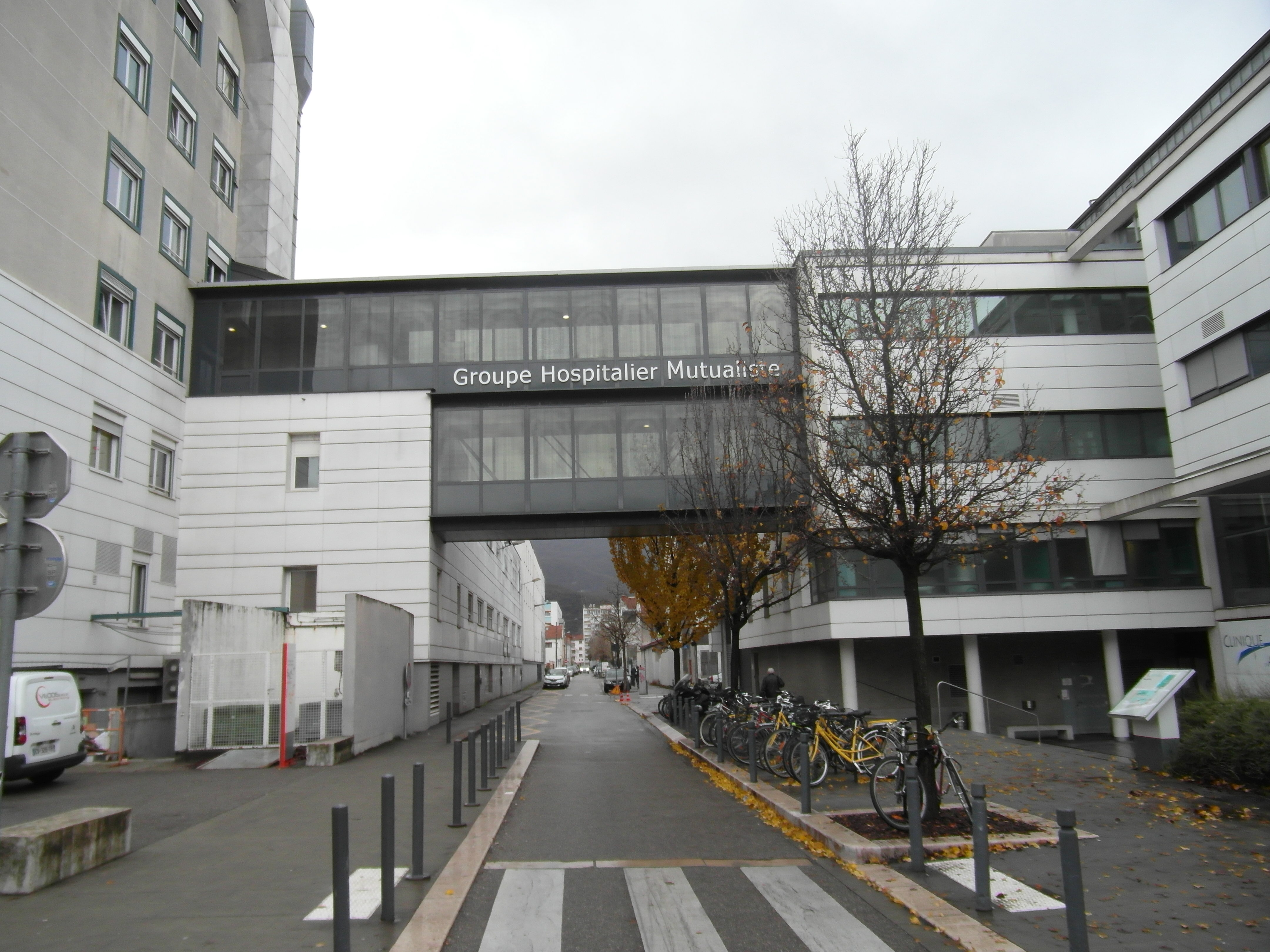
La passerelle entre la clinique des Eaux claires et la clinique d'Alembert
(Groupe Hospitalier Mutualiste).

De nombreuses cliniques maillent également le territoire :
- le groupe hospitalier mutualiste de Grenoble qui comprend trois établissements de soins : la clinique d'Alembert, la clinique des Eaux-Claires et l'Institut de cancérologie Daniel-Hollard, situé dans le quartier des Grands boulevards. Il s'agit du plus important établissement sanitaire après le CHU, cet établissement de santé privé d’intérêt collectif (ESPIC) à but non lucratif participant au service public hospitalier héberge plus de 430 lits, un service d'urgence et de nombreux services de médecine, de chirurgie et une maternité[230].
- le groupe de la clinique du Mail avec son centre d'imagerie médicale est situé dans le quartier du village olympique. Ce groupe gère également un centre de consultations dans Grenoble et d'autres services dans l'agglomération[231].

D'autres établissements sanitaires sont situés en banlieue, tels que la clinique Belledonne à Saint-Martin-d'Hères, la clinique des Cèdres à Échirolles et la clinique du Dauphiné à Seyssins.

### Justice, sécurité et criminalité

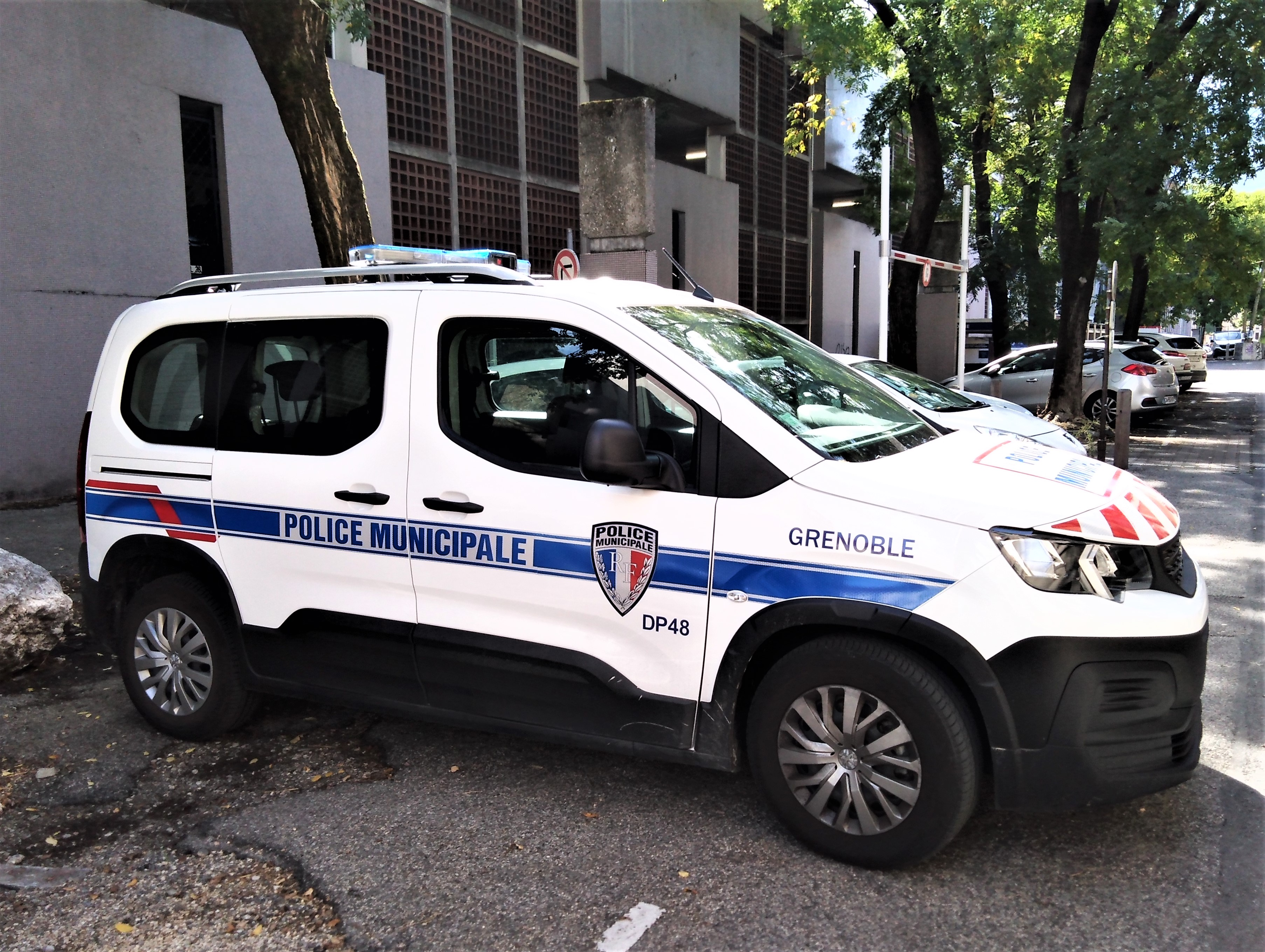
Peugeot Rifter de la police municipale de Grenoble (septembre 2019).

Bien que ville moyenne (mais située dans une agglomération importante), la criminalité de Grenoble présente un visage proche de celle des cités parisiennes ou marseillaises, caractère jugé selon la police « exceptionnel, compte tenu de la taille de la ville »,.
En 2015, Pierre Tholly, responsable sud-est du syndicat policier Alliance, décrit l'agglomération de Grenoble comme « particulièrement difficile depuis 30 ans » et estime les fusillades ayant eu lieu cette année-là comme une « preuve d'une « banalisation » de la violence extrême dans la ville ». La ville est notamment touchée par une « guerre des gangs » (dix morts entre 2007 et 2008, 4 en 2015) sur fond de trafic de drogue,.
Selon le magazine L'Express en 2016, « Grenoble pâtit d'une mauvaise image en matière de sécurité ». Depuis plusieurs années, la ville est en proie à « des violences urbaines parfois spectaculaires ». Lors de sa visite, le 18 janvier 2016, Bernard Cazeneuve, ministre de l'Intérieur, souligne l'inquiétante progression de la délinquance dans l'agglomération grenobloise. Néanmoins, le maire Éric Piolle ne veut pas durcir le ton. À son arrivée, il promet de « rompre avec la démagogie et le discours sécuritaire ».
Selon le procureur de la République de Grenoble, pour les dix premiers mois de 2017, les chiffres de la délinquance dans l'agglomération étaient de + 10 % pour les cambriolages, + 8 % pour les véhicules incendiés, + 26 % pour les vols avec violences et + 42 % pour les vols violents avec arme. Pour l'ensemble de l'année 2017, malgré un chiffre de violences globales stable, les vols avec violence sont en augmentation de 21 %. Le procureur juge le niveau de cambriolages sur l’agglomération grenobloise « très élevé ». Il pointe du doigt le phénomène des mineurs étrangers « embauchés par les trafiquants de drogue du quartier Mistral. ». En 2018, après les incendies volontaires du CCSTI de Grenoble, et des gendarmeries de Grenoble et de Meylan revendiqués par le mouvement anarchiste, puis du théâtre Prémol, du collège Lucie-Aubrac, les médias s'interrogent sur une série impressionnante d'incendies de commerces sur l'agglomération grenobloise. La même année, le syndicat policier Alliance qui qualifie la ville de « Chicago français », pointe une « délinquance 63 % plus élevée » dans la cité alpine « que dans des villes de même taille ».
Le 6 août 2020, le syndicat Alliance de la police parle de « situation alarmante » avec sept fusillades faisant trois morts, deux blessés graves et un blessé léger depuis le début de l'été,. La même année, une enquête d'opinion indique que 79 % des Grenoblois estiment que la sécurité est un enjeu majeur pour la ville, une personne interrogée sur deux affirmant avoir été victime d'un acte de délinquance. L'année suivante, ce même pourcentage s'établit à 77 %.
Durant l'été 2022, en moins de deux mois, neuf épisodes de violences par arme à feu sont enregistrés dans la ville sur fond d’économie parallèle. Le Dauphiné évoque une « spirale du règlement de comptes permanent » du fait du trafic de stupéfiants au premier lieu.
La criminalité mafieuse touche également les entreprises notamment dans le domaine de la construction par le biais du racket,,
En mars 2024, une fusillade fait deux blessés dont un grave dans le quartier Saint-Bruno. Le quartier est décrit comme « l’une des places fortes du trafic de stupéfiants à Grenoble »,,. L’été 2024 est marqué par sept fusillades et le meurtre d’un agent municipal. Ces événements déclenchent des critiques de l’opposition vis-à-vis du bilan sécuritaire d’Éric Piolle.
L'année 2025 commence également sur les chapeaux de roue : le 12 février, une grenade est jetée dans un bar par un individu. La semaine suivante, le 19 février 2025, franceinfo rapporte qu'une bibliothèque municipale toute neuve, a fait l'objet d'un incendie criminel, par le biais d'une voiture bélier incendiée. Cette établissement, la bibliothèque Chantal-Mauduit, avait été inaugurée en décembre, soit à peine trois mois plus tôt. Moins d'un mois après, le 12 mars, un ancien baron du grand banditisme fait l'objet d'un assassinat en pleine circulation sur l'autoroute A41, la presse rapportant par la suite qu'il "se sentait en danger".

## Population et société

### Démographie

#### Évolution démographique
L'évolution du nombre d'habitants est connue à travers les recensements de la population effectués dans la commune depuis 1793. Pour les communes de plus de 10 000 habitants les recensements ont lieu chaque année à la suite d'une enquête par sondage auprès d'un échantillon d'adresses représentant 8 % de leurs logements, contrairement aux autres communes qui ont un recensement réel tous les cinq ans,.

En 2022, la commune comptait 156 389 habitants, en évolution de −1,13 % par rapport à 2016 (Isère : +3,07 %, France hors Mayotte : +2,11 %).
| 1793   | 1800   | 1806   | 1821   | 1831   | 1836   | 1841   | 1846   | 1851   |
| ------ | ------ | ------ | ------ | ------ | ------ | ------ | ------ | ------ |
| 20 019 | 20 654 | 22 129 | 23 602 | 24 888 | 28 969 | 30 824 | 27 963 | 31 340 |

| 1856   | 1861   | 1866   | 1872   | 1876   | 1881   | 1886   | 1891   | 1896   |
| ------ | ------ | ------ | ------ | ------ | ------ | ------ | ------ | ------ |
| 32 799 | 34 726 | 40 489 | 42 660 | 45 426 | 51 371 | 52 484 | 60 439 | 64 002 |

| 1901   | 1906   | 1911   | 1921   | 1926   | 1931   | 1936   | 1946    | 1954    |
| ------ | ------ | ------ | ------ | ------ | ------ | ------ | ------- | ------- |
| 68 615 | 73 022 | 77 438 | 77 409 | 85 621 | 90 748 | 95 806 | 102 161 | 116 440 |

| 1962    | 1968    | 1975    | 1982    | 1990    | 1999    | 2006    | 2011    | 2016    |
| ------- | ------- | ------- | ------- | ------- | ------- | ------- | ------- | ------- |
| 156 707 | 161 616 | 166 037 | 156 637 | 150 758 | 153 317 | 156 107 | 157 424 | 158 180 |

| 2021    | 2022    | - | - | - | - | - | - | - |
| ------- | ------- | - | - | - | - | - | - | - |
| 157 477 | 156 389 | - | - | - | - | - | - | - |

En 2014, Grenoble était la troisième ville-centre la plus dense de France, après Paris et Lyon, avec 8 868 hab./km2. Ceci est dû essentiellement à la relative petite taille de la commune (18,13 km2) en comparaison avec les villes de même importance (à l'exception de Nancy et Rouen) ; à part la colline de la Bastille, tout le territoire est urbanisé. C'est également une ville cosmopolite où plus de soixante-dix nationalités étrangères se côtoient.

La densification de la ville liée aux différents projets urbains menés ces dernières années a permis un accroissement de la population supérieur à la moyenne nationale. Ici, travaux de construction sur la Presqu'île de Grenoble.

La population de l'agglomération grenobloise a connu une très forte augmentation durant le XXe siècle, en raison du développement industriel de la ville, surtout après la Seconde Guerre mondiale, durant les années 1960 et 1970. L'agglomération de Grenoble connut alors une des croissances les plus importantes parmi les villes de France, passant de 261 000 à 389 000 habitants entre 1962 et 1975. Cette croissance s'est ensuite fortement ralentie à partir de la fin des années 1970. Celle de la commune de Grenoble fut même négative de 1975 à 1990, et elle est plutôt faible aujourd’hui : + 0,2 % par an de 1990 à 1999, + 0,3 % par an de 1999 à 2007, + 0,2 % par an de 2007 à 2012. Cela s'explique par un solde apparent des entrées-sorties négatif depuis 1968. L'agglomération s'est, en revanche, étendue, le périmètre de l'unité urbaine ayant beaucoup augmenté lors de la nouvelle délimitation de 2010 : sa population est passée de 419 334 habitants en 1999 à 501 045 habitants en 2011, les quatre cinquièmes de la croissance s'expliquant par l'extension de sa superficie.
La population n'en est pas moins fortement mobile, en raison de son statut de grand centre scientifique et universitaire. Début 2007, 80 % des Grenoblois n'étaient pas dauphinois d'origine. D'autre part, la population de l'agglomération se renouvelle par tiers tous les dix ans. En 2012, Grenoble comptait 158 346 habitants. La commune occupait le 16e rang au niveau national, comme en 1999, et le premier au niveau départemental de 533 communes.
Au 1er janvier 2016 (chiffres INSEE), la population de la ville est descendue à 158 180 habitants, soit près de 2 500 habitants de moins en un an. Celle de l'agglomération (unité urbaine) à la même date comptait 509 573 habitants, soit une perte de 2 800 habitants en un an. C'est la première fois depuis 1919, que l'on peut constater une baisse pour l'agglomération, qui se constate également pour l'arrondissement de Grenoble. Grenoble perd de son attractivité industrielle, a contrario des villes comme Lyon, Toulouse, Bordeaux, Nantes, Rennes ou Montpellier, qui connaissent toujours une forte augmentation de leur population.
En 2020, Dijon (159 000 habitants) passe devant Grenoble qui perd donc une place au niveau national.

#### Pyramide des âges
En 2021, le taux de personnes d'un âge inférieur à 30 ans s'élève à 45,8 %, soit au-dessus de la moyenne départementale (36,6 %). À l'inverse, le taux de personnes d'âge supérieur à 60 ans est de 19,7 % la même année, alors qu'il est de 24,7 % au niveau départemental.
En 2021, la commune comptait 76 432 hommes pour 81 045 femmes, soit un taux de 51,46 % de femmes, légèrement supérieur au taux départemental (50,96 %).
Les pyramides des âges de la commune et du département s'établissent comme suit :
| Hommes | Classe d’âge | Femmes |
| ------ | ------------ | ------ |
| 0,7    | 90 ou +      | 1,9    |
| 5,4    | 75-89 ans    | 8,3    |
| 10,3   | 60-74 ans    | 12,5   |
| 14,8   | 45-59 ans    | 14,4   |
| 20,8   | 30-44 ans    | 19,0   |
| 32,4   | 15-29 ans    | 29,3   |
| 15,6   | 0-14 ans     | 14,5   |

| Hommes | Classe d’âge | Femmes |
| ------ | ------------ | ------ |
| 0,6    | 90 ou +      | 1,6    |
| 6,7    | 75-89 ans    | 8,7    |
| 15,3   | 60-74 ans    | 16,3   |
| 20,1   | 45-59 ans    | 19,6   |
| 18,8   | 30-44 ans    | 18,9   |
| 19     | 15-29 ans    | 17     |
| 19,4   | 0-14 ans     | 17,9   |

#### Immigration

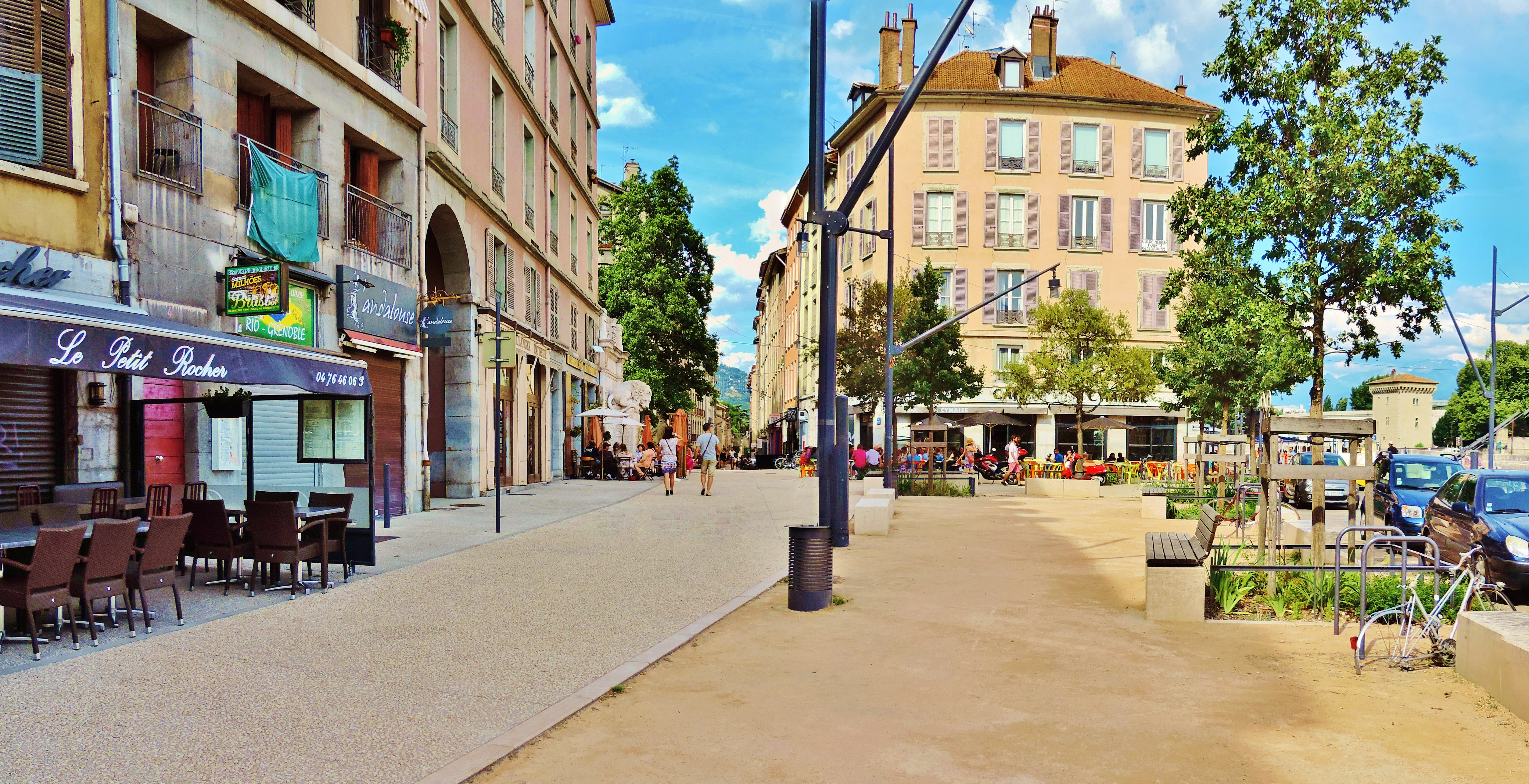
La rue Saint-Laurent au cœur du quartier du même nom, le quartier « italien » de la ville, où se trouve de nos jours la radio italienne de Grenoble.

Avant le XXe siècle, la ville de Grenoble n’est pas terre d’immigration. Au contraire, le Dauphiné était davantage un territoire d'émigration. Ainsi, le premier recensement utilisable, effectué en 1851, ne comptabilise à Grenoble qu’entre 700 à 800 étrangers, soit entre 2,25 à 2,5 % de sa population. Durant le siècle qui suit toutefois, l’histoire migratoire grenobloise change radicalement.
La première vague massive d'immigration vers Grenoble commence à partir de la Belle Époque, mais accélère fortement durant l’entre-deux-guerres. Seulement 913 immigrés étaient dénombrés en 1881 mais 4 584 en 1911 et finalement 19 710 en 1931. La population immigrée représente alors 18 % de la population (la moyenne, en France, étant à 7 %).
L’essentiel de ces migrations (85 % des étrangers en 1931) provient des pays du sud de l’Europe, à savoir l’Espagne, la Grèce, le Portugal mais surtout l’Italie où les immigrés représentent 15 % de la population grenobloise en 1931 et plus des deux tiers de l'immigration. La répartition dans Grenoble montre une forte concentration dans la vieille ville. Les immigrés sont également très présents dans certaines communes de l’agglomération (Fontaine, Saint-Martin-d'Hères).
Après la Seconde Guerre mondiale, la proportion d’immigrés chute lourdement. Ils ne représentent plus que 8,6 % de la population en 1946, la communauté italienne ayant vu pour sa part ses effectifs chuter de moitié. La reprise de l'immigration est cependant plus vive que dans le reste de la France, sans pourtant retrouver son importance d'avant-guerre. Surtout, cette immigration devient beaucoup plus diverse. Le nombre de communautés passe de quatre en 1946 à plus de 21 en 1968. Entre vieillissement et naturalisations, la primauté de la communauté italienne se clôt, pour laisser surtout la place aux ressortissants des pays d'Afrique du Nord. Par ailleurs, ces nouvelles communautés s’installent désormais dans les grands ensembles édifiés durant les Trente Glorieuses dans la partie sud du territoire communal.
Le développement scientifique de ces dernières décennies a entraîné l’arrivée de nouvelles populations. L’agglomération abrite ainsi la deuxième communauté anglophone de France (après Paris) avec environ 10 000 membres. Il s'agit souvent de cadres travaillant pour des entreprises internationales comme Hewlett-Packard, Caterpillar ou STMicroelectronics.
En 2010, la ville compte 24 353 immigrés soit 15,6 % de sa population (4,8 % nés en Europe et 10,8 % nés hors d'Europe, majoritairement originaires du Maghreb (5,8 %)).

### Manifestations culturelles et festivités
Le 16 juin 2014, le nouveau maire Éric Piolle annonce que le Palais des sports de Grenoble doit retrouver des activités purement sportives et qu'il ne renouvellera pas la convention entre l'association qui le gère et la ville. Les manifestations comme les Six Jours de Grenoble, le Festival international du cirque de Grenoble ou le supercross SX Tour de Grenoble ont de ce fait disparu. Cependant, en novembre 2019, le Festival international du cirque revient sur le site de l'esplanade et le supercross international au Palais des Sports en décembre 2020.

#### Foire des Rameaux

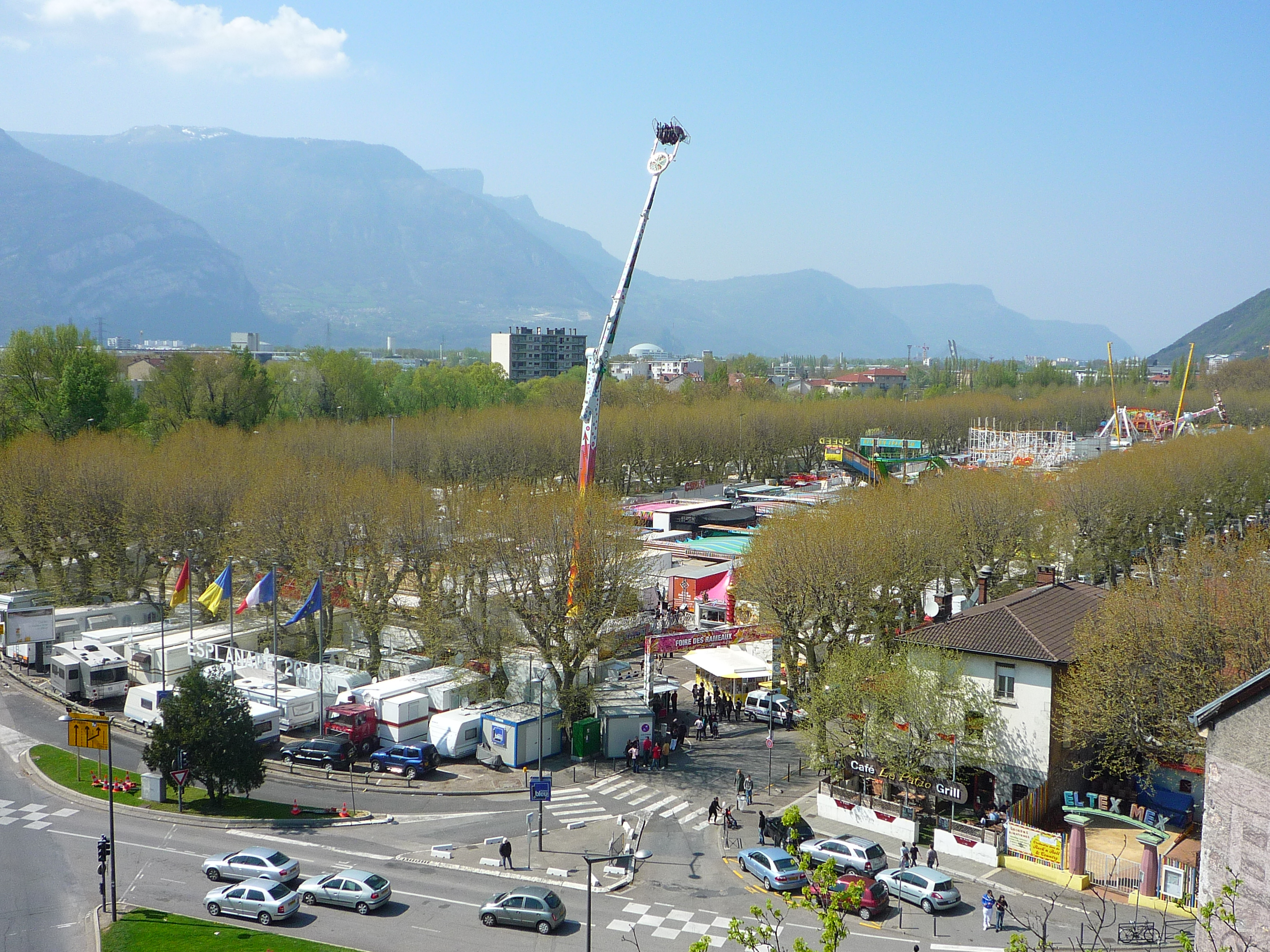
Foire des rameaux en 2010.

Chaque année, une fête foraine, dénommée la Foire des Rameaux, débute le samedi des Rameaux et dure généralement trois semaines. Cette manifestation festive organisée par les forains est une des fêtes les plus importantes après la Foire du Trône. Celle-ci se déroule depuis la fin de la Seconde Guerre mondiale sur l'esplanade de la Porte de France, au nord du territoire communal. En 2020 puis en 2021, cette manifestation fut annulée, en raison des restrictions sanitaires dues au COVID 19.

#### Festival le Millésime
Parmi les principaux événements, il faut mentionner aussi le « Festival le Millésime ». Cette manifestation est à la fois un festival œnologique convivial et populaire (important programme de dégustations, de rencontres d'auteurs et d'ateliers œnophiles…), un festival musical (programme surtout classique et jazz) et un marché aux vins en plein centre-ville, place Victor Hugo. Lauréat du prix René-Renou en 2008.
Il s'agit du premier festival œnophile de France, du fait de son ancienneté et de sa fréquentation. La 24e édition se déroule en octobre 2018, dans toute la métropole grenobloise.

#### États généraux du renouveau
Dans un autre registre, les « États Généraux du renouveau » (ancien « forum Libération » de Grenoble) se déroulent sous forme de débats publics consacrés au devenir de notre société et sont organisés à plusieurs reprises depuis 2007 à Grenoble par le quotidien Libération. Cette manifestation organisée en 2007, 2008, 2010, 2011 et 2012 se déroule traditionnellement dans les locaux de la MC2.

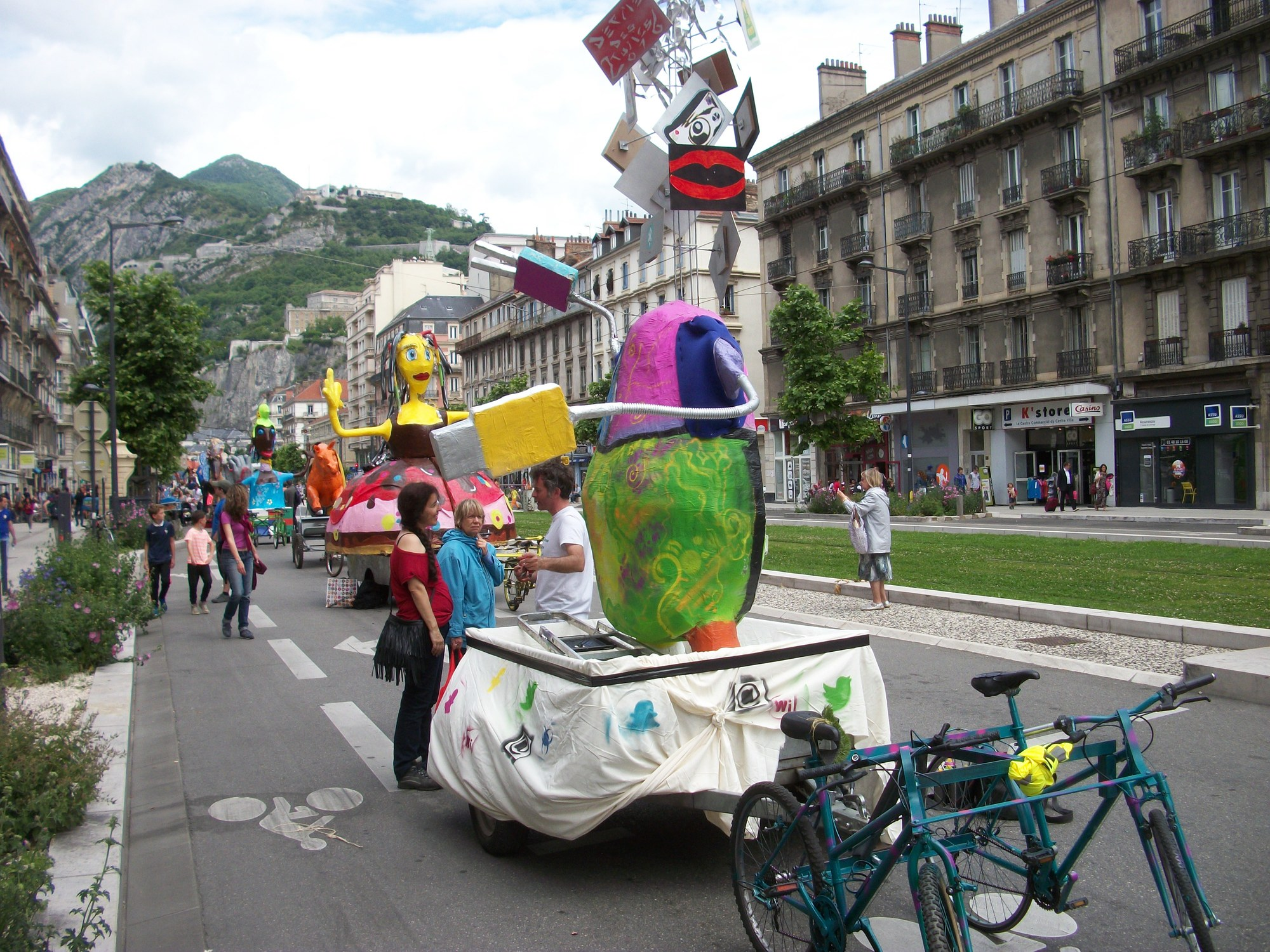
Fête des Tuilles en 2016.

#### Fête des Tuiles
Le samedi 6 juin 2015, la municipalité de Grenoble a célébré sa première "Fête des Tuiles", l'un des engagements du nouveau maire. Cette première édition a rassemblé de nombreux acteurs associatifs et culturels et a été fréquentée par 80 000 personnes. Pour cette occasion 1,8 km des cours Jean Jaurès et de la Libération a été réservé aux piétons et aux vélos,.

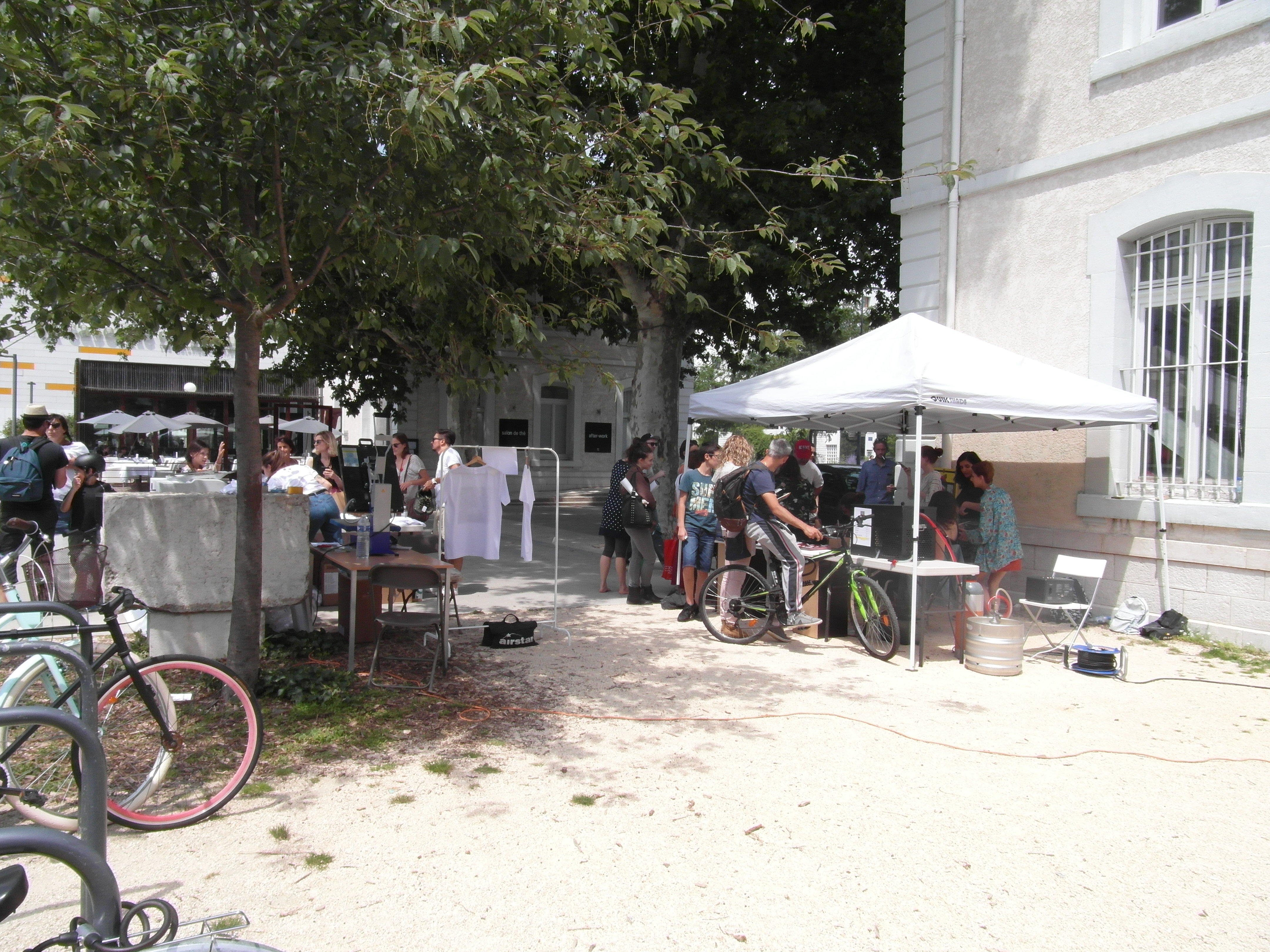
Stand du GSAF durant le festival 2018

#### Street Art Fest Grenoble-Alpes
Le Street Art Fest Grenoble-Alpes est un festival d'art urbain, porté par le centre d'art Spacejunk de Grenoble. Il se déroule à Grenoble et dans son agglomération. L'objectif déclaré de ce festival est de proposer les créations actuelles liées ce mouvement artistique contemporain durant plusieurs semaines, au cœur même de Grenoble et des villes de son agglomération. Ce festival d'art, qui se déroule généralement en juin, se présente comme le premier festival en Europe à pouvoir produire « le Street Art dans toute sa globalité et sa pluralité de disciplines ».

#### Festival du cinéma
Dans le domaine cinématographique, et grâce à la Cinémathèque de Grenoble, le festival du film court en plein air, qui a lieu début juillet sur la place Saint-André et dans la salle Juliet-Berto, met sur le devant de la scène le genre cinématographique du court métrage. Début novembre sont organisées les Rencontres du cinéma de montagne au Summum qui réunissent des alpinistes, des guides, des réalisateurs pour des rencontres avec le public autour de projections ayant trait à des événements ou exploits dans le domaine de l'alpinisme. Enfin ont lieu chaque année les Rencontres du cinéma italien de Grenoble.
Grenoble accueille également chaque année en avril le festival Vues d'en face, un des premiers festivals français de cinéma consacrés aux films gay et lesbien. En 2014, Grenoble renoue également avec la "Marche des fiertés", organisée par le centre LGBT CIGALE. En 2015, une marche d'une grande ampleur, toujours organisée par le centre LGBT CIGALE s'est tenue, point d'orgue d'une semaine des fiertés,.

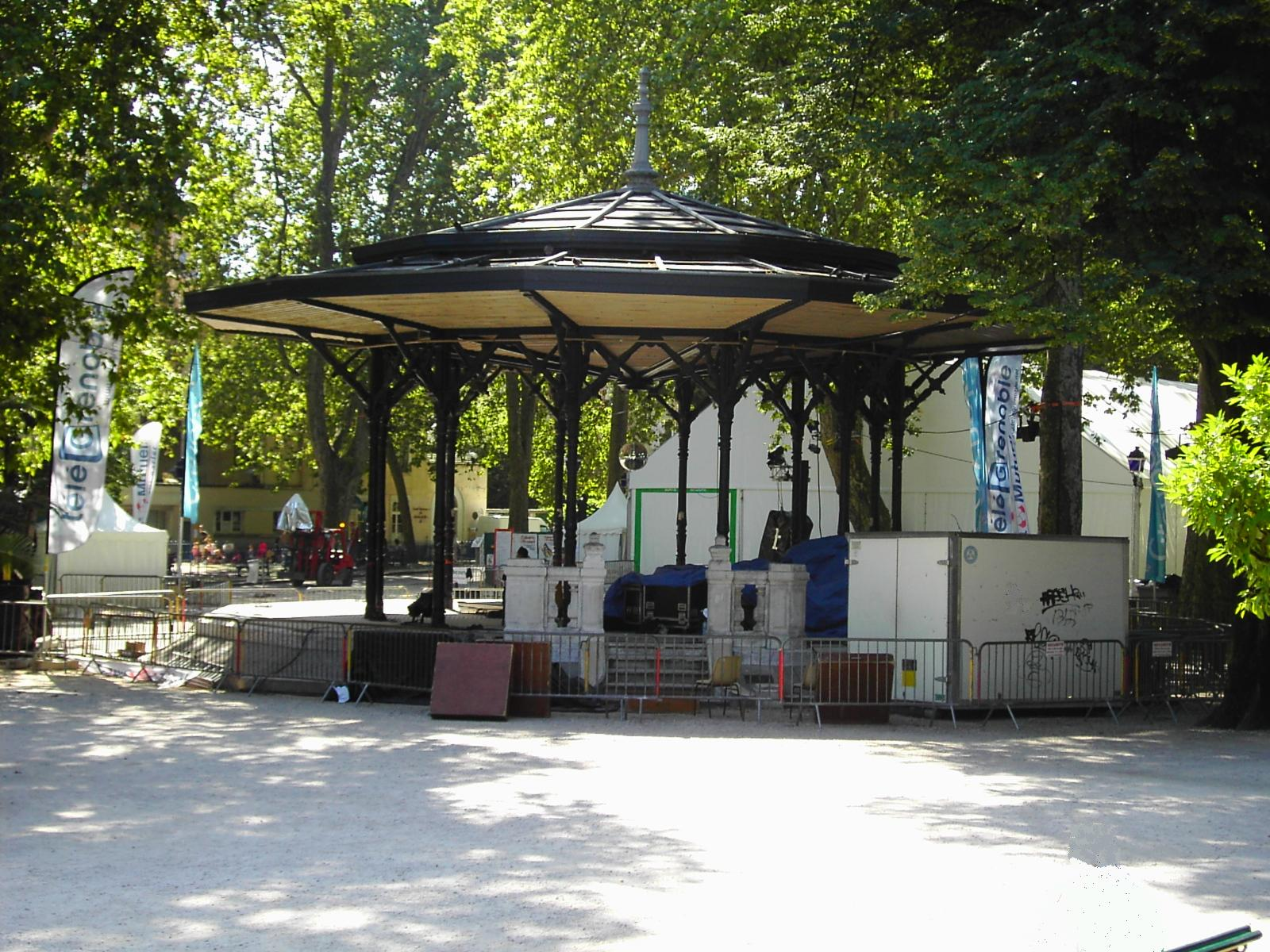
Le jardin de ville durant le festival le Cabaret frappé

#### Autres festivités
Parmi les principaux événements musicaux, il est à noter la présence du festival Rocktambule qui a lieu chaque année en octobre. Le Grenoble Jazz festival et le Festival 38e Rugissants ont par ailleurs fusionné pour donner naissance à un nouvel événement, Les Détours de Babel, festival des musiques du monde contemporain. La première édition s'est déroulée de 8 au 23 avril 2011. La ville de Grenoble organise par ailleurs le Cabaret Frappé qui a lieu la deuxième quinzaine de juillet, dans le Jardin de Ville. Il offre aux Grenoblois une programmation éclectique présentant des artistes d'horizons différents (confirmés ou novices) et attire plus de 50 000 personnes chaque année en moyenne.

Depuis 2002, l'association Retour de scène organise le festival Magic Bus consacré aux musiques actuelles.

### Sports et loisirs

#### Multisports
Grenoble compte un grand nombre de clubs sportifs, notamment le GF38 en football (Ligue 2), les Brûleurs de Loups en hockey sur glace (Ligue Magnus, premier échelon national), le FCG en rugby (Pro D2), le FC Grenoble Basket ou le Grenoble Volley Université Club.
Jeux olympiques
La capitale des Alpes est également célèbre pour avoir accueilli les Jeux Olympiques d'hiver en 1968.

Logo des Jeux olympiques d'hiver de 1968.

#### Événements internationaux
Grenoble a accueilli la Coupe Davis de tennis par équipes en 1982.

Coupe Davis 1982.

Grenoble a aussi été le théâtre d'autres grands événements sportifs comme les championnats d'Europe en salle d'athlétisme, Masters de la perche, championnats du monde de boxe, matches internationaux de rugby, de basket-ball, de volley-ball, de handball ou de hockey sur glace, compétitions internationales de gymnastique ou de patinage et de moto sur glace, courses cyclistes, jumpings internationaux, etc.

#### Cyclisme

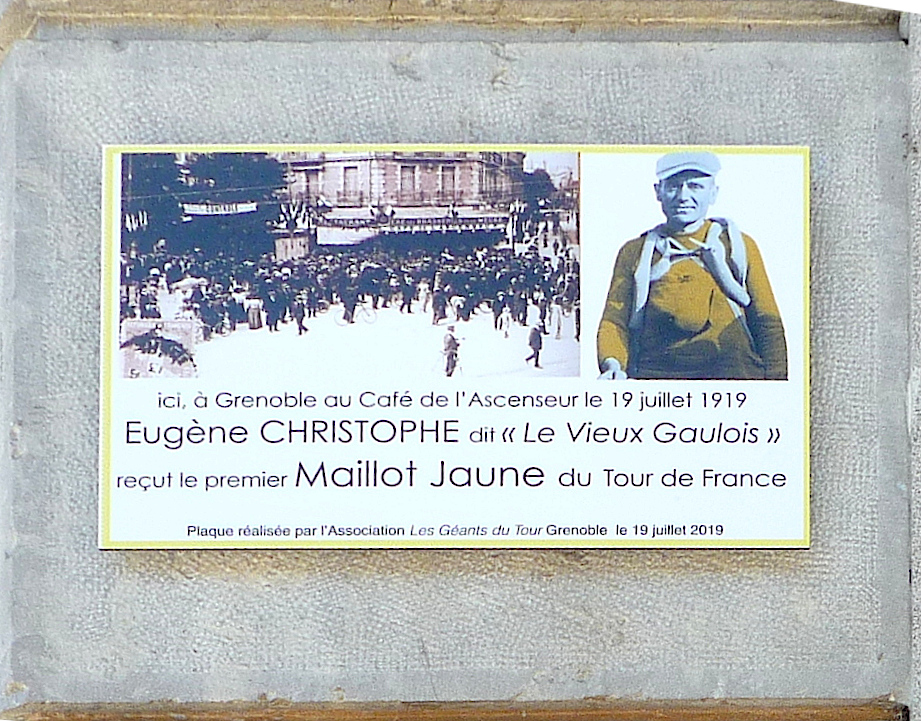
Une plaque du boulevard Gambetta à Grenoble célèbre le premier maillot jaune Eugène Christophe.

Le critérium cycliste du Dauphiné Libéré se court principalement dans les Alpes et les Six Jours cyclistes au Palais des Sports aménagé en vélodrome.
À l'occasion du Tour de France, Grenoble est parfois ville-étape et a été la première ville en 1919 où un maillot jaune a été attribué au leader du Tour de France.

#### Rugby
Le 4 novembre 1981, le Stade Charles-Berty est le théâtre d'un match entre l'équipe de Nouvelle-Zélande de rugby à XV et une sélection alpine avec 6 joueurs du FC Grenoble. Les All Blacks y essuieront la seule défaite (16-18) de toute leur tournée européenne avec tous les points de la sélection des Alpes marqués par l'ouvreur du FC Grenoble, Pierre Pommier.
Fin octobre 1989, une sélection alpine avec 8 joueurs du FC Grenoble dans le XV de départ réussi l’exploit de battre l’Australie, futur championne du monde au Stade Lesdiguières.
Deux pénalités et un drop du Grenoblois Frédéric Vélo suffiront à mettre en échec les joueurs de Nick Farr-Jones et Michael Lynagh 9 à 7.
La ville a aussi accueilli un match (France-Fidji) de la Coupe du monde de rugby à XV 1991 au Stade Lesdiguières et des rencontres de la Coupe du monde féminine de football 2019 au Stade des Alpes.

#### Enceintes sportives

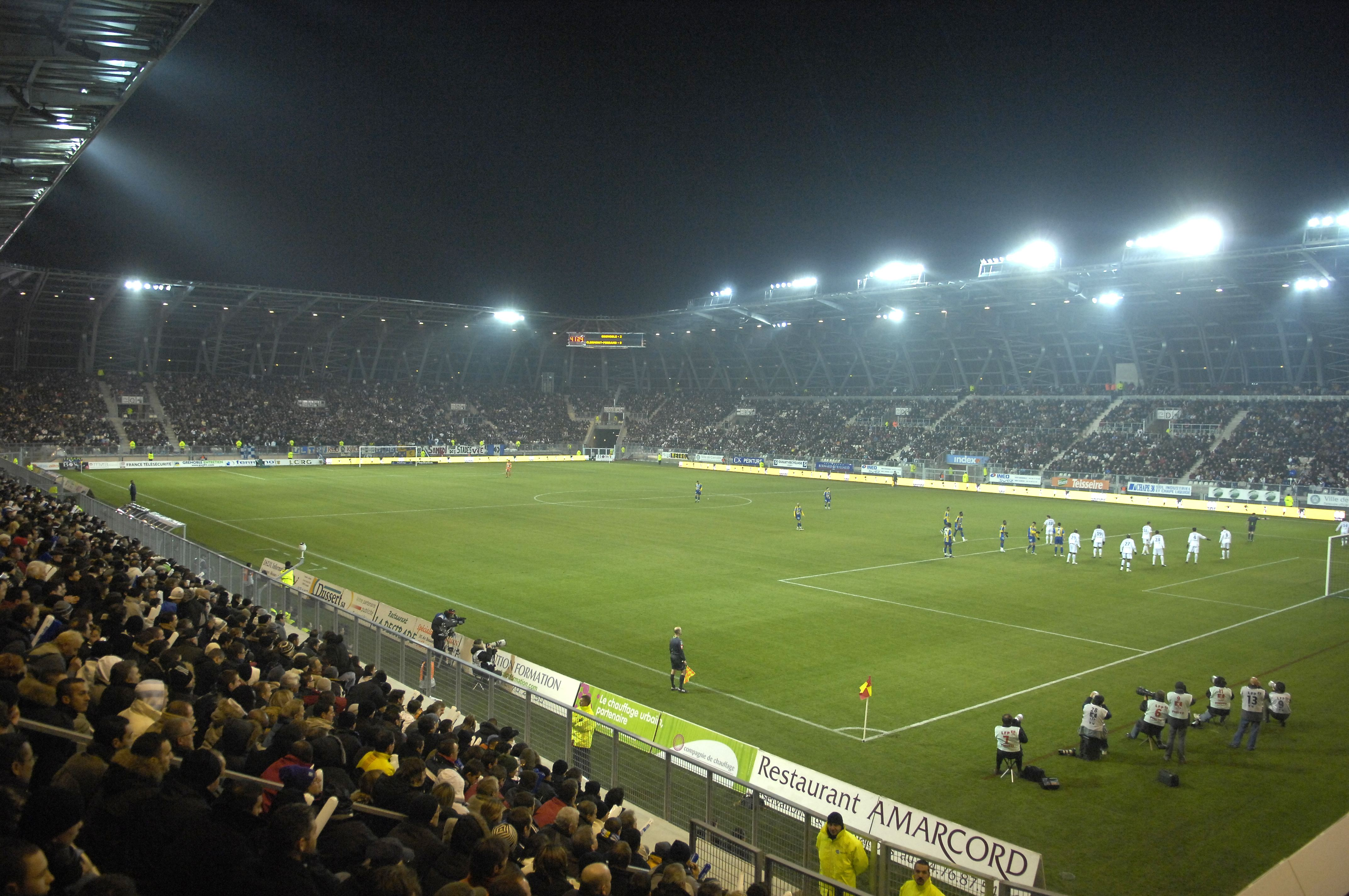
Stade des Alpes.
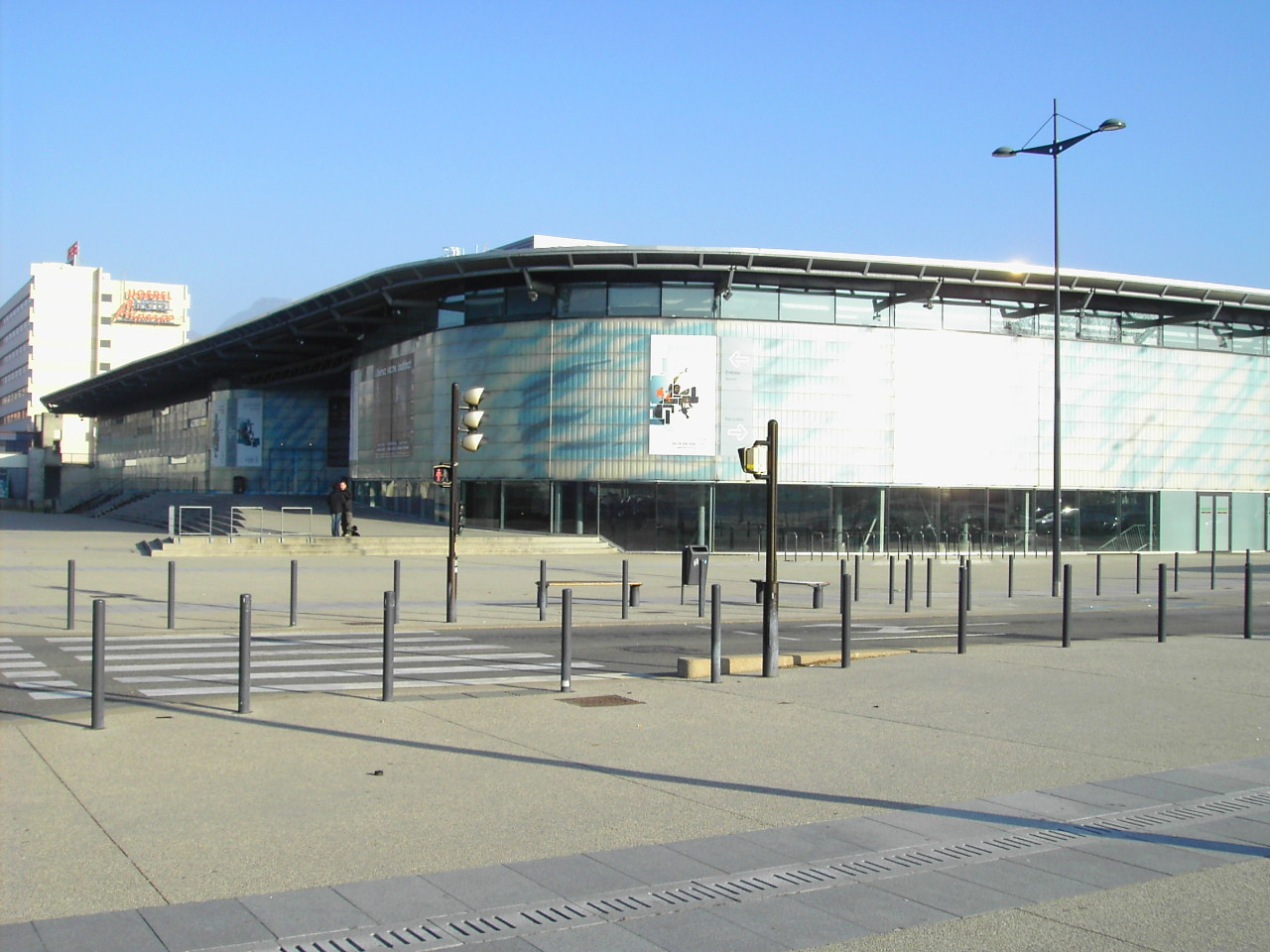
Patinoire Polesud.
Palais des Sports Pierre Mendès France.

Grenoble dispose de nombreux lieux d'accueil de manifestations sportives.
Parmi les principaux se trouvent le Stade des Alpes, d'une capacité de 20 068 places, où sont organisés la plupart des matches officiels de rugby, de football des clubs locaux du FC Grenoble Rugby et du Grenoble Foot 38.
La patinoire Polesud, où réside le club de hockey sur glace des Brûleurs de Loups, est la plus grande patinoire de la Ligue Magnus, avec une capacité de 4 208 places dans la halle sportive.
De plus, des équipements sportifs construits pour les Jeux olympiques d'hiver de 1968 subsistent encore aujourd’hui, le plus notable étant le Palais des sports situé dans le parc Paul-Mistral.

### Médias

#### Presse papier locale
Le Dauphiné libéré

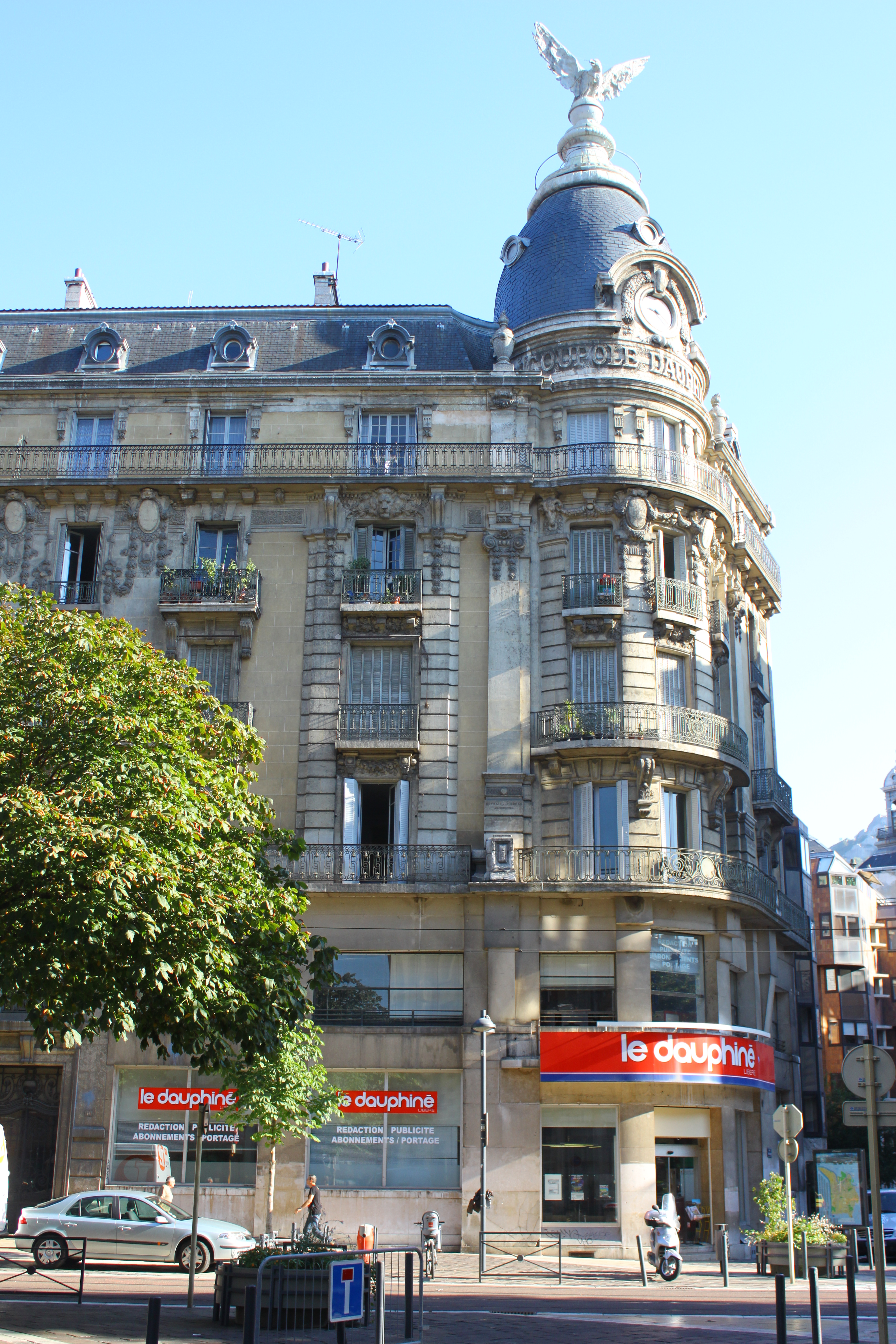
Siège de la rédaction du Dauphiné libéré à Grenoble.

La presse locale est dominée par le quotidien régional Le Dauphiné libéré, fondé en 1945, et dont le siège est à Grenoble. Ce quotidien fait partie du groupe Est Bourgogne Rhône Alpes. Son tirage quotidien est d'environ 270 000 exemplaires et sa zone de diffusion s’étend sur les anciennes provinces du Dauphiné et de la Savoie, mais également l’Ain (Pays de Gex), le Vaucluse (Vaucluse matin) ainsi que la vallée de l'Ubaye dans les Alpes de Haute Provence.
"Grenews"
Le Dauphiné Libéré a lancé en 2008 Grenews afin de diversifier son public et de faire face à la concurrence d'autres médias. Grenews vise l'agglomération grenobloise et combine un hebdomadaire gratuit, un site web et une Web TV. En février 2011 cet hebdomadaire est renommé Gre CityLocalNews.
Autres publications
Le choix de journaux locaux et de magazines est également étoffé par différentes publications :
- Le Postillon

Il s'agit d'un journal à publication bimestrielle concernant la ville et l'agglomération grenobloise. Indépendant et à tendance critique (présentant également des caricatures). Créé en 1885, puis épisodiquement disparu, sa version moderne, en version papier autant que numérique, date de 2009.
- Les Affiches de Grenoble et du Dauphiné

Il s'agit d'un journal d'annonces légales diffusé de façon hebdomadaire dans le département de l'Isère et dont le siège est situé à Grenoble.
- Le Petit Bulletin,

Il s'agit d'un hebdomadaire culturel gratuit, distribué dans les principaux lieux culturels grenoblois (bibliothèque, librairie, cinémas) ayant pour objectif de présenter toute l'actualité des sorties culturelles avec un agenda culturel très varié.
Il existe d'autres publications gratuites, distribuées sur périodes, telles que Captiv Magazine, Les Antennes, le Guide du dahu et Minizou.
Revues municipales et départementales
Les collectivités locales éditent deux bimensuels officiels gratuits et distribués dans les boîtes aux lettres, Gre.mag et le Métropole, ainsi que le mensuel Isère Magazine.

#### Télévision locale
Le bassin grenoblois bénéficie par ailleurs de la présence de chaînes de télévision régionales comme France 3 Alpes qui propose une édition locale du service public. Celle-ci domine historiquement l'information locale en offrant des reportages sur divers lieux de la région.
La chaîne locale TéléGrenoble est une chaîne de télévision privée mise en service en octobre 2005. Devenue en 2011, Télé Grenoble Isère, elle propose de multiples reportages d'actualités locales sur Grenoble et l'ensemble du Grésivaudan et du Pays Voironnais.
Ces deux chaînes émettent par voie hertzienne grâce entre autres à l'émetteur de la Croix de Chamrousse et à celui de la Tour sans Venin, mais uniquement sur le réseau de la télévision numérique terrestre.

#### Radios locales
Plusieurs radios nationales de catégorie C émettent sur Grenoble avec des décrochages locaux d'information, c'est le cas pour NRJ Grenoble sur 103,2 FM, Europe 2 Grenoble sur 91,2 FM, Nostalgie Grenoble sur 93,3 FM et Chérie FM Grenoble sur 105,8 FM.
Par ailleurs, il existe plusieurs radios locales basées à Grenoble et dans sa région complétant celles du réseau national :
- France Bleu Isère (98,2 FM) : antenne locale du réseau France Bleu.
- Radio Campus Grenoble (90,8 FM) : radio associative du domaine universitaire de Grenoble[292].
- RCF Isère (103,7 FM) : radio associative du diocèse de Grenoble-Vienne[293].
- Max FM (94,5 FM) : radio orientée vers les musiques électroniques[294].
- Hot Radio Grenoble (102,0 FM) : radio de catégorie B de Grenoble[295].
- New's FM (101,2 FM) : radio orientée sur les musiques urbaines[296].
- Radio Grésivaudan (87,8 FM) : radio associative de Crolles[297].
- Radio ISA (100,4 FM) : radio locale commerciale émettant sur Grenoble depuis 2011.
- Radio Kaléidoscope (97,0 FM) : radio associative grenobloise. C'est l'une des plus anciennes radios de Grenoble.
- Radio Kol Hachalom (100,0 FM) : radio associative dédiée à la communauté juive grenobloise.
- Radio Fontaine (88,6 FM) : radio associative dédiée à la chanson française[298]. Elle émet aussi à Pontcharra sur 107.1 FM.
- Virage Radio (89,4 FM) : radio diffusant de l'électro-rock. Elle appartient au groupe Espace.
- Radio Passion (90,3 FM) : radio associative musicale se trouvant à Uriage. Elle est aussi diffusée à La Mure sur 105,5 FM et à Voiron sur 90,6 FM[299].
- Une radio associative IFM émet sur 92,2 FM.
- Phare FM Grenoble (96,6 FM) : radio associative adhérente au réseau Phare FM. Diffusant de la musique chrétienne, elle est affiliée à ce réseau depuis 2007[300].
- Radio Oxygène (106,5 FM)[301].

#### Internet
Début 2008, l'ancien rédacteur en chef du Le Six' édition Grenoble a lancé Grenews.com, une webTV d'information locale. En ce qui concerne les médias locaux sur la toile, l'information locale peut être retrouvée sur le site de GreNews ainsi que sur ceux de placegrenet.fr, du Dauphiné libéré et de TéléGrenoble. D'autres sites se sont spécialisés dans l'information sportive comme grenoblefoot.info et metro-sports.fr ou dans la science comme echosciences-grenoble.fr.
En 2015, la commune de Grenoble a été récompensée par le label « Ville Internet @@@@@ » pour la septième année consécutive après avoir reçu également fin 2010 le trophée de la Communication récompensant le meilleur site web des villes de plus de 40 000 habitants.

### Lieux de cultes
Les Grenoblois disposent de lieux de culte bouddhiste, catholique, israélite, musulman et protestant.

#### Culte bouddhiste
L’association culturelle bouddhiste gère la pagode Tinh Do Hoa Nghiem, cercle de pratique affilié à l'institut Karma Ling (le Sangha Loka), situé en Savoie, non loin de la ville d'Allevard, ainsi qu'un Centre d'études bouddhiques.
Le culte Zen Sōtō est présent au dojo Zen de Grenoble situé dans le quartier hyper-centre. Il est affilié à l'Association Zen Internationale, fondée par Taisen Deshimaru.

#### Culte catholique

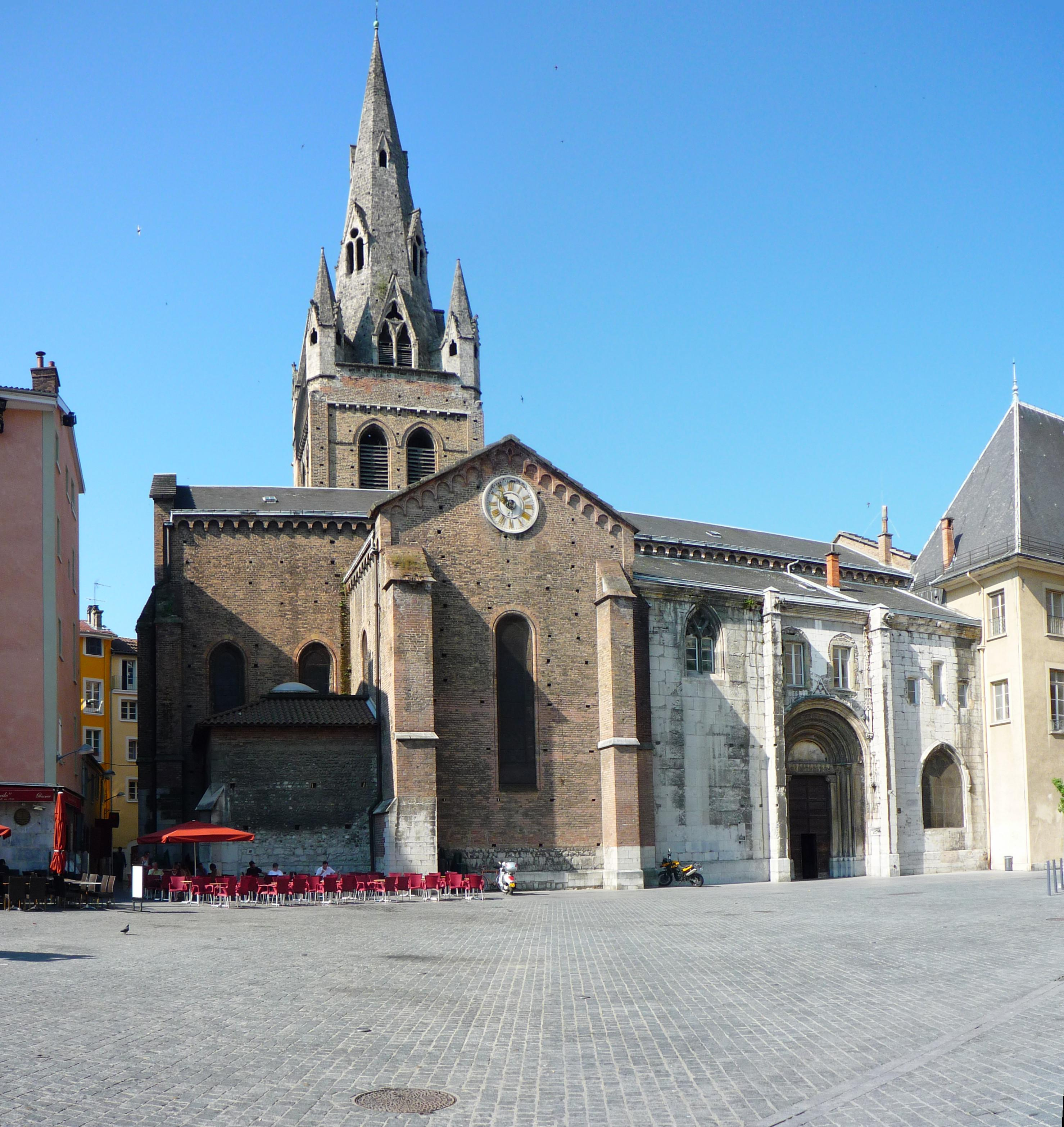
La collégiale Saint-André.

Le diocèse de Grenoble-Vienne compte cinq paroisses à Grenoble disposant à Grenoble de 18 lieux de culte catholique : sept églises (Notre-Dame - Saint-Luc, Notre-Dame Réconciliatrice, Saint-André, Saint-Joseph, Saint-Louis et Saint-Vincent-de-Paul) au sein de la paroisse Notre-Dame de l'Espérance, trois églises (Saint-François-de-Sales, Saint-Jacques et Saint-Paul) au sein de la paroisse de la Sainte-Famille, cinq lieux de culte (la basilique du Sacré-Cœur, les églises Saint-Bruno, Saint-Jean, Saint-Pierre et la mission italienne Sainte-Claire) au sein de la paroisse Jean XVIII, deux lieux (le centre œcuménique Saint-Marc et le relais 3V « Villeneuve - Village olympique - Vigny-Musset ») au sein de la paroisse de la Sainte-Trinité et l'église œcuménique Saint-Augustin au sein de la paroisse Saint-Thomas.

#### Culte israélite
La communauté juive grenobloise comprend plusieurs organisations : notamment la synagogue consistoriale Bar Yohaï et l'association cultuelle Zekhout Avot qui abrite également une synagogue, ainsi que la communauté juive loubavitch qui bénéficie d'une école et d'un mikvé (bassin de purification).

#### Culte musulman
Les Grenoblois de religion musulmane disposent de onze lieux de culte : centre-ville (mosquée du centre culturel musulman de Grenoble), quartier Alma (mosquée Al Fath, mosquée AL Imane), quartier Mistral (mosquée Abou Bakr), quartier Teisseire (mosquée de Teisseire), quartier Villeneuve (mosquée Al Kawthar, mosquée Tawba, mosquée turque), mosquée des Baladins, mosquée de Saint-Bruno, mosquée turque du centre-ville.

#### Culte protestant
Le culte protestant à Grenoble est principalement organisé autour de l’Église protestante unie de Grenoble, membre à l'Église Protestante Unie de France (rassemblement des courants réformés et luthériens). Le temple protestant de Grenoble est situé 2 rue Joseph-Fourier, au coin de la rue Hébert. La paroisse rassemble sur l’agglomération grenobloise près de 1 400 familles, soit près de 4 000 personnes.
Le Diaconat Protestant de Grenoble (2 rue Joseph-Fourier) existe depuis 1906. Il exerce la solidarité et l’entraide au profit des personnes en difficulté. Il accueille, écoute et aide celles et ceux qui souffrent, se mobilise pour plus de justice et d’amour, agit sur les causes de l’exclusion et de la misère et interpelle l’opinion et les pouvoirs publics sur des questions de société.
L'association de l'église anglicane de Grenoble a par ailleurs été fondée à Grenoble en 1966. À l’origine sous l’autorité de l’aumônier de Lyon, elle est devenue une aumônerie autonome en 1994.
Diverses Églises protestantes évangéliques se trouvent également à Grenoble, dont la majeure partie s'identifie au Conseil national des évangéliques de France.
- Église protestante évangélique du DRAC (EPED), 163 Cours Berriat[318].
- Église Chrétienne Évangélique, 3 bis rue Casimir Périer[319].
- Église Le Chandelier, 33 avenue de Vizille[320].
- Assemblée Chrétienne du Grésivaudan, 9 rue Edmond Rostand[321].
- Mouvement Missionnaire Mondial à Grenoble, 85 rue Général Mangin[322].

#### Culte orthodoxe
Les paroisses orthodoxes à Grenoble sont : la paroisse de Saint Georges, située rue Général Mangin, la chapelle de la Résurrection, située avenue de Vizille, la paroisse orthodoxe de Tous Saints, située à Saint-Martin-d'Hères, et la communauté du Patriarcat de Moscou.

## Économie

### Repères

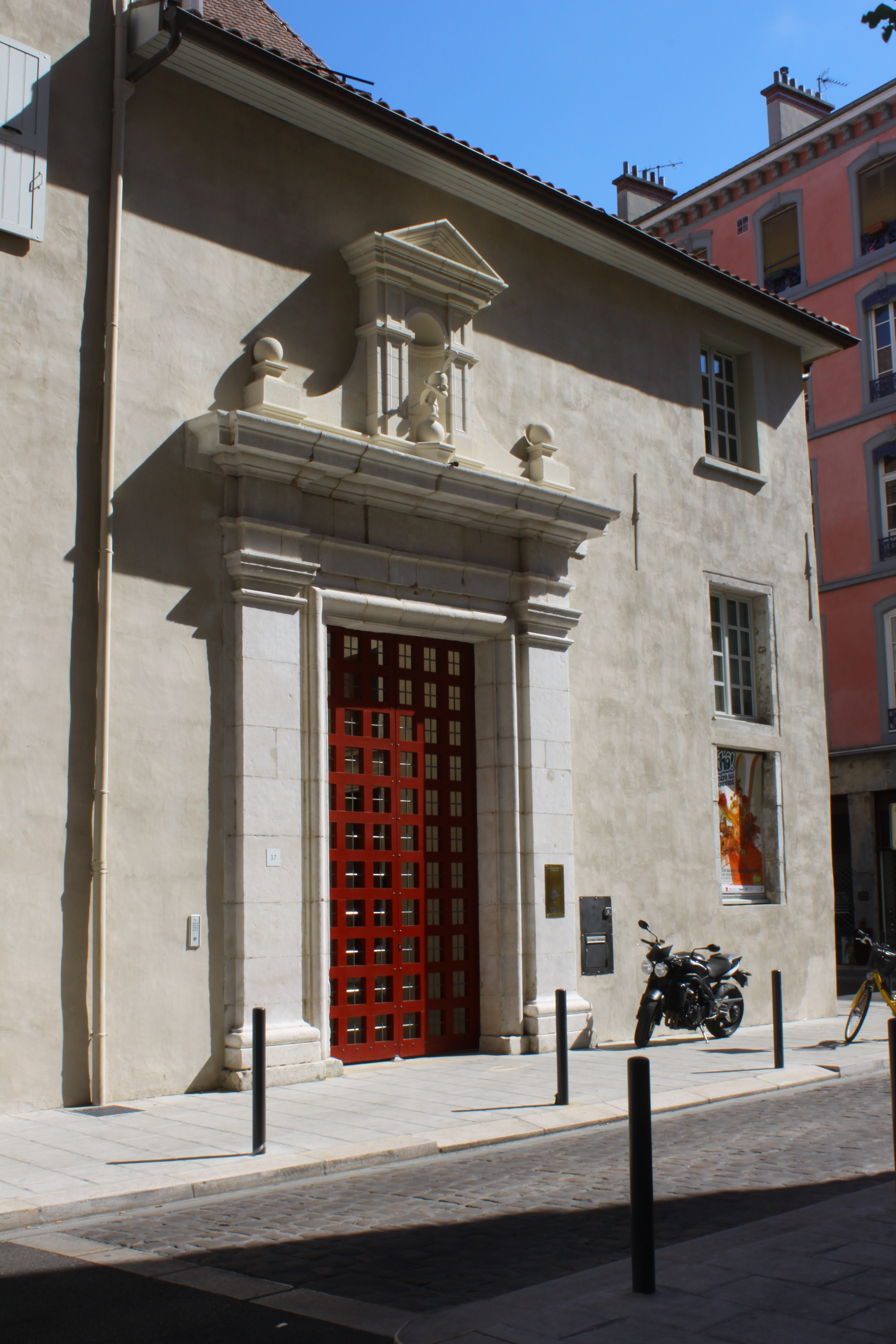
Siège des Éditions Glénat.

L’économie grenobloise a commencé son développement aux XVIIe siècle et XVIIIe siècle autour de l’industrie gantière. Au cours du XIXe siècle, la ville s'est progressivement industrialisée. Grenoble et sa région sont pionnières en matière d'hydro-électricité : quelques carrières, de l'industrie de transformation mais surtout la houille blanche. Grenoble organise ainsi l'Exposition internationale de la houille blanche en 1925. Toutefois, dans le courant du milieu du XXe siècle, la ville connaît un certain déclin industriel, bien que son industrie du gant soit réputée dans le monde entier (Gant Perrin…).
En 2006, la ville de Grenoble compte 10 700 établissements (dont cent vingt de plus de cinquante salariés) totalisant 91 800 emplois (dont 53 100 dans le secteur privé). Environ 1 500 entreprises sont créées chaque année (taux de création d'activité annuel de 14 %), et plus de 8 000 emplois sont créés entre 1999 et 2006. Le secteur tertiaire représente 88 % du tissu économique grenoblois et 83 % des emplois.
L’économie de Grenoble est par ailleurs caractérisée par le poids important dont jouissent les administrations publiques territoriales avec la présence entre autres de la préfecture, de la mairie, du conseil général, de l’intercommunalité, de l’Université Grenoble Alpes ou encore du centre hospitalier. Ce dernier emploie par exemple en 2011 un total de 7 231 salariés (dont 1 557 en personnel médical), ce qui fait de lui le plus gros employeur de l'agglomération grenobloise.
En outre, l’économie sociale et solidaire représente 14 % des établissements employeurs (associations, coopératives, mutuelles) et comptabilise 16 % des salariés à Grenoble. Le secteur connaît une progression importante avec une forte création d'emplois de plus de 20 % ces dix dernières années. La municipalité est engagée depuis mars 2009 dans le projet européen « Urban Nose » devant contribuer au développement de l'économie solidaire. Différentes initiatives sont également menées tel l'événement YESS! au sein duquel participent cent cinquante associations, coopératives et mutuelles.
L'économie parallèle est implantée à Grenoble avec dans l'histoire de cette économie entre autres la présence de Cosa nostra, dont des membres y sont arrêtés en 1992 (Giacomo Pagano et Calogero Pulci). La présence de plusieurs milieux mafieux et de réseaux de petite et grande délinquance a plusieurs fois été le sujet de procès, de faits divers et de la une des journaux nationaux ou locaux.

### Secteur secondaire
Depuis plusieurs décennies, la ville a connu une évolution dans le secteur de la recherche et depuis la fin du XXe siècle, la ville est réputée pour être un important pôle de recherche scientifique (universités, CEA, Synchrotron européen…). Grenoble est impliquée dans quatre pôles de compétitivité : les pôles mondiaux Lyonbiopôle (biotechnologie, diagnostic et vaccins) et Minalogic (microtechnologies, nanotechnologies et logiciels embarqués), le pôle national Tenerrdis (énergies renouvelables) et le pôle à vocation mondiale Axelera (chimie et environnement). L'agglomération accueille en outre plusieurs entreprises spécialisées dans les nouvelles technologies (STMicroelectronics, Sun Microsystems, Hewlett-Packard, Schneider Electric, Atos Worldgrid, R&D France Télécom, Bull, etc. D'autres grandes sociétés y ont leur siège comme Teisseire et les Éditions Glénat.
La commune de Grenoble comprend environ 12 000 emplois industriels.

### Services

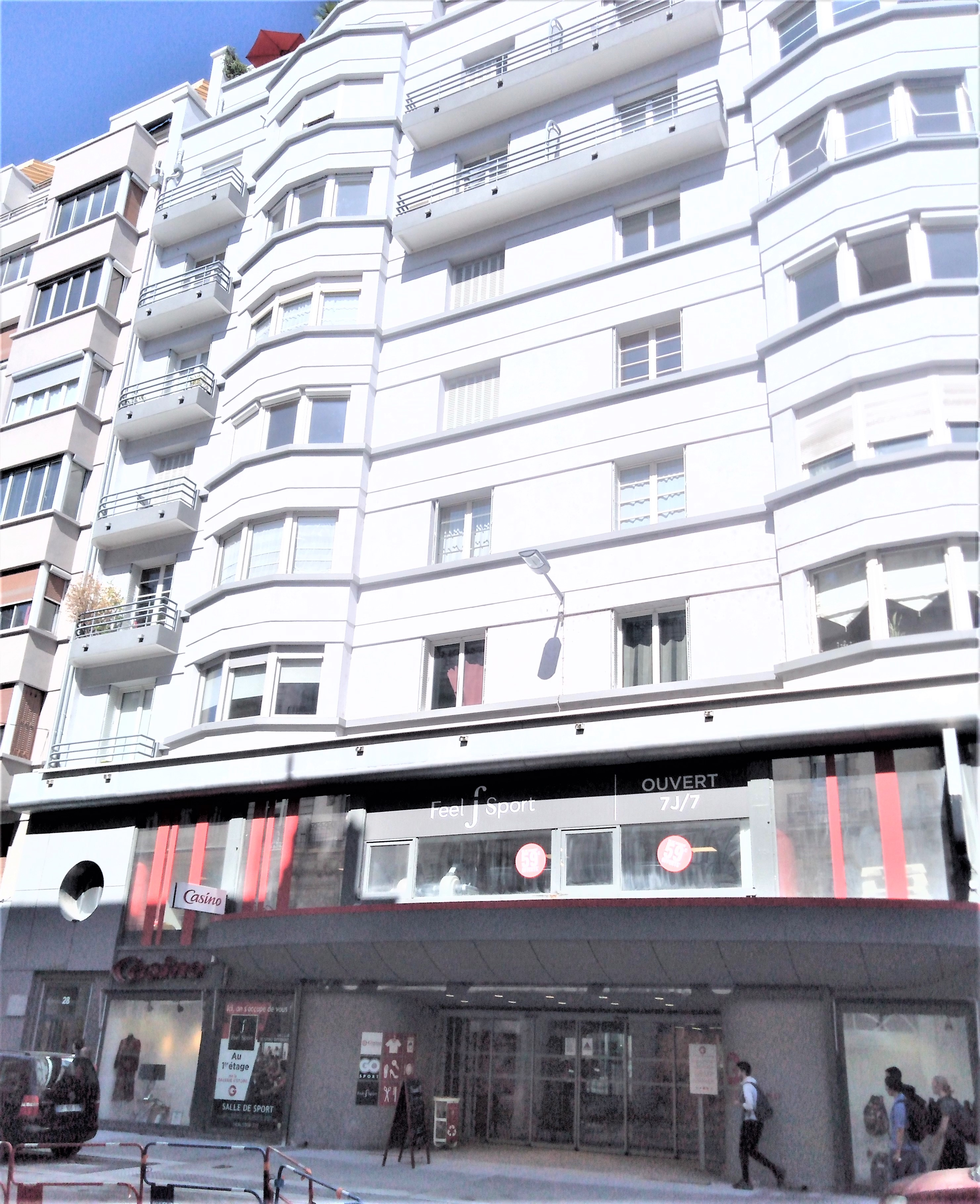
Entrée de K'Store dans l'immeuble des années 1930 du 26, cours Berriat à Grenoble.

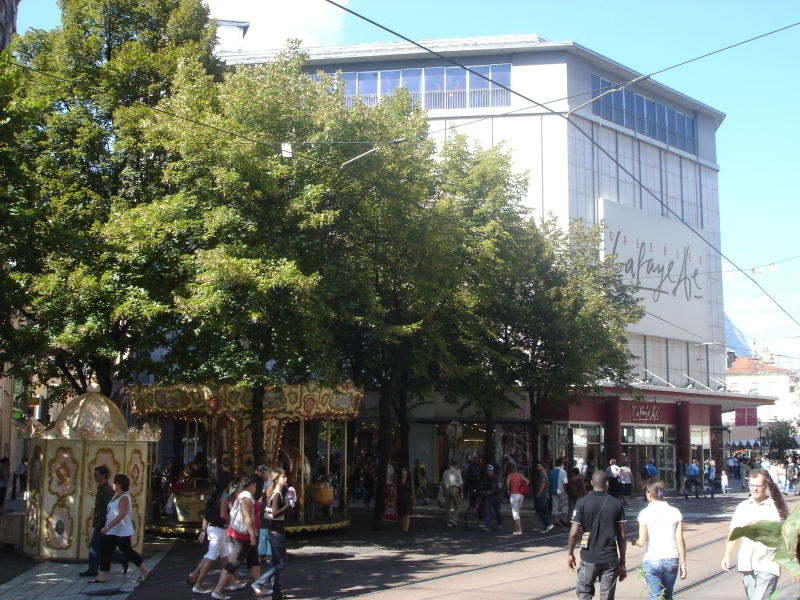
Galeries Lafayette de Grenoble.

#### Zones commerciales
À Grenoble
La ville compte sur son territoire trois centres commerciaux privés importants : Grand'Place, complexe de cent quarante boutiques au sud de la ville, en limite de la commune d'Échirolles ; le nouveau centre 
commercial de la caserne de Bonne avec ses trente-neuf boutiques ; et K'Store, le plus petit (seize boutiques), mais le plus ancien, situé dans un immeuble de style « paquebot » datant des années 1930 sur le cours Berriat.
Le centre-ville comprend également de nombreux petits commerces et quelques grandes enseignes en particulier dans ses zones piétonnières. De nombreuses enseignes de grandes chaînes commerciales se sont également implantées dans le centre-ville, telles que les Galeries Lafayette, une Fnac ou encore Nespresso et des librairies telles que Momie, une enseigne de diffusion de bandes dessinées présente dans de nombreuses villes françaises et dont la marque a été créée à Grenoble en 1985.
En banlieue
L’agglomération grenobloise comprend quatre importantes zones commerciales : « Espace Comboire » à Échirolles ; « Porte du Grésivaudan » à Saint-Martin-d’Hères ; « Cap des H' » et « Cap 38 » à Saint-Égrève. À noter également que l'hypermarché le plus rentable de France (hors Monaco), en 2011, est le Carrefour de Meylan, qui génère 20 420 euros de chiffre d'affaires annuel par mètre carré.
Le tourisme représente aussi une part non négligeable de l'économie locale avec les nombreuses stations de sports d'hiver implantées dans la région. La ville comprend en 2015 une centaine d'hôtels et de résidences de tourisme dont huit « quatre étoiles ».

### Tourisme et loisirs

#### Office de tourisme
La ville de Grenoble se situe dans une région à vocation touristique et fréquentée en toute saison et bénéficie essentiellement d'un tourisme de passage.
L'agglomération gère un office de tourisme métropolitain, Grenoble Alpes Tourisme, dont le siège est situé en centre-ville. Ce service propose aux touristes et aux visiteurs de passage de découvrir les richesses du territoire métropolitain en jouant sur sa position entre les trois massifs montagneux.

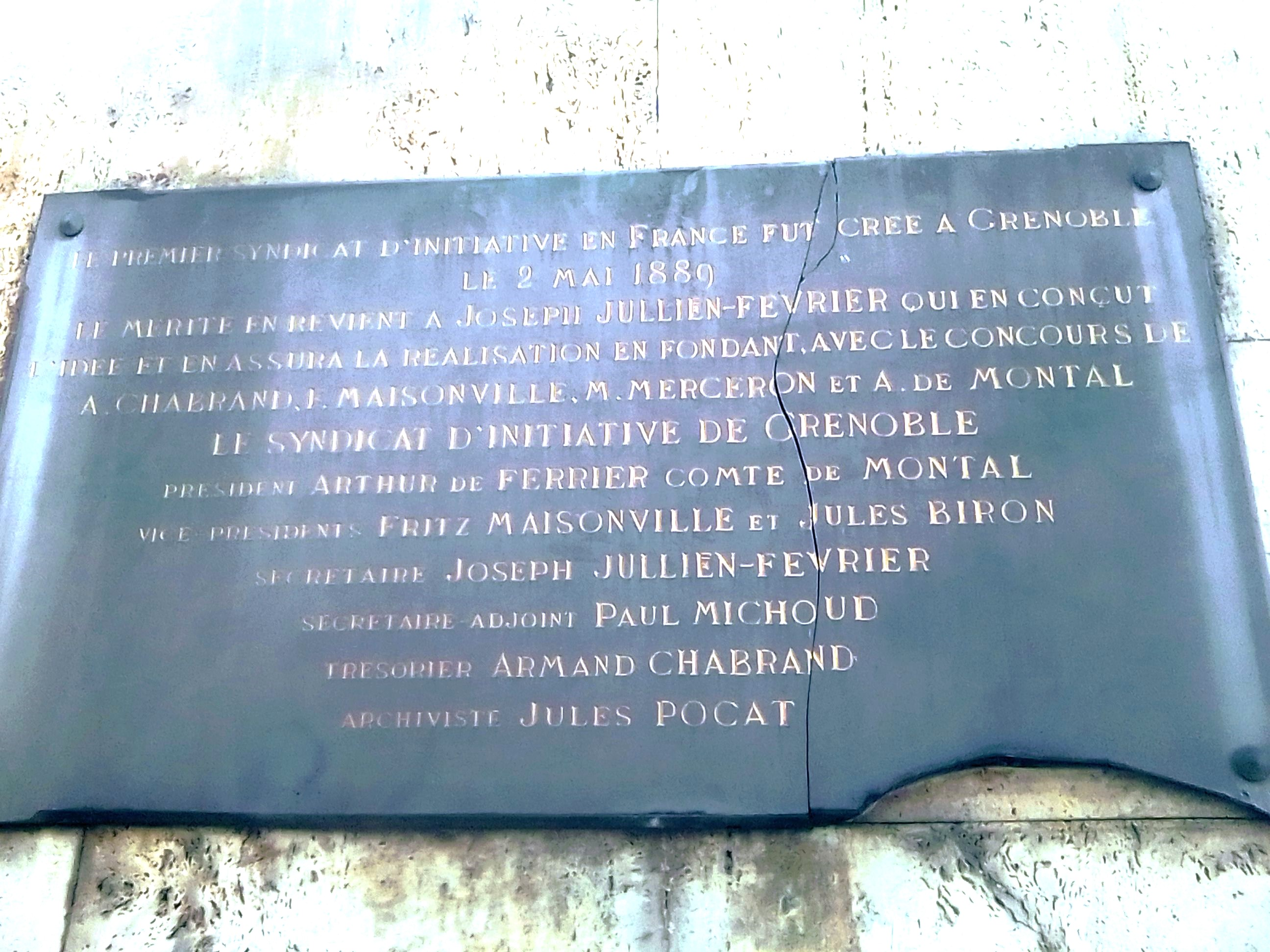
Plaque commémorative du premier syndicat d'initiative de Grenoble

La ville est la première en France à se doter d'un « syndicat d'initiative » dès mai 1889, ayant pour missions de service public l'accueil, l'information et la promotion du lieu, en proposant des activités aux visiteurs.
Les espaces verts de l'urbanisme à Grenoble ont été reconnus à l'échelle européenne. Si la Slovénie et sa capitale Ljubljana ont été les destinations les plus récompensées par la Commission européenne pour le tourisme durable,, d'autres cités du Vieux Continent figurent au classement des 20 villes les plus vertes établi en 2021 par le site spécialisé European Best Destinations. Au sein de ce palmarès, Grenoble est dixième et la première en France.

### Revenus de la population et fiscalité
Le revenu médian par ménage grenoblois en 2008 est de 19 759 € par an, ce qui est légèrement supérieur à la moyenne nationale de 18 129 € par an. Le revenu net déclaré moyen par ménage est de 24 703 € (23 450 € pour la moyenne nationale). Au niveau de la fiscalité, 59,9 % des ménages sont imposables à Grenoble, contre 54,2 % au niveau national. D’autre part, 867 Grenoblois sont redevables de l'impôt sur la fortune (ISF). L'impôt moyen sur la fortune à Grenoble est de 5 589 €/an contre 5 683 €/an pour la moyenne nationale. Le patrimoine moyen des redevables grenoblois de l'ISF est estimé à environ 1 469 306 €/an.

### Emploi
L’unité urbaine grenobloise compte une population active totale d’environ 251 486 personnes sur les 25,5 millions du pays. Le taux annuel moyen de variation de l’emploi total entre 1999 et 2008 a été de 1,5 %. Le taux d'activité entre 15 et 64 ans en 2008 est de 70,1 %, ce qui est inférieur à la moyenne nationale qui est de 71,6 %. Le nombre de chômeurs est de 18 125 en décembre 2010. Grenoble compte 44,5 % d'actifs au sein de sa population ainsi que 16,3 % de retraités, 31,9 % de jeunes scolarisés et 7,3 % d'autres personnes sans activité.
Le taux de chômage, après avoir fortement diminué entre 1999 et 2008, a subi comme partout en France les effets de la crise économique internationale.
| Grenoble                    | 10,5 | 9,3  | 7,2  | 7,2  | 7,7  | 8,1  | 7,6  | 7,8  | 7,3  | 6,2  | 7,5  | 8,2  |
| Année (au T1)               | 2011 | 2012 | 2013 | 2014 | 2015 | 2016 | 2017 | 2018 | 2019 | 2020 | 2021 | 2022 |
| Grenoble                    | 7,5  | 7,7  | 8,2  | 8    | 8,4  | 8,5  | 8    | 7,7  | 7,3  | 6,6  | 7,2  | 6,2  |
| Année (au T1)               | 2023 |      |      |      |      |      |      |      |      |      |      |      |
| Grenoble                    | 6    |      |      |      |      |      |      |      |      |      |      |      |
| Sources des données : INSEE |      |      |      |      |      |      |      |      |      |      |      |      |

Au sein de la ville de Grenoble, les emplois sont répartis de la manière suivante :
|                             | Agriculteurs | Artisans, commerçants, chefs d'entreprise | Cadres, professions intellectuelles | Professions intermédiaires | Employés | Ouvriers |
| --------------------------- | ------------ | ----------------------------------------- | ----------------------------------- | -------------------------- | -------- | -------- |
| Grenoble                    | 0            | 4,9                                       | 21,4                                | 26,3                       | 29,2     | 18,2     |
| Moyenne nationale           | 2,4          | 6,4                                       | 12,1                                | 22,1                       | 29,9     | 27,1     |
| Sources des données : INSEE |              |                                           |                                     |                            |          |          |

### Entreprises de l'agglomération
Le tissu économique grenoblois est caractérisé par une place prépondérante donnée à l’industrie et aux services aux entreprises (représentant 10 325 établissements mi-2011, soit 56,6 % des établissements implantés sur l’agglomération de Grenoble). En 2011, 47,7 % des établissements comprenaient de un à neuf salariés tandis que 9,9 % comptaient dix salariés ou plus. Du fait de son statut de technopole européenne, l'économie locale bénéficie par ailleurs de la présence de grands groupes industriels, fleurons de l’économie locale et nationale, implantés à l’international et souvent leaders sur leurs marchés. L’unité urbaine de Grenoble comptait au total 31 364 établissements répartis ainsi :
| Grenoble                                                       | France |        |
| Agriculture                                                    |        |        |
| -------------------------------------------------------------- | ------ | ------ |
| 0,8                                                            | 12,6   |        |
| Industrie                                                      | 5,9    | 5,8    |
| Construction                                                   | 9 %    | 9,2 %  |
| Commerce et services divers                                    | 64,9 % | 58,1 % |
| Administration publique, enseignement, santé et action sociale | 19,3 % | 14,3 % |
| Sources des données : INSEE                                    |        |        |

### Recherche et techniques de pointe

Située à l'embouchure du Drac et de l'Isère, la Presqu'île scientifique présente une concentration très importante en centres de recherche, universités, industries et start-ups innovantes.

La ville de Grenoble a une longue tradition dans les techniques de pointe, puisque l'Institut électrotechnique y a été créé au début du XXe siècle. Par la suite, le physicien Louis Néel va créer en 1946 le laboratoire d’électrostatique et de physique du métal (LEPM), considéré comme le premier laboratoire du CNRS fondé hors de Paris. Son ancien assistant, Louis Weil, crée en 1962 le Centre de recherches sur les très basses températures, à l'origine de l'installation de l'Air liquide à Sassenage. De son côté, l'IMAG, dont les activités tournaient autour de l'hydraulique, a été le premier laboratoire académique en France à recevoir un calculateur électronique, en 1952. Le VIe Plan (1971-1975) prévoyait de développer le centre informatique de Grenoble.
La recherche scientifique publique tient aujourd’hui une place primordiale dans la métropole grenobloise. Les trois sites d'Inovallée, du domaine universitaire et du polygone scientifique regroupent quatre centres de recherche internationaux (l'EMBL, l'ESRF, l'ILL, l'IRAM), mais également neuf organismes de recherche nationaux (CEA Grenoble, CNRS, IRSTEA, CEN, INRA, INRIA, INSERM, IRD) et enfin trois centres techniques industriels (CETIM, CSTB, CTP). De plus, l'université et Grenoble INP possèdent aussi leurs laboratoires de recherche et des entreprises comme Schneider Electric et Naver ont implanté leur centre de recherche mondial à Grenoble. Cette recherche de haut niveau a profité de la présence à Grenoble d'équipements de renommée mondiale, comme l'ESRF, le plus important synchrotron de la planète, ou l'institut Laue-Langevin abritant la source de neutrons la plus intense au monde. D'autres laboratoires ont bâti leur renommée sur l'étude du climat de la Terre comme l'Institut des géosciences de l'environnement qui apporte son expérience en matière d'évolution du climat mondial ou comme le GIPSA-lab qui développe de multiples disciplines comme l'interface neuronale directe, mais l’expertise de Grenoble en matière de hautes technologies s’organise principalement autour de trois pôles :

#### Pôle numérique et logiciel
Ce pôle comprend le domaine des micro- et nanotechnologies, ainsi que l’informatique et l’électronique : Grenoble bénéficie d’un environnement riche dans les nanotechnologies, avec la présence de grands groupes industriels, un grand nombre de PME/PMI et de nombreux laboratoires de recherches (LETI, INRIA…).
Ceci s’est traduit en 2002 par l’Alliance-Crolles 2, collaboration entre Freescale Semiconductor (ex-Motorola), NXP Semiconductors (scission de Philips Semiconductors) et STMicroelectronics, qui fut le plus gros investissement industriel réalisé en France depuis dix ans (avec 2,8 milliards d’euros investis). Cette alliance a pris fin en 2007 et c'est un accord entre STMicroelectronics, le CEA et IBM (appelé Nano 2012) qui lui a succédé, pour un investissement total de 2,372 milliards d'euros en recherche et développement. Un accord Nano 2017 poursuivra l'alliance.

Le complexe Minatec en 2008.

De même, le pôle d'innovation Minatec, lancé à l'initiative du CEA-Leti et de Grenoble INP, est un centre majeur en Europe pour les micro et nanotechnologies. Grenoble fait ainsi partie des quelques sites qui, dans le monde, possèdent les bases scientifiques, technologiques et industrielles suffisantes pour atteindre une reconnaissance internationale dans ce domaine. En septembre 2005, le gouvernement français nomme Minalogic (MIcro NAnotechnologies et LOgiciel Grenoble-Isère Compétitivité) comme pôle de compétitivité. Ce pôle a pour ambition de construire un centre de dimension internationale pour les puces intelligentes grâce à la mise en commun de moyens issus à la fois de l’industrie, de la recherche et de la formation en micro-nanotechnologies et technologies du logiciel. La région grenobloise constitue l'un des trois plus grands centres mondiaux pour les micro-nanotechnologies avec East Fishkill dans l'État de New York aux États-Unis et Hsinchu à Taiwan. Enfin, en 2012, Grenoble est devenu l'un des huit instituts de recherche technologique français, nommé Nanoelec.
Grenoble est également un grand pôle en informatique et en électronique avec la présence de grandes entreprises (Hewlett-Packard, Bull…) et une recherche active. L’industrie du logiciel est très développée dans l’agglomération : le multimédia et le développement de logiciels, positionnent Grenoble, tant en industrie qu'en recherche, dans les premiers rangs au niveau européen. En plus de la présence de leaders mondiaux du secteur, Grenoble offre un tissu dense de PMI-PME et de start-ups. Ce foisonnement est soutenu par une formation et une recherche académique de qualité, notamment par le biais de l'école nationale supérieure d'informatique et de mathématiques appliquées de Grenoble, considérée comme l'une des meilleures écoles d'ingénieurs de France pour la qualité de son recrutement et de sa recherche. En 2003, le CNRS a implanté à Grenoble l'Institut européen de données financières, seul acteur académique européen à fournir des bases de données à haute fréquence sur les marchés boursiers européens. Enfin, cet écosystème numérique s'est doté en 2011 du premier centre de données écologique en France désigné sous le nom de GrenoblIX, ainsi que d'une association appelée Digital Grenoble et labellisée French Tech en novembre 2014. En 2015, ce pôle numérique avec la microélectronique et les nanotechnologies, en passant par le logiciel et les systèmes embarqués, compte 40 000 emplois dans la métropole dont 25 000 en électronique et micro-nanotechnologies et 15 000 dans l'informatique et le logiciel.

#### Pôle «biotechnologies»
Dans le domaine des biotechnologies et de la bio-informatique, Grenoble est reconnu comme pôle d'excellence dans plusieurs disciplines qui se situent dans le champ scientifique, à la croisée de la chimie et de la biologie : ingénierie de la santé, imagerie médicale, neurosciences et cancérologie. La biologie structurale est également une discipline très représentée, avec la présence de l'Institut de biologie structurale qui bénéficie de la proximité de l'ESRF, de l'ILL, du LEBM et d'une importante plate-forme de RMN. La biologie cellulaire est quant à elle représentée par l'Institut pour l'avancée des biosciences et le Grenoble-Institut des neurosciences installés sur le campus santé à La Tronche.
La ville est également reconnue pour son expertise dans le domaine des biopuces. L’entreprise bioMérieux a implanté son centre de recherche en biologie moléculaire à Grenoble et le centre de recherche Clinatec ouvert fin 2011 sur le polygone scientifique rentre dans sa phase opérationnelle sur les implantations de nanomatériaux dans le cerveau. Grenoble participe au pôle de compétitivité mondial Lyonbiopôle et abrite des projets de recherche fédérateurs comme NanoBio, le génopôle Auvergne-Rhône-Alpes, le Cancéropôle Lyon Auvergne-Rhône-Alpes (CLARA) ainsi que le programme européen Nano2Life. En 2015, ce pôle totalise 10 300 emplois dont 8 000 dans les entreprises et 2 300 dans la recherche publique.
En 2016, sept institutions grenobloises font partie du projet Green (GREnoble Excellence in Neurodegeneration), l’un des sept centres français d’excellence dans le domaine des maladies neurodégénératives, et qui vise l’étude de quatre maladies principales, Alzheimer, Huntington, Parkinson et la sclérose en plaques,.

#### Pôle des nouvelles technologies de l'énergie

GreEn-ER, pôle mondial sur l'énergie et les ressources renouvelables.

Grenoble occupe aujourd’hui une place importante pour le développement et l’expérimentation de l’énergie solaire photovoltaïque, de la pile à combustible et des réseaux intelligents. Grâce au LITEN, le pôle de compétitivité Tenerrdis, dans lequel l’agglomération grenobloise est impliquée, a pour ambition de développer les nouvelles technologies de l’énergie, composante majeure du développement durable et répond à un enjeu majeur : améliorer le rendement des panneaux solaires. En novembre 2009, un accord a été établi entre le CEA Grenoble, le gouvernement français et le constructeur automobile Renault portant sur la création d’une coentreprise ayant pour objectif le développement et la production des batteries pour véhicules électriques en France d'ici la mi-2012. En 2012, la filiale d'un leader mondial, Atos Worldgrid, s'installe sur le site Bouchayer-Viallet avec 750 personnes et en 2015, GreEn-ER, le pôle mondial de l'énergie ouvre ses portes sur la Presqu'île. La filière des véhicules électriques fonctionnant avec de l'hydrogène est également très importante sur Grenoble avec la présence d'entreprises spécialisées comme Symbio ou encore le site de recherche d'Air liquide à Sassenage visité par François Hollande en 2015 et par la présidente de Corée du Sud, Park Geun-hye en 2016. En 2015, ce pôle représente 12 000 emplois dont 10 000 dans les entreprises et 2 000 dans la recherche publique.

### Recherche
Grenoble héberge également des services de recherche liés au domaine spatial ainsi qu'à la compréhension et l'observation de notre Univers comme l'institut de radioastronomie millimétrique, l'institut de planétologie et d'astrophysique, le laboratoire de physique subatomique et de cosmologie, l'Institut Néel mais aussi dans une moindre mesure l'institut des sciences de la Terre. Cette grande expertise lui a valu d'accueillir la 16e assemblée générale de l'Union astronomique internationale (UAI) en 1976, restant encore la seule ville française à avoir accueilli ce prestigieux congrès depuis la Seconde Guerre mondiale. De plus, la suggestion de Marcello Fulchignoni du nom de « Grenoble » pour l'astéroïde numéro 7462, a été validée par l'UAI.
 En 2014, l'Institut de planétologie et d'astrophysique de Grenoble fait partie des laboratoires français chargés de la mise au point de l'instrument SPIRou destiné à équiper l'observatoire Canada-France-Hawaï en 2017, dans le but de découvrir des exoplanètes de la taille de la Terre.
 En 2015, pour avoir équipé avec succès en imagerie spatiale les sondes Rosetta et New Horizons, e2v semi-conducteurs, basée à Saint-Égrève, a reçu de la Nasa et de l'armée des États-Unis, la plus haute certification officielle pour la qualité et la fiabilité de ses installations.
Grenoble peut être considéré comme une ville qui compte dans le domaine de la recherche en raison de son taux de 14 % d'emplois métropolitains supérieurs, soit 35 186 emplois. La ville se situe ainsi dans les premiers rangs des grandes aires urbaines de province. Ces emplois sont principalement spécialisés dans la conception-recherche (45 % du total). Par ailleurs, avec 25 000 chercheurs (15 000 dans la recherche publique, 10 000 dans la recherche privée) auxquels s'ajoutent 3 500 thésards, la métropole s'affirme comme le deuxième pôle de recherche en France après Paris et un pôle de recherche scientifique majeur en Europe, ce qui lui vaut parfois le surnom de « Silicon Valley » française,,,. Cette expertise lui vaut d'accueillir en avril 2019 l'un des quatre Instituts interdisciplinaires français en intelligence artificielle et un rapport parlementaire en janvier 2020 suggère qu'elle accueille l'un des trois instituts français en informatique quantique. Un autre secteur phare pour la recherche française se déroule dans la ville avec la mise en place en 2018 d'un consortium de trois laboratoires, Quantum Silicon Grenoble, visant à mettre au point pour 2024 un calculateur quantique de 100 qubits.
GIANT
Afin de renforcer la position de Grenoble dans ce domaine, les pouvoirs publics locaux lancent en 2007 le projet GIANT (Grenoble Innovation for Advanced New Technologies) avec pour ambition de doter la ville d’un campus d'innovation (Giant) de rang mondial.
Le projet s’appuie sur les trois centres d'excellence précédemment présentés : Minatec pour les Technologies de l'information et de la communication, GreEn-ER (Grenoble Énergies - enseignement et recherche) pour les énergies du futur et les transports innovants, NanoBio pour les biotechnologies et la santé, afin de favoriser les synergies entre recherche, plates-formes technologiques, enseignement supérieur et industrie. Cet objectif suppose des aménagements urbains importants, prenant place dans le cadre du projet connexe Grenoble Presqu'île, partie prenante du programme EcoCités. En raison de ce nouveau type de projet urbain, universitaire et scientifique, Grenoble Presqu’île apparaît comme un des investissements public-privé les plus importants de France, avec 1,3 milliard d’euros d’investissements sur quinze ans, et se veut projet pilote en matière de développement urbain durable.
Minatec
Par ailleurs, Grenoble possède le Minatec IDEAs Laboratory, un laboratoire à idées qui étudie l'application des nanotechnologies dans la vie courante et future grâce à des partenariats formés avec de grands groupes industriels comme Renault ou TF1. La recherche scientifique à Grenoble est à l'origine de nombreuses conférences et colloques qui justifient l'existence d'un site Internet répertoriant les événements scientifiques s'y déroulant.
Autres secteurs
Grenoble est également connu pour le fonctionnement de sa recherche académique en sciences politiques et sociales. L’unité mixte de recherche du CNRS, de Sciences-Po Grenoble et de l’université Grenoble-Alpes, Pacte (Laboratoire des sciences sociales) regroupe plusieurs laboratoires en sciences humaines et sociales et constituant une des plus grosses structures de recherche en France pour la science politique, la géographie, l’aménagement et l’urbanisme, la sociologie des organisations et de l’innovation scientifique. Elle compte 119 chercheurs et enseignants-chercheurs permanents, vingt-quatre ingénieurs, techniciens et administratifs, et 163 doctorants.

## Culture locale et patrimoine

### Lieux et monuments
Grenoble compte 33 monuments répertoriés à l'inventaire des monuments historiques, six lieux et monuments répertoriés à l'inventaire général du patrimoine culturel et un monument labellisé Patrimoine en Isère. La ville est labellisée ville d'art et d'histoire depuis le 27 juillet 2017.

#### Patrimoine civil
Grenoble demeura une ville proche d'une frontière et fortifiée par des murailles jusqu’au dernier quart du XIXe siècle, ce qui explique la relative petite taille de son centre historique. Il n’en demeure pas moins attrayant et riche de nombreux ouvrages témoins de l’histoire de la cité.

##### Vieille ville

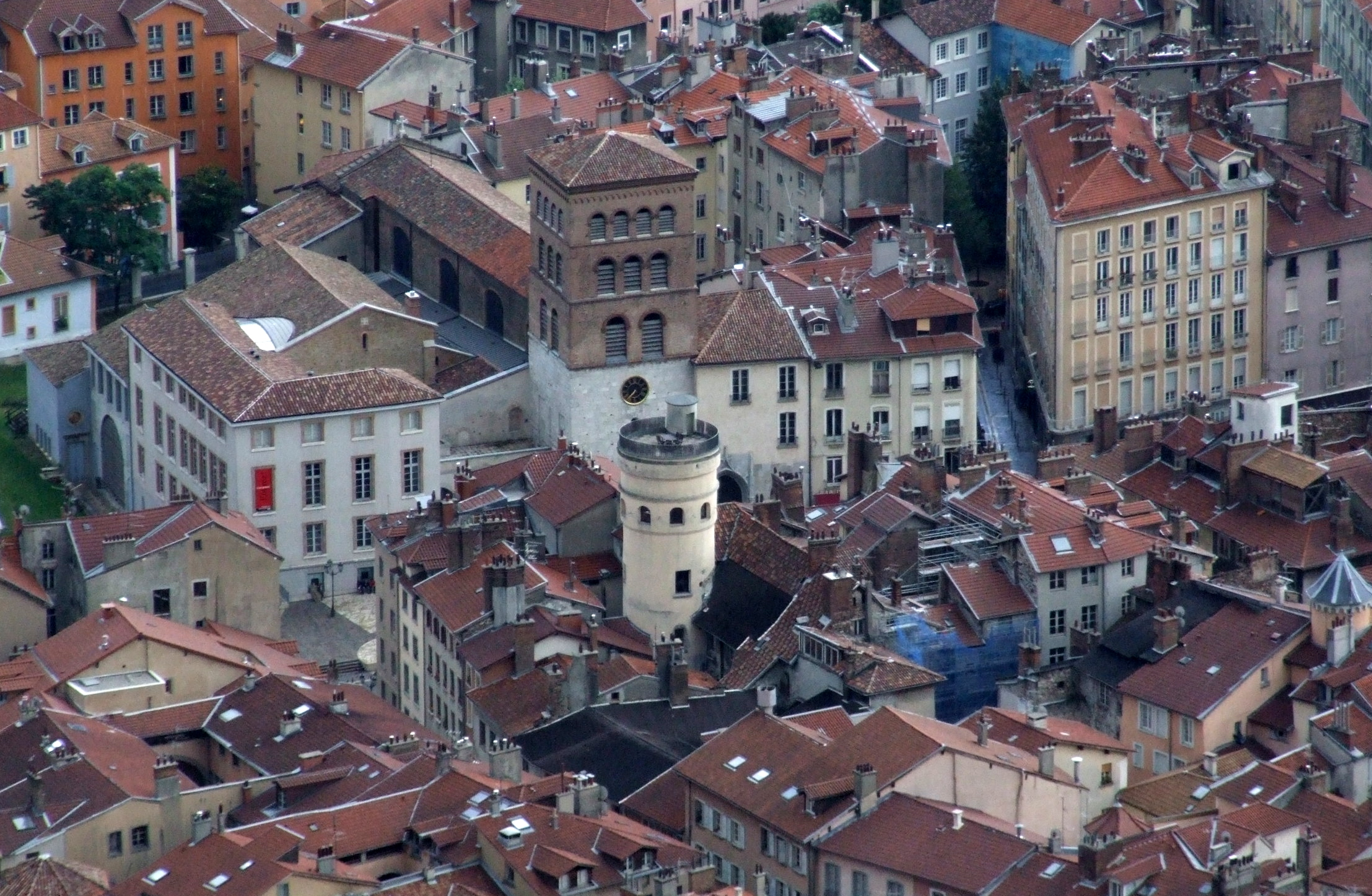
Vieux Grenoble.

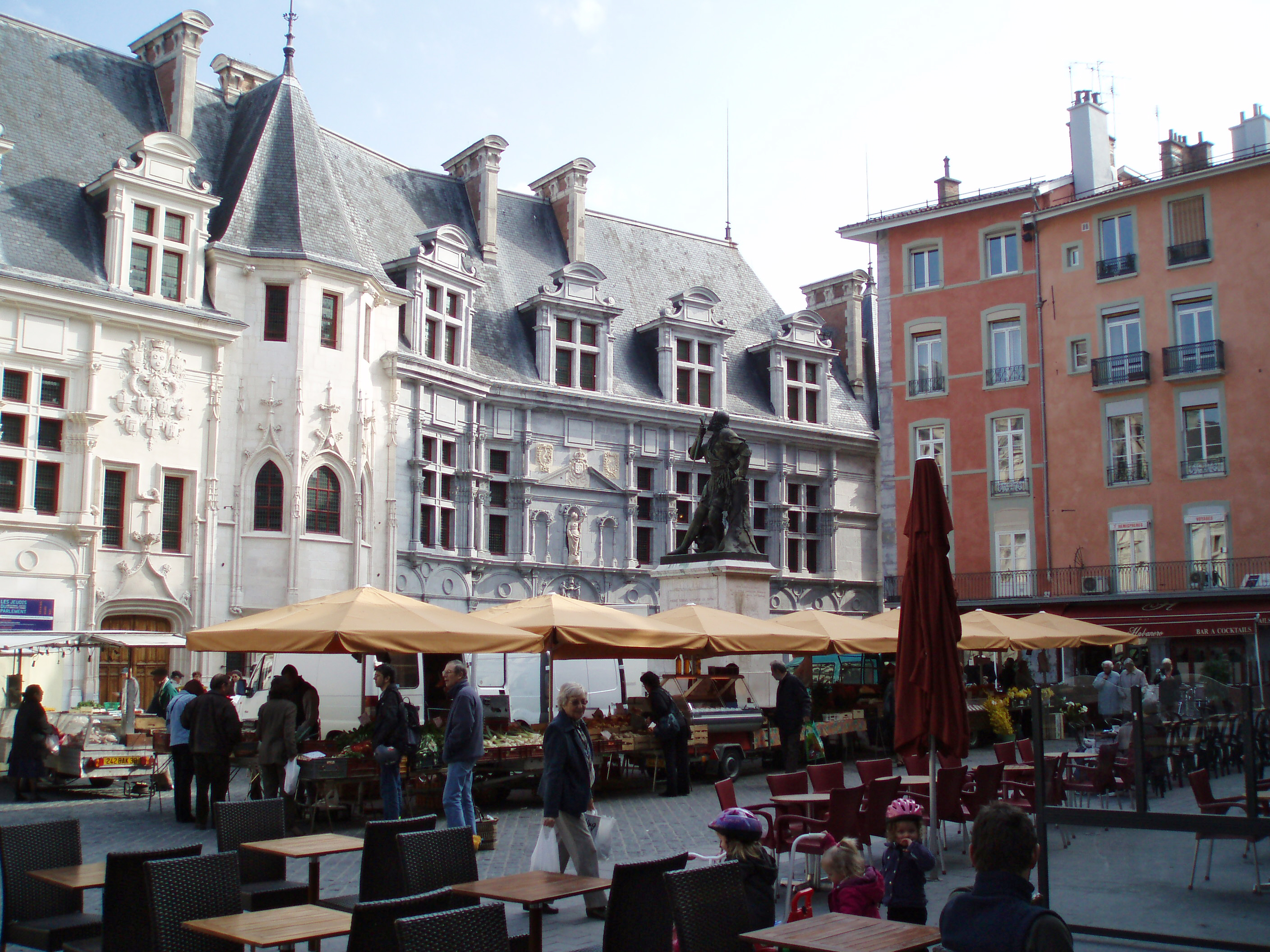
La place Saint-André avec la façade de l'ancien parlement du Dauphiné.

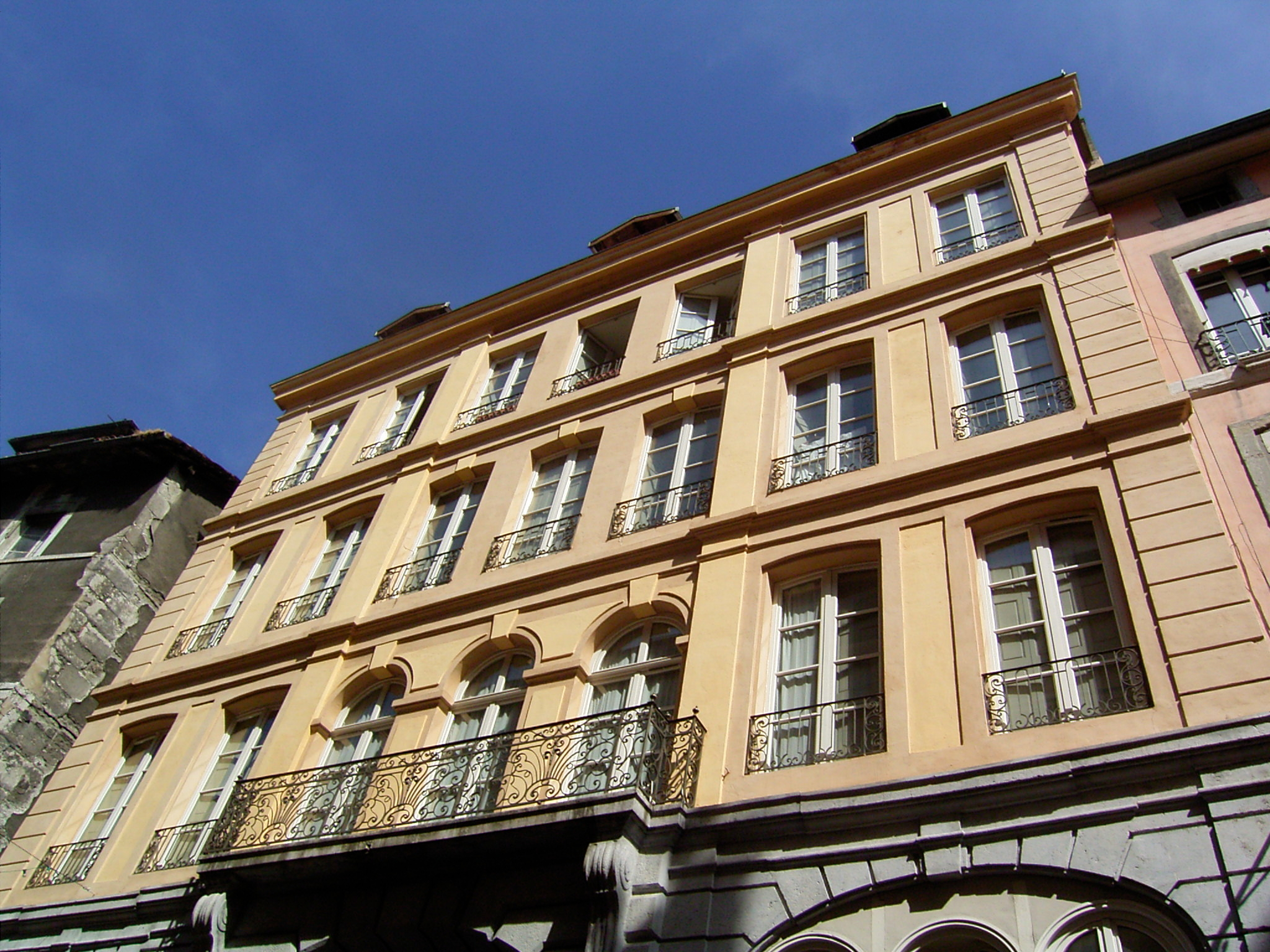
Façade de l'hôtel de Croÿ-Chasnel.

Parmi les lieux d’intérêt peut être tout d'abord mentionnée la place Grenette. En plein cœur du centre historique et commerçant, les foires aux grains de Grenoble s'y tenaient jadis (d'où son nom). Elle est aujourd’hui bordée de restaurants et de brasseries. D'ici, la Grande Rue qui abrite de nombreuses maisons natales de personnalités politiques et artistiques (Casimir Périer, Jean-Joseph Mounier, Henri Fantin-Latour) et qui fut également l’antique voie romaine, conduit à la place Saint-André, où se trouvent la statue du chevalier Bayard, ainsi que le Palais du parlement du Dauphiné, dont la partie la plus ancienne remonte au XVe siècle. Sa façade confronte plusieurs styles et matériaux, témoins de ses différentes périodes de construction. Un peu plus loin se trouve la place aux Herbes avec son marché. Jadis dénommée place du Mal-Conseil, elle était traditionnellement au Moyen Âge la place du pouvoir populaire à Grenoble, où se réunissaient les Grenoblois pour discuter des affaires de la cité. C'est également ici qu'avaient lieu les exécutions publiques.
Plus à l'ouest se trouvent le Jardin de ville (dont une partie serait due à Le Nôtre), la tour du Trésor (XIVe siècle) et l'ancien hôtel de Lesdiguières, construit en 1602 par l'architecte Pierre La Cuisse (naguère hôtel de ville et actuellement Maison de l'international). Le Jardin de ville contient également la gare inférieure du téléphérique de la ville.
La vieille ville de Grenoble est parsemée d’hôtels particuliers qui rappellent son passé de cité parlementaire. Peut notamment être cité l'hôtel de Pierre Bucher (procureur général du roi et doyen de l'université de Grenoble), rue Brocherie, qui comporte deux parties. La plus ancienne, édifiée en 1560 sur trois niveaux aux baies géminées rehaussées de médaillons, témoigne du profond changement de l'architecture de cette époque qui passe du gothique à la Renaissance. La partie sur rue, avec sa belle porte cochère et sa façade avec entresol est représentative du XVIIIe siècle. De même, l’hôtel d'Ornacieux, dit maison de Vaucanson, rue Chenoise, construit après 1620, possède un intérêt historique certain. Un portail en pierres bicolores permet l'accès à la cour et à son escalier d'honneur, l'un des plus beaux de la région Rhône-Alpes. Dans cet hôtel vécut Jacques de Vaucanson, célèbre mécanicien et inventeur d'automates. L'hôtel de François Marc (conseiller au Parlement de Grenoble), rue Barnave, datant de 1490, possède un portail en arc brisé rehaussé d'un écu sculpté d'un lion (symbole de l'évangéliste Marc), porche voûté d'ogive et anciennes fenêtres gothiques sur cour carrée. Au 10 rue Chenoise se trouve un hôtel du XVe siècle de style gothique tardif avec une façade et une cour intérieure bien restaurée ; au 16 rue Jean-Jacques Rousseau enfin, l’hôtel Coupier de Maillé datant du XVIIe siècle présente une porte monumentale en bois. Par ailleurs, l'appartement du docteur Gagnon (grand-père de Stendhal), Grande Rue, est ouvert depuis le 15 septembre 2012 en tant que nouveau musée Stendhal.
Comme autres monuments remarquables, il convient de citer la tour de l'Isle, datant du XIVe siècle (premier hôtel de ville de Grenoble, aujourd’hui annexe du musée de Grenoble abritant la collection des dessins), ainsi que le lycée Stendhal édifié au XVIIe siècle (ancien collège des Jésuites, rue Raoul Blanchard). En 1673, le père Bonfa y peint une horloge solaire, aidé de ses élèves. C'est une fresque couvrant 100 m2 de murs et de plafonds dans l'escalier principal. Ce cadran solaire à réflexion fonctionne encore parfaitement : à l'aide d'un miroir placé sur la fenêtre, le soleil se reflète et donne une tache lumineuse qui, passant sur les lignes du plafond et des murs, indique l'heure solaire, le mois et le signe du zodiaque. Elle permet d'autre part de connaître l’heure dans toutes les écoles jésuites du monde. Ses dimensions et son intérêt astronomique en font une œuvre unique au monde.
De l'autre côté de l'Isère, sur la rive droite, se trouvent au sein du quartier Saint-Laurent (quartier « italien » de Grenoble avec entre autres ses nombreuses pizzerias) la porte Saint-Laurent (reconstruite en 1615 sur l'ordre de Lesdiguières) et la porte de France. La passerelle Saint-Laurent, suspendue au-dessus de l'Isère, date de 1837 et se trouve approximativement à l'emplacement où les Romains ont construit le premier pont sur l'Isère en 43 avant notre ère. Au 97 rue Saint-Laurent, l'ancien hôtel des monnaies constitue un bel immeuble du début du XVIe siècle. Les Dauphins y frappaient des pièces d'or et d'argent de même valeur que les monnaies du Royaume, mais à leurs armes. Le bâtiment a conservé son couloir renaissance aux voûtes nervurées. Dans la cour, un portail surmonté d'un fronton triangulaire encadré de deux colonnes donne accès à un escalier à vis. Chaque étage possède en outre des coursives à l'italienne.
Plus au sud se trouve la ferme de Vaulnaveys (ou tour Prémol), au Village Olympique, datant du XIIe siècle.

##### Époque industrielle
Grenoble connut une importante extension, à l’ouest et au sud au-delà de ses remparts, durant le XIXe siècle, à la suite du développement économique de la ville. Le centre-ville augmenta considérablement et ce fut l'occasion de moderniser et de construire des quartiers dans les styles architecturaux de l’époque destinés à accueillir les services administratifs et la nouvelle bourgeoisie industrielle grenobloise.

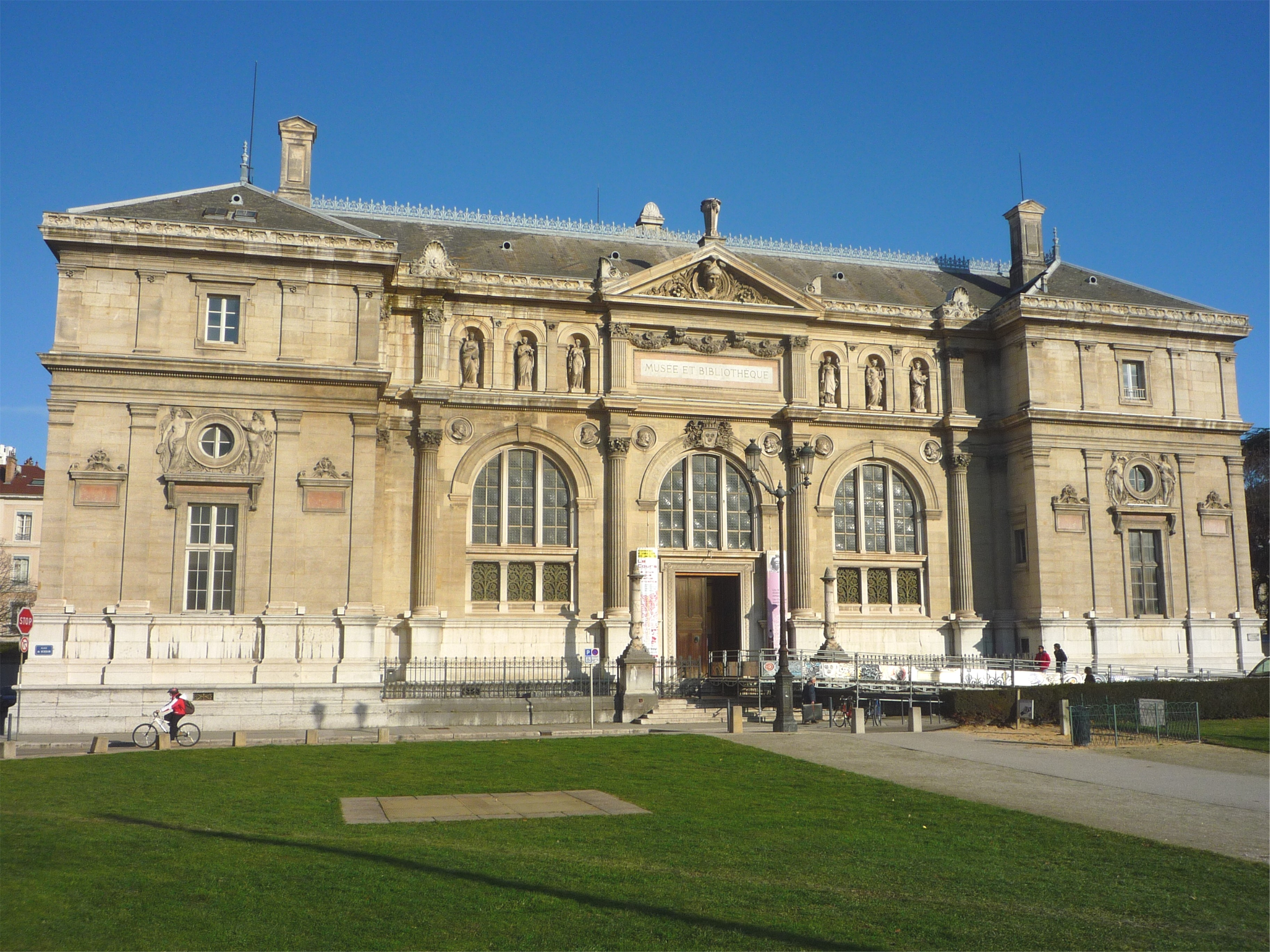
Ancien musée-bibliothèque, place de Verdun.

Cette extension s’est faite au sud autour de la place de Verdun, ancienne place d'Armes et centre du pouvoir administratif de la ville. Elle est entourée d'édifices remarquables en pierre calcaire, représentatifs de l'époque du Second Empire, tels la préfecture de l'Isère, l'ancien musée-bibliothèque, l'hôtel des Troupes de montagne, l’ancienne université, ainsi que des rues et immeubles du XIXe siècle.
L’extension du centre-ville à l’ouest s’est faite un peu plus tard autour de la place Victor Hugo (où se trouve une statue d'Hector Berlioz), avec le percement des grandes artères urbaines que sont le boulevard Édouard Rey ou encore l’avenue Alsace-Lorraine. De multiples édifices dans le style haussmannien peuvent y être admirés, la plupart étant réalisés en béton (appelé à l'époque « ciment moulé » et dont Grenoble était le berceau). Parmi les plus remarquables se trouvent l’immeuble « aux éléphants » rue Félix Poulat, l’immeuble « au griffon » à l’angle de la rue Molière et du boulevard Édouard-Rey ou encore la « Coupole dauphinoise » avenue Alsace-Lorraine.
C’est également à cette période que les Halles, place Sainte-Claire, furent construites dans le style des anciennes halles de Paris.
Le quartier Bouchayer-Viallet est un témoignage du passé industriel de la cité avec la petite Halle, récemment réhabilitée à la suite du réaménagement du quartier, l'ancienne usine Cémoi, ou encore le Centre national d'art contemporain : halle construite par les ateliers Eiffel pour l'Exposition universelle de Paris de 1900, elle fut achetée par les industriels grenoblois Bouchayer et Viallet, démontée et transportée à Grenoble. Elle se distingue par sa structure métallique rivetée, caractéristique des ateliers Eiffel, et la grande verrière.

##### Ouvrages duXXesiècle

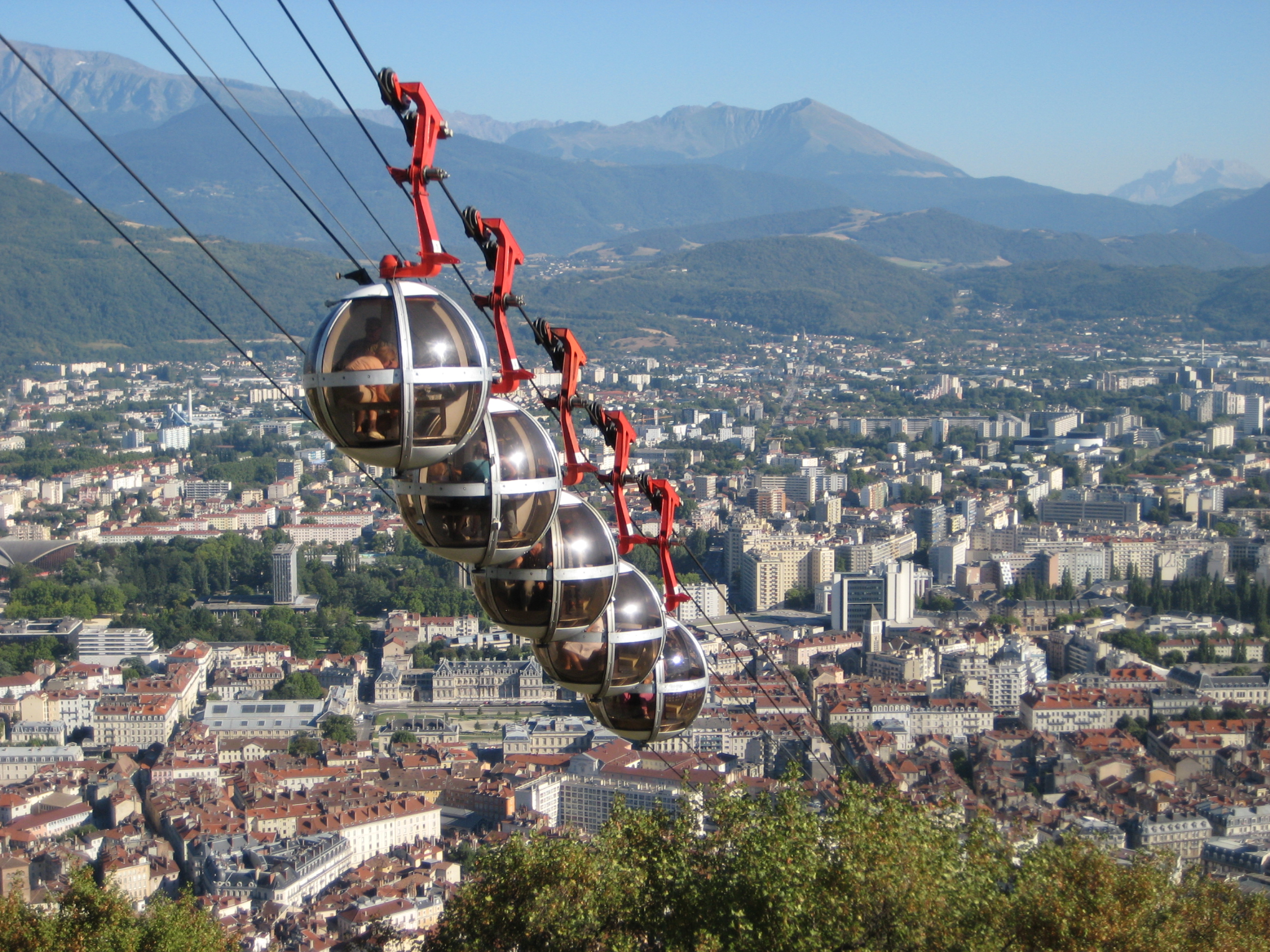
Téléphérique de la Bastille.

Le patrimoine grenoblois a également été étoffé de nombreux monuments datant du XXe siècle, l'un des plus emblématiques étant le téléphérique de Grenoble. Le parc Paul-Mistral, créé avec l’exposition internationale de 1925, conserve pour sa part en son sein la tour Perret, vestige de cet événement symbole du développement industriel grenoblois. Le parc concentre également de nombreux ouvrages datant du bouleversement des Jeux olympiques. Le garage hélicoïdal, dans le centre-ville historique est également à noter, chef-d'œuvre de l'art déco en ciment armé.
L’hôtel de ville, inauguré fin 1967, abrite un grand nombre d'œuvres d'art commandées à des artistes réputés (comme une mosaïque de tesselles de marbre réalisée par Charles Gianferrari ou encore une tapisserie de Raoul Ubac, tissée par les ateliers des Gobelins). En arrivant par les Grands Boulevards, l'entrée du parc est quant à elle marquée par la présence de la vasque olympique, véritable vestige du passé olympique de la métropole alpine. Elle fut rallumée à l'occasion du passage des flammes olympiques des Jeux olympiques d'hiver de 1992 et 2006, ainsi que pour la célébration des 40 ans des JO en février 2008. Il convient également de noter le Palais des sports, d'une remarquable complexité technique, en particulier du fait de sa structure constituée de deux voûtes cylindriques en béton armé se chevauchant à angle droit, autoportantes et complètement indépendantes des façades de l'édifice.
L'aménagement du village olympique et du quartier de la Villeneuve ont également fortement marqué le visage urbain de l'agglomération. Grenoble possède également d’autres ouvrages remarquables datant des « Trente Glorieuses » comme les grands boulevards et leur architecture, couvrant des évolutions allant des années 1930 jusqu’aux années 1960, les imposantes Trois Tours de l'Île-verte (devenues à leur achèvement les plus hautes tours d'habitation d'Europe), l’immeuble en « S » ainsi que la Maison de la Culture, inaugurée par André Malraux.
D’autre part, de nombreuses œuvres d’art contemporain couvrent actuellement la ville, que ce soit au niveau de la gare (stabile de Calder), dans le parc Paul-Mistral ou dans le parc Albert Michallon. Enfin, les constructions plus récentes comme le musée de peinture et le stade des Alpes sont incontestablement des ouvrages importants dans le patrimoine architectural de la ville.

#### Patrimoine religieux
La ville possède un important patrimoine religieux, lié à la présence ancienne de nombreux couvents et témoignage de l’influence considérable qu’eurent les évêques de la ville, car, chefs spirituels du diocèse, ils furent pendant plusieurs siècles également détenteurs du pouvoir temporel en rivalité avec les Dauphins. La disposition spatiale permet de rendre compte de ces deux zones de pouvoirs : d'un côté de la cité le groupe épiscopal autour de la cathédrale Notre-Dame et de son parvis, symbole du pouvoir des évêques ; de l'autre le quartier delphinal avec la collégiale Saint-André et le palais du Parlement, symbole du pouvoir des Dauphins. « Deux places, deux juridictions, deux clochers qui se toisent avec instance ».

##### Groupe évêché cathédral, place Notre-Dame

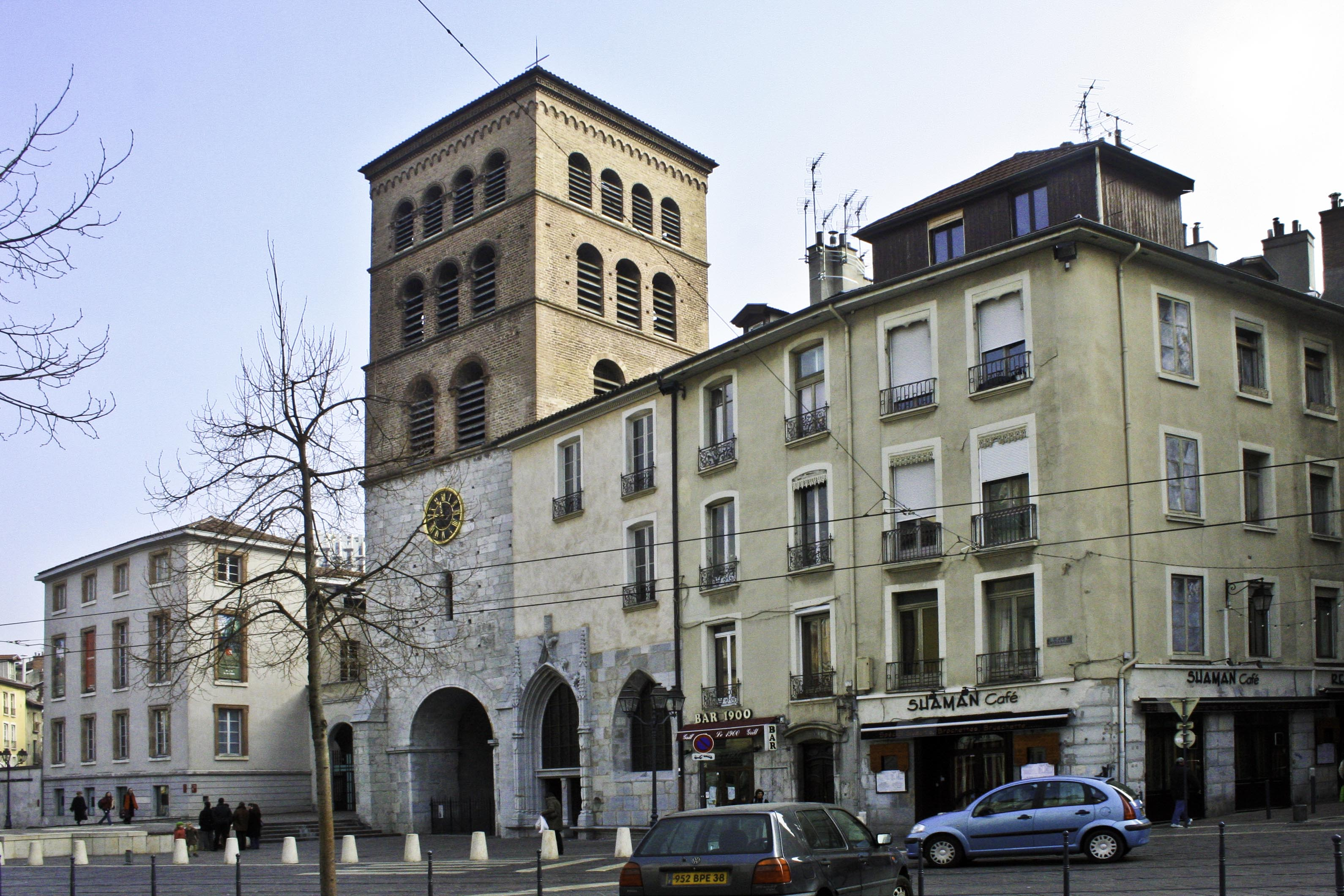
Le clocher porche de la cathédrale (au centre) et l'ancien évêché (à gauche).

Constitué par la cathédrale Notre-Dame et l'église Saint-Hugues (qui forme avec elle une église double), ainsi que par l'ancien palais épiscopal et les vestiges du baptistère, le groupe cathédral est un ensemble complexe, dont les parties de bâtiment les plus anciennes remontent aux XIIe et XIIIe siècles. La cathédrale présente dans le chœur un des plus imposants ciboriums de France (de style gothique flamboyant du XVe siècle, atteignant quinze mètres de hauteur). La tour de Clérieux, datant du IXe siècle, est visible depuis la place Notre-Dame.
L'ancien palais épiscopal, musée de l'Ancien Évêché depuis septembre 1998, possède un beau portail d'entrée, un escalier monumental à rampe en fer forgé. Le bâtiment actuel date du XVIIIe siècle, mais des éléments antérieurs (Moyen Âge) ont été préservés dans les étages et, surtout, sont visibles au sous-sol depuis 1999 les vestiges de l'enceinte gallo-romaine du IIIe siècle, ainsi que du baptistère des premiers temps chrétiens, utilisé entre les IVe et Xe siècles (redécouverts en 1989, au moment de la construction de la ligne B du tramway).

##### Collégiale Saint-André, place Saint-André
Datant du début du XIIIe siècle, la Collégiale Saint-André est un des premiers bâtiments gothiques de la ville et abrite depuis 1822 le mausolée élevé au chevalier Bayard, mort en 1524.
C'est le dauphin Guigues-André qui, à partir de 1228, en lança la construction au cœur du quartier delphinal, lieu de pouvoir des dauphins au Moyen Âge, pour installer le chapitre de chanoines qu'il avait fondé deux ans plus tôt, et ainsi affirmer son pouvoir face à celui de l'évêque. Avec ses 56 mètres, le clocher de Saint-André est resté l'édifice le plus élevé de la ville depuis son édification jusqu'à la deuxième moitié du XIXe siècle.

##### Autres édifices religieux

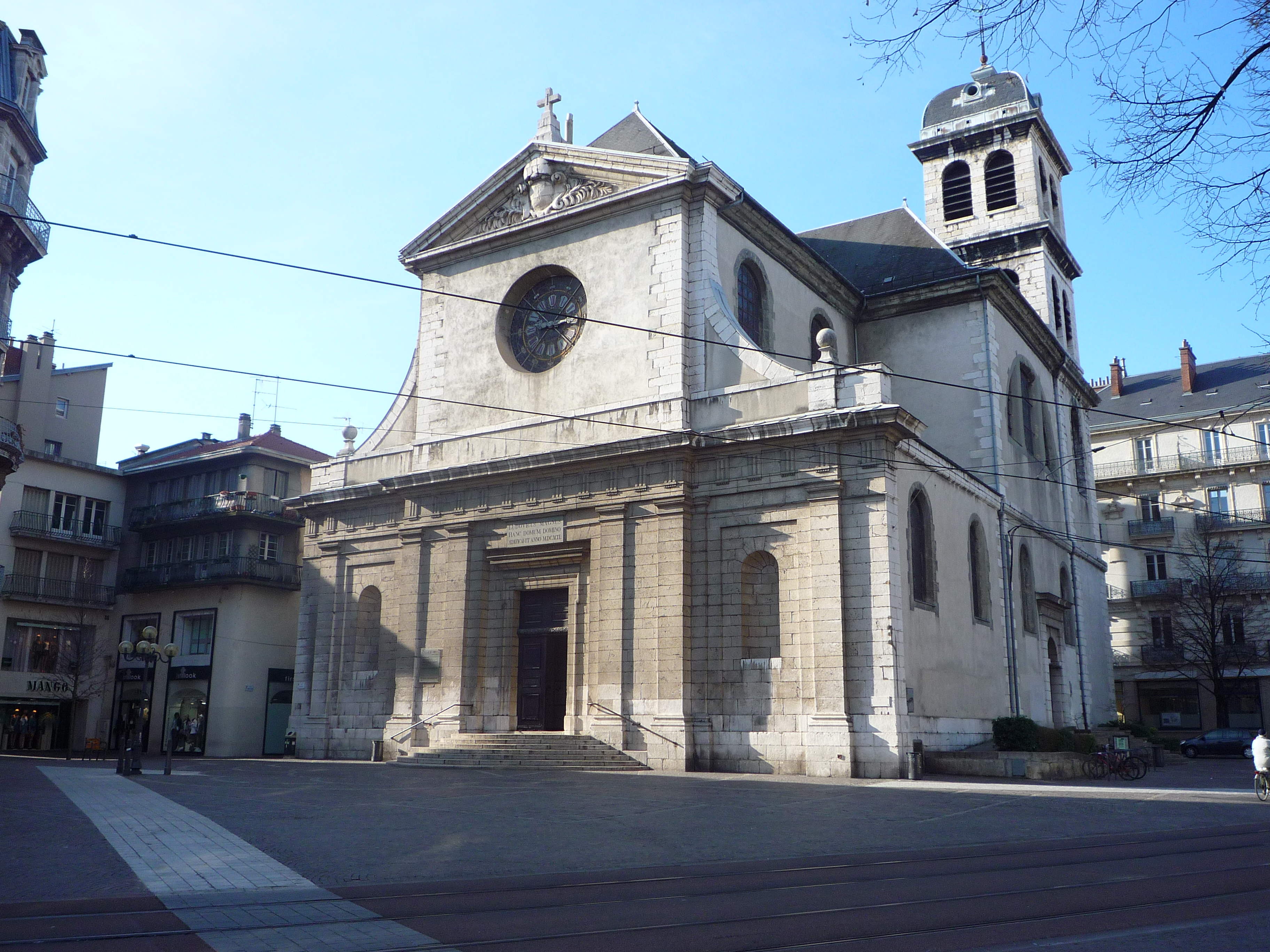
Façade de l'église Saint-Louis.

Parmi les autres édifices de la commune, l'église Saint-Louis, rue Félix-Poulat. Construite de 1689 à 1699, à l'instigation d'Étienne Le Camus, sur un terrain situé près des remparts et des casernes et donné le 28 juin 1685 par Louis XIV, qui accorda aussi trois subventions successives de 36 000 livres, sur des plans de Claude Mollard.
D'autres édifices furent réalisés à la suite des extensions successives de la cité à partir du XIXe siècle. Le quartier Chorier-Berriat est dominé par la silhouette de l'église Saint-Bruno, place Saint-Bruno. Consacrée à Bruno le Chartreux, fondateur du premier monastère de la Grande Chartreuse, elle est ouverte au culte en 1879. Ce fut la première église construite à l'ouest de la ville dans les nouveaux quartiers populaires et ouvriers et, avec ses 67 mètres, devint le plus haut bâtiment de la ville. Près de la gare de Grenoble se trouve la basilique du Sacré Cœur, place Doyen Gosse. Construite entre 1917 et 1924, cette basilique est un ex-voto de la ville. Son clocher demeure inachevé. Elle abrite un Christ en pierre réalisé par le sculpteur Émile Gilioli en 1942, ainsi que 25 tableaux de l'artiste Marie Adomi Israël. L'année 1924 marque également la consécration de la basilique Saint-Joseph située place de Metz, dans le centre-ville et qui remplace l'église Saint-Joseph.
Plus récemment est édifiée de 1963 à 1965 l'église Saint-Jean, boulevard Joseph Vallier. Cette église est certainement, par sa forme circulaire originale juchée sur pilotis, l'édifice religieux récent de Grenoble le plus marquant. La toiture est surmontée d'un important lanternon comportant neuf baies avec une croix au-dessus, culminant à 27 mètres de hauteur. Deux ans plus tard, l'église Saint-Luc est inaugurée à de l'Île Verte. Détail insolite, elle fait partie d'un complexe architectural comprenant l'église en bas et un immeuble d'habitation en haut.

##### Édifices reconvertis
De nombreux autres édifices religieux grenoblois ont vu leur usage varier au gré des époques. Aujourd'hui, nombre d'entre eux sont devenus des lieux importants de la vie culturelle locale. L'ancienne église Saint-Laurent est par exemple devenue le musée archéologique Grenoble Saint-Laurent. Il s'agit d'un site archéologique complexe du XIe siècle dans le quartier Saint-Laurent. La « crypte » Saint-Oyand (début du VIe siècle) est l'un des très précieux et rares monuments du haut Moyen Âge en France encore debout.

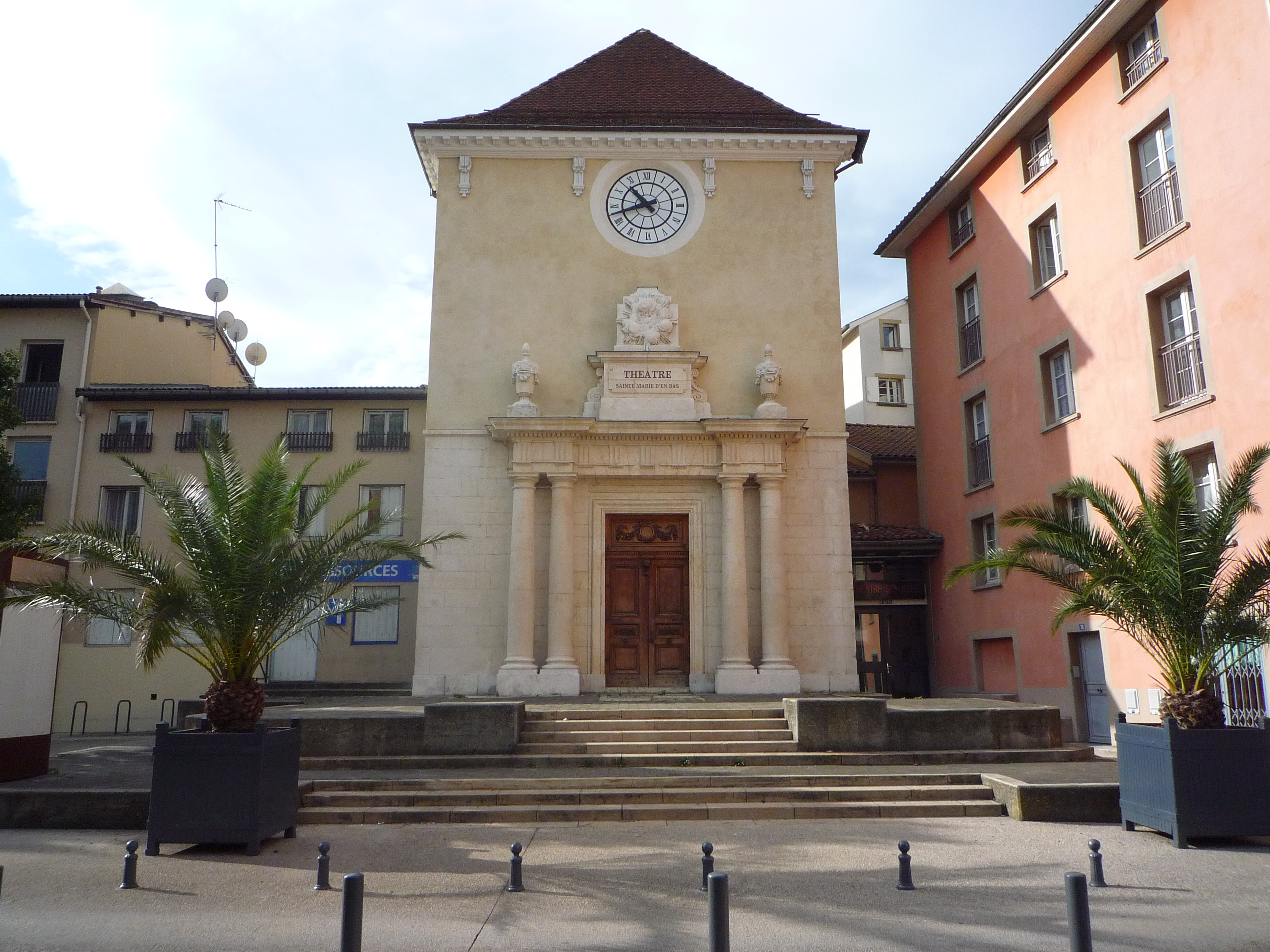
Théâtre Sainte-Marie-d'en-bas.

L'ancien monastère des Visitandines de Sainte-Marie-d'en-Haut, fondé en 1618, est devenu après une histoire pleine de vicissitudes le musée dauphinois. À l'intérieur, la chapelle de la Visitation, véritable joyau de l'art baroque français, a reçu en 1662 un grand retable en bois doré, don de François de Bonne de Créqui, et en 1666 un superbe décor de fresques en trompe-l'œil dû au peintre Toussaint Largeot, pour célébrer la canonisation de François de Sales.
Destin similaire pour l'ancienne chapelle de Sainte-Marie-d'en-Bas, rue Très Cloîtres, transformée en théâtre. Construite en 1652, la façade possède un beau portail encadré de colonnes jumelées portant un entablement et des pots à feu, rehaussés d'un motif de nuées rayonnantes. L'ancienne Chapelle des Pénitents blancs, devenu chapelle de l'Adoration rue Voltaire, sert de lieu de culte à la paroisse orthodoxe russe de Grenoble.
Fondé en 1646, l'ancien couvent des Minimes, rue du Vieux Temple, a eu une histoire mouvementée. Aujourd'hui les bâtiments abritent le foyer de l'étudiante, et l'ancienne chapelle est transformée en salle de concert (salle Olivier Messiaen) pour l'orchestre des Musiciens du Louvre–Grenoble et diverses actions culturelles.
Enfin, l'ancien monastère des Bernardines de Sainte-Cécile, rue Servan, eut lui aussi une histoire mouvementée : fondé en 1624, réquisitionné par les armées révolutionnaires en 1791 et convertie en magasin pour le matériel des troupes, il devint un cinéma durant les années 1920 avant d'abriter un dancing baptisé « l'Enfer », puis le théâtre le Rio de 1974 à 1999. Il abrite depuis 2009 le siège des éditions Glénat, dont l'installation permit la réhabilitation entière du couvent pour lui rendre sa splendeur d'origine. Désormais, la chapelle, la cour-parvis et la bibliothèque de plus de 20 000 ouvrages sont de nouveau ouvertes aux visiteurs. En outre, une statue à l'effigie de Titeuf surplombe désormais le porche de l'ancien couvent.

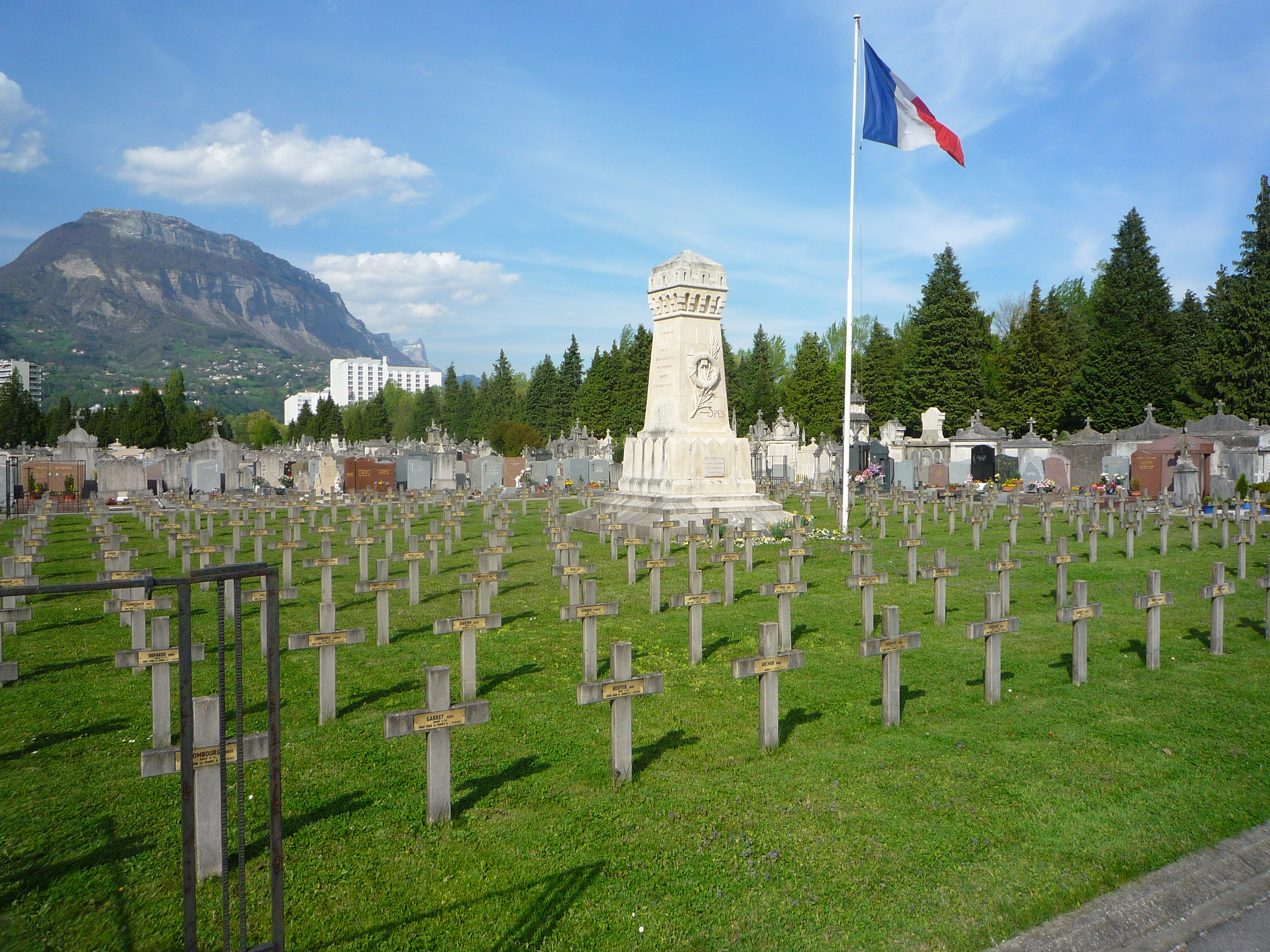
Carré militaire a914-18 du cimetière Saint-Roch.

#### Patrimoine funéraire
Remplaçant les cimetières paroissiaux des siècles précédents, le premier cimetière municipal est créé en 1810 sous Napoléon Ier, et prend le nom de cimetière Saint-Roch. Il remplace un cimetière utilisé durant seulement dix ans le long du Drac, abandonné à cause de son éloignement de la ville fortifiée et surtout d'un terrain alluvionnaire rempli de gravier, peu propice à l'enterrement des corps. Le cimetière Saint-Roch contient 824 tombes classées remarquables, tant sur le plan architectural qu'historique.
En 1941, un second cimetière municipal de sept hectares, dit du « Grand Sablon », est ouvert à la périphérie de la ville, sur la commune de La Tronche. Enfin, devant la saturation de ce dernier, est ouvert en 1995 un troisième cimetière, intercommunal, de huit hectares ; il est situé sur la commune de Poisat.

#### Patrimoine militaire
La cité a été une importante place de garnison, à la frontière du royaume de France. Le patrimoine militaire demeure toujours visible de nos jours en divers endroits de la ville.

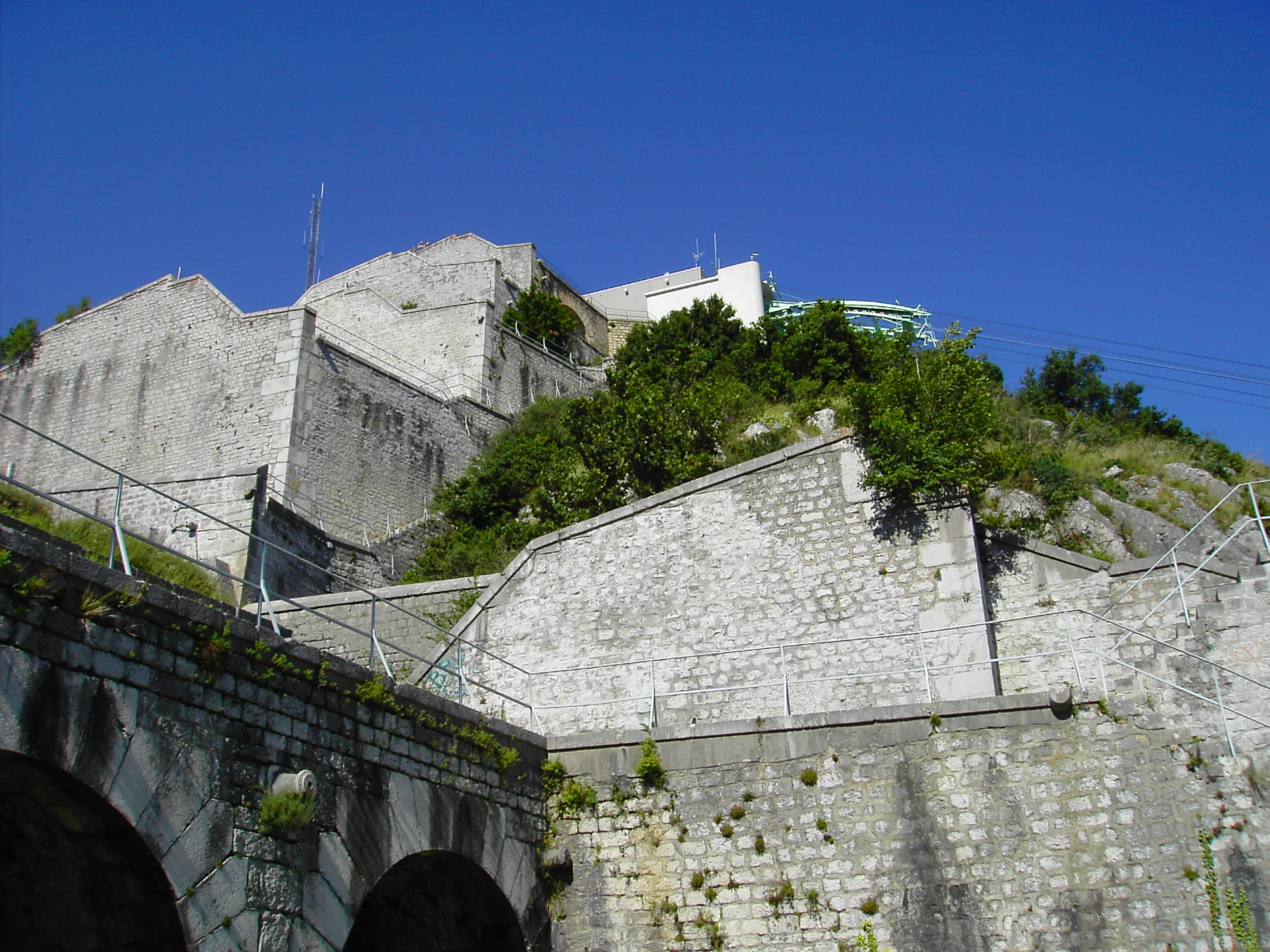
Fortifications de la Bastille.

L’édifice le plus symbolique de cet héritage est sans conteste le fort de la Bastille, qui domine toujours la ville de son imposante silhouette. Il est entre autres composé d'une échauguette construite au XVIe siècle ainsi qu’un donjon encadré de deux branches fortifiées et doté, côté montagne, d'un cavalier casematé, d'un fossé et d'un glacis. Ses remparts, ses casemates et ses escaliers s’étendent sur près de trois cents mètres de dénivelé jusqu’aux faubourgs de la vieille ville. En contrebas se trouve la citadelle Rabot, lieu de vie des soldats, ainsi que le jardin des Dauphins. La forteresse sommitale est accessible par le téléphérique de Grenoble. Enfin, de part et d’autre du site se trouvent les portes de France et de Saint-Laurent.
L'esplanade Alain Le Ray, cour d'honneur de l’ancienne caserne militaire de Bonne inaugurée en 1883, et ses bâtiments, rénovés lors de l’aménagement du quartier, s’affirment également de nos jours comme des témoins remarquables du passé militaire de Grenoble. À cela s’ajoutent la caserne de l’Alma, rue Cornélie Gémond, les édifices d’entrée de la cité administrative Dode (où se trouve l'ancienne poudrière construite par Vauban, rue du commandant Lherminier, et datant de la fin du XVIIe siècle), sans oublier l’ancien hôtel de la Division, actuel hôtel des troupes de montagne, place de Verdun.
Enfin, la métropole alpine conserve en son sein de nombreuses portions de remparts datant de tous les âges. Les plus anciens, rue Lafayette et au musée de l’Ancien-Evêché, remontent au IIIe siècle et constituent les vestiges de l’enceinte romaine. Près du musée de Grenoble demeurent deux sections de murailles de la citadelle de Lesdiguières édifiée au début du XVIe siècle ainsi que la tour de l'Isle, achevée en 1418, seul vestige marquant des fortifications médiévales de Grenoble. Enfin, plusieurs vestiges des remparts du général Haxo édifiés au XIXe siècle demeurent : le long du parc Michallon, où plusieurs sections du mur d'enceinte sont préservées, mais surtout près du parc Paul-Mistral, où un bastion entier est conservé, et ceci jusqu'à l'ancienne porte Très-Cloître, dont la partie nord-est existe toujours, rue Malakoff.

#### Espaces verts

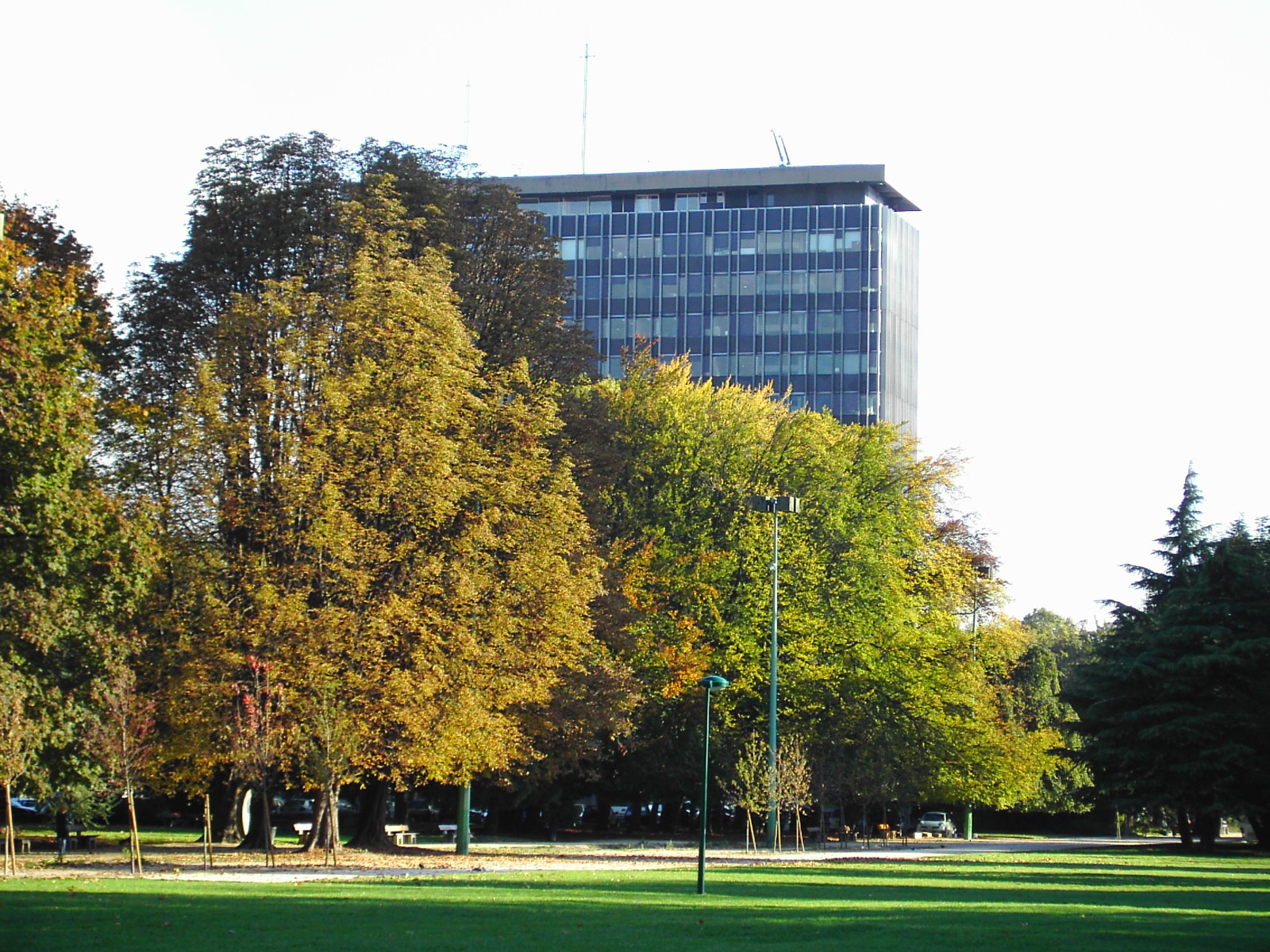
Le parc Paul-Mistral.

En mars 2017, la commune confirme le niveau « trois fleurs » au concours des villes et villages fleuris pour la sixième année consécutive. La ville compte plus d'une cinquantaine de parcs de taille très diverse, du petit square au grand parc urbain, d'une dizaine d'hectares ou plus. D'autre part, Grenoble compte environ quarante mille arbres, et la construction des lignes du tramway a permis la création de nouvelles « coulées vertes ».
Le plus ancien d’entre eux est le Jardin de Ville. C'était le parc du château du duc de Lesdiguières, aménagé en 1622 en un jardin de fleurs et une partie boisée plantée de tilleuls et de platanes, racheté par la ville à ses héritiers en 1719. À proximité de la vieille ville se trouve le Jardin des Dauphins, site inscrit. D'une superficie de deux hectares, il est situé sur les pentes sud de l'éperon du Rachais. Aménagé en terrasses sur des terrains militaires en 1909, la situation très abritée du jardin des Dauphins en fait un site unique avec un microclimat favorable à une végétation méditerranéenne. Au XIXe siècle est aménagé le Jardin Joséphine Baker, alors dénommé « jardin des Plantes » sur 17 000 m2. Il accompagne le Muséum d'histoire naturelle et abrite entre autres curiosités des arbres centenaires.
L’extension de la ville au cours du XXe siècle a permis la constitution de parcs aux dimensions beaucoup plus importantes. Le plus connu est le parc Paul-Mistral, d’une superficie de vingt-et-un hectares. Il abrite de nombreux bâtiments, dont l'hôtel de ville et le palais des sports depuis 1968 et le Stade des Alpes, inauguré en 2008. De nombreuses sculptures ainsi que des monuments y sont exposés. La vasque olympique des jeux de 1968 y est installée. Plus au sud, après le démontage du stade olympique de Grenoble, la création du quartier de la Villeneuve au début des années 1970 s’est accompagnée de la réalisation du parc Jean-Verlhac, d’une superficie de quatorze hectares.
La fin de siècle a vu la création de nouveaux parcs. À partir de 1988, c'est la création sur 16 000 m2 du parc Albert-Michallon. Situé au nord-est du musée de Grenoble, il le prolonge par son jardin de sculpture. Dernièrement (2010) a été aménagé le Jardin des vallons, d’une superficie de un hectare et dem. C'est un petit parc boisé et vallonné (d'où son nom), situé dans le nouvel éco quartier de Grenoble et contigu au centre commercial de la caserne de Bonne.

#### Fontaines et bassins
De très nombreuses fontaines parsèment la ville, monumentales ou discrètes, anciennes ou récentes, rappelant que l'histoire de la ville est une lutte constante contre les inondations.

##### Fontaines anciennes

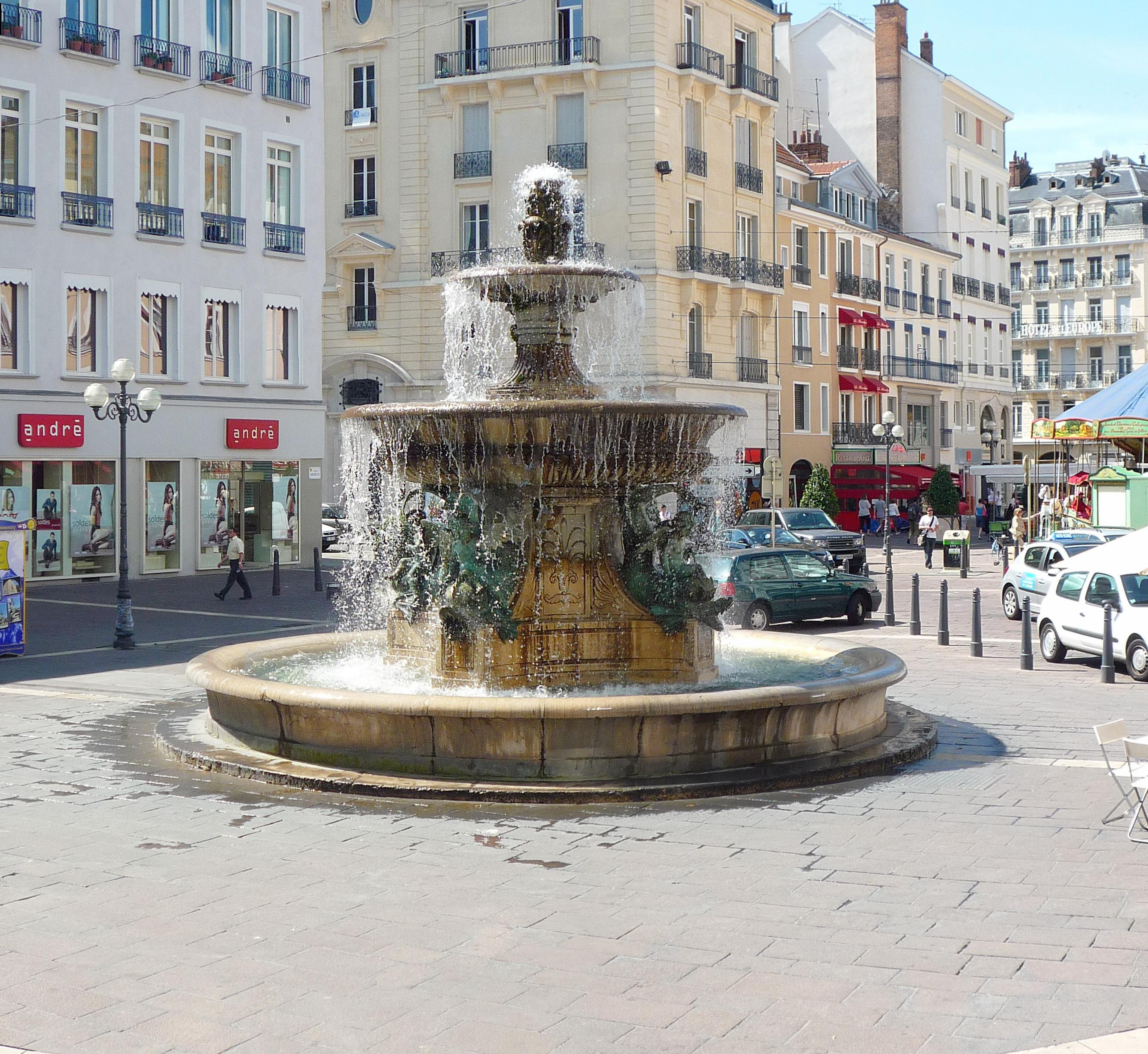
Château d'eau Lavalette, place Grenette.

- La plus vieille fontaine de Grenoble se trouve rue Saint-Laurent, elle porte la date de 1746[426].
- La Fontaine des trois ordres, place Notre-Dame[427], en pierre et bronze, œuvre d'Henry Ding, érigée à l'occasion du centenaire de la Journée des Tuiles et l'Assemblée des Trois ordres de Vizille en 1788.
- La Fontaine du Lion, place de la Cymaise, à l'emplacement du gué primitif et du seul pont sur l'Isère pendant des siècles, et au pied de la montée Chalemont (l'ancienne voie romaine), œuvre de Victor Sappey, en 1843, pour inaugurer les travaux d'endiguement de l'Isère[428].
- Le Torrent, au Jardin de Ville, bronze d'Urbain Basset, 1882, placé initialement place de Verdun (à l'époque appelée place de la Constitution) et installé au Jardin de Ville en 1888, sur une rocaille. Il faillit être fondu en 1942 par réquisition de l'armée allemande. La fontaine actuelle est l'œuvre de l'architecte A. Rolland[429].
- Le Château d'eau Lavalette, érigé en 1 824 place Grenette, dont le jet peut monter à 22 mètres[430].
- Les Trois fontaines de la rue Montorge, à l'entrée du Jardin de ville, de style baroque, 1887[431].
- Le Berger Cyparisse, statue de Jean Esprit Marcellin de 1848, ornant la fontaine place de Gordes en 1850, dans le centre ancien.
- Le bassin et le jet d'eau de la place Victor-Hugo en centre-ville.

##### Fontaines modernes
- Le bassin du patio de l'hôtel de ville, 1967.
- L'Huître, sculpture avec jet d'eau et bassin, installée en 1985, derrière l'hôtel de Belmont, en pierre de l'Échaillon (comme les colonnes de l'hôtel), œuvre de Louis Val[432].
- Les Sphères, sculpture avec jet d'eau et bassin installée en 1986 à l'angle de l'avenue Alsace-Lorraine et du boulevard Gambetta[433].
- Les jeux d'eau, parvis de la gare, 1987[434].
- La fontaine en triangle de la place Claveyson[435].

#### Ponts et passerelles

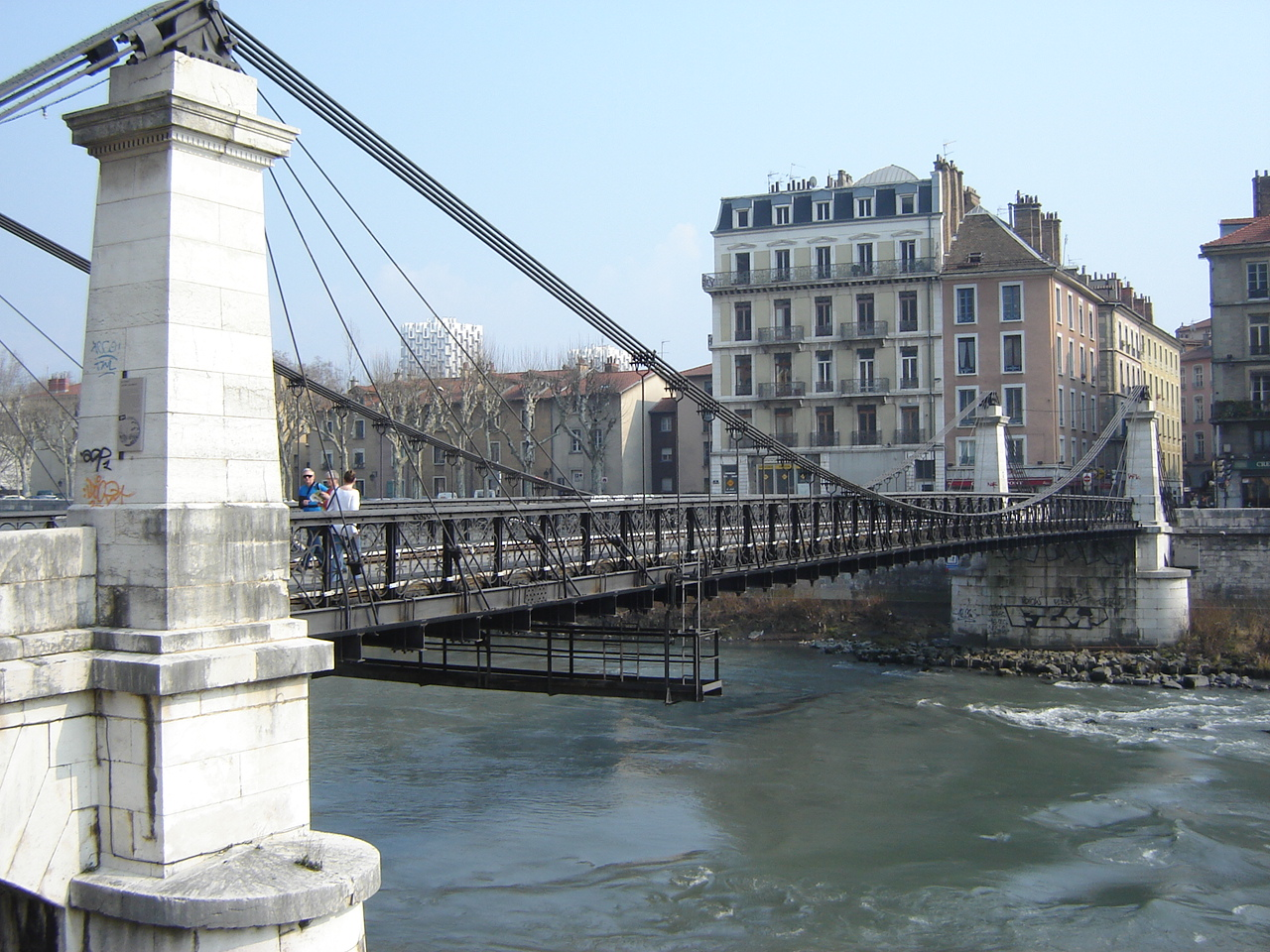
Jusqu'au milieu du XVIIe siècle le pont situé à l'emplacement de la passerelle piétonne Saint-Laurent était le seul pont de Grenoble.

Le franchissement de l'Isère et du Drac a de tout temps posé problème et s'est longtemps fait en bac à traille, les ponts étant rares. Leur construction, pour la plupart, n'est pas très ancienne et n'a pas toujours été facile. Pendant des siècles, la ville n'a eu qu'un pont sur l'Isère, le pont Saint-Laurent, endommagé ou emporté à chaque grande crue et reconstruit maintes fois. À péage et doté de piliers en pierre au XVIIe siècle, il est remplacé en 1838 par un pont suspendu à tablier de bois, encore à péage, rénové et renforcé en 1909. Un deuxième pont, en pierre, commencé par Lesdiguières en 1621, fut achevé en 1671 par François de Bonne de Créqui et baptisé Pont Créqui ou pont de la Graille. Reconstruit aussi en 1838, en pierres de Sassenage. Les autres ponts datent pour la plupart du XIXe siècle, et pour une demi-douzaine de voies routières et autoroutières, du XXe siècle. Au début du XXIe siècle, Grenoble ne compte deux passerelles et dix-neuf ponts, le dernier ayant été achevé début 2011.
Toute navigation sur l'Isère, même pour le trafic de péniches de bas tonnage, a été suspendue en 1957. La navigation se limite donc actuellement à de petites barques et aux kayaks lors de balades touristiques.

### Patrimoine insolite
En décembre 1999 Grenoble fut, à l'instar d'autres grandes villes de France et du globe, victime d'une invasion de « Spaces Invaders ». Cinquante quatre « Invaders » colonisèrent la ville, œuvre occulte de l'artiste Invader en partenariat avec l'École des Beaux-Arts, pour le plus grand bonheur de ceux qui se souviennent du jeu vidéo du même nom et des observateurs. En 2012, 51 d'entre eux subsisteraient encore. L'École des Beaux-Arts dispose de la carte de leurs emplacements.

### Patrimoine gastronomique

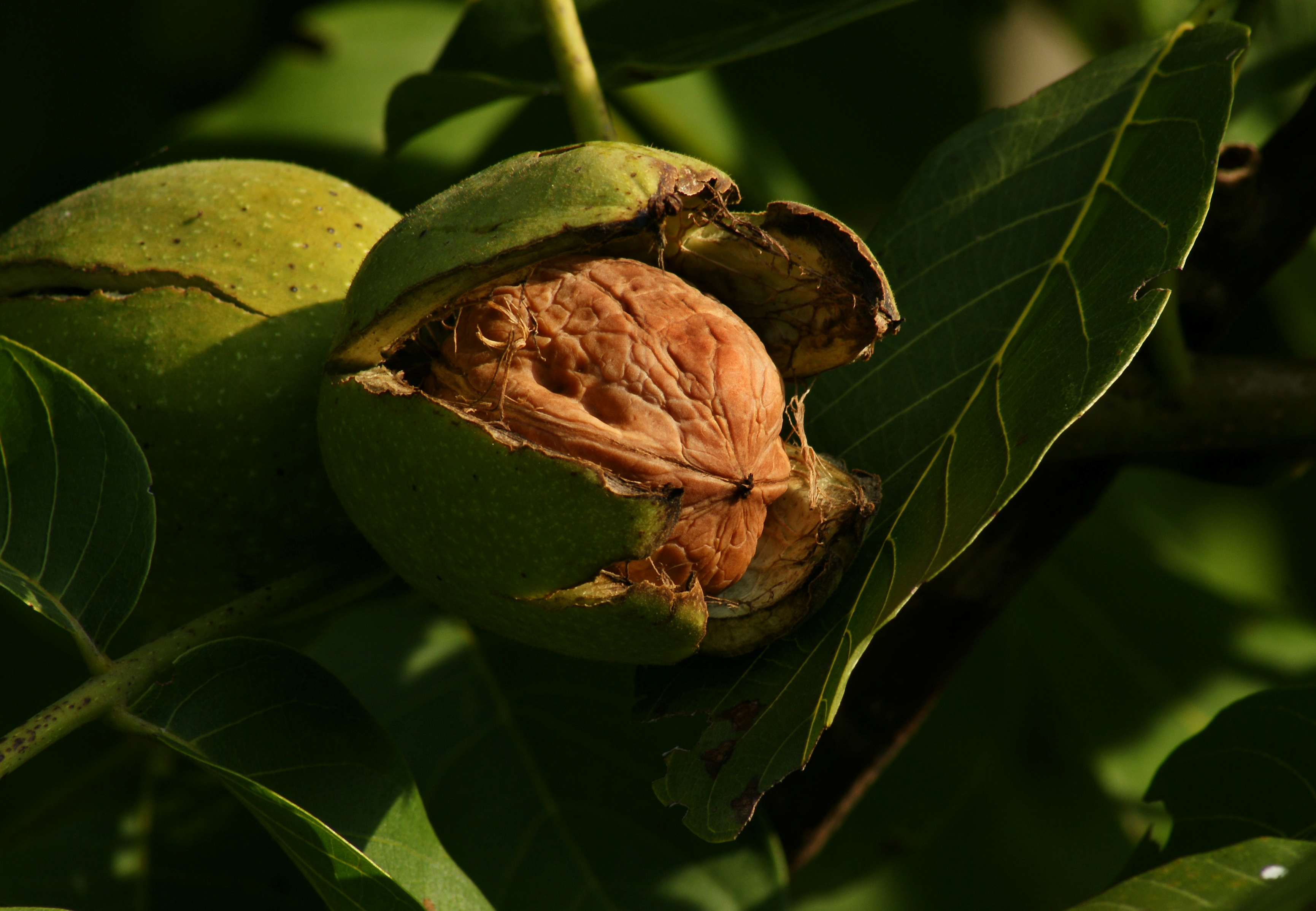
Noix de Grenoble AOC.

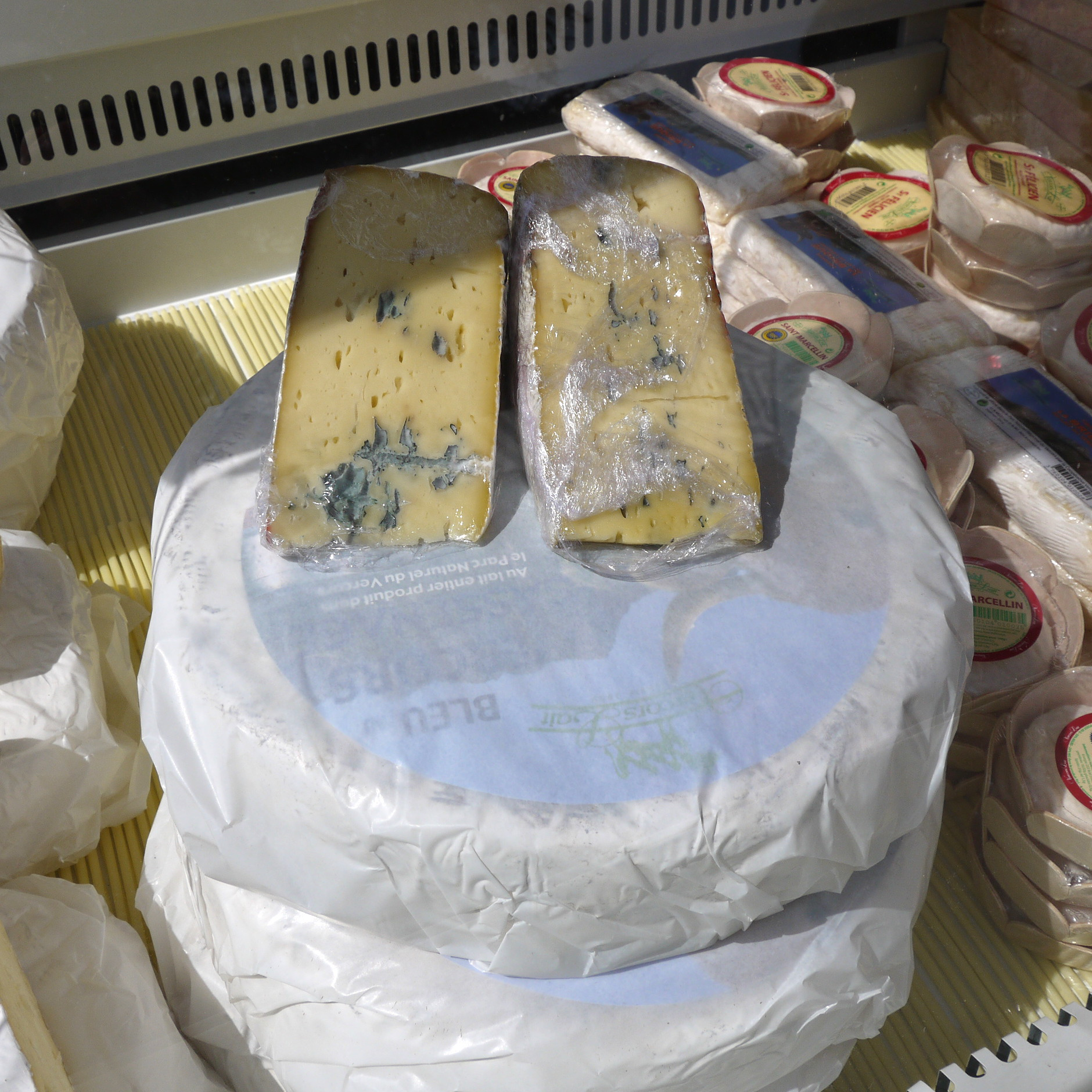
Étalage de bleus du Vercors-Sassenage protégé par film alimentaire.

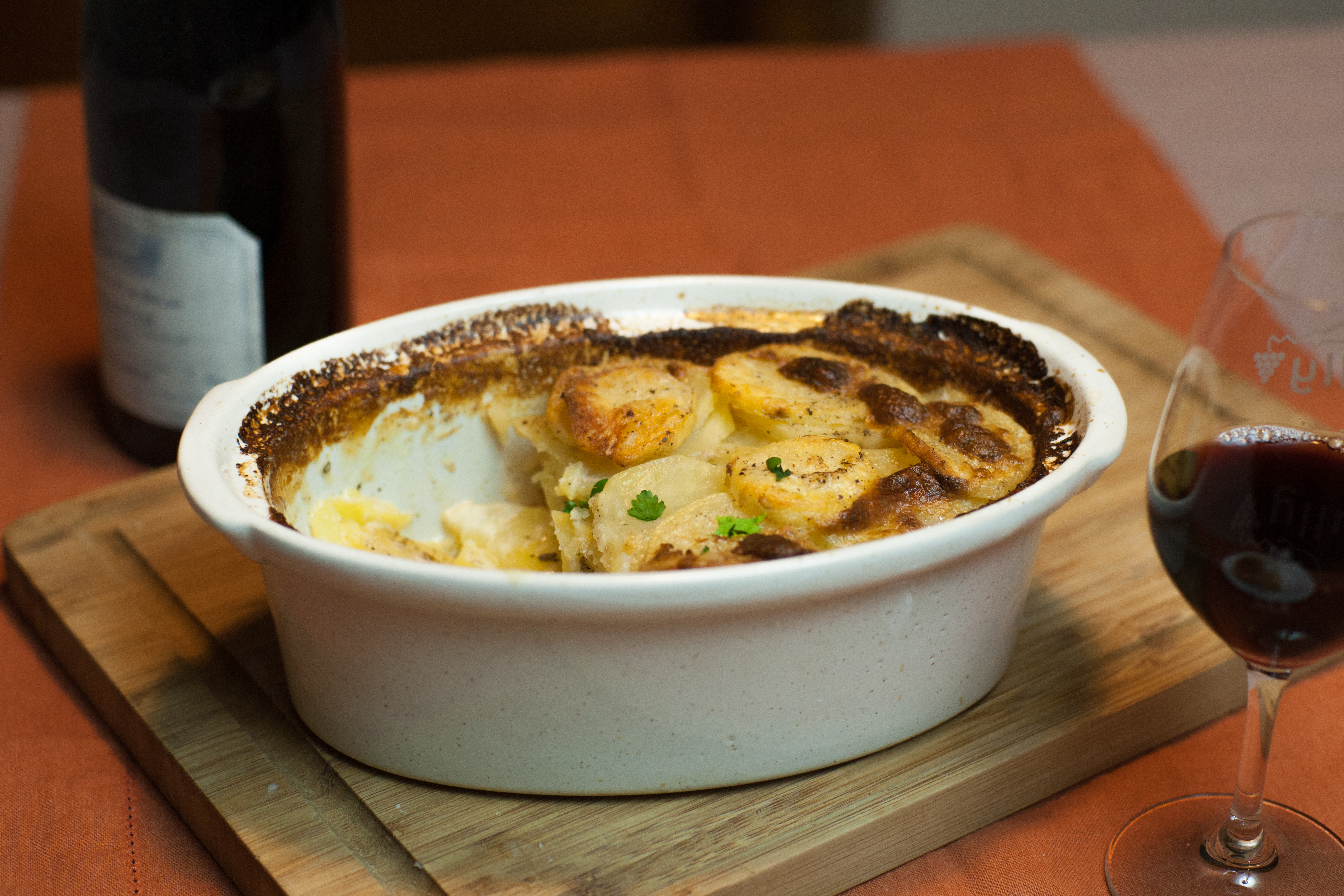
Gratin dauphinois.

La commune se situe dans plusieurs zones d'appellations décernées par l'INAO : AOC-AOP Noix de Grenoble, bleu du Vercors-Sassenage, IGP Emmental français Est Central (Label rouge), IGP Isère blanc, rosé et rouge.

#### Noix de Grenoble
Le patrimoine gastronomique de Grenoble est symbolisé par ses célèbres noix (premier fruit AOC) avec lesquelles est réalisé le gâteau aux noix de Grenoble. Le gâteau originel que l’on peut encore trouver dans quelques pâtisseries de Grenoble et de la région de Vinay est une sorte de tourte fourrée de miel, de caramel et de crème aux noix.
L’aire géographique de l’AOC noix de Grenoble couvre 259 communes sur trois départements l'Isère, la Drôme et la Savoie principalement le long de la vallée de l’Isère. Les zones de plantations les plus denses se trouvent dans la basse vallée du Grésivaudan en aval de Grenoble, entre le Voironnais et le Royans), au pied du massif du Vercors, cependant la ville qui a donné son nom à cette appellation ne possède aucun champ de noyers sur son territoire en raison de son urbanisation trop dense.

#### Bleu de Vercors-Sassenage
La commune voisine de Sassenage est célèbre pour son fromage. Ce fromage bénéficie d'une AOC depuis le 30 juillet 1998, et une association, la confrérie du Bleu, organise la promotion de ce produit culinaire au-delà de la région elle-même.

#### Écrevisse
L'écrevisse est par ailleurs une spécialité de la région et est présente dans de nombreux plats régionaux : poulet aux écrevisses, pigeon aux écrevisses, gratin de queues d’écrevisses, quiche aux écrevisses. D'autres spécialités incluent la soupe de l'ubac et la fricassée de caïon.

#### Gratin dauphinois
Le gratin dauphinois a été officiellement mentionné pour la première fois en 1788, à l'occasion d'un dîner offert aux officiers municipaux de la ville de Gap. Le plat est apprécié dans l'ensemble du Dauphiné et a fini par être célèbre dans toute la France. Ce plat peut être préparé selon des variantes locales — à l'instar de celle du Vercors, massif montagneux surplombant Grenoble.
La ville de Grenoble détient depuis le 8 octobre 2022 le record du plus grand gratin dauphinois jamais cuisiné, couvrant 23mètres carrés.

#### Produits alimentaires locaux
La ville est le lieu de création des usines de sirop Teisseire en 1720, de la fabrique de pâtes Lustucru en 1824, de la biscuiterie Brun en 1883, ou encore de la chocolaterie Cémoi en 1920.

#### Autres spécialités régionales
La région voironnaise, connue pour ses chocolats et son plum-cake, a également apposé son nom sur une recette de bette : les bettes « à la voironnaise ». La région est aussi le lieu de production de trois célèbres liqueurs : la chartreuse, l'antésite et le génépi. La batavia rouge grenobloise (appelée également gloire du Dauphiné) est une variété de salade produite dans la région. Enfin, la sauce grenobloise accommode le poisson.

#### Restaurants et AOC
Grenoble possède un restaurant étoilé du Guide Michelin : le Fantin Latour. Le restaurant Grand Hôtel d'Uriage-les-Bains à proximité de la ville est récompensé par deux étoiles.

### Langues et traditions locales

#### Historique de la langue locale

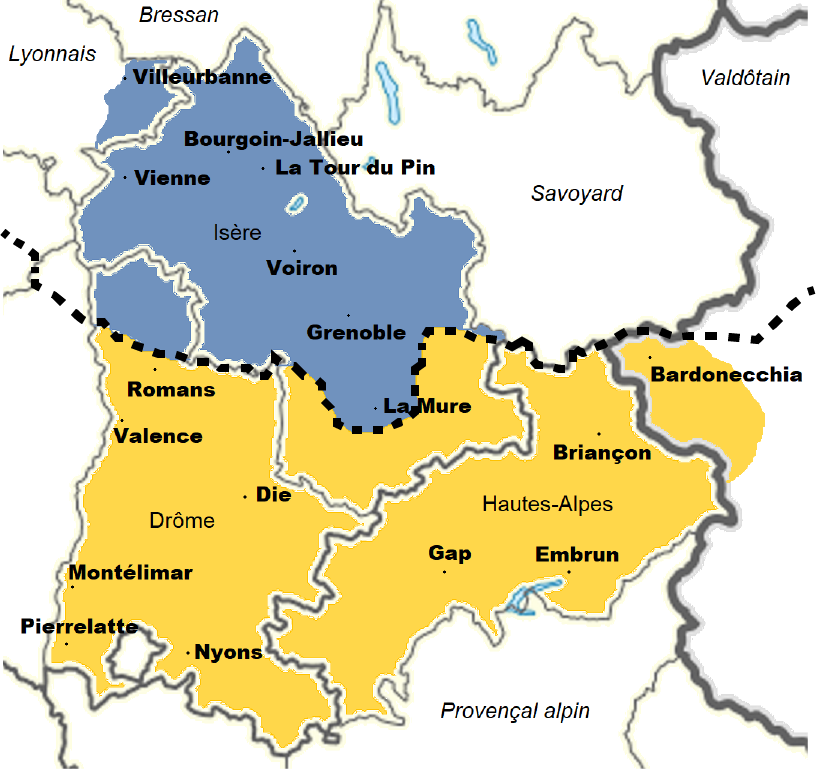
Carte linguistique du Dauphiné : Le dauphinois est un dialecte arpitan parlé dans le nord du Dauphiné, alors que le sud du Dauphiné est du domaine linguistique de l'occitan et de son dialecte local, le vivaro-alpin.

Le territoire de l'agglomération grenobloise se situe dans la partie centrale du Haut Dauphiné, dénommé Grésivaudan, terme lui-même issu du nom de la ville, et donc dans la zone méridionale des patois dauphinois, lesquels appartiennent au domaine des langues dites francoprovençales ou arpitanes, au même titre que les patois savoyards, vaudois, Valdôtains, bressans et foréziens.
Le poème dénommé « Grenoblo malhérou », énoncé par un marchand dénommé Blanc La Goutte, après une inondation catastrophique qui dévasta Grenoble en septembre 1733, a été écrit en patois grenoblois. Cette publication prouve que cet idiome appartient bien à la famille du franco-provençal. Un second poème, connu sous le titre de : « Dialoguo de le quatro comare », accompagnera en général toujours le « Grenoblo malhérou ».

Le texte de Blanc La Goutte, publié dès l'année 1733, consultable sur le site Gallica, commence ainsi
« 
Quan ben ne vou chaut ren, de le gen de ma forta,
je voudrin bien povey fare uvri voutra porta
intra chieu vous, monßieu, vou leva mon chapet,
vou rendre mou devey, vou zuffry mou reßpect,
mais d'avey ce l'honnou, l'eßpéranci s'envole,
Je ßèu tout rebuti, la goutta me déßole,
Je ne poey plu marchiez décendre, ni monta,
A pompon lorion, je me foey' charroìita,
A pena din le man ; poey-je teili mon Livro,
Je n'ay plu queflou zieux, & quátro deigt de libro,
Je feu ßàns apetit, je ne poey ren dormi,
Enfin jamey gouttou, ne ßouffrit tant que mi,
Maugra tant de chagrin, quan je ßèu las de lire,
Quoque ßey per hazard, jé me meilo décrire.
 »
Historiquement, l'idée du terme francoprovençal, attribué à cette langue régionale parlée dans le quart centre-est de la France, différent du français, dit langue d'oil et de l'occitan, dit langue d'oc, est l'œuvre du linguiste et patriote italien Graziadio Isaia Ascoli en 1873 qui en a identifié les caractéristiques.

#### Contes locaux et légendes régionales
Il existe encore quelques ouvrages qui relatent les contes et légendes du Dauphiné et du Grésivaudan, y compris pour les montagnes et les vallées environnantes.
Le plus connu de ceux-ci est un ouvrage notable, fruit d'une recherche importante, écrit par Charles Joisten (1936-1981), ancien conservateur du Musée dauphinois du conseil général de l'Isère situé sur les pentes de la Bastille à Grenoble, et qui relate, parmi les autres légendes, le bestiaire fantastique et les légendes de l'ensemble des pays dauphinois.

### Patrimoine culturel

#### Théâtres et salles de spectacle

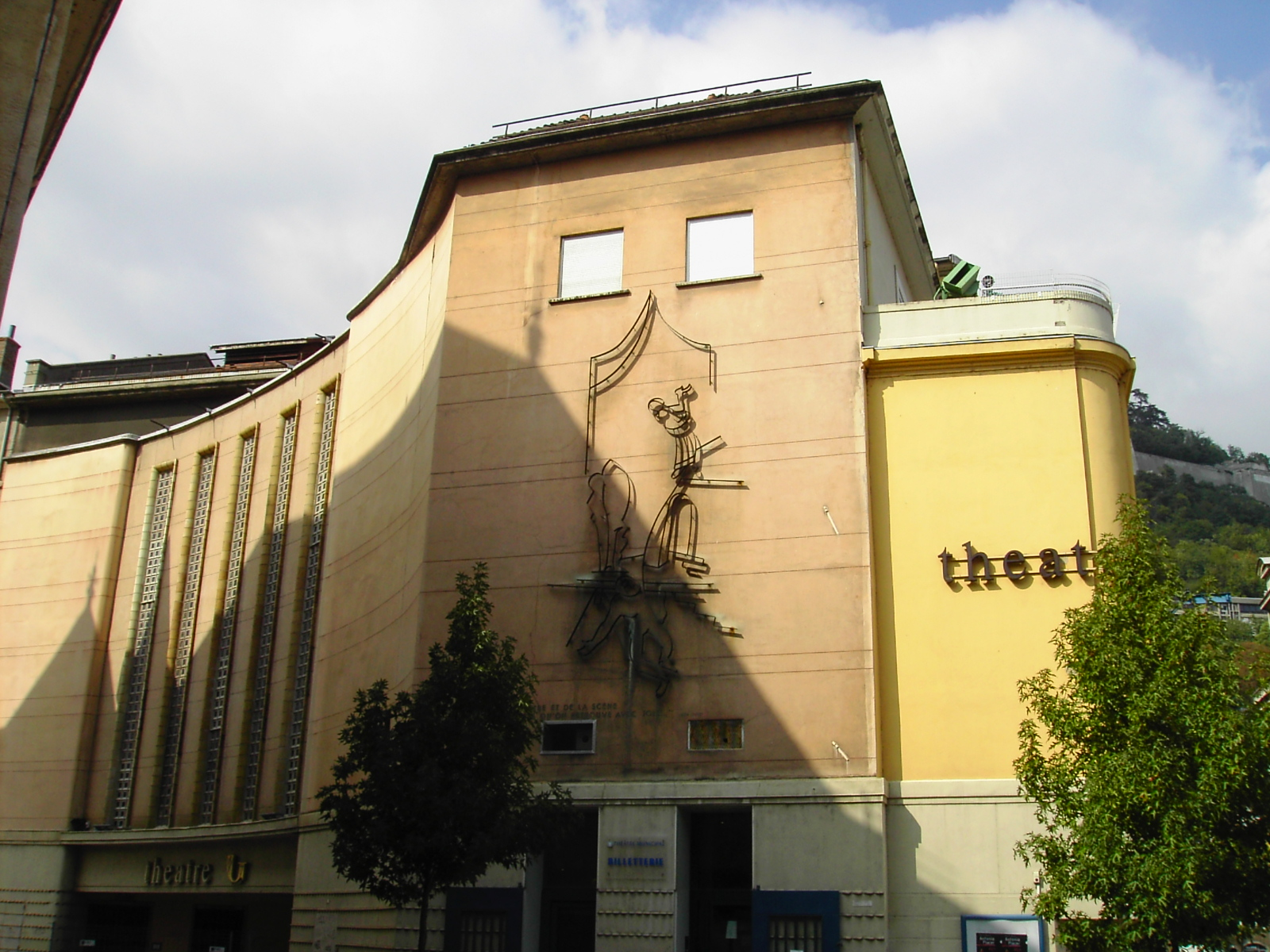
Théâtre municipal, côté place Saint-André.

Dès le XIVe siècle, un grand nombre de « mystères » étaient joués sur la place Saint-André et, pour de grandes occasions, des « histoires » étaient représentées dans certaines salles aménagées en salles de spectacles. En 1658, Molière et sa troupe jouèrent dans la salle qui n'était pas encore considérée comme une salle de théâtre, mais comme la salle du jeu de paume du duc de Lesdiguières. L'endroit devint un vrai théâtre l'année suivante en septembre 1768. L'édifice jouxte une autre salle de spectacle, la cinémathèque de Grenoble.
En 1952, la Ville se donna les moyens de doter l'établissement d'un équipement moderne capable d'offrir le confort et d'assurer la sécurité des spectateurs. L'intérieur fut totalement réaménagé. Les efforts furent concentrés surtout sur l'acoustique et la manutention. La façade fut démolie et mise au goût du jour, l'entrée décorée de fresques polychromes cloisonnées en trompe-l'œil par l'artiste Georges Gimel représentant les artistes et comédiens des années 1920. Le bâtiment fut ravalé et rajeuni dans les années 2000 et la décoration du mur de scène aveugle fit l'objet d'un concours ; il fut orné de fenêtres en trompe-l'œil, assorties à celles de façades voisines. La salle fut entièrement refaite pour l’ouverture de la saison 2007/2008 avec 617 nouveaux fauteuils. Le théâtre municipal propose une soixantaine de représentations par saison.
La scène théâtrale grenobloise est également présente au sein de la maison de la culture de Grenoble. En tant que scène nationale, elle comprend un studio de répétition pour le théâtre ainsi que le réputé Centre dramatique national des Alpes (CDNA) dirigé par Jacques Osinski (fermé au 1er janvier 2014). Il propose de grandes œuvres du répertoire ainsi que des textes contemporains, tour à tour joués à Grenoble, puis repris en tournée dans toute la France. Trois spectacles ponctuent chaque saison, dont un d'un metteur en scène invité et de fréquentes lectures de textes contemporains.
Grenoble abrite d'autres structures comme le café-théâtre La Basse-cour axé sur les spectacles d'humour ou le Théâtre 145 géré par le collectif le Tricycle et associé au Théâtre de Poche. La programmation de ces deux théâtres est axée sur la jeune création et la transversalité des formes artistiques. Un travail artistique est mené avec les habitants du quartier Berriat (ateliers d'écriture, concours de nouvelles, école des spectateurs…). Le festival Regards croisés y est organisé. Il jouit d’une capacité d’accueil de 277 places.
Au sud, l'Espace 600, situé à la Villeneuve, est particulièrement spécialisé dans le jeune public. La présence de l’établissement « Le 102 » peut également être mentionnée. Il s’agit d’un lieu autogéré et sans subvention, occupant depuis 1983 des locaux en convention avec la ville de Grenoble. Le 102 est connu pour ses concerts de musique improvisée ainsi que ses séances de cinéma expérimental et documentaire.

#### Musique et danse

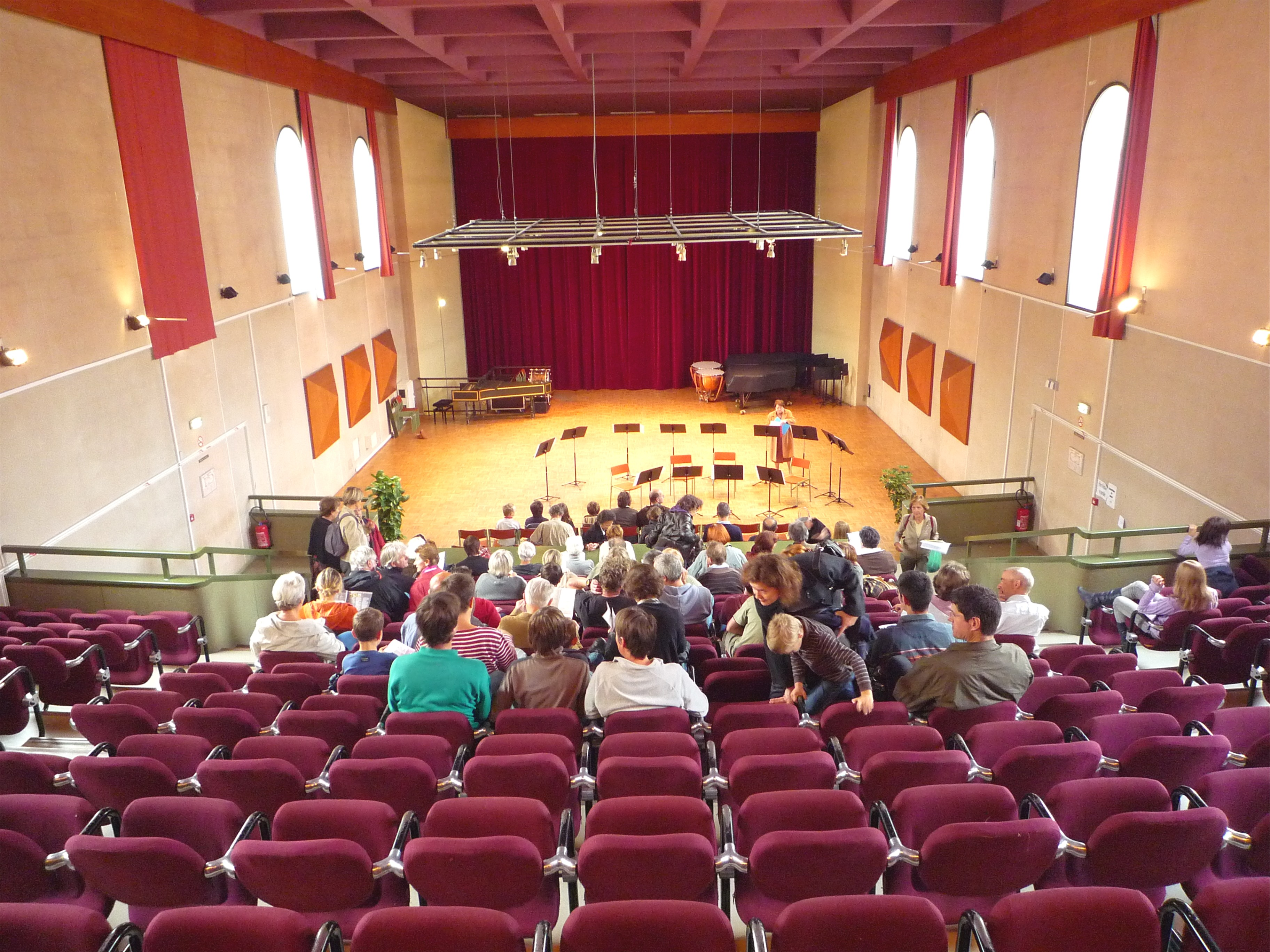
Salle Olivier-Messiaen dans la chapelle de l'ancien couvent des Minimes.

La principale institution grenobloise dans ce domaine est la maison de la culture. Construite par André Wogenscky à l'occasion des Jeux olympiques, elle rouvre ses portes après d'importants travaux de réhabilitation et d'agrandissement en 2004. Nommée auparavant Le Cargo, elle change alors de nom pour celui de MC2 (pour « Maison de la Culture 2 »). Ses capacités d’accueil sont nombreuses et diversifiées puisqu’elle inclut une grande salle de 1 028 places, un auditorium de 998 places, une petite salle de 244 places, une salle de création de 494 places ainsi que deux studios de danse et un studio d'enregistrement. Sa fréquentation dépasse depuis sa rénovation la barre des 100 000 spectateurs par an. Deux prestigieux centres de création lui sont associés, à savoir le Centre chorégraphique national de danse contemporaine dirigé par Jean-Claude Gallotta et les Musiciens du Louvre-Grenoble dirigés par Marc Minkowski.
L'ancienne chapelle du couvent des Minimes de Grenoble fut transformée en salle de musique Olivier Messiaen où se produisent également Les Musiciens du Louvre. Elle peut accueillir quarante-deux musiciens en plateau devant 375 spectateurs.
Parallèlement à l'activité des musiciens du Louvre, la salle Morillot dans l'aile Vieux Temple de l'ancien couvent est mise à disposition des MJC et écoles qui organisent ainsi des manifestations très diverses. Depuis 1991, les lieux accueillent aussi l’observatoire des politiques culturelles, ainsi que quelques associations.
La ville compte aussi deux grandes structures : le palais des sports de Grenoble, pouvant accueillir jusqu’à 12 000 spectateurs, accueille régulièrement de nombreux artistes de la scène nationale et internationale comme Elton John, Bob Dylan, Snoop Dogg, Mylène Farmer. D'autre part, le Summum est une salle de spectacle située près d'Alpexpo accueillant nombres d’artistes. Jaugée à 2 990 places assises, elle peut atteindre 5 000 places assises/debout (la « fosse » est alors débarrassée de ses sièges).
Une salle de concert pour les musiques amplifiées, La Belle Électrique a par ailleurs été implantée dans le secteur Bouchayer-Viallet dans le cadre de son réaménagement urbain. D’une jauge de 1 010 places, elle complète sur l'agglomération le réseau de salles de diffusion et de lieux d'accompagnement des pratiques.

#### Musées

##### Musées d'art

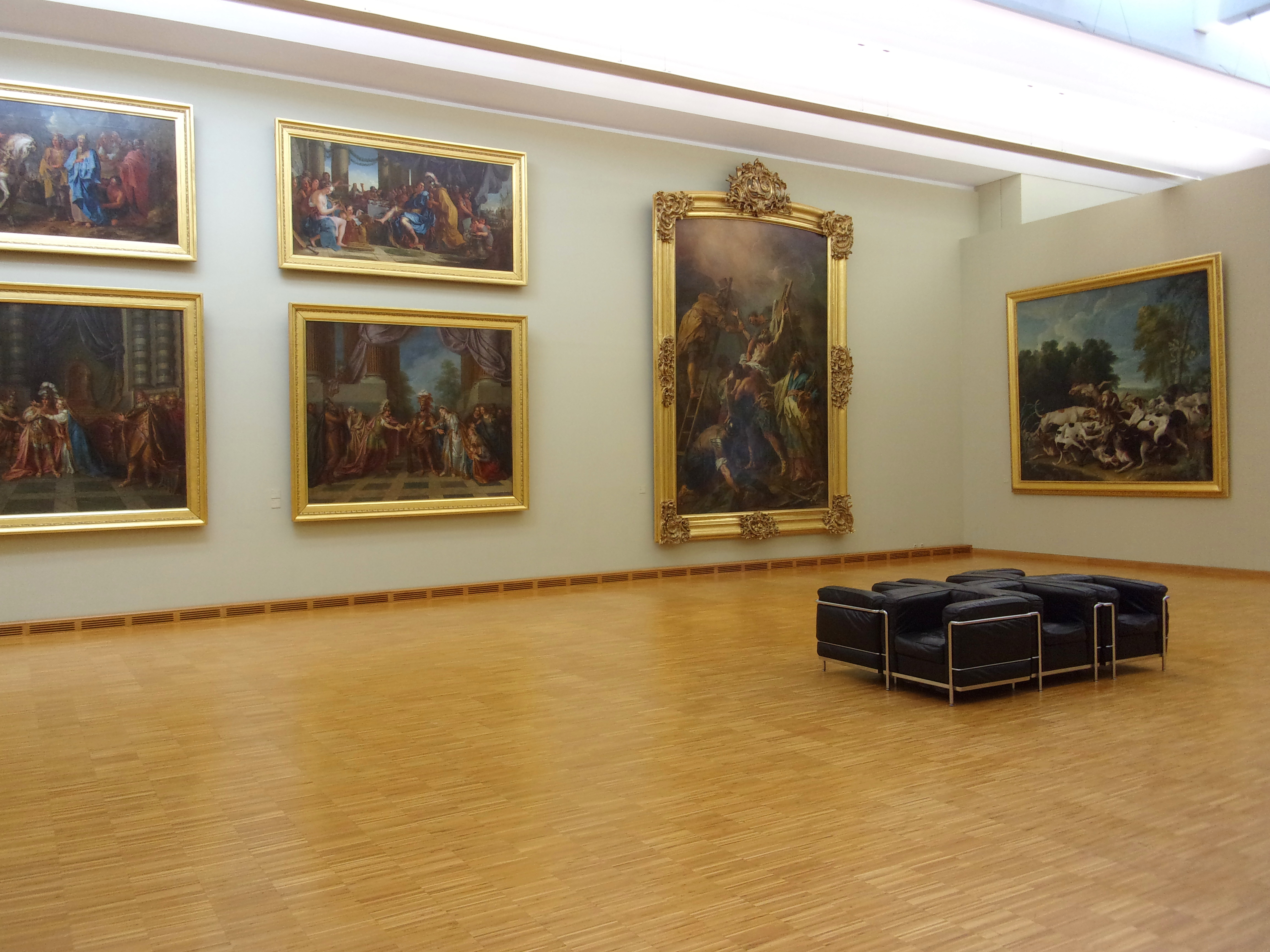
Musée de Grenoble.

Le musée de Grenoble, fondé par Louis-Joseph Jay en 1798, est l'un des grands et plus riches musées de Beaux-Arts français, dont les collections couvrent les principales périodes de l'histoire de l'art, de l'Antiquité à nos jours. La section du XXe siècle est particulièrement riche puisque le musée est considéré comme le plus ancien musée d'art contemporain en France. Toutes les tendances et mouvements de la peinture sont présents avec des tableaux de peintres tels Georges Braque, Amedeo Modigliani, Marc Chagall, Vassily Kandinsky. Matisse fit don de son Intérieur aux aubergines, Pablo Picasso de sa Femme lisant en 1921 et Claude Monet du Coin de l'étang à Giverny en 1923. De grands noms du surréalisme sont aussi présents. Le musée de Grenoble est une référence pour l'art contemporain, avec notamment des œuvres de Pierre Soulages, Christian Boltanski (Monument), Andy Warhol, Rebecca Horn.
Mais les autres collections sont également très importantes. Ainsi, la collection d’antiquités égyptiennes présentée est considérée comme la cinquième de France, avec en particulier de très beaux sarcophages ainsi qu'une momie du VIe siècle, la prophétesse d'Antinoé, présentée sous une vitre blindée. Par ailleurs, la plus belle collection de tableaux de Francisco de Zurbarán dans un musée français avec le musée du Louvre y est incluse. Enfin, l'école dauphinoise du XIXe siècle occupe une place de choix dans le musée. Un jardin de sculptures est aussi installé sur le pourtour est/nord-ouest du musée, dans le parc Albert Michallon. Remarquablement paysagé, c'est dans ce parc que se trouve le plus vieil arbre de la ville, un Cèdre du Liban, planté en 1847.
Le Centre national d'art contemporain (CNAC) dit Le Magasin est l'un des lieux emblématiques de la vie culturelle française. Il fait partie des grands travaux de 1981, et se voulait l'un des fers de lance d'une politique de décentralisation d'une forme d'expression artistique. Le nom de Magasin a été choisi par son directeur fondateur, Jacques Guillot, en hommage à l'exposition constructiviste russe de 1916 de même nom. Contrairement à un musée, le Magasin n'acquiert pas d'œuvres et ne constitue pas de collection. Il renouvelle ses expositions trimestriellement et un bon nombre des œuvres présentées sont créées in situ. Le Centre d'art Bastille est également un autre lieu d'exposition consacré à l'art contemporain.
Par ailleurs, en matière d'art, l'ancien couvent Sainte-Cécile abritant les éditions Glénat est parfois le lieu d'expositions de tableaux ou de gravures comme celles du peintre Rembrandt en 2017.

##### Musées régionaux et historiques

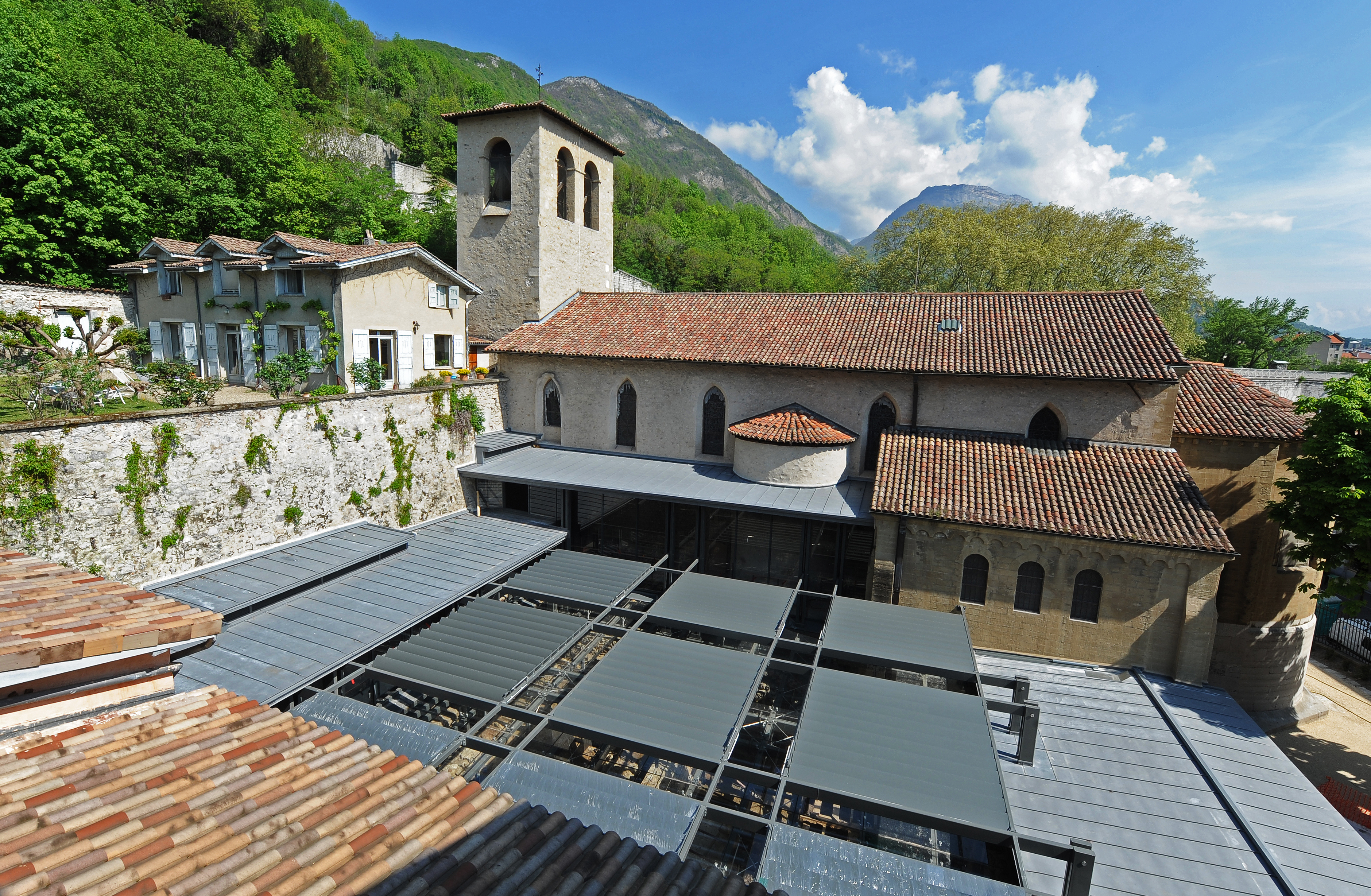
La couverture de verre et d'acier qui protège le site archéologique de Saint-Laurent.

La culture dauphinoise est mise à l’honneur par le musée dauphinois des arts et traditions populaires créé en 1906. Musée ethnographique, archéologique, historique et de société bénéficiant du label « musée de France », il offre deux expositions de longue durée : « Gens de l'alpe » et « La Grande Histoire du ski » et deux nouvelles expositions temporaires proposées chaque saison. D’autres musées remontent aux origines et à l’histoire de la région grenobloise. Le plus prestigieux est sans conteste le musée archéologique Grenoble Saint-Laurent. Dans l’un des plus anciens quartiers de la ville, le quartier Saint-Laurent, la visite propose un voyage pour remonter le temps jusqu’aux origines du christianisme dans la région. Si sa renommée est acquise, grâce en particulier à son sanctuaire des premiers temps chrétiens (VIe siècle) pourvu d'une crypte exceptionnelle, la réalisation de récents travaux a permis de mettre en valeur toute la richesse d'un site classé monument historique. À l'emplacement de l'ancien cloître, les vestiges mis au jour par les archéologues sont désormais protégés par une couverture de verre et de métal. Plus de 1 500 sépultures ont été mises au jour et plus de 3 000 objets ont été retrouvés dans les couches archéologiques et dans les tombes.
Le musée de l'Ancien Évêché présente sur cinq niveaux des objets et tableaux ayant trait à l'histoire de Grenoble et de l'Isère, de la préhistoire à nos jours. Le sous-sol offre aux visiteurs des vestiges archéologiques : les restes du premier rempart de la ville datant de la fin du IIIe siècle ainsi qu'un baptistère utilisé entre le IVe siècle et le Xe siècle. Le musée Stendhal réinstallé depuis 2012 dans ses locaux de la Grande-Rue, présente l'appartement meublé de l'époque du grand écrivain. Le musée des troupes de montagne présente sur 600 m2 l'histoire des soldats spécialisés dans le combat en montagne dont l'origine remonte à 1888. Armes, uniformes, matériels de transmission, cartes et témoignages retracent les moments forts de ces combattants surnommés les Diables bleus. De son côté, le musée de la Résistance et de la Déportation de l'Isère décrit la spécificité de la Résistance dans le département de l'Isère et particulièrement dans le massif du Vercors lors de la Seconde Guerre mondiale, avec une présentation chronologique des événements de ce conflit. Une nouvelle présentation par cartes murales animées permet de restituer l'univers concentrationnaire des déportés. Le musée a obtenu le label « musée de France ».
Enfin, grâce à son rôle actif dans le déclenchement de la Révolution française et à l'action de l'industriel Claude Perier, Grenoble est proche de l'unique musée de la Révolution française situé à 15 kilomètres, sur la commune de Vizille.

##### Musées scientifiques

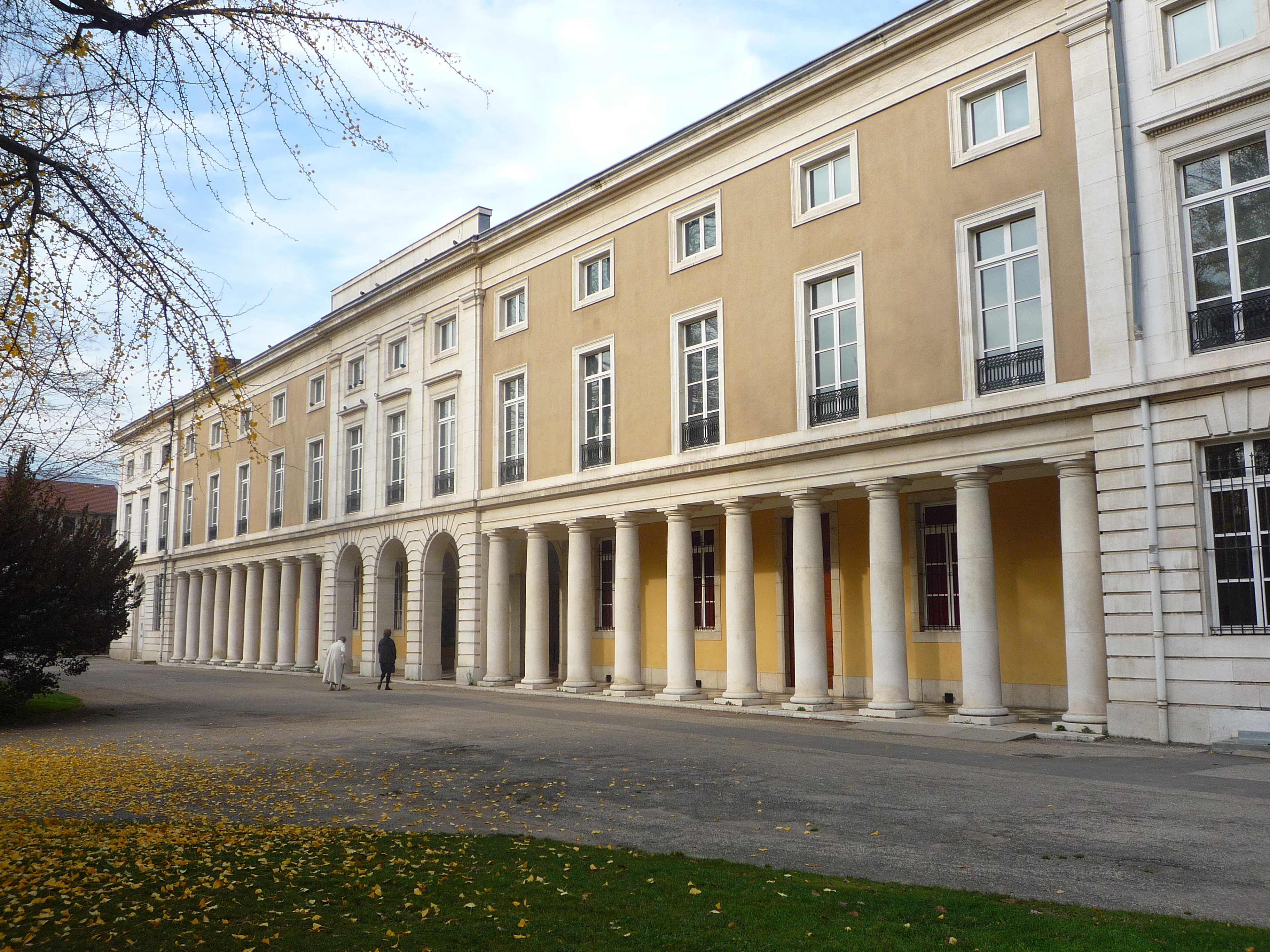
Muséum d'histoire naturelle.

D’autres musées grenoblois possèdent des collections à dimension scientifique. Le Muséum d'histoire naturelle de Grenoble, fondé en 1773, présente un riche patrimoine naturel, notamment alpin. Ses collections sont fortes de plusieurs centaines de milliers d'objets dans les disciplines de la botanique, de la zoologie, de la géologie et de l'ethnologie. Se trouve également au sein du muséum un jardin des Plantes achevé en 1855.
Le musée grenoblois des sciences médicales créé en 1992 et rattaché à l'hôpital Michallon propose chaque année une exposition liée à la médecine. Par ailleurs, le musée ARhome (musée privée de l'innovation industrielle) retrace les temps forts de l'histoire sociale, économique et politique française, ainsi que l'histoire de l'entreprise A.Raymond.
Enfin, le CCSTI de Grenoble – La Casemate, premier centre de culture scientifique, technique et industrielle de France, ouvert en 1979, vise à vulgariser la science, la technologie et la culture d'innovation. À cet effet, il organise une panoplie d'activités, telles que la conception et la mise en œuvre d'expositions interactives, d'ateliers scientifiques, de tables rondes et de débats destinés à une grande variété de publics, ainsi que des expositions itinérantes et des outils de proximité (le camion des sciences, par exemple). Il coordonne par ailleurs la Fête de la science dans la région.
Il convient également de mentionner le musée-bibliothèque de Grenoble, édifice culturel du XIXe siècle situé place de Verdun à Grenoble. Achevé en 1870, il accueillait jusqu'en 1970 la Bibliothèque municipale de Grenoble et jusqu'en 1992 les collections du musée de Grenoble. Il est actuellement utilisé comme lieu d'expositions temporaires (dont La Plateforme).

#### Bibliothèques
La Bibliothèque municipale de Grenoble est une bibliothèque municipale classée rassemblant et animant un réseau de treize bibliothèques réparties sur la ville, ainsi que huit autres bibliothèques d'institutions culturelles locales. Héritière de la bibliothèque publique créée en 1772, elle s’installe en 1970 dans un bâtiment construit entre 1955 et 1959 par l'architecte Jean Benoit et labellisé patrimoine du XXe siècle en septembre 2004. Elle conserve en 2010 environ 800 000 livres et documents sur une superficie de 10 161 m2. Elle détient également des fonds concernant l'ancienne province du Dauphiné et de l'ancienne région Auvergne-Rhône-Alpes ou d'autres extrêmement prestigieux, tels que ceux du monastère de la Grande Chartreuse, Stendhal (ce fonds compte environ 40 000 pages de manuscrits de l'écrivain), Berlioz, Champollion.
Sur demande, elle donne accès au fonds ancien dauphinois, composé de 200 000 documents, et au fonds ancien général comprenant 196 000 ouvrages et 20 000 manuscrits antérieurs à 1900 ainsi que 706 incunables.
La mission de la bibliothèque municipale, par-delà la conservation du patrimoine, est de contribuer au développement de la lecture et de lutter contre l'illettrisme. La bibliothèque a ainsi établi un réseau maillé de recherche et de consultation avec vingt et une autres bibliothèques dans la ville, dont huit bibliothèques associées dépendant d'institutions culturelles locales comme le centre de ressources des écritures théâtrales contemporaines, la bibliothèque des éditions Glénat ou la bibliothèque Albert-Soboul du musée de la Révolution française de Vizille par exemple, élargissant ainsi sa réserve de lecture.

#### Cinémas

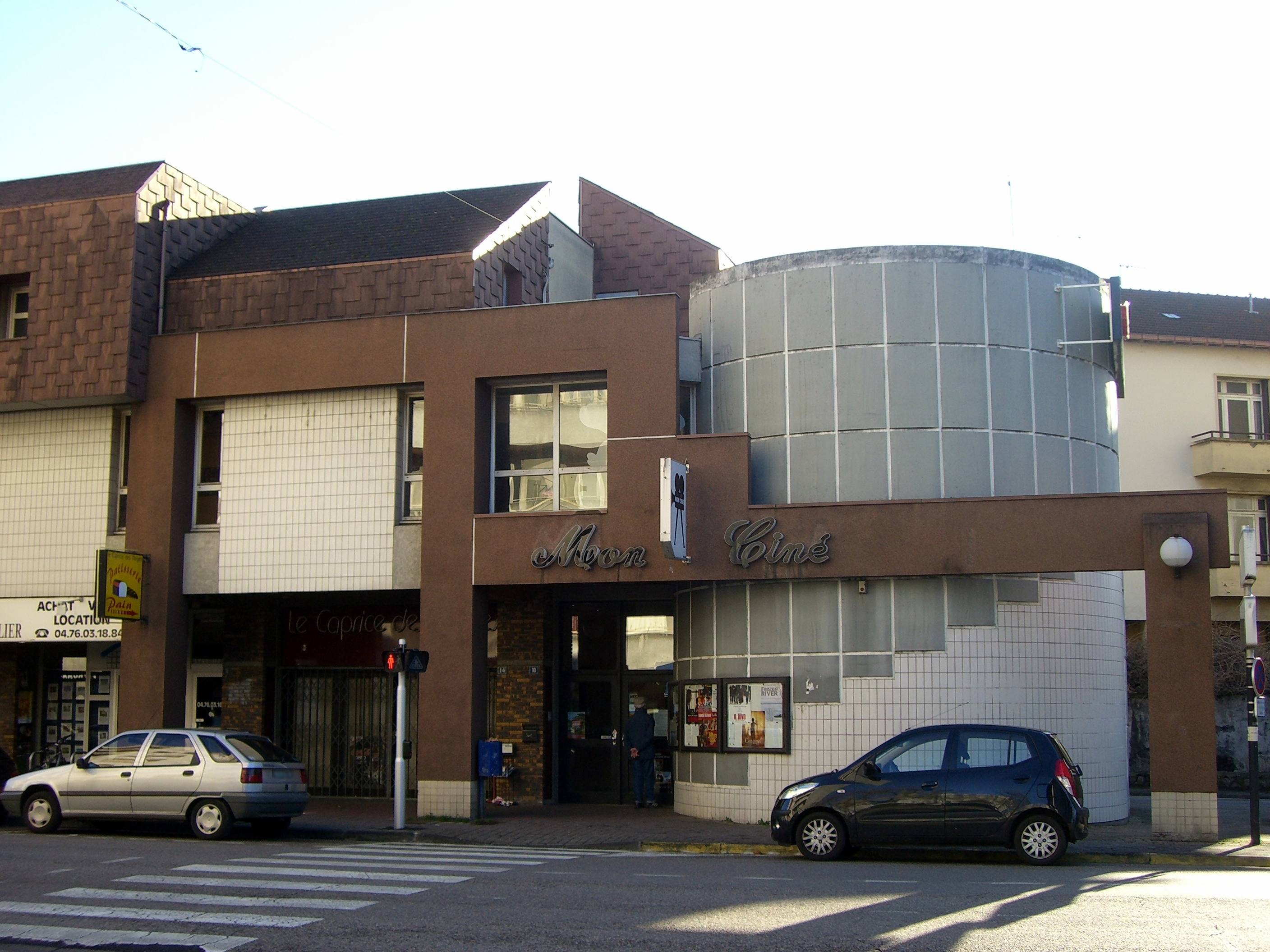
Cinéma Mon Ciné à Saint-Martin-d'Hères.

L'agglomération de Grenoble compte quarante-cinq salles dans dix cinémas. Le centre de la ville est investi par les petits cinémas indépendants à vocation culturelle, notamment la Cinémathèque de Grenoble qui organise chaque année le Festival du Court Métrage, ou le cinéma d'art et d'essai Le Méliès, mais également Le Club (cinq salles, 493 places). La Nef (sept salles, 876 places) et Les 6 Rex (six salles, 1 009 places), les deux anciens principaux cinémas de Grenoble avant la création de multiplexes, possèdent une offre plus généraliste.
D’autres petites salles se sont également implantées dans plusieurs communes de l’agglomération : l’Espace Aragon à Villard-Bonnot, Mon Ciné à Saint-Martin-d'Hères et La Vence Scène à Saint-Egrève.
Enfin, l’agglomération abrite également deux multiplexes : un multiplexe Pathé (douze salles, 2 888 places) situé dans la commune périphérique d’Échirolles, et le multiplexe Pathé-Chavant (dix salles, 2 950 places) situé dans le quartier de l'hyper-centre au cœur de Grenoble.

### Grenoble dans les arts

#### Dans la littérature
Jean-Jacques Rousseau et Grenoble
Monsieur Jean-Joseph Renou, alias le philosophe Jean-Jacques Rousseau qui voyage sous ce nom d'emprunt, va résider dans la ville dauphinoise entre les mois de juillet et de septembre 1768. Il en profite pour herboriser dans les environs.
Un livre, intitulé Trois mois de la vie de Jean-Jacques Rousseau, écrit par l'auteur grenoblois Auguste Decoin et publié en 1852 retrace ce cours passage de Rousseau en y ajoutant des lettres et des notes inédites de l'écrivain écrites durant cette période.
Stendhal et Grenoble

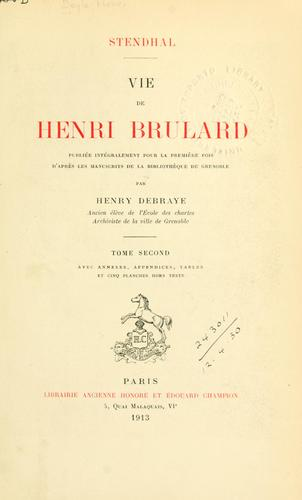
Couverture du livre "Vie d'Henri Brulard" de Stendhal, œuvre où l'auteur évoque sa ville natale de façon peu élogieuse

L'écrivain français est né à Grenoble en 1783, au cœur de la vieille ville et au sein d'une vieille famille grenobloise les Beyle et reste l'auteur littéraire local le plus connu au niveau national et international.

Dans son roman autobiographique Vie de Henry Brulard, écrit en 1835, Stendhal n'est pas bien tendre avec sa ville natale : 
« Tout ce qui est bas et plat dans le genre bourgeois me rappelle Grenoble, tout ce qui me rappelle Grenoble me fait horreur, non, horreur est trop noble, mal au cœur. »
 Un peu plus loin dans le même ouvrage, on peut lire :
«  Grenoble est pour moi comme le souvenir d'une abominable indigestion. »
Cependant, dans Mémoires d'un touriste, écrit trois ans plus tard, le même auteur consacre une centaine de pages sur trois cents à sa vieille cité, et son ton est nettement plus positif, arguant que Grenoble possède « la physionomie d'une ville et non d'un grand village » et reconnaît sa « puissance architecturale ».
George Sand, François Blanc et Grenoble

En 1864, la femme de lettres française, George Sand, signe la préface d'un ouvrage dénommé « Poésies en patois du Dauphiné : Grenoblo malhérou », écrit par François Blanc dit Blanc dit la Goutte. La préface commence ainsi : 
« Notre époque voit peu à peu disparaître de beaucoup de localités les derniers vestiges archéologiques. Le pittoresque n'a pas de plus grands ennemis que les ouvriers maçons. On assainit les villes, on fait circuler l’air et la lumière, la santé par conséquent, dans les rues étroites et sombres du Moyen Âge, et on fait bien. La prospérité publique y gagne, mais l’art y perd. »

avant de poursuivre un peu plus loin dans son hommage au poète grenoblois : 
« Ce bel Ouvrage s'adresse aux gens de goût de tous les pays, et quiconque sait le français peut comprendre le limpide et gracieux dialecte de Blanc la Goutte. Une telle publication est une gloire pour le Dauphiné, non seulement en ce qu'elle lui restitue son passé archéologique (tout en lui conservant les restes encore debout de ses vieilles richesses), mais en ce qu'elle ressuscite un de ses morts illustres […] »
Les autres auteurs
- La ville de Stendhal est le nom d'un poème d'Anna de Noailles (1876-1933) publié dans le recueil Les éblouissements (Calmann-Lévy, 1907). La première strophe cite explicitement Grenoble[488] :

« Un soir d'argent, si beau, si noble,
Enveloppe et berce Grenoble.
Tout l'espace est sentimental.
Voici la ville de Stendhal… »
- Grenoble a servi de cadre à nombre d'œuvres littéraires. Par exemple, Ciel Blanc[489], de Catherine Claude (écrivain, romancière et essayiste, ancienne présidente de l'Union des écrivains[490]), Prix littéraire de la Résistance, décrit l'atmosphère particulière des années de l'Occupation durant la Seconde Guerre mondiale.

#### Dans la chanson
- Pierre de Grenoble (auteur inconnu). Il s'agit d'une complainte, originaire du Dauphiné, écrite et composée par un auteur anonyme remonte à la fin du XVIIe siècle. Cette chanson a été reprise par de nombreux d'interprètes, dont le groupe folk français Malicorne en 1973.
- Grenoble (Gribouille). Il s'agit d'une chanson de Gribouille, nom d'artiste de l'interprète d'origine lyonnaise, décédée en 1968, Marie-France Gaite[491].
- Chanson sur le drame d'Échirolles (Calogero). Calogero chante pour Sofiane et Kevin, il évoque le double meurtre de Kevin et Sofiane, tués par une bande dans la banlieue de Grenoble en 2012[492].

#### Au cinéma
Grenoble et ses environs immédiats ont souvent servi de cadre pour le cinéma. Les montagnes environnantes (particulièrement le Vercors) ont été une source d'inspiration pour les décors cinématographiques.

#### Dans la bande dessinée
- Ailefroide, altitude 3954 (2018), et La Dernière Reine (2022) de Jean-Marc Rochette.

#### Dans les spectacles

##### Grenoble dans l'humour
- Fernand Raynaud est l’auteur d’un sketch resté célèbre (Ne me parle pas de Grenoble) qui pourrait être interprété comme une critique envers Grenoble et ses habitants[493]. En fait, il est question d’un truand assez minable qui espère se refaire en s'installant dans cette ville. Mais on se méprend sur ses intentions et on lui propose un travail de tôlier. Le personnage particulièrement choqué décide de quitter Grenoble. Il est difficile de ressentir un grief particulier contre la capitale des Alpes, mais le choix n'est pas innocent[494].
- Boris Vian, de passage à Grenoble en 1952, note la particularité architecturale des pissotières du cours Jean-Jaurès, qui donnent une position très digne à celui qui les utilise.
- Un sketch dénommé Koumak de Patrick Timsit évoque, lui aussi, la ville de Grenoble pour se moquer des vols à escales trop fréquentes pour se rendre dans un lieu de villégiature (pour aller à Koumak, tu fais Paris - Abidjan, Abidjan - Moscou, Moscou - Los Angeles, Los Angeles - Grenoble et Grenoble - Koumak).
- Grenoble est évoqué dans Le Schpountz, pièce et film de Marcel Pagnol, mais pas de façon très sympathique (dialogue de Charpin).
- Serge Papagalli est un comique contemporain écrivant des sketches sur les Dauphinoises et Dauphinois ("Dauphi-noix").
- Soldats en garnison à Grenoble, Francis Carco et le poète Jean Pellerin y inventeront, rue Saint-Jacques, le personnage d'Eve Arrighi, auteur et critique littéraire fictive qu'ils feront disparaître peu avant la Première Guerre mondiale.
- Monsieur Mangetout, « grand avaleur de tout et de n'importe quoi » (commentaire d'un journaliste) est un artiste de cabaret qui a fait autant rire qu'il a étonné. L'homme, natif de Grenoble et qui y a vécu toute sa vie a mangé des bicyclettes, des téléviseurs et même un avion de type Cessna 150.
- C'est en utilisant comme modèle le fondateur de l'usine de pâtes Lustucru, à Grenoble, que Gabriel Chevallier écrira les héritiers Euffe, une chronique hilarante sur la société grenobloise au début du XXe siècle[495].
- Coluche, dans son sketch Le clochard analphabète, fait mention de Grenoble, en pratiquant un jeu de mots lorsqu'il évoque le frère de son personnage qui a réussi car il est « ingénieur à Grenoble » (ingénieur agronome)[496]. L'expression est en fait empruntée à Fernand Raynaud.
- Luis Rego, dans sa plaidoirie lors du procès de Guy Bedos au Tribunal des flagrants délires, délaisse son client pour disserter sur la vie à Grenoble : misérable et arriérée, en comparaison avec la civilisation d'abondance et de luxe de Paris d'où vient le Tribunal, mais empreinte d'une indéniable joie de vivre[497].

### Personnalités liées à la commune

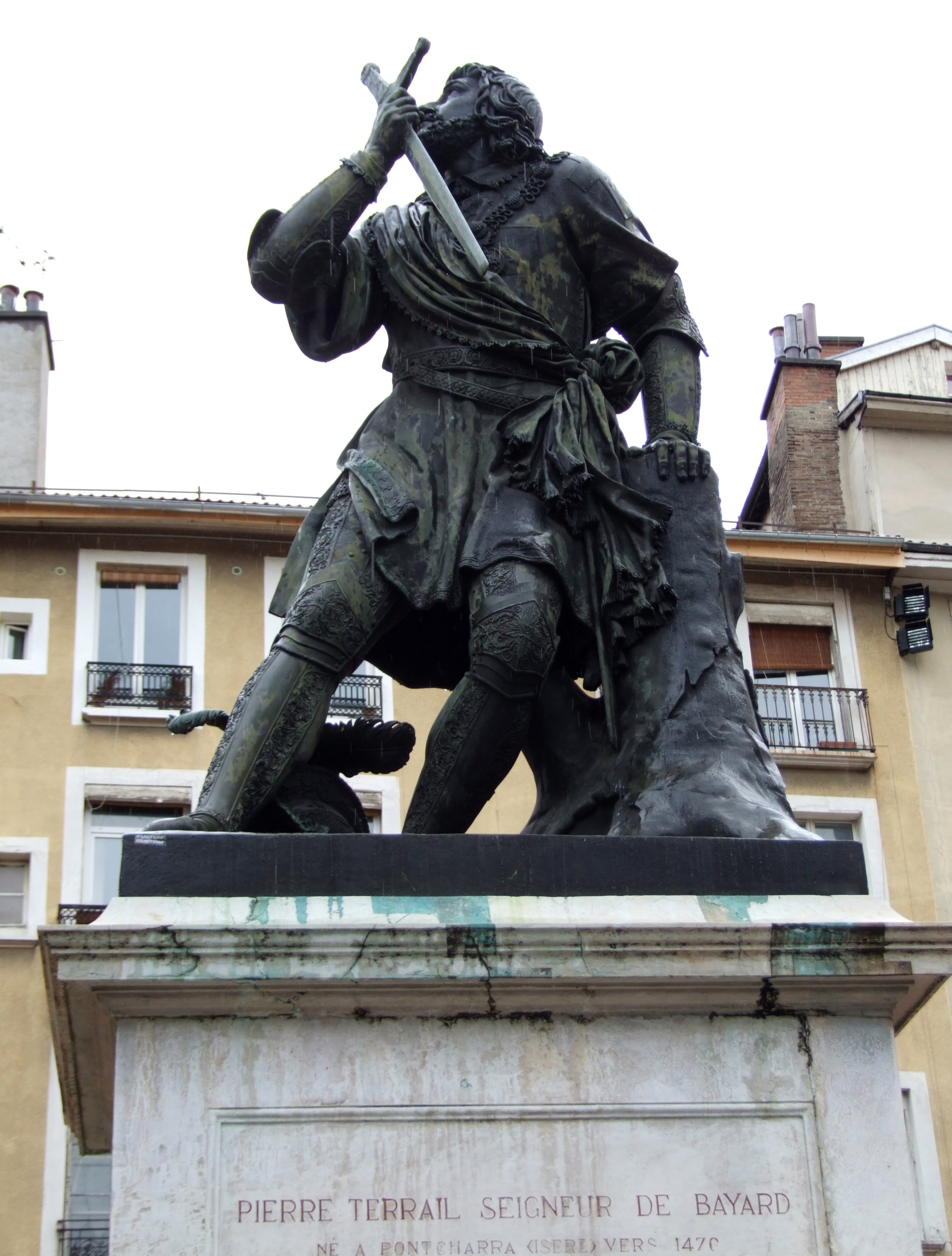
Statue du chevalier Bayard à Grenoble.

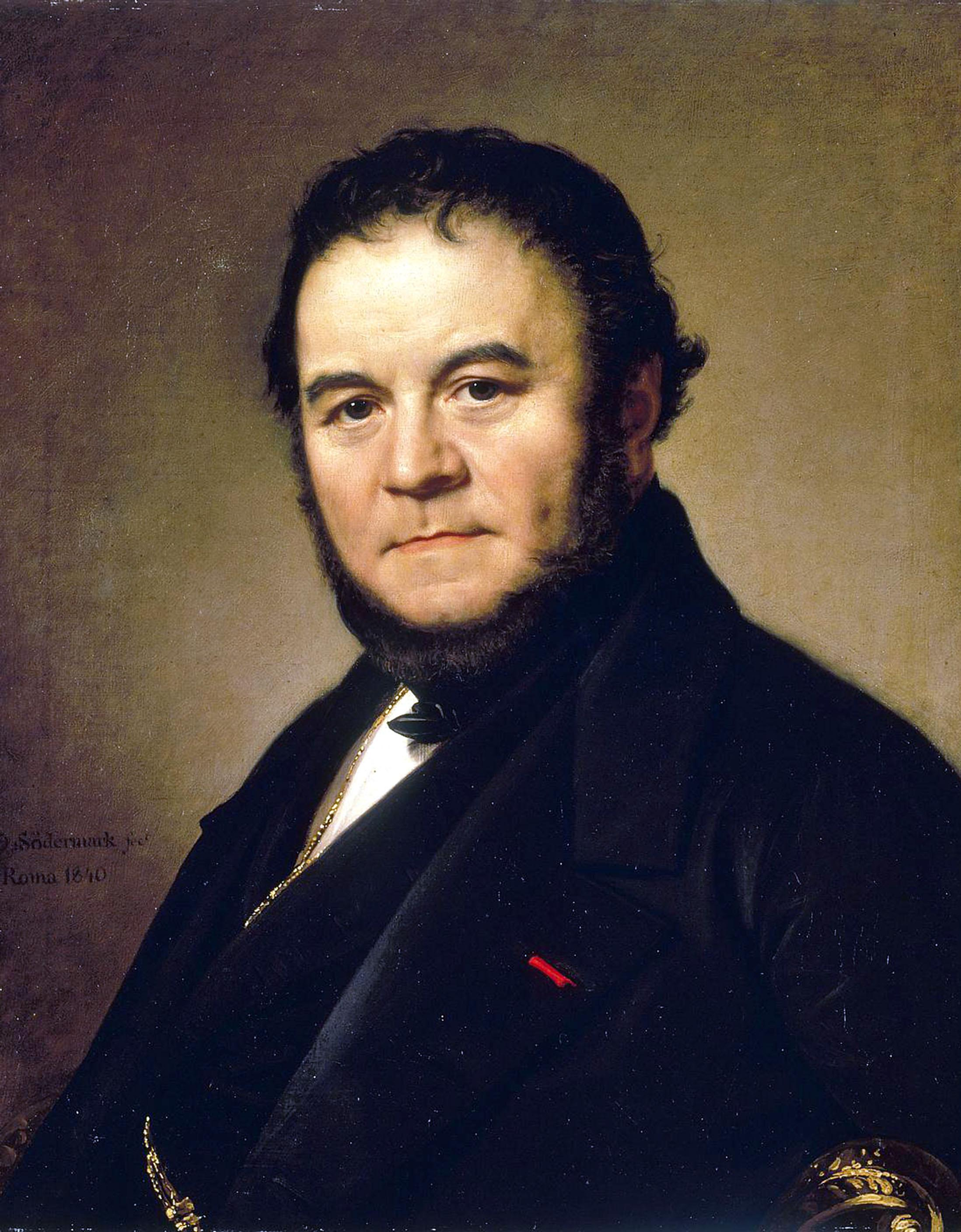
Henri Beyle, dit Stendhal.

Grenoble est le lieu de naissance de nombreuses personnalités de l'histoire nationale, parmi lesquelles :
- les écrivains Henri Beyle, dit Stendhal, et Charles Berriat-Saint-Prix ;
- les philosophes Étienne Bonnot de Condillac et Emmanuel Mounier dans le domaine culturel ;
- les avocats Jean-Joseph Mounier, Antoine Barnave, le banquier Casimir Perier pour le monde politique ;
- les inventeurs Jacques de Vaucanson et Xavier Jouvin dans le domaine technique.

La ville a par ailleurs accueilli de nombreuses figures historiques aux talents variés, comme :
- le chevalier Bayard ;
- le duc de Lesdiguières ;
- le célèbre égyptologue Jean-François Champollion, dauphinois par son père mais aussi le mathématicien et physicien Joseph Fourier, les ingénieurs Aristide Bergès et Louis Joseph Vicat, le physicien Louis Néel, prix Nobel de physique en 1970, les compositeurs Hector Berlioz, né en Isère, et Olivier Messiaen, ou encore l'abbé Pierre durant la Seconde Guerre mondiale.

Au cours du XXe siècle, des personnalités venant du monde entier séjournèrent à Grenoble : Jacqueline Kennedy et Abdoulaye Wade effectuèrent une partie de leurs études à l’université de Grenoble, Igor Stravinsky s'installa quelques années à Voreppe et l’écrivain Kateb Yacine passa à Grenoble ses dernières années.
La période contemporaine est caractérisée par la présence de musiciens et de gens du spectacle : le comique troupier Charles-Joseph Pasquier dit Bach (1882-1953) né au Fontanil-Cornillon, créateur de la célèbre chanson Quand Madelon..., le chef d’orchestre Emmanuel Krivine, le compositeur et pianiste Karim Maurice, le chorégraphe Jean-Claude Gallotta, l’humoriste Roland Magdane, le comédien Jean-Pierre Castaldi, le vidéaste, rappeur et acteur Yvick Letexier alias Mister V, le vidéaste et chanteur Joyca, le comédien et humoriste Wally Dia, le chanteur-compositeur Michel Fugain ou encore le comédien Sami Bouajila. De nombreux artistes de la scène musicale française actuelle sont également issus de la région grenobloise tels les chanteurs Calogero, Anaïs Croze, Merwan Rim et Pep's ainsi que les groupes Sinsemilia, Gnawa Diffusion, Nightmare et Avaland. La journaliste Mélissa Theuriau est née à Échirolles, ville de la proche banlieue grenobloise. Les sportifs Guilbaut Colas, Marion Josserand et Marion Haerty sont originaires du bassin grenoblois. Le footballeur Brice Maubleu gardien de but emblématique du GF38.

### Héraldique
| Blason de Grenoble | Blason  | D’or aux trois roses de gueules. |
| Blason de Grenoble | Détails | Les trois roses rouges seraient l’emblème des saints martyrs : saint Vincent, patron du diocèse de Grenoble ; saint André, patron des Dauphins ; saint Jean-Baptiste, patron des citadins. Le statut officiel du blason reste à déterminer. |
| Blason de Grenoble | Alias   | D’argent à trois roses de gueules, au chef de gueules à trois abeilles d’or. Cet autre blason fut instauré sous le Premier Empire. |

L'origine de ce blason varie selon les historiens. Pour Auguste Bouchayer (1874-1943), un des pionniers de la houille blanche, les trois roses rouges seraient l’emblème des saints martyrs : saint Vincent, patron du diocèse de Grenoble ; saint André, patron des Dauphins ; saint Jean Baptiste, patron des citadins.
Les trois roses seraient la représentation symbolique des trois autorités qui, au Moyen Âge, gouvernaient la cité : l'évêque, le dauphin, les consuls.
En 1958, le Syndicat d'initiative de Grenoble a voulu y voir « le symbole de ses trois gloires : UNIVERSITÉ TOURISME INDUSTRIE »,.
Dans l’actuel logo, qui ne reprend pas la tradition héraldique, les trois roses sont disposées différemment.